# سويسرا
سُوَيْسِرَة أو سِوِيسْرَا (بالألمانية: die Schweiz، بالفرنسية:la Suisse، بالإيطالية:Svizzera، بالرومانشية:Svizra) ورسمِيّاً الِاتِّحَادُ السُّوَيْسِرِيُّ هي جمهورية اتحادية تتكون من 26 كانتونًا، مع برن عاصمةً ومقراً للسلطات الاتحادية. تقع سويسرة في أوروبا الغربية، حيث تحدها ألمانيا من الشمال، فرنسا من الغرب، إيطاليا من الجنوب، والنمسا وليختنشتاين من الشرق. تشكلت الكونفدرالية السويسرية على مدى عدة قرون، لكنها تميّزت منذ نهاية القرن الثالث عشر بحرصها على الحياد والسلميّة مع الدول، وابتعادها عن الدخول في حروب مع جيرانها. ومع أنها تقع في قلب القارة الأوروبية، إلا أنها تمتاز عن معظم الدول المجاورة لها بتنوّعها الديني واللغوي وتمسكها بممارسة الديمقراطية المباشرة.
سويسرة هي أيضاً مهد للصليب الأحمر؛ وموطن لعدد كبير من المنظمات الدولية؛ بما في ذلك ثاني أكبر مكتب للأمم المتحدة. وعلى المستوى الأوروبي فهي عضو مؤسس في الرابطة الأوروبية للتجارة الحرة؛ وجزء من منطقة شنغن، وعلى الرغم من أنها ليست عضوًا في الاتحاد الأوروبي ولا في المنطقة الاقتصادية الأوروبية إلا أن سويسرة هي واحدة من أغنى البلدان في العالم من حيث الناتج المحلي الإجمالي للفرد، وتحتوي على أعلى ثروة للشخص البالغ (الأصول المالية وغير المالية) من أي بلد في العالم. وقد صُنفت زيورخ وجنيف المدينتين الثانية والثامنة من بين الأعلى في جودة المعيشة في الحياة في العالم. وهي الدولة التاسعة عشر ذات أكبر اقتصاد في العالم من حيث الناتج المحلي الإجمالي الاسمي ورقم 36 في تعادل القوة الشرائية.
سويسرة بلد قائم على أساس احترام الأقليّات وعلى الديمقراطية المباشرة؛ التي أدّت في نهاية المطاف إلى نظام فدرالي يضم 26 إقليمًا أو كما تُعرف بالكانتون، تلتقي على التواؤم والتضامن فيما بينها. ورغم أنها تختلف فيما بينها بالهوية إلا أن المصلحة المشتركة تجمعها. ثمة تماثل بين الفدرالية السويسرية والاتحاد الأوروبي فيما عدا الشأن المالي والدِّفاع والسياسة الخارجية، رغم أن سويسرة الحديثة تشكّلت عام 1848 إلا أنه لا توجد لغة رسمية واحدة بل هناك أربع لغات، ولا توجد ثقافة واحدة بل هناك عدة ثقافات متنوعّة وغنيّة ومتناقضة فيما بينها. فبعض المواطنين لغتهم الأم الفرنسية ويعيشون ويعملون في مدينة منفتحة مثل جنيف، يوجد فيها أكثر من 200 منظمة دولية. والبعض من سكان الريف يعيشون في قرى جبلية تقع في كانتون أوري، ويتحدّثون بلهجة ألمانية وليس بينهم إلا كما بين اليابانيين والبرازيليين، إلا أنهما يرتبطان سويًا بتاريخ من النجاحات التي حقّقها وما زال يحقِّقها هذا البلد، وبديمقراطية يعود تاريخها إلى أكثر من 700 عام.
تضم سويسرة أربع لغات رئيسية لغوية وثقافية: الألمانية، الفرنسية، الإيطالية، والرومانشية، وعلى الرغم من أن الغالبية تتحدث الألمانية، إلا أنها لا تشكل أمة في معنى هوية عرقية أو لغوية مشتركة لكن بينهم شعور قوي بالانتماء إلى البلد الذي تأسس على خلفية تاريخية مشتركة وقيم مشتركة (فدرالية وديمقراطية مباشرة) تتخذ من جبال الألب رمزاً لها. وتحتفل سويسرا بيومها الوطني في 1 أغسطس من كل عام والذي يوافق تاريخ إنشاء الاتحاد السويسري في 1 أغسطس 1291.

## أصل التسمية
أصل كلمة سويسرة الإنجليزية (Switzerland) ألماني وجاء من كلمة schwytzer شفايزر ويعني ساكن منطقة شفايز وهي إحدى أقاليم والدستاتين التي شكلت نواة الاتحاد السويسري القديم. ولعل المصطلح مشتق من الكلمة الألمانية سويتس الذي يعني «يحرق» إشارة إلى منطقة حرجية قد تم إحراقها قديماً. وبعد أن وضعت حرب سوابيان في العام 1499 في تلك المنطقة أوزارها أصبح المصطلح يستخدم للإشارة إلى الاتحاد بأكمله.
تاريخيا إن تسمية اتحاد المدن السويسري لم تكن رسمية إلّا في القرن السابع عشر وأن الاسم السائد قبل ذلك «عصبة مدن ألمانيا العليا» وكانت هذه الأراضي تابعة إلى أسرة آل هابسبورغ.

## الجغرافيا

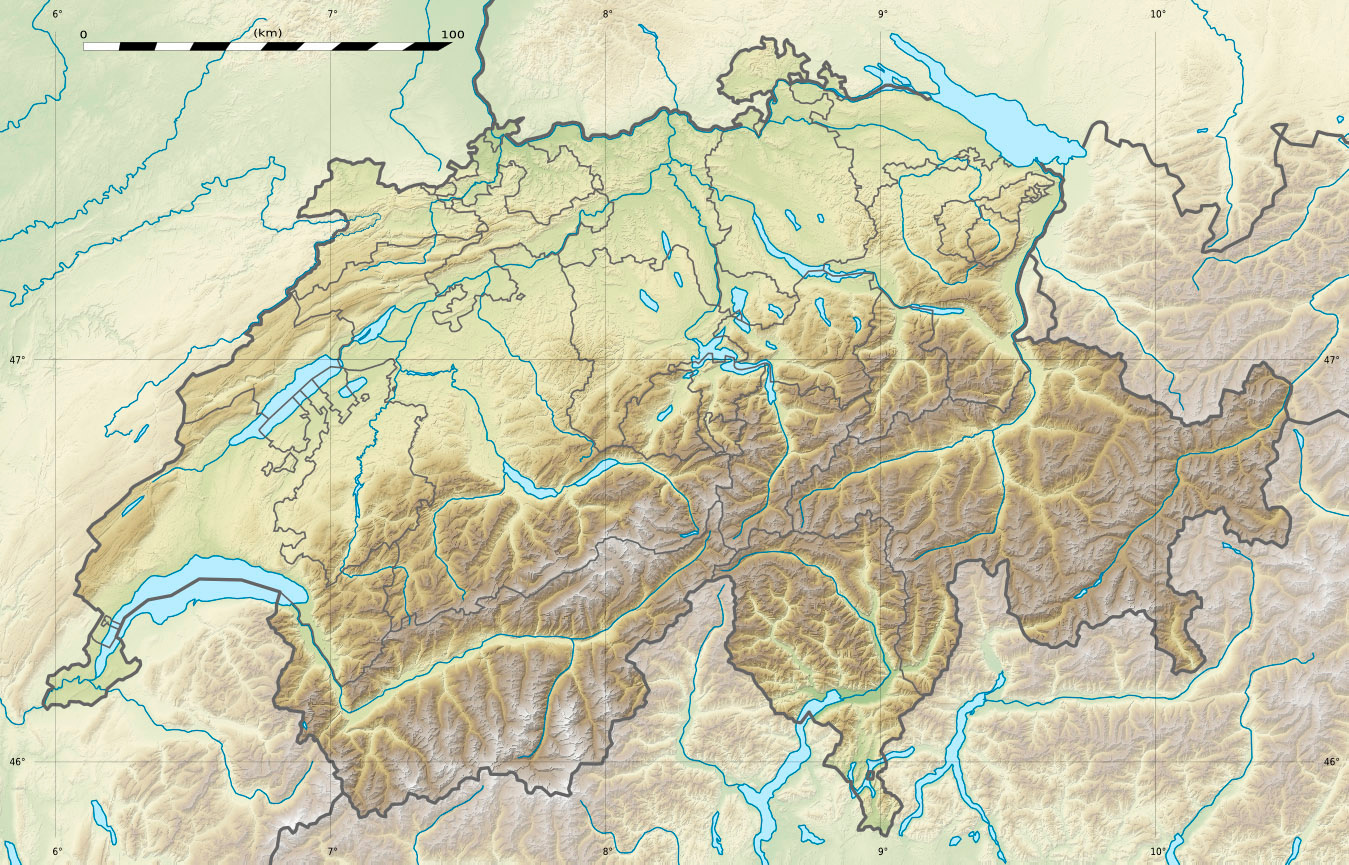
الخريطة المادية من سويسرة.

تقع سويسرة في قلب القارة الأوروبية وتحيط بها خمس دول، وهي ألمانيا من الشمال وإيطاليا من الجنوب والنمسا وإمارة ليختنشتاين من الشرق وفرنسا من الغرب، وليست لها منافذ بحرية وتبلغ مساحتها حوالي 41300 كيلومترا مربعا. وتتكون سويسرة من ثلاث مناطق جغرافية وهي: سلسلة جبال الألب، التي تمتد في الجنوب وتغطي حوالي ثلثي مساحة البلاد ويبلغ ارتفاع أعلى قممها "Punta Dufour" «بونتا دوفور» 4638م. ثم هناك سلسلة جبال جورا والتي تمتد على شكل هلال في غرب وشمال البلاد، وتمثل الحد الفاصل بين سويسرة وفرنسا وتغطي نحو 12٪ من المساحة الكلية، ويبلغ ارتفاع أعلى قممها Cret de la Neige«كريت دو لا نيج» 1718 م، وبين هاتين المجموعتين من السلاسل الجبلية، تمتد منطقة الهضبة السهلية التي تضم معظم المدن والقرى السويسرية.
كان لموقع سويسرة فوق الهضاب «الألبينية» في منطقة هي ملتقى ثلاثة ممرات جبلية (غوتهارد – فوركا – أوبيرآلب) ونقطة وصل هامة تربط بين العديد من بلدان سويسرة، الأثر العظيم في صياغة تاريخ هذا البلد. وينبع في سويسرة عدداً من أكبر أنهار أوروبا: كنهر الراين، الذي يمتد إلى بحر الشمال ونهر الرون، الذي يصب في البحر الأبيض المتوسط، ونهر إن، الذي هو أحد روافد نهر الدانوب وينتهي مساره في البحر الأسود، ونهر تيتشينو، الذي هو أحد روافد نهر البو، ويصب في البحر الادرياتيكي.

خريطة سويسرة بمقياس كوبين لتصنيف المناخ.

تقع سويسرة بين خطي عرض 45 درجة و48 درجة شمالاً، وخطي طول 5 ° و11 ° E. وهي تحتوي على ثلاثة مجالات الطبوغرافية الأساسية: جبال الألب السويسرية إلى الجنوب، الهضبة السويسرية والميدليلاند، وجبال جورا في الشمال. جبال الألب هي سلسلة جبال عالية تمتد في وسط جنوب البلاد، التي تضم حوالي 60٪ من المساحة الإجمالية للبلاد. بين الوديان عالية من جبال الألب السويسرية عُثِر على العديد من الأنهار الجليدية وبلغ مجموع مساحتها 1,063 كيلومترا مربعا.
من هذه تنشأ منابع عدة أنهار رئيسية مثل الراين، ونزل، وتيسان ورون، وتتدفق في أربعة اتجاهات أساسية في جميع أنحاء أوروبا. الشبكة الهيدروغرافية تتضمن مخزون يعد من الأكبر في المياه العذبة في أوروبا الوسطى والغربية، حيث يضم بحيرة جنيف، بحيرة كونستانس وبحيرة ماجيوري. تمتلك سويسرة أكثر من 1500 بحيرة، وبها 6٪ من نصيب أوروبا من المياه العذبة. فيما تغطي البحيرات والأنهار الجليدية حوالي 6٪ من الأراضي السويسرية.
تمتاز سويسرة بوجود عدد كبير من البحيرات – أكثر من 1500 بحيرة، وهناك أكثر من 20 عيْـن تَتم منها تعبئة المياه المعدنية. ومن أهم البحيرات السويسرية، بحيرة ليمان (أو بحيرة جنيف)، وهي من أكبر بحيرات أوروبا (60٪ ضمن الحدود السويسرية و40٪ ضمن الحدود الفرنسية)، وبحيرة كوستانس وبحيرة لوغانو وبحيرة ماجوري وبحيرة نوشاتيل وبحيرة لوتسرن وبحيرة زيورخ، وبحيرة بريينس وبحيرة تون وغيرها.

### الحدود
سويسرة هي إحدى الدول الواقعة في القارة الأوروبيّة وتحديداً في قلبها، وتشكّل اتحاداً فيدرالياً ديمقراطياً ويحيط بها خمس دول أوروبيّة، هي كلّ من: ألمانيا من الجهة الشماليّة، وإيطاليا والنمسا من الجهة الجنوبيّة، وإمارة ليختنشتاين من الجهة الشرقيّة، وفرنسا من الجهة الغربيّة. وتُعتبر سويسرة من الدول الداخليّة لأنها لا تطل على أيّ منفذٍ بحري، أمّا مساحتها فتبلغ 41.300 كيلو متر مربّع.

### المناخ
تقع سويسرة ضمن المناطق الشمالية المعتدِلة مناخياً وضمن دائرة تأثير التيار الخليجي. وتنقسم البلاد إلى طبيعتين مناخيتين بسبب وجود سلسلة جبال الألب التي تخترق البلاد من الغرب حتى الشرق. ففي الجنوب يسود مناخ متوسطي معتدل، بينما يتعرض الشمال للتأثيرات المناخية المحيطية الرطبة، القادمة من غرب أوروبا، ويكون في فصل الشتاء في مواجهة التأثيرات المناخية القارية الباردة القادمة من شرق أوروبا.
وعلى الرغم من صغر مساحة سويسرة، إلا أن مناخها متباين بصورة ملحوظة، بسبب وجود مساحات من الودْيان وامتداد المساحات الشاسعة من الهضاب نحو المرتفعات العليا من الغابات والثلوج، حتى أن المناطق الشمالية من جبال الألب والأودية الكبيرة من سهول الألب في منطقة كانتون فاليز وبعض مناطق غراوبوندن، تهب عليها رياح حارة وجافة يطلق عليها «رياح الفون».
وبشكل عام يسود سويسرة مناخ معتدل في الهضاب والأودية السفلية، حيث يبلغ المعدل السنوي لدرجة الحرارة حوالي 10 درجات مئوية، وتتراوح درجة الحرارة في أشهر الصيف يونيو ويوليو وأغسطس بين 17 و28 درجة، بينما تتراوح في أشهر الشتاء ديسمبر ويناير وفبراير بين (-2) و (+7).
وكلما زاد الارتفاع كلما انخفضت درجات الحرارة وزادت الأمطار، ويكون هطول الأمطار على مدار السنة، ولكنه يكثر في فصل الشتاء، كما يكثر سقوط الثلوج في الجبال والمرتفعات وتبقى قمم الجبال الشاهقة مغطّاة بالثلوج طوال العام.
كما تتكون الأنهار الجليدية في مرتفعات جبال الألب وتهبّ على البلاد في فصل الشتاء رياح شمالية قارصة البرودة تعرف بـ «البيز»، بينما تهب في فصل الصيف قادمة من الجبال رياح جنوب شرقية حارة وجافة تعرف برياح «الفون».

### الهضبة السويسرية

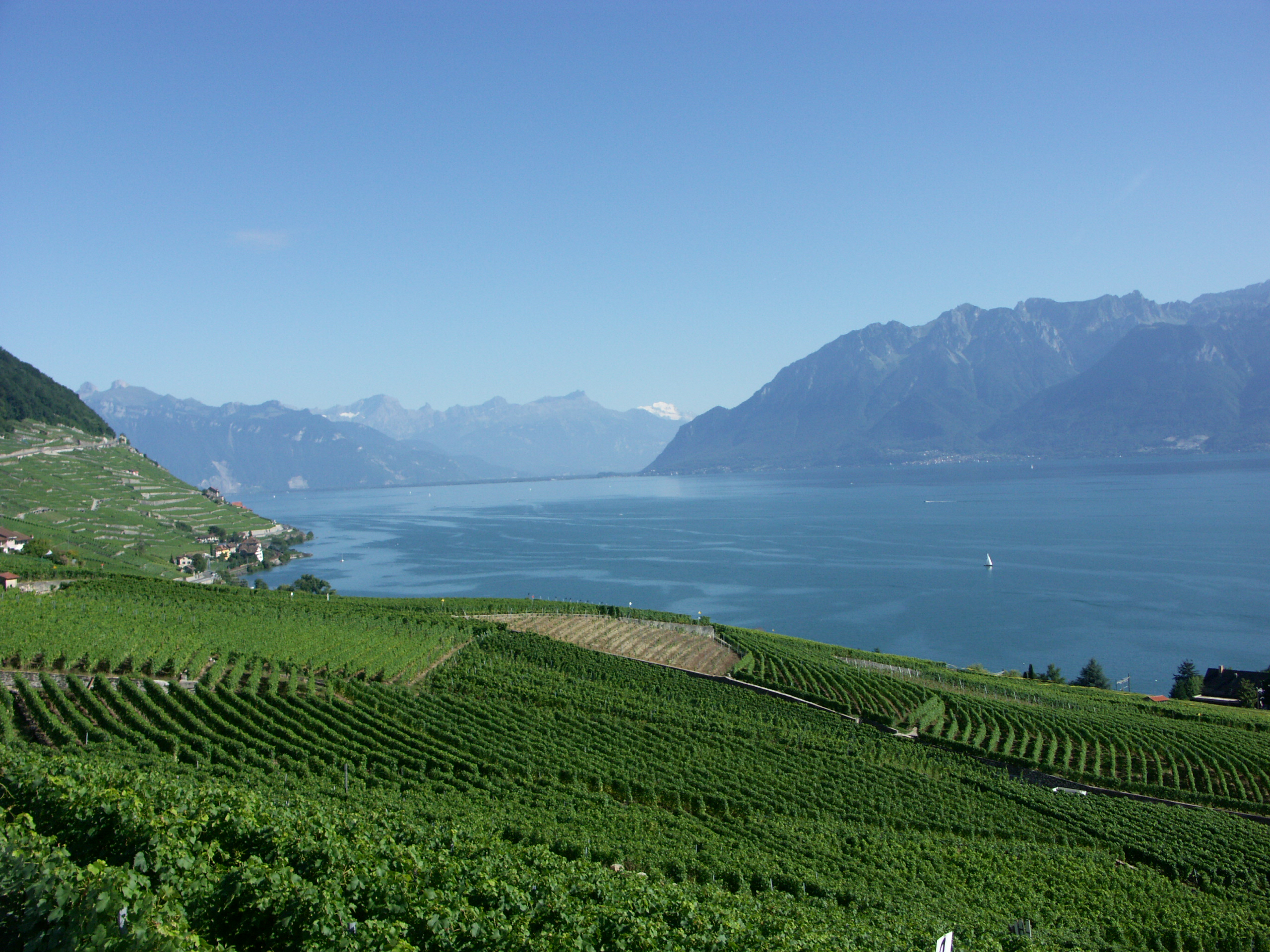
لافو، وبحيرة جنيف.

تُشكل الهضبة السويسرية واحدة من المناظر الطبيعية الرئيسية الثلاث في سويسرة إلى جانب جبال جورا وجبال الألب السويسرية. وتغطي حوالي 30٪ من السطح السويسري. وتضم المناطق بين جبال جورا وجبال الألب غالباً شقاً جزئياً من المناطق الجبلية، وتقع على ارتفاع متوسط بين 400 و 700 متر. تُعتبر هو المنطقة الأكثر كثافة سكانية في سويسرة، لما لها من أهمية من ناحية الاقتصاد والنقل. وتحد جبال جورا الشمال والشمال الغربي للهضبة السويسرية جغرافياً وجيولوجياً. أما في الجنوب فلا توجد حدود واضحة مع جبال الألب، أحياناً تُعتبر منطقة الهضبة السويسرية عالية الارتفاع، خصوصاً على التلال في كانتون فريبورغ، ومنطقة ناف، ومنطقة إرم وأجزاء من منطقة أبنزل لتشكيل جبال الألب السويسرية في أرض أمامية.

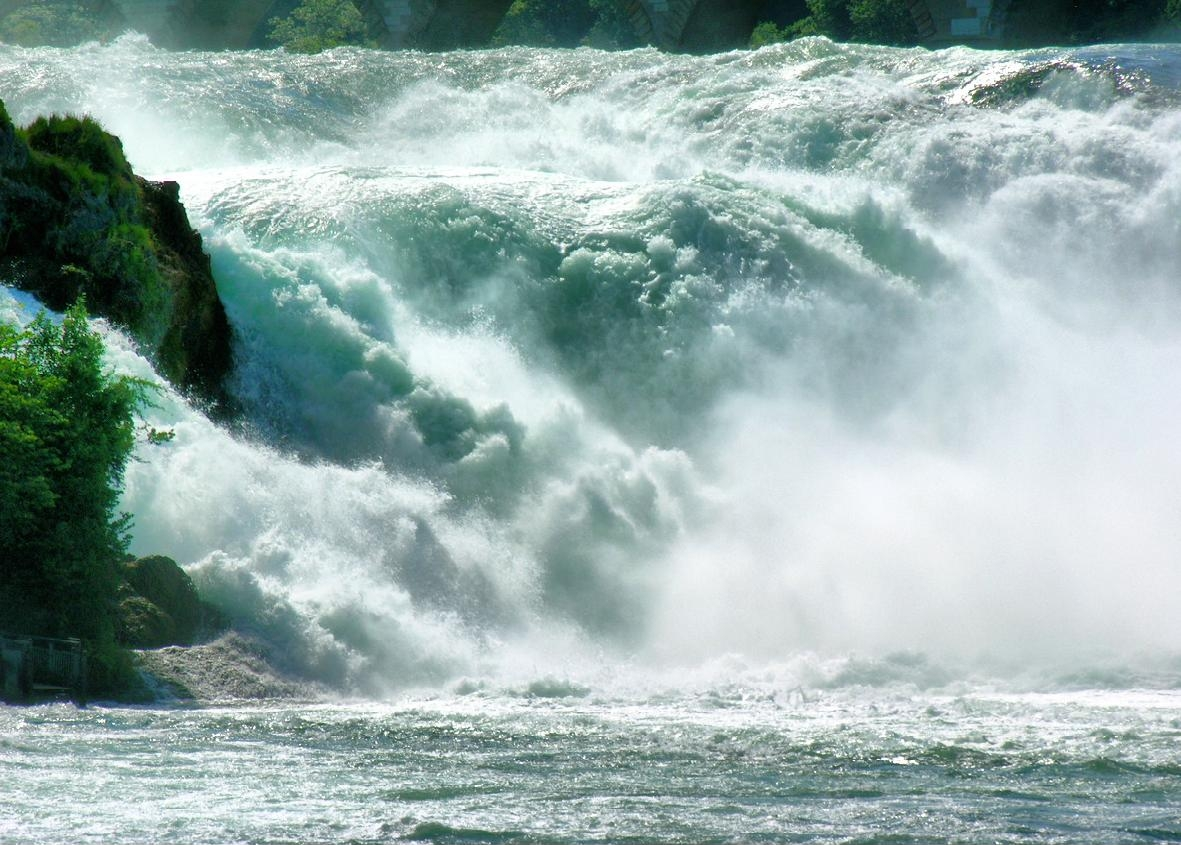
شلالات الراين.

تنتمي أجزاء من الأرض الأمامية من جبال الألب إلى الهضبة السويسرية، حيث تقع وتطل الهضبة على ضفاف بحيرة جنيف، وعلى ضفاف بحيرة كونستانس ونهر الراين. جيولوجياً فإن الهضبة السويسرية هي جزء من حوض أكبر يمتد إلى أبعد الحدود من سويسرة. ويقع نهايته في الجهة الجنوبية الغربية من فرنسا، وتنتهي الهضبة في جينيفويز في شامبيري حيث يلتقي جورا وجبال الألب. وفي الجانب الآخر من بحيرة كونستانس، تُطل الهضبة على منطقة بريالبس الألمانية والنمساوية.
يبلغ طول الهضبة السويسرية حوالي 300 كم، ويزيد عرضها من الغرب إلى الشرق في منطقة جنيف، في منطقة تبعد عن برن حوالي 50 كم وعن شرق سويسرة نحو 70 كيلومترا.
العديد من كانتونات سويسرة تُعتبر جزء من الهضبة السويسرية. أما الكانتونات التي تقع بالكامل داخل الهضبة السويسرية فهي كانتونات زيورخ، ثورجو وجنيف؛ وأما الكانتونات التي تقع معظمها في الهضبة السويسرية فهي كانتونات لوسيرن، أرجاو، سولوتورن، برن وفريبورغ وفود؛ وأما الكانتونات التي تقع أجزاء صغيرة منها داخل الهضبة السويسرية هي كانتونات نوشاتيل، زوغ، شويز، سانت غالن وشافهاوزن.

## التاريخ

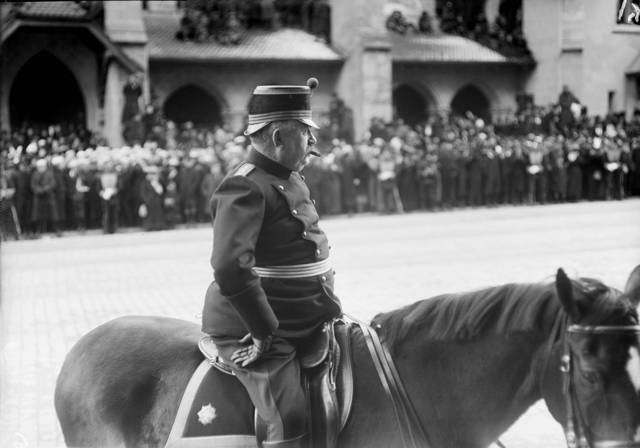
أولريش ويلي، القائد العام للقوات المسلحة السويسرية خلال الحرب العالمية الأولى.

ترجع نشأة سويسرة إلى 1 أغسطس من عام 1291، عندما اجتمعت ثلاثة كانتونات وهي شفيتس وأونترفالدن ويوري، ووقّعت ميثاق تحالف دفاعي فيما بينها، يعرف باسم «الميثاق الدائم»، فكان هذا الميثاق بمثابة حجر الأساس لولادة الكنفدرالية السويسرية، الذي أطلق عليه فيما بعد اسم سويسرة، نسبة إلى كانتون شفيتس. وبعد الانتصار التاريخي الذي حققه السويسريون عام 1315 في مَعْرَكة مورغَارتِنْ ضد القوات النمساوية تحت حُكم عائلة هابسبورغ، انضمت كانتونات سويسرية أخرى إلى التحالف، منها لوتسرن في عام 1332 وزيورخ في عام 1351 وغلاروس وتسوغ في عام 1352، ثم برن في عام 1353. شكلت هذه الكانتونات الثمانية النّواة الأولى للفدرالية السويسرية، ثم سرعان ما التحقت بها خمسة كانتونات أخرى خلال الفترة ما بين 1481 و1513 وأصبح المجموع ثلاثة عشر كانتونا. واستطاعت سويسرة في عام 1499 انتزاع استقلالها التام من الإمبراطورية الجرمانية، التي كانت تعرف باسم الإمبراطورية الرومانية المقدسة وكان يحكمها أحد أفراد عائلة هابسبورغ، إلا أن الإمبراطورية لم تعترف بهذا الاستقلال رسميا إلا في عام 1648 بموجب معاهدة وستفاليا.

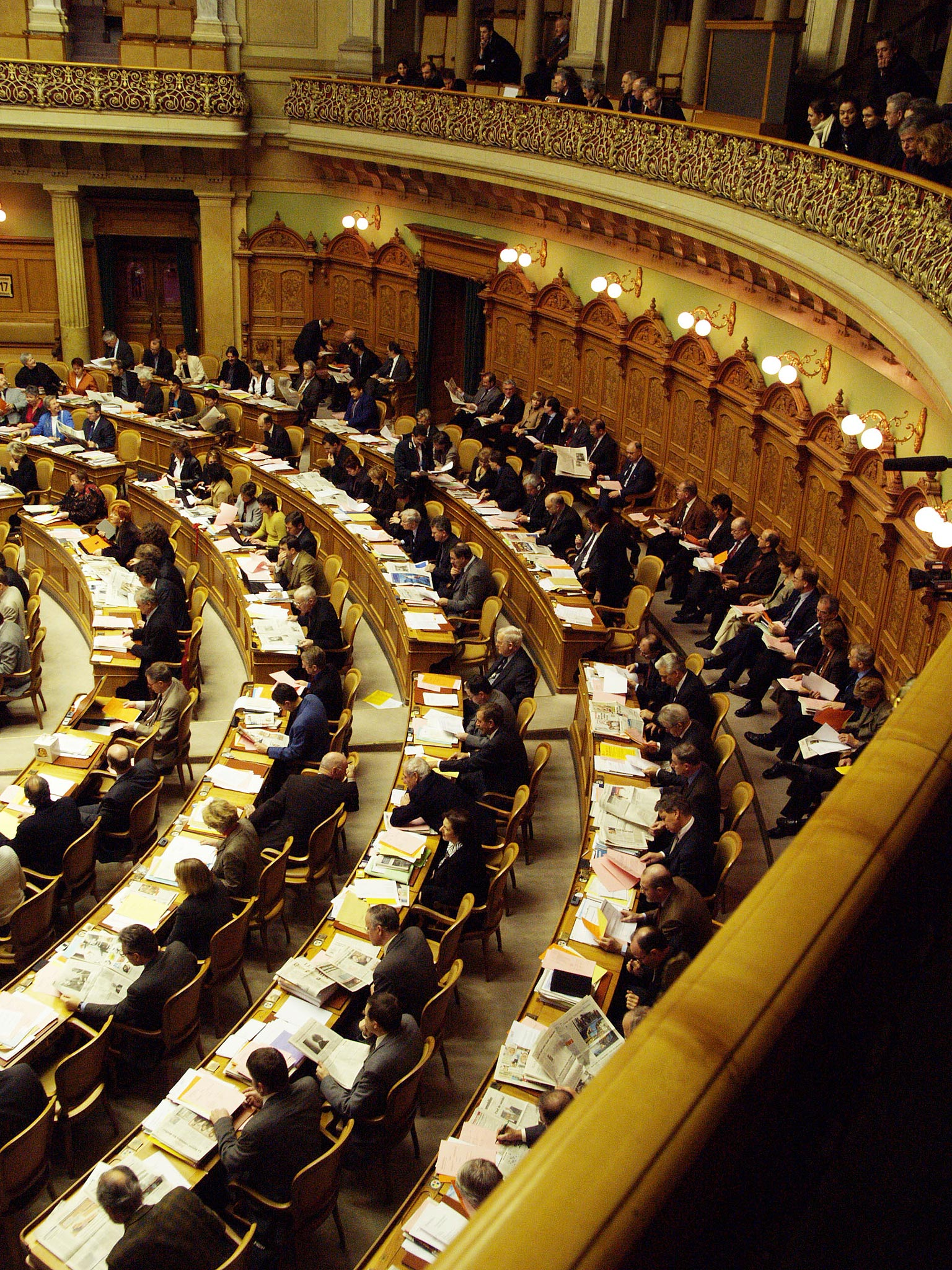
الجمعية الاتحادية البرلمان السويسري.

إن تسمية «اتحاد المدن السويسري» لم تكن رسمية إلا في القرن السابع عشر وأن الاسم السائد قبل ذلك «عصبة مدن ألمانيا العليا».
وسرعان ما تبنّت سويسرة سياسة الحياد وابتعدت عن الحروب الخارجية، وتوالى انضمام كانتونات جديدة إلى الاتحاد الكونفدرالي، وكان كل كانتون يحكم نفسه بنفسه حُـكما استقلاليا شبه تام، ولم تكن هناك حكومة مركزية لهذا الاتحاد. ولم تنتقل البلاد إلى الحكم الفدرالي، إلا بعد حرب أهلية طاحنة، أعقبتها حركة إصلاحية تكللت بموافقة الناخبين على دستور جديد للبلاد عام 1848، أقيم بموجبه نظام ديمقراطي فيدرالي، ذو هيئة تشريعية مُـكوَّنة من مجلسيْن، وتمّ اعتماد حكومة فدرالية ذات سلطة وصلاحيات وتحددت مدينة برن عاصمة للفدرالية السويسرية، وما زالت إلى يومنا هذا، وغدت سويسرة تضم اليوم 26 كانتونا. وتتبع سويسرة سياسة محايِدة يعود تاريخها إلى عام 1515، وقد حافظت على حيادها إبّان الحربين العالميتين، الأولى والثانية. وفي عام 1919 أصبحت جنيف مقرا لعصبة الأمم المتحدة. وفي عام 1949، أقرت معاهدة جنيف الدولية لحماية المدنيين أثناء الحروب.1999.
في عام 1971 حصلت المرأة السويسرية على حق التصويت، بينما رفض الناخبون السويسريون عام 1992 الانضمام إلى المنطقة الاقتصادية الأوروبية، ولم تنضم سويسرة إلى عضوية الأمم المتحدة إلا في عام 2002. رسَّخ الدستور الفدرالي الأول الصادر عام 1848 والمعدل تعديلا جِـذريا عام 1874، الهياكل السياسية لسويسرة، واعتنى بتحديد سلطة الحكومة المركزية وحكومات الكانتونات والفصل بينها. كما ضمن الدستور السويسري ممارسة الحقوق السياسية على أساس نظام حكم جمهوري ذي ديمقراطية مباشرة، يمنح السيادة أو السلطة السياسية العليا للشعب، من خلال قيامه بانتخاب ممثليه ومشاركته المباشرة في سَنِّ القوانين عن طريق الاستفتاءات، إذ يمكن إجراء استفتاء على تغيير مادة دستورية من خلال جمع تواقيع مائة ألف ناخب. أمّا القوانين فتتطلّب تواقيع خمسين ألف ناخب أو موافقة ثمانِ ولايات. والشعب هو صاحب الحق في انتخاب البرلمان، الذي ينتخِب بدوره أعضاء المجلس الفدرالي (الحكومة) المكوّن من سبعة أعضاء، ومدّته أربع سنوات. وتتألف السلطة التشريعية (البرلمان) من غرفتين لهما نفس الصلاحيات، ومدة كل منهما أربع سنوات. مجلس الشيوخ يضم ممثلي الكانتونات، ويتكون من 46 عضوا. ومجلس النواب يتكون من 200 عضو يمثلون الأحزاب وِفقا لرصيد كل حزب من أصوات الناخبين.

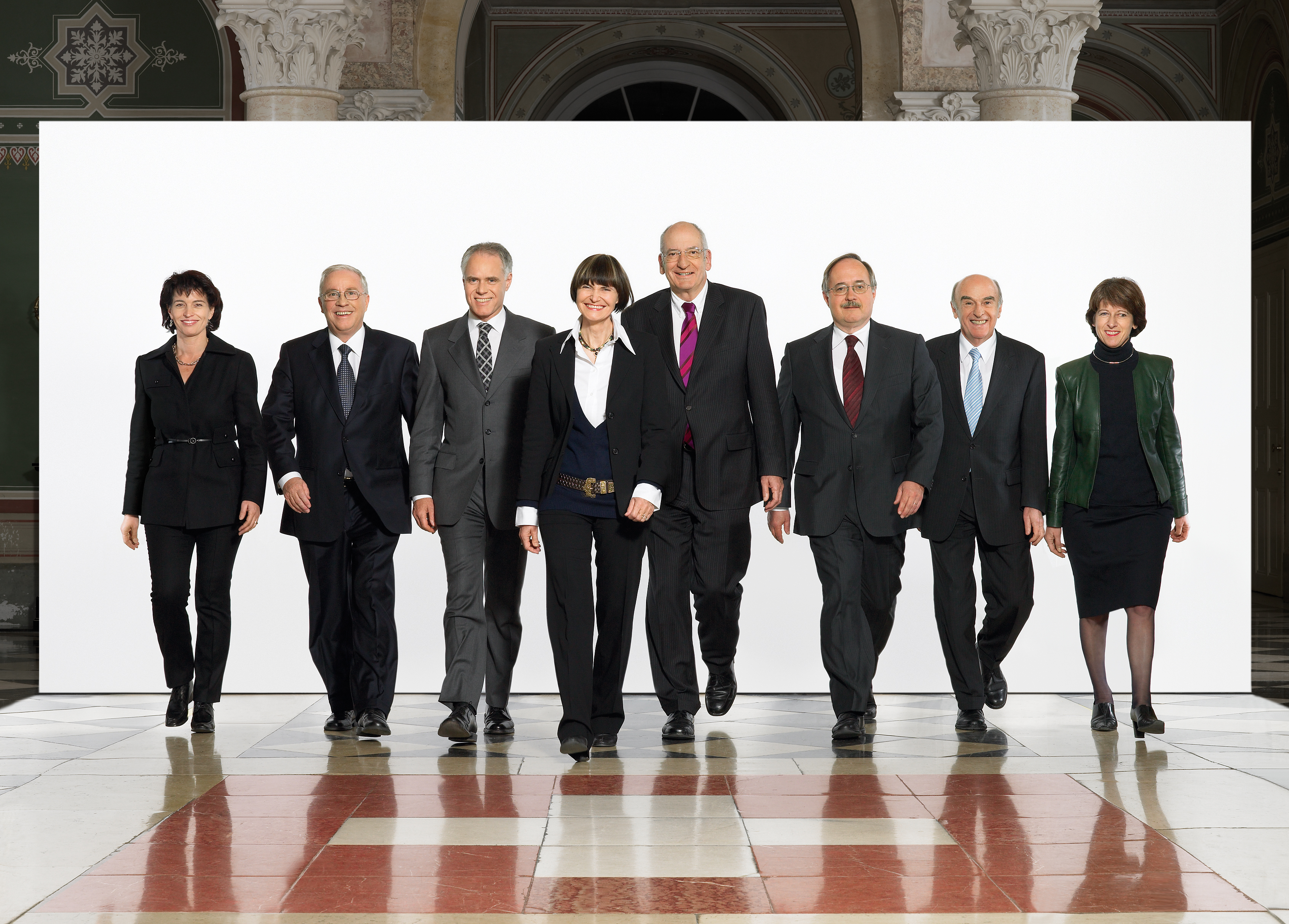
في عام 2003 حصل حزب الشعب السويسري على مقعد ثان في الحكومة، غير من التحالف البرلماني الذي سيطر على السياسة السويسرية منذ عام 1959.

تقوم السلطة التشريعية أيضاً بانتخاب كل من رئيس الجمهورية ونائبه من بين أعضاء المجلس الفدرالي، وذلك لمدة عام واحد. وتتألف الحكومة من ممثلي الأحزاب سياسية وهي: حزب الشعب السويسري (يمين شعبوي) والحزب الراديكالي (الحزب الليبرالي الراديكالي) والحزب الاشتراكي والحزب الديمقراطي المسيحي وحزب الشعب الديمقراطي. وهناك المحكمة الفدرالية التي تمثل أعلى سلطة قضائية في البلاد، ومقرها مدينة لوزان، وتتكون أساسا من 26 قاضياً يتم انتخابهم - بالإضافة إلى 12 قاضيا بديلاً - من قبل البرلمان كل ست سنوات. وهناك المحكمة الجنائية الفدرالية ومقرها في مدينة بيلينزونا، والمحكمة الإدارية الفدرالية التي تمارس عملها بشكل مؤقت من العاصمة برن، وسيتم نقلها إلى المقر الرئيسي في سانت - غالن في عام 2010. ولكل كانتون سويسري دستور خاص به، وكذا برلمان وحكومة ومحكمة ويقارب عدد البلديات السويسرية 2900 بلدية، تتمتع جميعها باستقلالية إدارية واسعة. وتقوم الكانتونات في سويسرة على أسس غير عرقية أو طائفية أو مذهبية أو لغوية، وربما كان للتاريخ والجغرافيا أثر، إلا أنه عرف حده فوقف عنده. وقد تجد في الكانتون الواحد، أكثر من عِرق وأكثر من مذهب وأكثر من لغة، وهذا الحال ينطبق كذلك على المدن والقرى، بل حتى على الأحزاب السياسية، حتى تلك التي لها مسميات دينية. فما من كيان سياسي في البلاد، إلا هو قائم على هوية واحدة وعلى روح واحدة وعلى جنسية واحدة وعلى عواطف ومشاعر واحدة.

### الكونفدرالية السويسرية القديمة

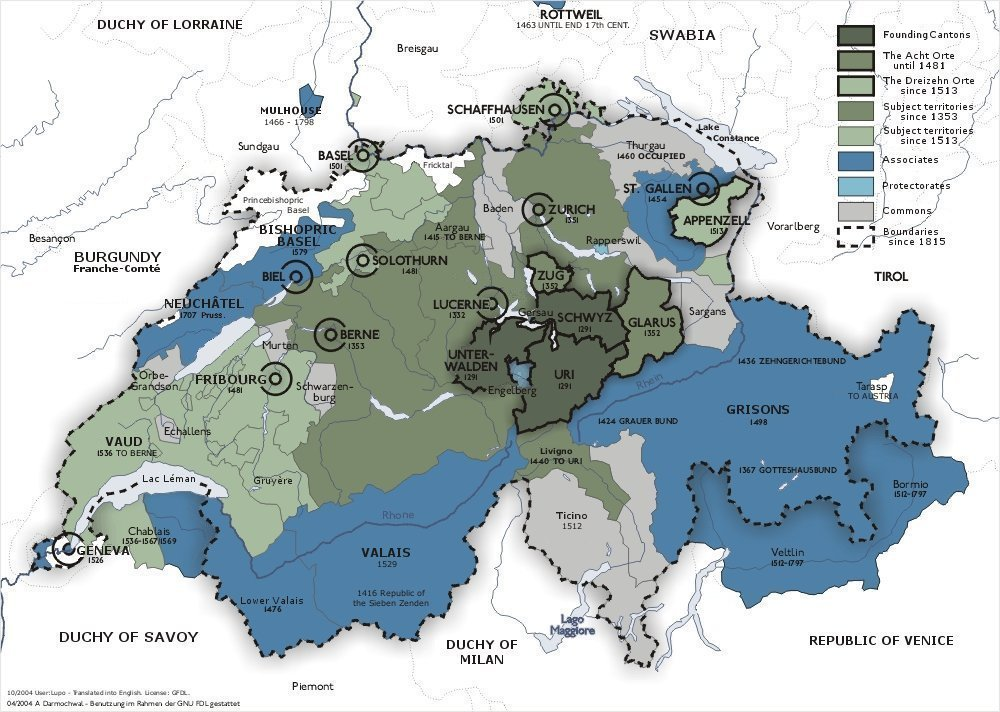
الكونفدرالية السويسرية القديمة من 1291 (الخضراء الداكنة) إلى القرن السادس عشر (الضوء الأخضر) والزميلة (الأزرق)).

كانت الكونفدرالية السويسرية القديمة تتحالف ما بين مجتمعات وادي جبال الألب الوسطى. وسهلت الكونفدرالية إدارة المصالح المشتركة وضمان السلام على المسارات الهامة للتجارة الجبلية. ويعتبر الميثاق الاتحادي المتفق عليه عام 1291 بين جماعة قروية من أوري، شويز، وأونتير والدين الوثيقة التأسيسية للكونفدرالية، على الرغم من تحالفات مماثلة من المرجح أن تكون وجدت في وقت سابق.

انضمت الكانتونات الثلاث الأصلية قبل عام 1353 مع كانتونات غلروس وزوغ ووزيرن، زيورخ وبرن لتتشكل «الكونفدرالية القديمة» من ثماني دول والتي ظلت قائمة حتى نهاية القرن 15. أدى هذا التوسع إلى زيادة سلطة وثروة الاتحاد. وبحلول عام 1460 سيطر الاتحاد على معظم حلفاء أراضي الجنوب والغرب من نهر الراين إلى جبال الألب وجبال جورا، خاصة بعد الانتصارات أمام هابسبورغ (معركة Sempach، معركة Näfels).

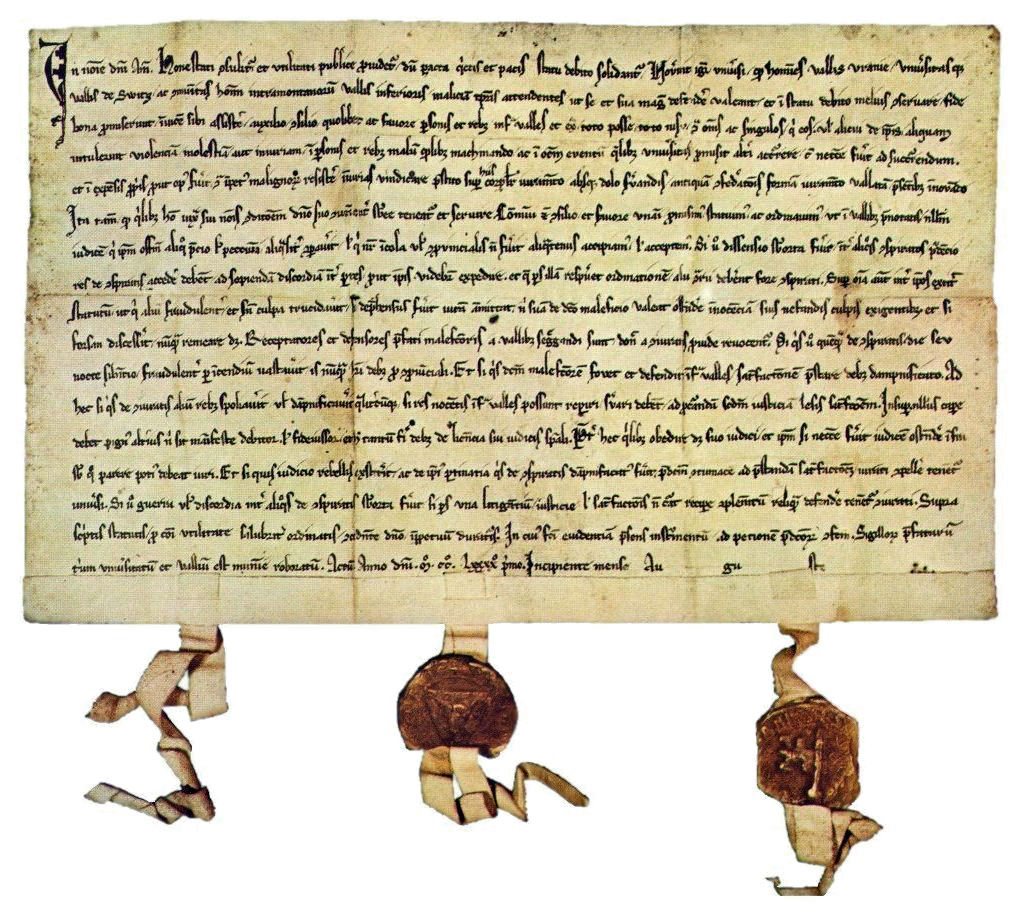
الميثاق الاتحادي في 1291

كما فاز السويسريون في الحرب ضد الإمبراطور ماكسيميليان الأول في 1499 وهو الفوز الذي أثمر الاستقلال الفعلي عن الإمبراطورية الرومانية المقدسة.
اكتسبت الكونفدرالية السويسرية القديمة سمعة بأنها لا تقهر خلال الحروب التي خاضتها في وقت سابق، وذلك حتى تعرض التوسع في الاتحاد لانتكاسة في عام 1515 مع الهزيمة السويسرية في معركة مارينيون لينتهي بذلك ما يسمى عصر «البطولية» من التاريخ السويسري. وأدى نجاح إصلاح زوينجلي في بعض الكانتونات إلى صراعات دينية بينها في 1529 و1531 (حروب KAPPEL). بعد أكثر من مرور مائة عام على تلك الحروب الداخلية اعترفت الدول الأوروبية باستقلال سويسرة عن الإمبراطورية الرومانية المقدسة وحيادها في عام 1648، فيما يعرف بإطار سلام ويستفاليا.
خلال الفترة الحديثة المبكرة من التاريخ السويسري، أدت السلطوية المتزايدة لأسر باتريسياتي جنباً إلى جنب الأزمة المالية في أعقاب حرب الثلاثين عاماً، لحرب الفلاحين السويسرية في 1653. وتعود خلفية هذا الصراع إلى الصراع بين الكاثوليكية والبروتستانتية لكانتونات لا تزال قائمة، وظهرت تلك الصراعات في صورة عنف متزايد في معارك فيلميرجين في 1656 و1712.

### العهد النابليوني

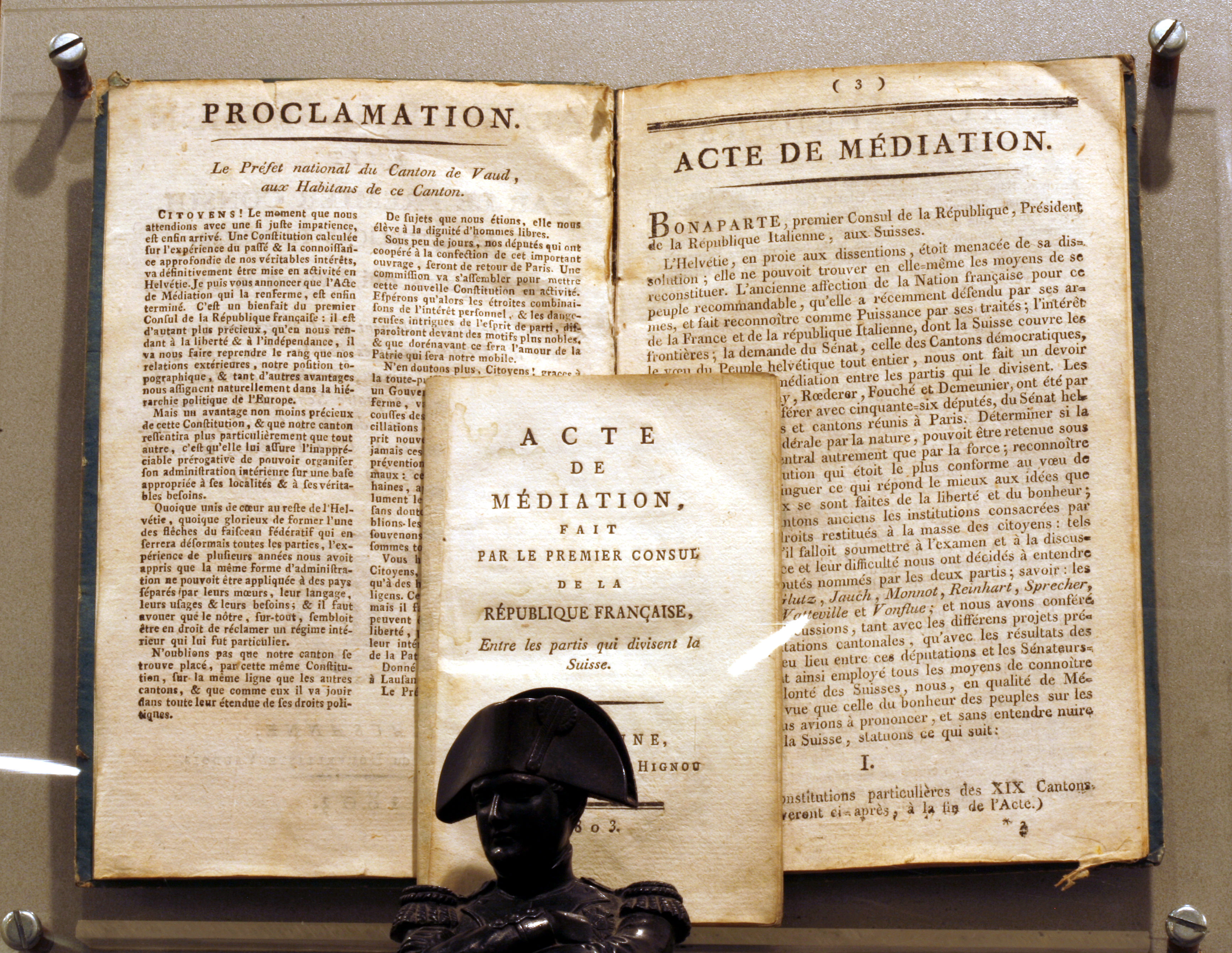
القانون الوساطة محاولة نابليون إلى حل وسط بين النظام القديم والجمهورية.

قَلَبَ الغزو الفرنسي لسويسرة في عام 1798 الأوضاع في الكنفدرالية القديمة رأساً على عقب. فحتى ذلك الحين كانت سويسرة مؤلفة من 13 كانتوناً - جميعها ناطقة بالألمانية - تُسيطر على رُقعة شاسعة من البلاد باعتبارها "مناطق خاضعة للإدارة المشتركة لهذه الكانتونات". وبعد فشل محاولات أولية لإقامة حكومة مركزية، شكل "قانون الوساطة / الوصاية"، الذي أصدره نابليون في عام 1803 دولةَ سويسرة الجديدة المؤلفة من تسعة عشر كانتوناً، ومُنِحَت هذه المناطق حُقوقاً متساوية مع حُكامها السابقين. أبرزت معركة بيريزينا إمكانية السويسريين على القتال معاً على قدم المساواة، وعلى عَدَم تفَوق الناطقين بالألمانية على أولئك المُتحدثين بالفرنسية، وبإمكانية أخذ رجال التيتشينو (الناطقين بالإيطالية) على مَحمَل الجِدّ، وبِقُدرَةِ هؤلاء التامة على القتال".
نفس الشيء حدث في شرق سويسرة، حيث تمّ دمج مناطق مثل غلاروس، وسارغانس، وتوغينبورغ العليا، لتشكّل كانتون لينت، وأبنزل وسانت غالن وراينتال وتوغينبورغ السفلي، لتشكل كانتون «سانتيس»، لكن هذا الانقلاب الجغرافي السياسي لم يدُم طويلاً، وسُرعان ما فشلت محاولة تطبيق النموذج المركزي الوحدوي الفرنسي في سويسرة. في عام 1803 وتحت ضغط الوضع غير المستقر، أصدر نابليون مرسوماً يتيح للبلاد دستوراً جديداً، ذو طابع فدرالي أكثر تعدّدا (يُعرف بدستور الوساطة)، وأعاد حدود الكانتونات إلى ما كانت عليه سابقاً. "لا يُمكن مقارنة سويسرة بأي بلد آخر، سواء من حيث الأحداث التي طرأت عليها عبْر القرون، أو بالنسبة للوضع الجغرافي والطوبوغرافي، أو بالنسبة لتعدد اللغات والأديان والعادات والتقاليد، التي تختلف من منطقة إلى أخرى. إن القدر أراد لبلادكم أن تكون دولة فدرالية، ولا ينازع في ذلك رجُل حكيم"، كما ورد في نصّ الكتاب الذي وجهه نابليون إلى المندوبين السويسريين الذين تمّ استدعاؤهم إلى باريس في نفس العام.

### الدولة الفيدرالية

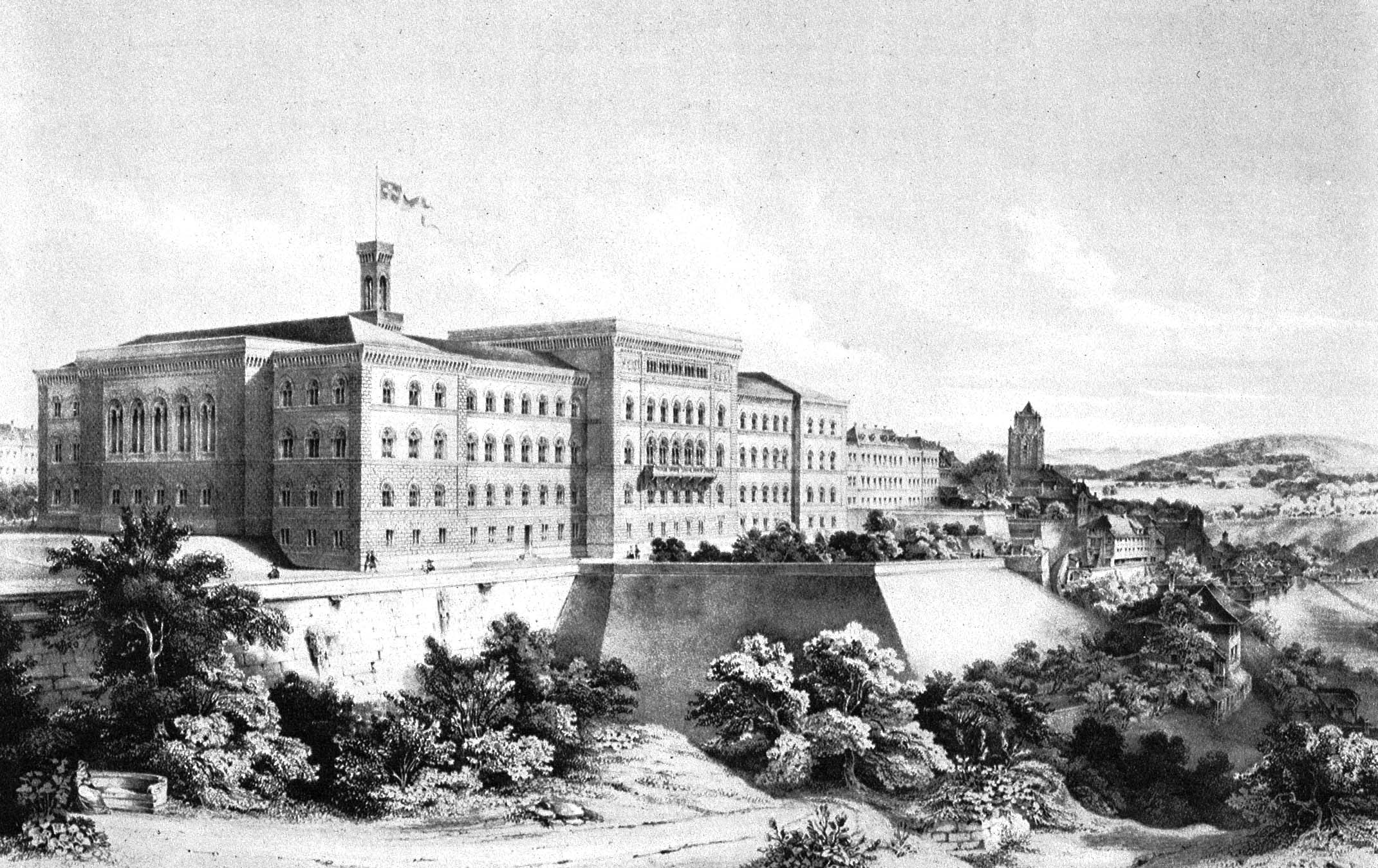
أول قصر للاتحادية في برن (1857). تم اختيار برن كعاصمة اتحادية في عام 1848، وذلك بسبب قربها من المنطقة الناطقة بالفرنسية.

شهد عام 1848 إنشاء الدولة الفدرالية بدستور جديد وبرلمان فدرالي وأولى الخطوات نحو إجراءات اعتماد الحكم المركزي. ولم يغفل مؤسسو الدولة الجديدة العبر المـُستخلصة من «سوندربوند» (Sonderbund) أو الحرب الأهلية. كانت الوحدة الوطنية تعتمد على مقدرة الدولة على التوفيق بين مختلف العناصر السياسية واللغوية والإثنية والدينية، المكونة للمنطقة الأوروبية الضيقة، التي كانت تحتلها سويسرة. وكانت الفدرالية الإطار الوحيد الكفيل بإدارة مثل ذلك التنوع.
وتقتضي الفدرالية درجات من التبعية، بمعنى أن القرارات السياسية تتخذ دائماً على أدنى مستوى ممكن، سواء كان فدرالياً أو كانتونياً أو بلدياً. رغم مراجعة دستور عام 1848 وتعويضه بدستور جديد في عام 2000، ظلت الاستقلالية الأساسية للكانتونات مقدسة.
تتكون سويسرة الآن من 26 كانتوناً (20 كانتون و6 أنصاف كانتون). كل كانتون له دستوره الخاص (الذي يصادق عليه البرلمان الفدرالي). ويذكر أن الجورا كان آخر كانتون التحق بالفدرالية السويسرية بعد انفصاله عن كانتون برن. ورحبت أغلبية الناخبين بضم كانتون الجوارا الجديد في استفتاء شعبي أجري عام 1979.
يحق للكانتونات جمع الضرائب وسَن قوانينها الخاصة، طالما يتوافق ذلك مع خط التشريعات الفدرالية. ويمكنها أيضا انتخاب حكومتها وبرلمانها الخاصين. ويتوفر زهاء خُمس السلطات المحلية السويسرية - التي يناهز عددها الثلاثة آلاف بلدية - على برلمانه وقوانينه المحلية المرتبطة بقضايا مثل تعبيد الطرق والبنايات المدرسية وأسعار المياه والطاقة وتقنين كل ما يتعلق بركن السيارات ووسائل النقل.

## التقسيمات الإدارية
الوحدات الجغرافية التي تتكوّن منها الفدرالية، تسمى الكانتونات، ويوجد في سويسرة 26 كانتوناً، منها ستة «أنصاف كانتونات» باستثناء الجورا، كل الكانتونات كانت قائمة عندما تأسست الفدرالية سنة 1848. وشكلت الكانتونات الثلاث «الأولى»، النواة التاريخية للفدرالية في أواخر القرن الثالث عشر (1291). تمثل الغريسون بمساحتها الشاسعة التي تبلغ 7105 كم2 أكبر كانتون في سويسرة، مقابل ريف بازل، التي لا تتجاوز مساحتها 37 كم2، وتتمتع الكانتونات بحكم ذاتي واسع النطاق، خاصة على المستويين المالي والتشريعي.
| كانتونات سويسرا |

| الكانتون | الكانتون                 | أي دي | العاصمة  | الكانتون | الكانتون         | أي دي | العاصمة   |
| -------- | ------------------------ | ----- | -------- | -------- | ---------------- | ----- | --------- |
|          | كانتون أرجاو             | 19    | أراو     |          | كانتون نيدفالدن  | 7     | ستانس     |
|          | كانتون أبينزيل أوسيرهودن | 15    | هيراسايو |          | كانتون أوبفالدن  | 6     | سارنين    |
|          | كانتون أبينزيل إينرهودن  | 16    | أبنزل    |          | كانتون شافهوزن   | 14    | شافهاوزن  |
|          | كانتون ريف بازل          | 13    | ليستل    |          | كانتون شفيتس     | 5     | شويز      |
|          | كانتون مدينة بازل        | 12    | بازل     |          | كانتون سولوتورن  | 11    | سولوتورن  |
|          | كانتون برن               | 2     | برن      |          | كانتون سانت غالن | 17    | سانت غالن |
|          | كانتون فريبورغ           | 10    | فريبورغ  |          | كانتون تورغاو    | 20    | فراونفيلد |
|          | كانتون جنيف              | 25    | جنيف     |          | كانتون تيسينو    | 21    | بيلينزونا |
|          | كانتون غلاروس            | 8     | غلروس    |          | كانتون أوري      | 4     | ألتدورف   |
|          | كانتون غراوبوندن         | 18    | خور      |          | كانتون فاليز     | 23    | سيون      |
|          | كانتون جورا              | 26    | ديليمونت |          | كانتون فود       | 22    | لوزان     |
|          | كانتون لوسيرن            | 3     | لوسرن    |          | كانتون تسوغ      | 9     | زوغ       |
|          | كانتون نيوشاتل           | 24    | نوشاتيل  |          | كانتون زيورخ     | 1     | زيورخ     |

- هُناك كانتونات تعرف بنصف كانتون، وبالتالي فهي تمثل من قبل مجلس واحد فقط (بدلا من اثنين) في مجلس الولايات.

### الانقسامات السياسية والمناطق الكبرى
كدولة فدرالية، تتكون سويسرة من 26 كانتوناً، وتنقسم إلى مناطق وبلديات. كان كل كانتون بمثابة دولة كاملة السيادة مع حدودها الخاصة وجيشها وعملتها وذلك وفقاً لمعاهدة وستفاليا عام (1648) وحتى قيام الدولة الاتحادية السويسرية في عام 1848. هناك اختلافات كبيرة بين الكانتونات، وعلى الأخص من حيث عدد السكان والمنطقة الجغرافية؛ وعلى ذلك تم تحديد أكبر سبع مناطق وأكثرها تجانساً. وتشكل الوحدات الإدارية وتستخدم في الغالب للأغراض الإحصائية والاقتصادية.
|  |

| المناطق          | الكانتونات        | المناطق    | الكانتونات               |
| ---------------- | ----------------- | ---------- | ------------------------ |
| شمال غرب سويسرة  | كانتون أرجاو      | وسط سويسرة | كانتون لوسيرن            |
| شمال غرب سويسرة  | كانتون ريف بازل   | وسط سويسرة | كانتون نيدفالدن          |
| شمال غرب سويسرة  | كانتون مدينة بازل | وسط سويسرة | كانتون أوبفالدن          |
| منطقة ميتلاند    | كانتون برن        | وسط سويسرة | كانتون شفيتس             |
| منطقة ميتلاند    | كانتون فريبورغ    | وسط سويسرة | كانتون أوري              |
| منطقة ميتلاند    | كانتون جورا       | وسط سويسرة | كانتون تسوغ              |
| منطقة ميتلاند    | كانتون نيوشاتل    | شرق سويسرة | كانتون أبينزيل أوسيرهودن |
| منطقة ميتلاند    | كانتون سولوتورن   | شرق سويسرة | كانتون أبينزيل إينرهودن  |
| منطقة بحيرة جنيف | كانتون جنيف       | شرق سويسرة | كانتون غلاروس            |
| منطقة بحيرة جنيف | كانتون فاليز      | شرق سويسرة | كانتون غراوبوندن         |
| منطقة بحيرة جنيف | كانتون فود        | شرق سويسرة | كانتون شافهوزن           |
| زيورخ            | كانتون زيورخ      | شرق سويسرة | كانتون سانت غالن         |
| تيسينو           | كانتون تيسينو     | شرق سويسرة | كانتون تورغاو            |

### المدن الكبرى
| المدن والبلدات الكبرى في سويسرا مكتب الإحصاءات الاتحادي، 2011 | المدن والبلدات الكبرى في سويسرا مكتب الإحصاءات الاتحادي، 2011 | المدن والبلدات الكبرى في سويسرا مكتب الإحصاءات الاتحادي، 2011 | المدن والبلدات الكبرى في سويسرا مكتب الإحصاءات الاتحادي، 2011 | المدن والبلدات الكبرى في سويسرا مكتب الإحصاءات الاتحادي، 2011 | المدن والبلدات الكبرى في سويسرا مكتب الإحصاءات الاتحادي، 2011 | المدن والبلدات الكبرى في سويسرا مكتب الإحصاءات الاتحادي، 2011 | المدن والبلدات الكبرى في سويسرا مكتب الإحصاءات الاتحادي، 2011 | المدن والبلدات الكبرى في سويسرا مكتب الإحصاءات الاتحادي، 2011 | المدن والبلدات الكبرى في سويسرا مكتب الإحصاءات الاتحادي، 2011 |
|                                                               | الترتيب                                                       | الاسم                                                         | كانتونات سويسرا                                               | السكان                                                        | الترتيب                                                       | الاسم                                                         | كانتونات سويسرا                                               | السكان                                                        |                                                               |
| ------------------------------------------------------------- | ------------------------------------------------------------- | ------------------------------------------------------------- | ------------------------------------------------------------- | ------------------------------------------------------------- | ------------------------------------------------------------- | ------------------------------------------------------------- | ------------------------------------------------------------- | ------------------------------------------------------------- | ------------------------------------------------------------- |
| زيورخ جنيف                                                    | 1                                                             | زيورخ                                                         | زيورخ                                                         | 396,027                                                       | 11                                                            | ثون                                                           | برن                                                           | 43,303                                                        | بازل لوزان                                                    |
| زيورخ جنيف                                                    | 2                                                             | جنيف                                                          | جنيف                                                          | 197,376                                                       | 12                                                            | كوينز                                                         | برن                                                           | 39,998                                                        | بازل لوزان                                                    |
| زيورخ جنيف                                                    | 3                                                             | بازل                                                          | بازل                                                          | 175,566                                                       | 13                                                            | لا شو دو فون                                                  | نيوشاتل                                                       | 39,027                                                        | بازل لوزان                                                    |
| زيورخ جنيف                                                    | 4                                                             | لوزان                                                         | فود                                                           | 133,897                                                       | 14                                                            | فريبورغ                                                       | فريبورغ                                                       | 38,288                                                        | بازل لوزان                                                    |
| زيورخ جنيف                                                    | 5                                                             | برن                                                           | برن                                                           | 130,015                                                       | 15                                                            | شافهاوزن                                                      | شافهوزن                                                       | 35,927                                                        | بازل لوزان                                                    |
| زيورخ جنيف                                                    | 6                                                             | فينترتور                                                      | زيورخ                                                         | 108,044                                                       | 16                                                            | خور                                                           | غراوبوندن                                                     | 34,547                                                        | بازل لوزان                                                    |
| زيورخ جنيف                                                    | 7                                                             | لوسرن                                                         | لوسرن                                                         | 81,057                                                        | 17                                                            | نوشاتيل                                                       | نيوشاتل                                                       | 33,815                                                        | بازل لوزان                                                    |
| زيورخ جنيف                                                    | 8                                                             | سانت غالن                                                     | سانت غالن                                                     | 75,310                                                        | 18                                                            | فيرناير                                                       | جنيف                                                          | 35,164                                                        | بازل لوزان                                                    |
| زيورخ جنيف                                                    | 9                                                             | لوغانو                                                        | تيسينو                                                        | 63,668                                                        | 19                                                            | أوستر                                                         | زيورخ                                                         | 33,853                                                        | بازل لوزان                                                    |
| زيورخ جنيف                                                    | 10                                                            | بيال                                                          | برن                                                           | 53,667                                                        | 20                                                            | سيون                                                          | فاليز                                                         | 33,296                                                        | بازل لوزان                                                    |

## التركيبة السكانية

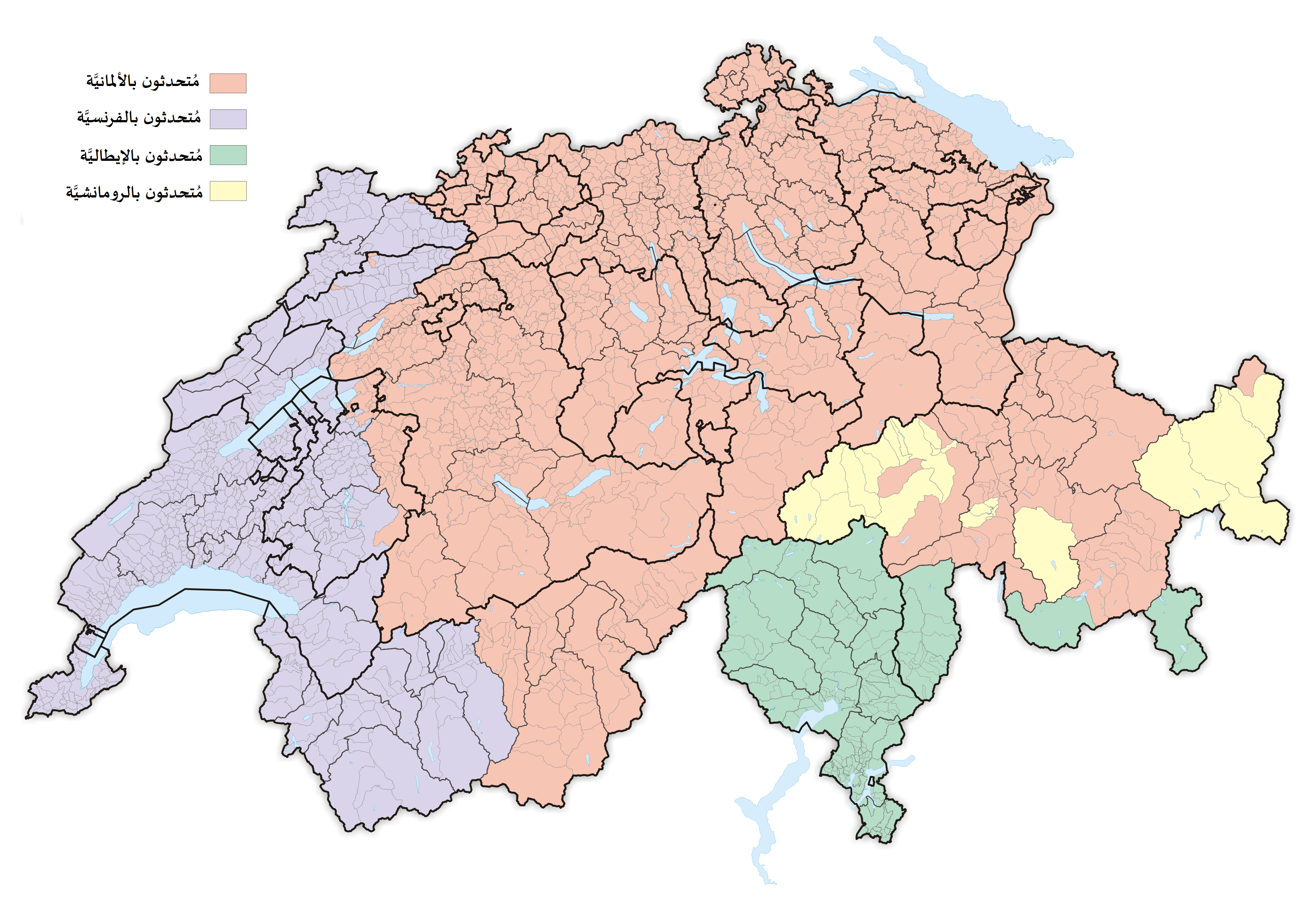
اللغات الرسمية في سويسرة (2016):
الألمانية (63.5%)
الفرنسية (22.5%)
الإيطالية (8.1%)
الرومانشية (0.5%)

يوجد في سويسرة أربع لغات رسمية وهي: الألمانية والفرنسية والإيطالية والرومانشية. الألمانية ويتحدث بها (65.6٪ من المقيمين الأجانب؛ 73.3٪ من السكان الذين يحملون الجنسية السويسرية)؛ الفرنسية (22.8٪؛ 23.4٪) في غرب سويسرة؛ الإيطالية (8.4٪؛ 6.1٪) في جنوب سويسرة وهناك قلة من السويسريون ممن يقطنون بعض وديان جبال كانتون غراوبوندن، يتحدثون لغة وثيقة باللغة اللاتينية يطلق عليها «الرومانشية». ونسبة مُتحديثها (0.6٪؛ أو 0.7٪). وتم اختيار الرومانشية من خلال الدستور الاتحادي كلغة رسمية للبلاد وكلغة وطنية إلى جانب الألمانية والفرنسية والإيطالية من (المادة 4 من الدستور)، وتتواصل السلطات مع المواطنين باللغة الرومانشية من (المادة 70 من الدستور)، ولكن القوانين الاتحادية والأفعال الرسمية الأخرى لا تحتاج إلى أن صدر مرسوم بهذه اللغة. وتلتزم الحكومة الاتحادية بالتواصل باللغات الرسمية، وفي البرلمان الاتحادي تستخدم الترجمة الفورية من وإلى اللغة الألمانية والفرنسية والإيطالية.

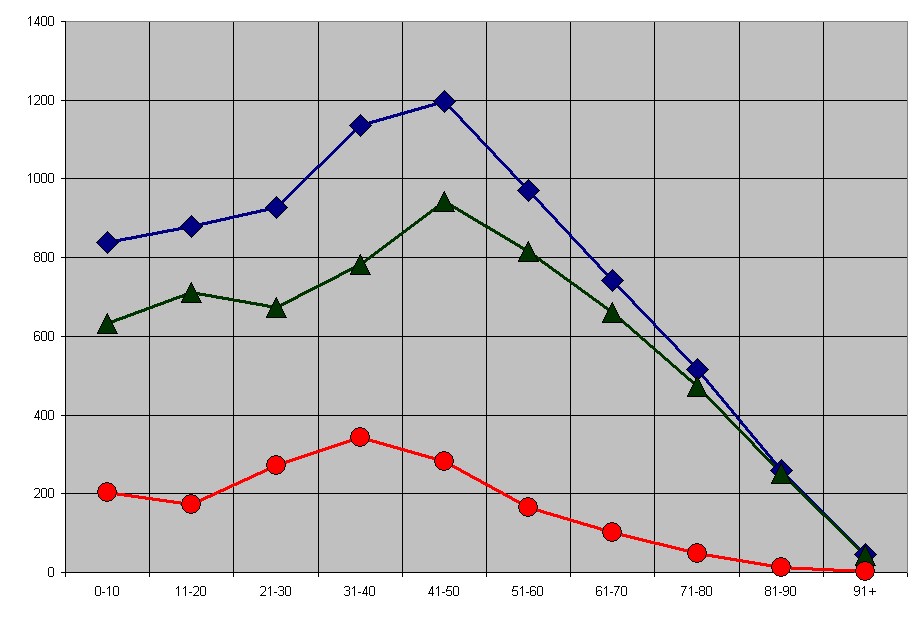
الرسم البياني الديمغرافي يبين التوزيع العمري في سويسرة. الماس الأزرق يمثل مجموع السكان بالآلاف، مثلثات خضراء تمثل المواطنين السويسريين فقط (بالآلاف) والدوائر الحمراء تمثل السكان الأجانب بالآلاف. "بيانات إحصائية صادرة عن المكتب الاتحادي السويسري عام 2007".

تسود الألمانية كلغة يتحدث بها في سويسرة وهي في الغالب مجموعة من اللهجات الألمانية التي تعرف باسم الألمانية السويسرية، ولكن التواصل الكتابي عادة يستخدم معيار السويسرية الألمانية، في حين أن الغالبية العظمى من القنوات الإذاعية والتلفزيونية تستخدم اللغة الألمانية السويسرية وكذلك (استخدام ازدواجية من لغة). وبالمثل هناك بعض اللهجات الفرنسية في المجتمعات الريفية في الجزء الناطق بالفرنسية والمعروفة باسم «سويسرة الروماندية»، وفي المنطقة الناطقة باللغة الإيطالية تستخدم لهجة من لومبارد. وعلاوة على ذلك فإن اللغات الرسمية (الألمانية والفرنسية والإيطالية) تستعير بعض المصطلحات غير مفهومة خارج سويسرة. وفي المدارس السويسرية تعلم إحدى اللغات الوطنية بجانب اللغة التي يتحدث بها واجب على كل سويسري، حيث يفترض أن يتحدث كل شخص لغتين على الأقل، لا سيما أولئك الذين ينتمون إلى أقليات.

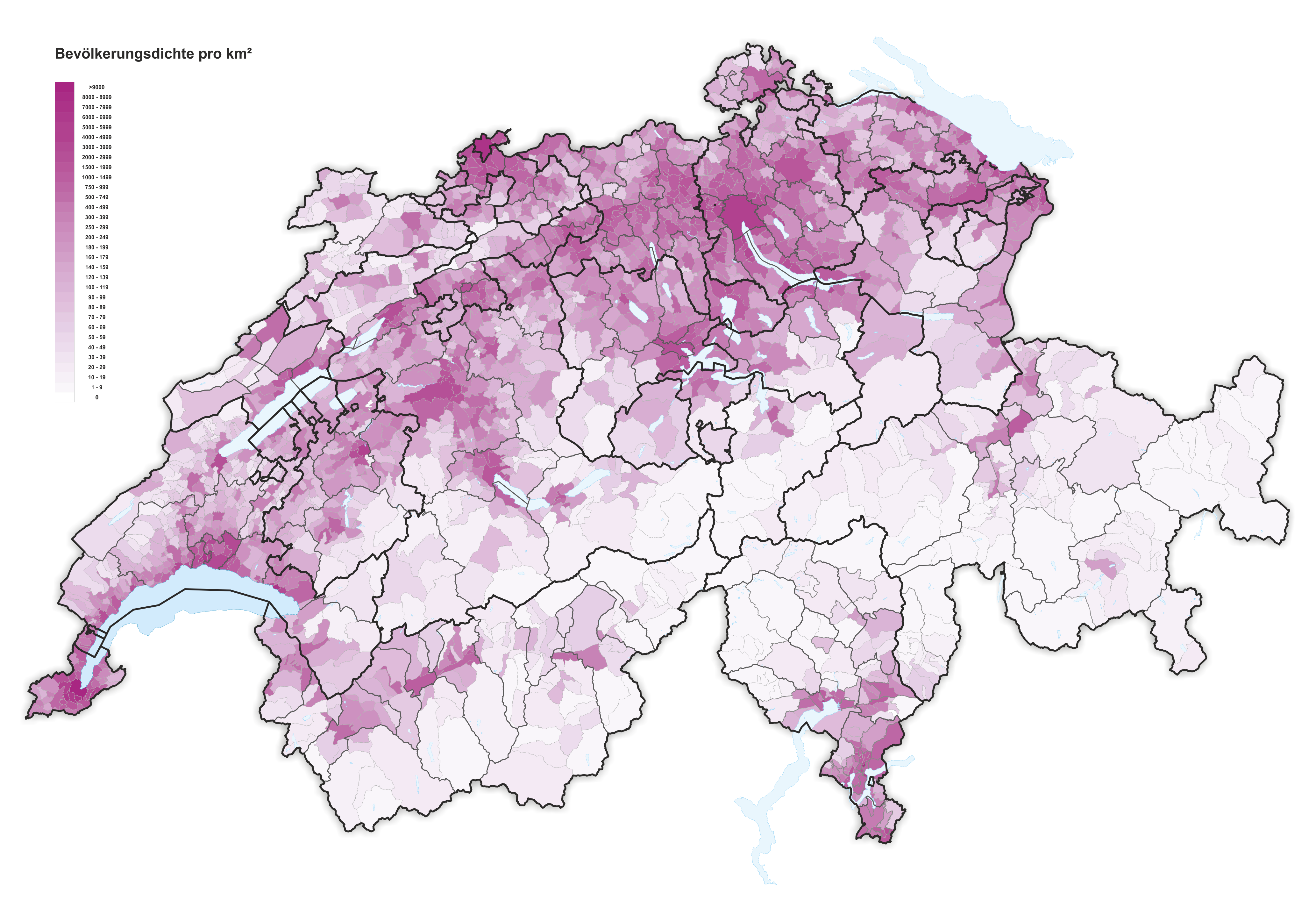
الكثافة السكانية في سويسرة في عام 2016.

يشكل الأجانب من المقيمين والعمال المؤقتين نحو 22٪ من السكان. نسبة 60٪ منهم من الاتحاد الأوروبي أو دول الافتا. ويمثل الإيطاليين أكبر فئة من الأجانب بنسبة 17.3٪ من مجموع الأجانب السكان. ويليهم الألمان (13.2٪)، والمهاجرين من صربيا والجبل الأسود (11.5٪)، وكذلك البرتغال (11.3٪). فيما يمثل المهاجرون من سري لانكا، ومعظمهم من لاجئين التاميل السابقين، أكبر مجموعة من أصل آسيوي. بالإضافة إلى ذلك أظهرت دراسة أجريت عام 2008 أن 30.6٪ من قاطني سويسرة الدائمين تتراوح أعمارهم بين 15 سنة أو أكثر، أي 196,5000 شخصاً، ثلث هذه الفئة من السكان (651,000) يحملون الجنسية السويسرية. أربعة أخماس الأشخاص ذوي خلفية الهجرة هم أنفسهم من المهاجرين (الجيل الأول من الأجانب فضلا عن المواطنين السويسريين المولودين والمتجنسين)، في حين ولد الخمس في سويسرة (الأجانب من الجيل الثاني وكذلك المواطنين السويسريين المولودين والمجنسين). في عام 2000 أعربت المؤسسات المحلية والدولية عن قلقها إزاء ما اعتبروه زيادة في كراهية الأجانب، ولا سيما في بعض الحملات السياسية. ولاحظ المجلس الاتحادي أن «العنصرية للأسف موجودة في سويسرة»، لكنه أوضح أن نسبة عالية من المواطنين هم من الأجانب، وأكد على الانفتاح في سويسرة.

### السكان

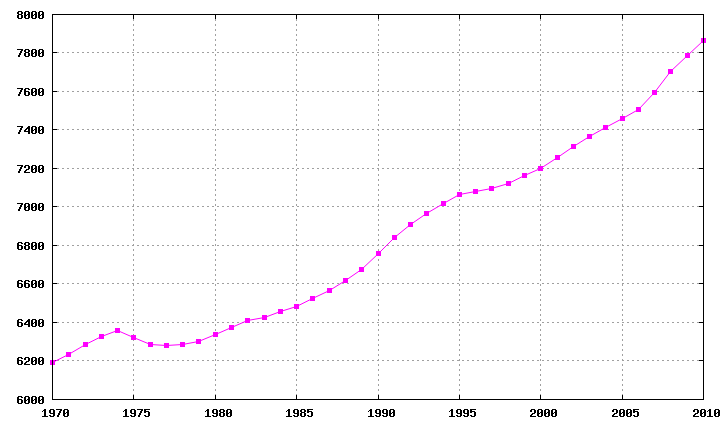
عدد سكان سويسرة 1970-2005. بيانات من المكتب الإحصائي الاتحادي السويسري.

بلغ عدد المقيمين على الأراضي السويسرية 8,594,38 مليون نسمة في 2018  حيث بلغت نسبة الارتفاع 1.2% على مدى 15 شهرا. وبلغ النمو الديمغرافي ذروته في عام 2008 حيث قدرت الزيادة ب 103.363 نسمة، وهو أعلى معدّل سجّل في سويسرة منذ عام 1961، قبل أن يتراجع النمو كثيرًا. تبلغ نسبة الأجانب في سويسرة 23%، وهو ما يوازي 1.828.400 نسمة. وفي 2011 كان أغلبية الوافدين الجدد من الألمان (12.6%+)، يليهم البرتغاليون (11.1%+)، والكوسوفيون (8.9%)، ثم الفرنسيون (4.4%)، والإرتيريون (2.6%).
تتراوح أعمار ثلثي المهاجرين الذين قدموا إلى سويسرة منذ عام 2002، بين 20 عاما و39 عاما، 53% منهم متحصلون على شهادات جامعية. يبلغ معدّل الولادة في سويسرة: 1.48 طفل/لكل امرأة سويسرية. تبلغ نسبة الكثافة السكانية في منطقة الهضاب الوسطى 400 ساكن في الكيلو متر المربع الواحد. ويقيم حوالي 75% من السّكان السويسريين في مناطق حضرية. في عام 2008 كان المعدّل العمري للسويسريين: 84.4 سنة للنساء، و79.7 سنة للرجال.

### التحضر

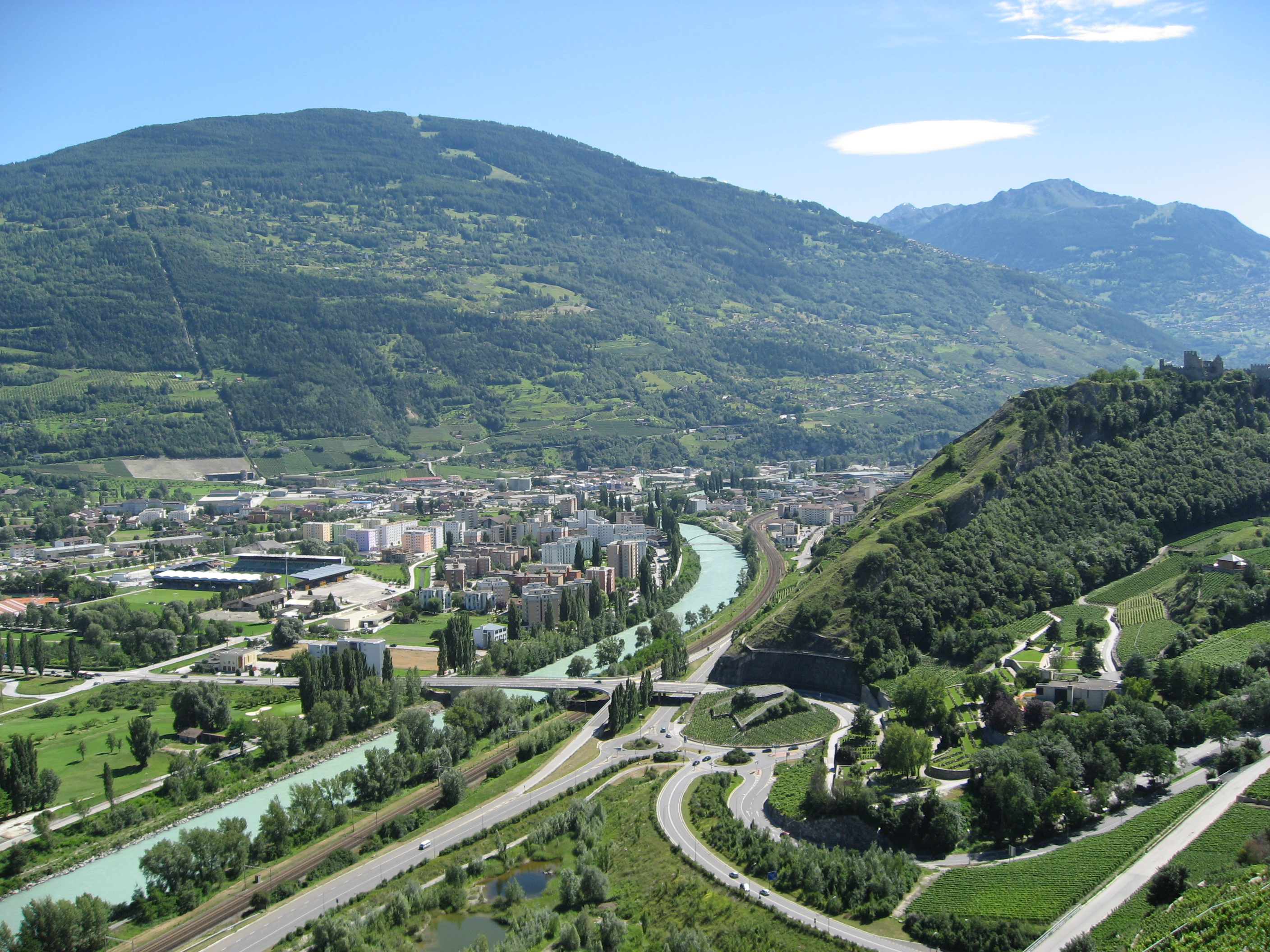
التحضر في وادي الرون (ضواحي سيون).

يعيش نسبة تتراوح بين الثلثين والثلاثة أرباع من السكان في المناطق الحضرية. وتطورت سويسرة إلى حد كبير من بلد ريفي إلى بلد يضم أرقى المناطق الحضرية خلال 70 عاماً. ومنذ عام 1935 كان للتنمية الحضرية قدر كبير من المشهد السويسري. وأثر هذا الزحف العمراني ليس فقط على الهضبة السويسرية ولكن أيضا على جورا وسفوح جبال الألب وهناك قلق متزايد حول استخدام الأراضي. ومع ذلك ومنذ بداية القرن 21، والنمو السكاني في المناطق الحضرية أعلى من في الريف.
تضم سويسرة شبكة كثيفة من المدن، تتكامل بها المدن الكبيرة والمتوسطة والصغيرة. وتتميز الهضبة السويسرية بكثافة سكانية عالية مع حوالي 450 شخصاً. وأكبر المناطق الحضرية هي زيورخ، وجنيف، ولوزان وبازل وبرن حيث تميل تلك المدن إلى الزيادة السكانية.

### الديانة
| الدين في سويسرا - 2011-2013 | الدين في سويسرا - 2011-2013 | الدين في سويسرا - 2011-2013 | الدين في سويسرا - 2011-2013 | الدين في سويسرا - 2011-2013 |
| --------------------------- | --------------------------- | --------------------------- | --------------------------- | --------------------------- |
| الدين                       | الدين                       |                             | النسبه المئويه              | النسبه المئويه              |
| الرومان الكاثوليك           | الرومان الكاثوليك           |                             | 38.21%                      | 38.21%                      |
| البروتستانتية السويسرية     | البروتستانتية السويسرية     |                             | 26.93%                      | 26.93%                      |
| طوائف مسيحية أخرى           | طوائف مسيحية أخرى           |                             | 5.68%                       | 5.68%                       |
| اليهودية                    | اليهودية                    |                             | 0.25%                       | 0.25%                       |
| إسلام                       | إسلام                       |                             | 4.95%                       | 4.95%                       |
| البوذية                     | البوذية                     |                             | 0.52%                       | 0.52%                       |
| الهندوسية                   | الهندوسية                   |                             | 0.50%                       | 0.50%                       |
| أخرى                        | أخرى                        |                             | 0.28%                       | 0.28%                       |
| غير معروف                   | غير معروف                   |                             | 1.26%                       | 1.26%                       |
| *اللادينيين                 | *اللادينيين                 |                             | 21.42%                      | 21.42%                      |

سويسرة بلد علماني بطبيعته ولا يوجد دين رسمي للدولة ولكن دستورها الفدرالي ما زال مُستهلا بعبارة «باسم الرب». والديانة الشائعة فيها هي المسيحية بكلا المذهبين البروتستانتي والكاثوليكي، ولكن الأغلبية في سويسرة هم من الكاثوليك 41.8% ثم البروتستانت 35.3%، وتوجد نسبة 11.1% لا تدين بعقيدة معينة.
بالنسبة للإسلام فيشكل أتباعه 4.3% من السكان (أغلبهم كوسوفيون، بوسنيون وأتراك). والأرثوذكس الشرقيون 1.8% وهما من الأديان التي يتبعها أبناء الأقليات ومنهم المهاجرين إلى البلاد.
في الاستقصاء الإحصائي التابع لليوروباروميتر "Eurobarometer" وجد أن 48% من السويسريين المستقصاة آرائهم اعتبروا أنفسهم «مؤمنين بوجود إله»، فيما عبر 39% عن اعتقادهم في وجود «روح أو قدرة ما في الحياة». و 9% ملحدون فيما ذكر 4% أنهم لا أدريون. وفي 2003 وجد غريللي "Greeley" أن 27% من السكان لا يؤمنون بوجود إله. وتتوزع النسبة الباقية 4% على الجماعات المسيحية الأخرى وأتباع الديانات اليهودية والبوذية والهندوسية.

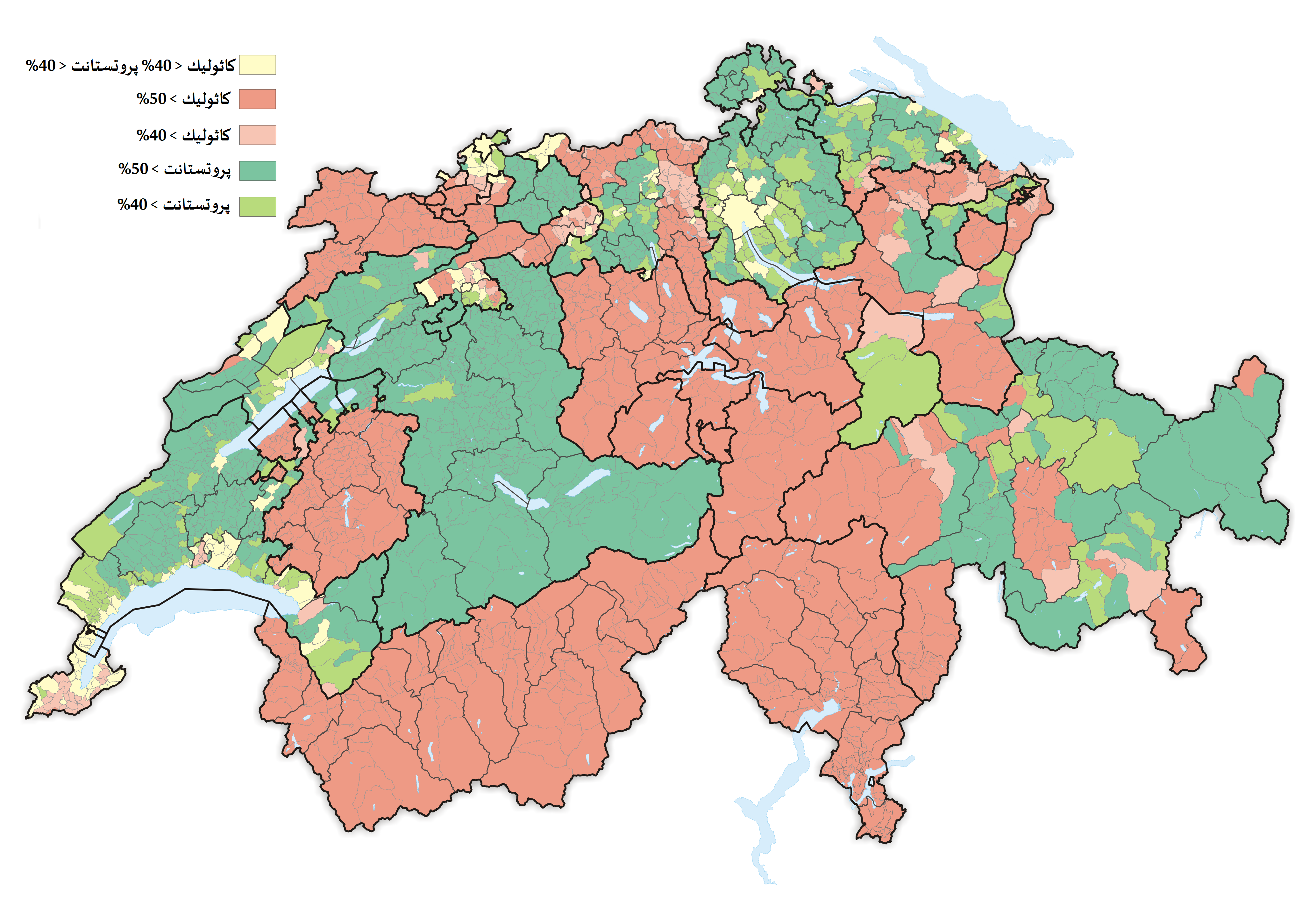
الدين في سويسرة في عام 2016

اعتباراً من تعداد عام 2010 تعتبر الديانة المسيحية هي السائدة في سويسرة، وتنقسم بين الكنيسة الكاثوليكية (38.8% من السكان) ومختلف الطوائف البروتستانتية (30.9%). تحولت جنيف إلى البروتستانتية في 1536، فقط قبل وصول جون كالفين هناك. ونتيجة للهجرة استحوذ الإسلام على نسبة (4.5%) والكنيسة الأرثوذكسية الشرقية على حوالي (2%) كديانات أقلية كبيرة. ويشمل تعداد طوائف الأقليات المسيحية الأخرى النيو التقوى (0.44%)، خمسينية (0.28%، أدرجت معظمها في وشفايتزر)، المنهاجية (0.13%)، والكنيسة الرسولية الجديدة (0.45%)، شهود يهوه (0.28%)، الطوائف البروتستانتية الأخرى (0.20%)، والكنيسة الكاثوليكية القديمة (0.18%)، الطوائف المسيحية الأخرى (0.20%). الأقليات غير المسيحية هي الهندوسية (0.38%)، البوذية (0.29%)، اليهودية (0.25%)، و «الديانات الأخرى» (0.11%). وفي استطلاع يوروباروميتر 2010 وجد أن 44% من المؤمنين، 39% أعربوا عن اعتقادهم في «روح أو قوة الحياة» و 11% ملحد. وفي استطلاع غريلي عام 2003 وجد أن 27% من السكان لا يعتقدون في وجد إله.
تاريخياً كانت الديانة السائدة في البلاد متوازنة بين الكاثوليكية والبروتستانتية، مع خليط معقد من الأغلبية في معظم أنحاء البلاد. أحد كانتون، أبنزل، تم تقسيمه رسميا إلى أقسام كاثوليكية وبروتستانتية في عام 1597. المدن الكبرى (برن، جنيف، زيوريخ وبازل) يسود بها في الغالب البروتستانتية. وفي وسط سويسرة، وكذلك تيسان الكاثوليكية هي الديانة التقليدية.
| الانتماء                                 | النسبة المئوية من سكان سويسرة | النسبة المئوية من سكان سويسرة |
| ---------------------------------------- | ----------------------------- | ----------------------------- |
| مسيحيون                                  | 71.5                          | 71.5                          |
| الرومان الكاثوليك                        | 38.0                          | 38                            |
| البروتستانتية السويسرية                  | 26.0                          | 26                            |
| الأرثوذكسية الشرقية                      | 2.2                           | 2.2                           |
| الإنجيلية                                | 1.7                           | 1.7                           |
| لوثرية                                   | 1.0                           | 1                             |
| أنجليكانية                               | 0.1                           | 0.1                           |
| الكاثوليكية القديمة أو طوائف مسيحية أخرى | 2.5                           | 2.5                           |
| الديانات غير المسيحية                    | 6.5                           | 6.5                           |
| المسلمون                                 | 5.0                           | 5                             |
| البوذية                                  | 0.5                           | 0.5                           |
| الهندوسية                                | 0.5                           | 0.5                           |
| اليهودية                                 | 0.2                           | 0.2                           |
| غيرها من الطوائف غير المسيحيين           | 0.3                           | 0.3                           |
| لادينية*                                 | 22.0                          | 22                            |
| المجموع                                  | 100                           | 100                           |

## السياسة

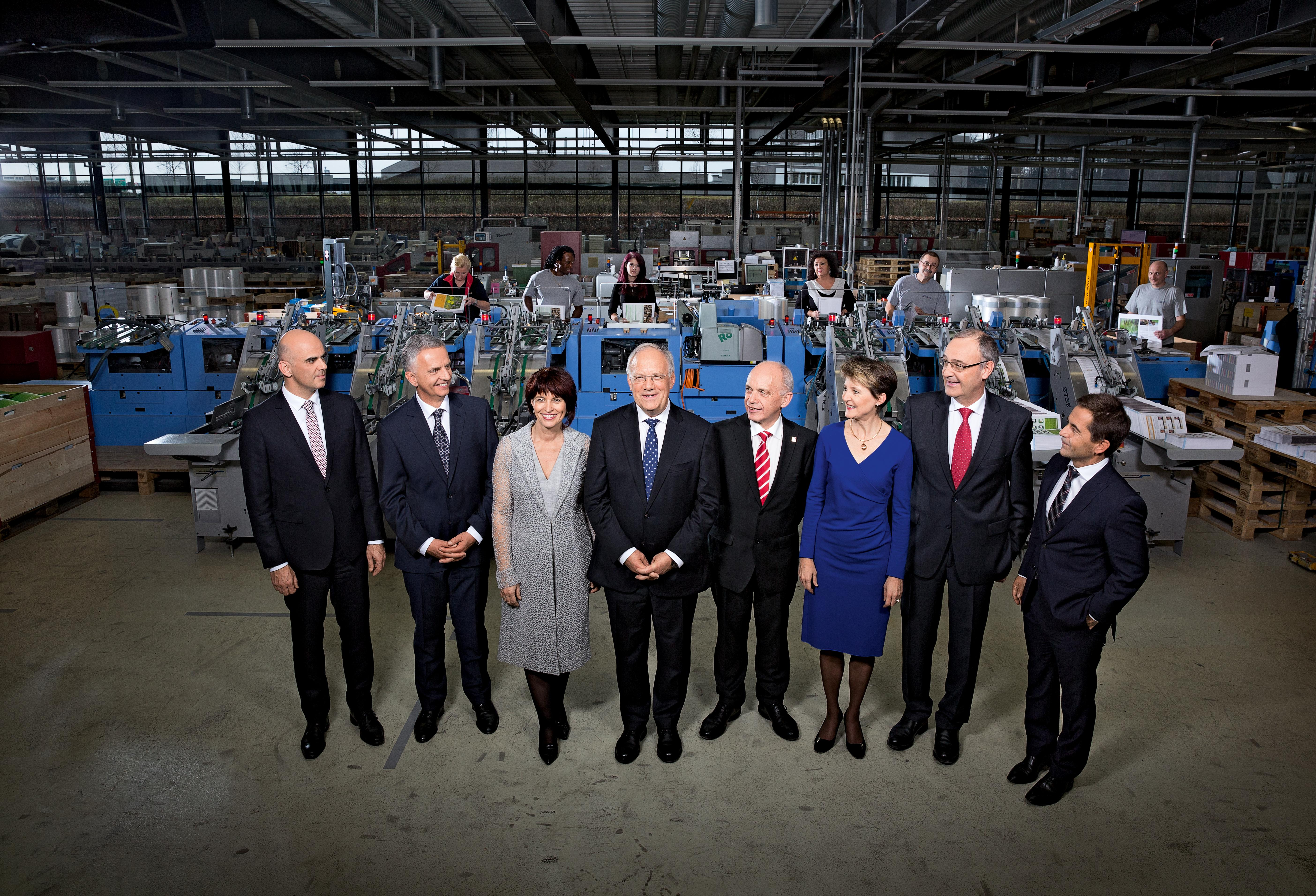
المجلس الاتحادي السويسري في عام 2016 مع الرئيس يوهان شنايدر آمان في (الوسط).

رسَّخ الدستور الفدرالي الأول لعام 1848 الهياكل السياسية لسويسرة. لكن الأساطير الشعبية المُتداولة تقول إن تلك الهياكل تعود إلى زمن أقدم بكثير وتروي هذه الأساطير أن القرويين في سويسرة الوسطى تعهدوا عام 1291 بإنشاء تحالف دائم جمع الكانتونات الثلاثة الأولى: يوري وشفيتس وأونترفالدن يعيش قرابة 650.000 سويسري وسويسرية خارج وطنهم ويعادل حجم «سويسرة الخامسة» حجم ثالث أكبر كانتون في البلاد، من حيث عدد السكان.
ومنذ سنة 2000، تُحدّد مادة خاصة في الدستور الفدرالي حقوق السويسريين المقيمين بالخارج وواجباتهم يحتفظ كل مواطن مغترب بإمكانية ممارسة حقوقه السياسية من دون تحديد أو شروط. وللإدلاء بأصواتهم في الانتخابات الفدرالية، يتوجب على المهاجرين السويسريين التوجّه إلى القنصليات والسفارات الأقرب لأماكن إقامتهم.
كما أنه من الواجب عليهم إعادة تسجيل أسمائهم بالقوائم الانتخابية في المجموعات المحلية، التي ينحدرون منها أو لآخِر مكان أقاموا فيه قبل سفرهم. ولا يمكن للمهاجر المشاركة في الانتخابات الكانتونية، ما لم ينص دستور الكانتون على ذلك، وهو ما لم يحصل إلا في إحدى عشر كانتوناً حتى الآن، وساهم الاقتراع عن بُعد في حل مشكلات كثيرة ولم يكن بإمكان السويسريين المقيمين في الخارج المشاركة في الاقتراع، إلا بالتوجه إلى مقار السفارات والقنصليات أو في مسقط الرأس، إذا ما صادفت الانتخابات وجودهم في البلاد لقضاء عطلة. وتواصل العمل بهذا الإجراء حتى سنة 1992.

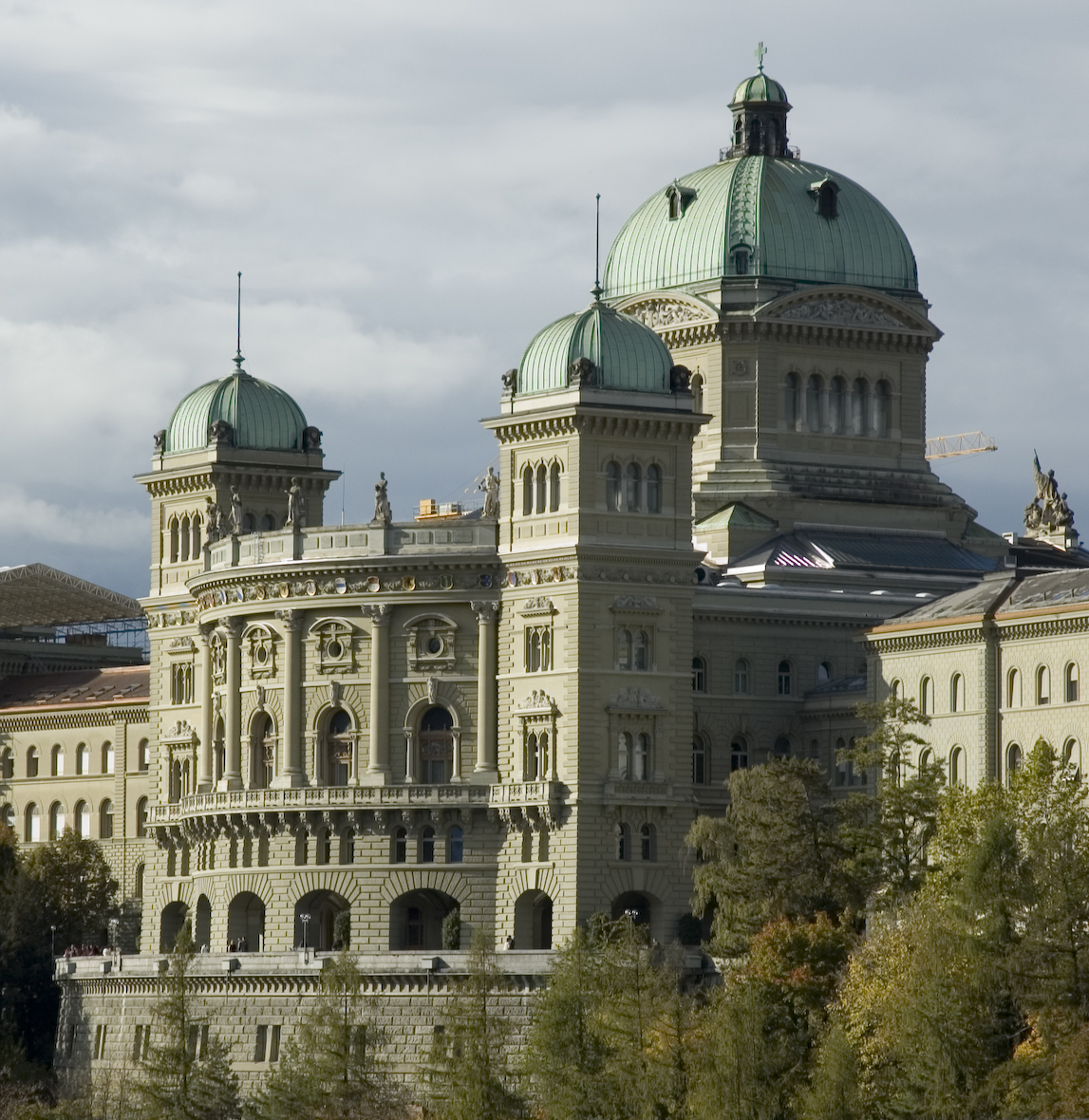
القصر الاتحادي في برن، هو المبنى الذي يسكنه أعضاء الجمعية الاتحادية السويسرية (البرلمان الاتحادي)، والمجلس الاتحادي السويسري (السلطة التنفيذية).

### السياسة الخارجية
سمحت نهاية الحرب الباردة لسويسرة بالقيام بدور أكثر نشاطاً على مستوى سياستها الخارجية. لكن ذلك أصبح ينطبق أيضا على عدد من البلدان الصغيرة، وبذلك لم يعد الاختيار يقع بشكل تلقائي على سويسرة للقيام بدور «الوسيط» لحل النزاعات. رغم ذلك ما زالت سويسرة تحتضن العديد من المفاوضات الدولية، مثل محادثات التوفيق بين القبارصة اليونانيين والأتراك التي تمت تحت رعاية الأمم المتحدة، والمفاوضات بين حكومة سريلانكا والمتمردين التاميل. ويظل عرضُ «المساعي الحميدة» من أبرز أهداف السياسة الخارجية السويسرية، التي تشمل أيضا الحفاظ على المصالح الاقتصادية للفدرالية، والترويج لحقوق الإنسان والحكم الرشيد على المستوى الدولي، وحماية الموارد البيئية والطبيعية. أما الجهود السويسرية الأكثر بروزا للعيان، فتتمثل في مشاريع المساعدات التنموية التي تركز عامة على الدول الأكثر فقراً، وتقوم على مبدأ مساعدة الدول على مساعدة نفسها. تُنفق سويسرة أموال طائلة في مجال المساعدات الإنسانية، خاصة بعد الكوارث الطبيعية مثل الزلازل حيث تتدخل هيئة المساعدات السويسرية في حالات الكوارث بفريق خبرائها المحنك. وتفتح هذه المساعدات الطارئة القصيرة المدى الباب لمشاريع طويلة المدى لإعادة إعمار المناطق المنكوبة، وهي مشاريع تتولى إدارتها عادة الوكالة السويسرية للتنمية والتعاون التابعة لوزارة الخارجية.

### الديمقراطية المباشرة

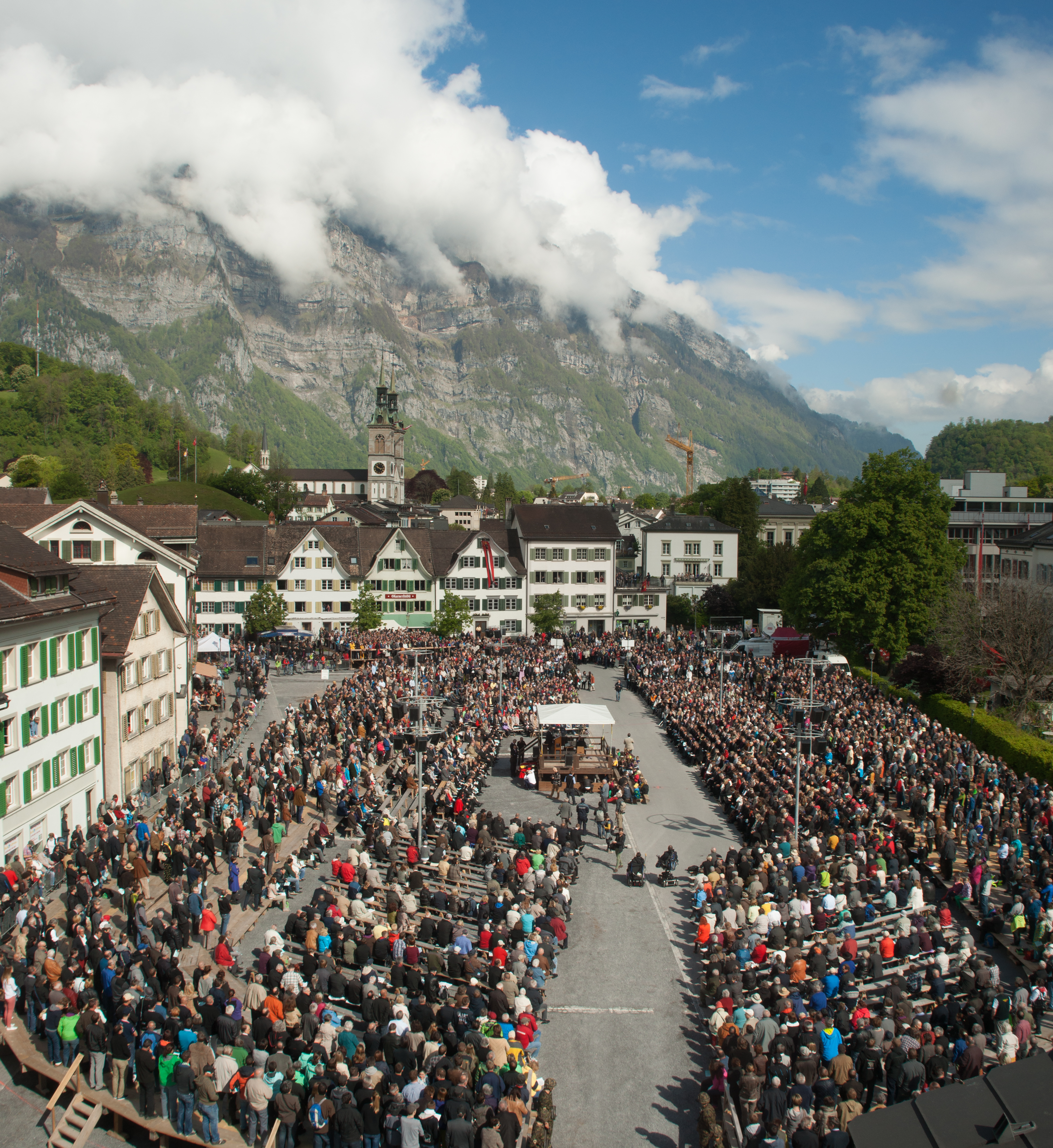
التصويت الشعبي في جلاروس

يعطى الناخبون السويسريون الفرصة للتصويت في الاستفتاءات الفيدرالية بمعدل أربع مرات في السنة. ومن الطبيعي أن يصوت الناخبون أيضاً على عدد من المواضيع المحلية والخاصة بالمقاطعة في يوم الاقتراع الفدرالي. وفي النصف الثاني من القرن العشرين، تدنى الإقبال على الاستفتاءات الفدرالية من 50-70% ليصل إلى معدل 40% مما يعكس تدن مشابه في الإقبال على الانتخابات الفيدرالية من 80% ليصل إلى 45%. ومن الآراء التي تشير إلى سبب هذا الإقبال المتدني نسبياً هو العدد الكبير من الاقتراعات التي يتاح للسويسريون التصويت عليها، ويعلل العديد بأن هذا عائد إلى أن نسبة عالية جداً من السكان ناشطون سياسياً أكثر مما يظهر بنسبة الـ 40%، طالما أن نسبة 40-45% من الناخبين المقترعين هم ليسوا نفس الأشخاص في كل فرصة استفتاء.
لعبت الديمقراطية المباشرة دوراً رئيسياً في تشكيل النظام السياسي السويسري الحديث. إلا أنه لا يزال من المهم مناقشة الأثر الحقيقي للديمقراطية المباشرة على المواضيع التشريعية، ذلك أنها في بعض الأقطار، هي من مسؤولية الممثلين المنتخبين.
ويجادل البعض بأن هذا الأثر كان محدوداً، ففي القرن الأول الذي تلى تمرير أول مبادرة (1891-2004)، جرى تمرير 14 مبادرة في سويسرة. ومع ذلك فإن النظر إلى هذه الإحصائية وحدها يتجاهل إلى حد كبير الأثر غير المُباشر للديمقراطية المباشرة. وبالرغم من فشل معظم المبادرات، إلا أن ذلك يزيد من ضغط الحملة لنشر الموضوع قيد الطرح ونشر المعرفة العامة عنه. كما يزيد إلى حد كبير من الضغط على الحكومة لتقديم إجراءات تتعامل مع هذا الموضوع، حتى لو لم يمكن مطلوباً بمقتضى استفتاء ناجح. لذا قد تكون المبادرة ناجحة في تحقيق بعض أهداف مؤيديها، حتى لو لم تكن ناجحة من حيث تمريرها. ويفسر هذا التوجه لماذا يتم تقديم العديد من المبادرات ولكنها تسحب لاحقا بسبب اختيار الحكومة في بعض الأحيان أن تتخذ إجراءات بشأنها قبل وصول المبادرة إلى مرحلة الاستفتاء.

### سلطة الشعب
على مستوى التطبيق يمكن للشعب السويسري - أو «صاحب السيادة» مثلما يدعى الجسم الانتخابي أحياناً - أن يـقلب الموازين ويغير ما تطلبه الحكومة أو ما يصادق عليه البرلمان. فور مصادقة البرلمان على قانون ما، وهو ما يعني أن القانون أصبح جاهزاَ لدخول حيز التطبيق، يحق للناخبين تجميع خمسين ألف توقيع على الأقل في ظرف لا يتجاوز 100 يوم لطرح استفتاء شعبي يدعو إلى تعديل أو إبطال القانون. وتعدُّ هذه الممارسة بمثابة مكبح في يد الشعب، الشيء الذي يفسر عملية الاستشارات الطويلة والشاملة التي تتم بين الأحزاب المعنية بالمواضيع المطروحة قبل عرض أي مسودة قانون على البرلمان. ومن خلال التجربة الطويلة، أدركت الحكومة والبرلمان أن تلك الاستشارات الحذرة لا تضمن بالضرورة النجاح للمقترحات التشريعية. ويحق أيضاً لمجموعة من الكانتونات – شرط أن لا يقل عددها عن ثمانية - الدعوة إلى تنظيم استفتاء شعبي بشأن قضايا تخصهم. ورغم أن هذا الحق خُوّل للكانتونات قبل أكثر من قرن، إلا أنه لم يُستخدم للمرة الأولى إلا في عام 2003 عندما دعا 11 كانتوناً إلى استفتاء شعبي لرفض رزمة هامة من الإصلاحات الضريبية، وهو ما أيده الناخبون في ربيع العام الموالي برفضهم لتلك الإصلاحات.

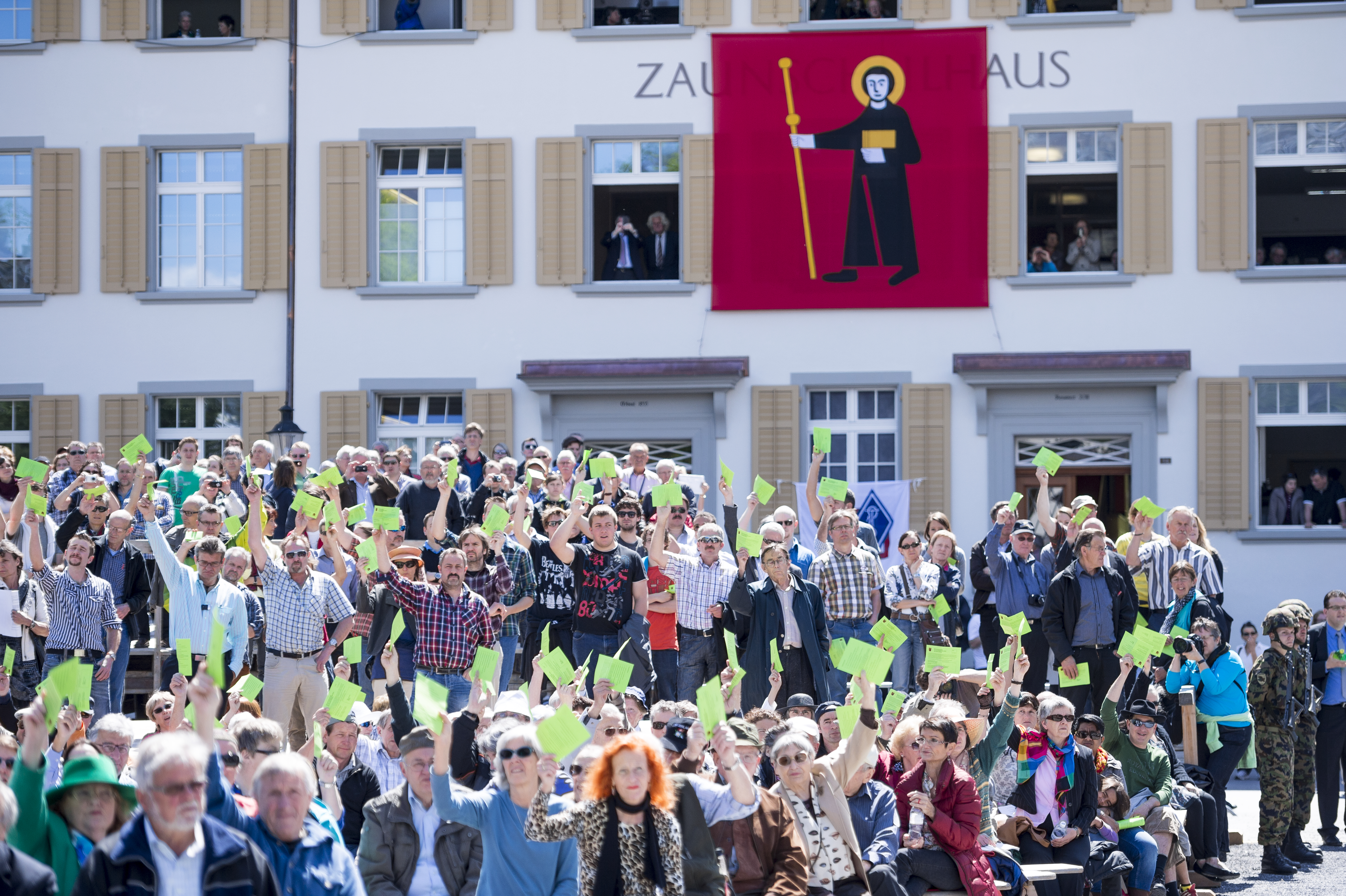
تصويت شعبي في جلاروس لعام 2013

لا تقتصر سلطة الناخبين على كبح التشريعات فحسب، بل تصل إلى حد إقرار تشريعات جديدة. يكفي لذلك تجميع المائة ألف توقيع الضرورية لطرح مبادرة شعبية تهدف إلى تعديل الدستور أو إضافة مواد إليه. وتمنح للناخبين مهلة ثمانية عشر شهراً لتجميع التوقيعات اللازمة. وخلال تلك الفترة، نادراً ما تتقدم الحكومة بمشروع «مضاد» لا يدعو بالضرورة إلى رفض المبادرة الشعبية، إذ عادة ما تقترح صيغة بنفس المعنى، لكن أكثر واقعية على المستويين السياسي والتطبيقي. ومنذ عام 1848 طرحت على الناخبين السويسريين 160 مبادرة شعبية تمت الموافقة على 15 منها فقط.
ويفترض أن يكون لأي مبادرة شعبية علاقة بالمسائل الدستورية، سواء تعلق الأمر بإبطال مادة أو إدخال بند جديد. لكن في الواقع، لا يلتزم الناخبون تماماً بهذا المبدأ، بحيثُ أن العديد من المبادرات الشعبية التي طرحت في العقود الأخيرة ارتبطت بمواضيع أخرى مثل حظر الماسونية أو تصدير الأسلحة. أما التوقيع على المعاهدات الدولية الدائمة مثل الانضمام إلى الأمم المتحدة، فيخضع بدوره لإرادة الناخبين. وفي حالات كثيرة يكون فيها تنظيم الاستفتاء اختيارياً، تبادر الحكومة باقتراح تنظيم استفتاء شعبي حتى لا تترك مجالاً لمعارضي الإصلاحات للقيام بحملة صاخبة.

### البرلمان

شعار الجمعية الاتحادية السويسرية (البرلمان السويسري).

سنُّ التشريعات الوطنية، مهمة مُلقاة على عاتق البرلمان الفدرالي في برن، الذي يجتمع كل عام خلال أربع دورات (خريفية وشتوية وربيعية وصيفية) تتواصل كل واحدة منها ثلاثة أسابيع. وقد يؤدّي ضغط العمل أو اندلاع أزمة ما إلى عقد دورات إضافية تستغرق بضعة أيام. ويتميز عمل البرلمانين، سواء في مجلس النواب أو مجلس الشيوخ، بالاندراج فيما يُسمى بنظام الميليشيات، أي أن شغل منصب في البرلمان لا يعد مهنة في حد ذاتها، بل هو عمل يزاوله البرلمانيون إلى جانب مهنتهم الرئيسية خارج قبة القصر الفدرالي. يتكون البرلمان من غرفتين تتواجدان في نفس المبنى. يضم مجلس النواب الذي يمثل الشعب 200 مقعداً (تُوزعُ تبعاً لحجم السكان في كل كانتون)، بينما يضم مجلس الدّويلات (مجلس الشيوخ) الذي يمثل الكانتونات 46 عضواً (نائبان عن الكانتونات العشرين، ونائب واحد عن أنصاف الكانتونات الستة).

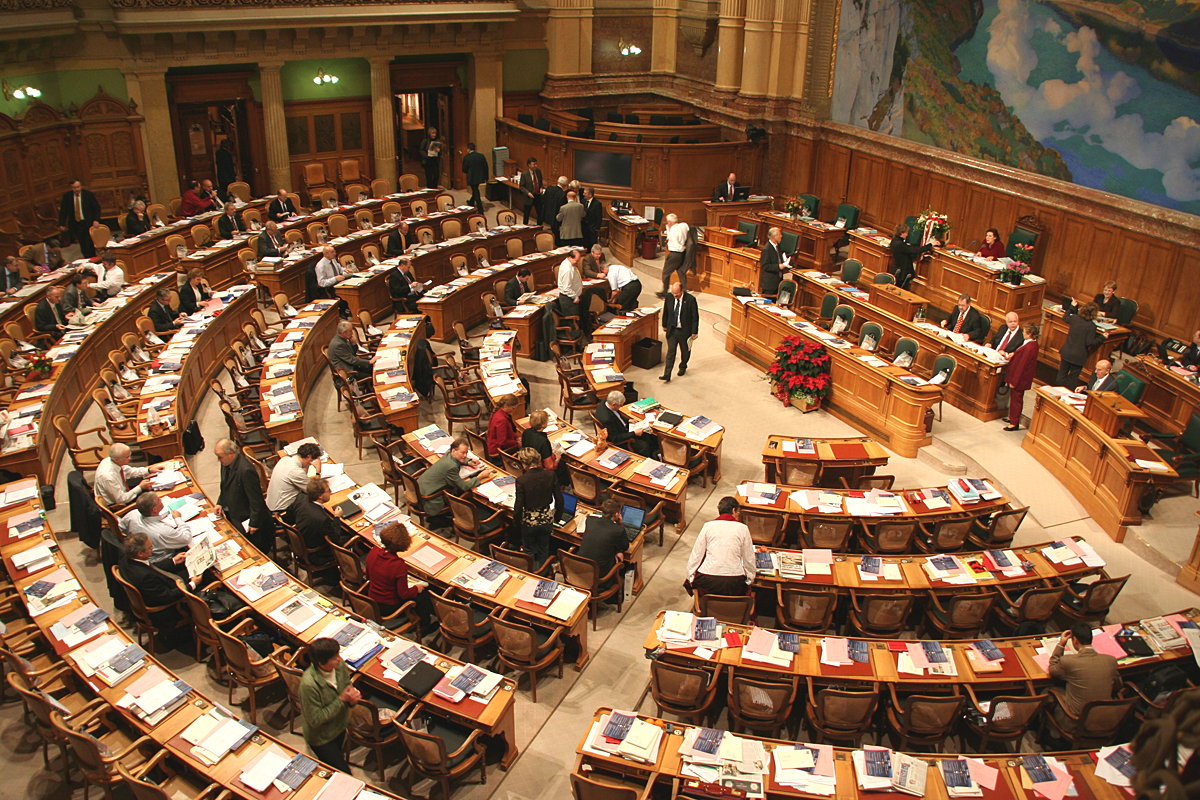
قاعة المجلس الوطني السويسري

لا توجد غرفة عليا وغرفة دنيا، إذ يمكن طرح القوانين التشريعية على أيّ من الغرفتين، لكن المصادقة على نفس نص مسودة المشروع المعروض، يجب أن تتم من طرف الغرفتين. يُنتخب مجلس النواب بالتمثيل النسبي، بينما ينتخب مجلس الشيوخ بنظام الأغلبية. لكل كانتون كامل ممثلان في مجلس الشيوخ وممثل واحد لكل نصف كانتون. وتحدِّد الكثافة السكانية لكل كانتون عدد ممثليه في مجلس النواب في العاصمة الفدرالية برن. تعد الحكومة وتعرض مُعظم مسودات القوانين على البرلمان، لكن جميع أعضاء مجلسي النواب والشيوخ يتمتعون بالحق الفردي في طرح مذكرة أو مشروع قانون أو مقترحات ملزمة أو غير ملزمة أو أسئلة بسيطة. فضلاً عن ذلك يخصص البرلمان جلسة أسبوعية ترد فيها الحكومة على الأسئلة الكتابية التي تقدم بها النواب والشيوخ. رغم حصول النساء على حق التصويت منذ 1971 على المستوى الفدرالي، ما زال تمثيلهن في البرلمان يحوم حول 25%، مع أنهن يمثلن أكثر من نصف السكان في الفدرالية. يبدو النظام السويسري إذا ما تم النظر إليه من الخارج، أشبه ما يكون بديمقراطية برلمانية نموذجية. لكن ما يجعل من الفدرالية حالة خاصة، هو عدم تمتع الوزراء والبرلمانيين السويسريين بنفس سلطات نظرائهم في دول مثل الولايات المتحدة الأمريكية وبريطانيا وفرنسا.

### الحكماء السبعة

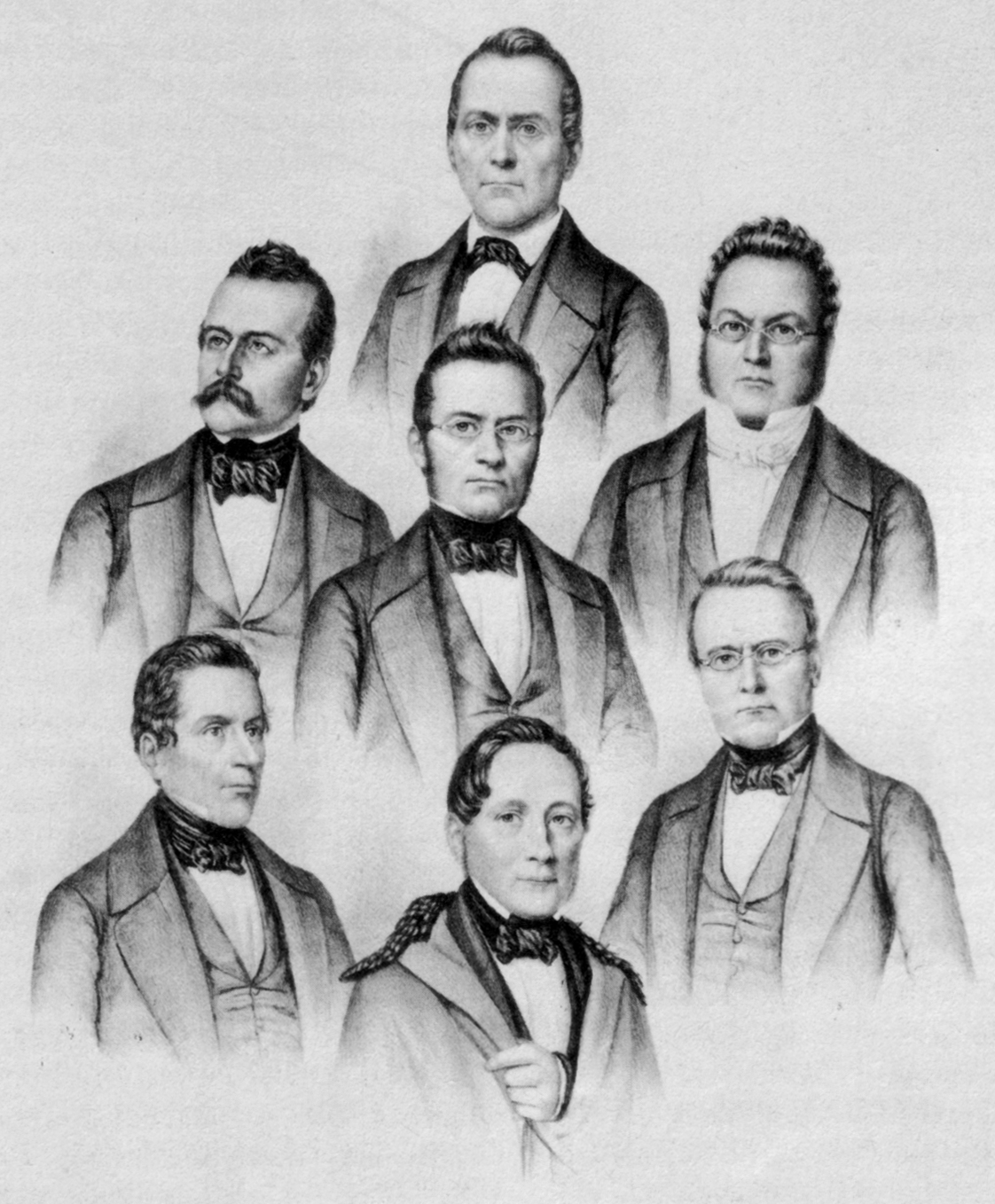
أول سبعة أعضاء للمجلس الاتحادي في انتخابات عام 1848

السلطة التنفيذية مُخولة لأعضاء الحكومة السبعة الذين يُشكلون ما يُـسمى حرفيا بـ «مجلس الحكم الفدرالي» (الحكومة الفدرالية). يتم انتخاب الأعضاء، وإعادة انتخابهم لأكثر من مرة من طرف مجلسي النواب والشيوخ. ونادرا جدا ما تتم إقالة عضو في الحكومة من منصبه من قـِبَل البرلمان الفدرالي (بغرفتيه) في برن. تـُجرى الانتخابات لتجديد البرلمان كل أربعة أعوام. وليس غريبا أن يظل أعضاء الحكومة في مناصبهم الوزارية لمدة تستغرق عشر سنوات أو أكثر، رغم أن معظمهم ينتقل من وزارة لأخرى خلال فترة الاعتماد. نظريا، يمكن لأي سويسري راشد أن يُصبح عضوا في الحكومة. لكن على المستوى التطبيقي، تبدو العضوية في أحد الأحزاب الأربعة المُمـَثلة في الحكومة منذ الحرب العالمية الثانية فرصة النجاح الوحيدة للالتحاق بالحكومة.
في عام 1959، اعتمد تحوير حكومي يُسمى بـ «المعادلة السحرية»: 2-2-2-1، أي مقعدان في الحكومة للحزب الراديكالي ومقعدان للحزب الاشتراكي ومقعدان للحزب الديمقراطي المسيحي ومقعد واحد لحزب الشعب السويسري، الذي كان يُدعى آنذاك «حزب المزارعين والحرفيين».
توزيع المقاعد الحكومية عكس في الواقع القوة التناسبية لأبرز الأحزاب في البرلمان. وقد أدى النمو المتزايد لحزب الشعب السويسري (يمين متشدد) خلال الدورتين التشريعيتين الأخيرتين إلى تخلي الحزب الديمقراطي المسيحي عن مقعد في الحكومة لصالح حزب الشعب بعد الانتخابات التشريعية لعام 2003. وفي حدث نادر عقب تلك الانتخابات، وبعد صراع داخل حزبها (الحزب الديمقراطي المسيحي - وسط يمين)، اضطرت وزيرة العدل والشرطة روت ميتسلر إلى مغادرة الحكومة بعد أربع سنوات فقط من تنصيبها، وحل محلها كريستوف بلوخر، أبرز رموز حزب الشعب السويسري. وبذلك، ضمت «الصيغة السحرية» للحكومة للمرة الأولى منذ اعتمادها، مقعدين لحزب الشعب السويسري ومقعدا واحدا فقط للحزب الديمقراطي المسيحي، مما يدل على أن الحكومة السويسرية ما زالت تعكس القوة التناسبية للأحزاب.

### سلطات الحكومة
سلطات الحكومة الفدرالية مُرسخة بشكل وطيد في الدستور. وتشمل الدفاع والأمن الداخلي والسياسة الخارجية والعلاقات الدبلوماسية والجمارك والبريد والاتصالات السلكية واللاسلكية وشبكة السكك الحديدية.
وقد تمت خوصصة جزء من قطاعيْ النقل والاتصالات السلكية واللاسلكية، لكن الدولة احتفظت بأغلبية الأسهم في الشركات التي تمتلكها في عديد القطاعات. وقننت السلطات الفدرالية أيضا مجالات الصيد البري والبحري. ويظل القانون الفدرالي مهيمنا على قطاعات التأمين الاجتماعي الوطني الإجباري، وتأمينات التعويض على العجز والشيخوخة والباقين على قيد الحياة.
أما قطاع الطاقة، وخاصة الطاقة النووية، فما زال يخضع لقوانين صارمة. وفشلت لحد الآن كافة المحاولات الرامية إلى تخصيصه. عندما تأسست الدولة الفدرالية السويسرية عام 1848، كانت البلاد جمهورية ديمقراطية محضة وسط محيط من الأنظمة الملكية. وسرعان ما تحولت الدولة الفتية إلى ملاذ للراديكاليين والثوريين والفوضويين. لينين، على سبيل المثال، أقام في سويسرة خلال الحرب العالمية الأولى. وانطلق من منفاه في زيورخ إلى رحلته الحاسمة لقيادة الثورة البولشيفية وتأسيس الاتحاد السوفييتي. اعتمد الدستور الفدرالي لعام 1848 حقوقا وطنية واسعة منحت للسويسريين فرصة التأثير الحقيقي على الحياة السياسية.

### التوافق السياسي
من المبادئ الأساسية للحكومة السويسرية المُكونة من أربعة أحزاب تحقيق التوافق بينها وإظهارُ ذلك أمام البرلمان والشعب. ويتم غالبا التوصل إلى ذلك التوافق بعد نقاش طويل ومعمق. وليس نادرا أن يـُضطر بعض الوزراء إلى تمثيل سياسات الأغلبية في الحكومة، دون أن يعني ذلك بالضرورة أن تلك السياسات تتوافق مع وجهة نظرهم الخاصة، إذ يحدث مثلا أن يتعارض موقف وزير ما من بعض القضايا مع موقف الحزب الذي ينتمي إليه. لكن سويسرة لا تتوفر على حكومة إئتلافية، ولا يوجد بالتالي أي برنامج مُتفق عليه من طرف أحزاب مختلفة ولا يمكن أن تخضع الحكومة للضغط من قبل تحالفات حزبية. ما يشبه في سويسرة طبيعة عمل حكومة ائتلافية، هو إعداد الوزراء لتقرير مُشترك، لكن غير مُلزم، يعرض الأهداف الحكومية للدورة التشريعية التي تتواصل أربعة أعوام. وقد حاول البرلمان في السنوات الأخيرة، الضغط على الحكومة من أجل تقديم برنامج تشريعي حقيقي، لكن مسعاه باء بالفشل.

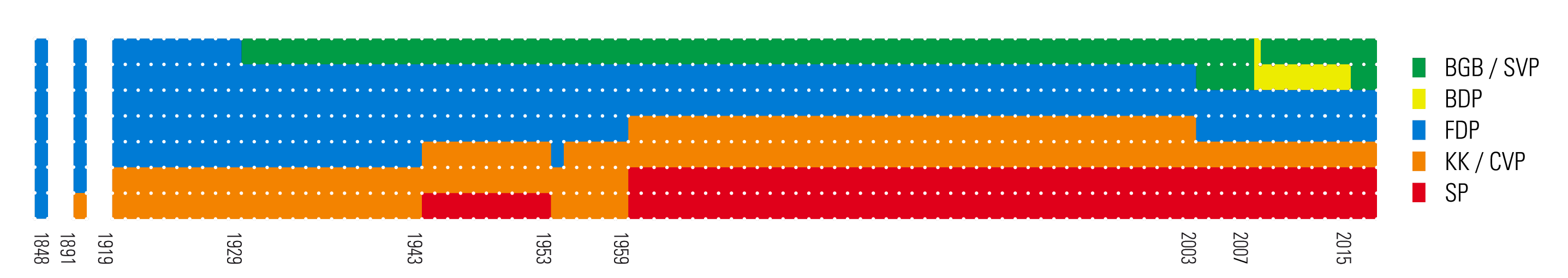
تشكيل المجلس الاتحادي من قبل الأحزاب السياسية من عام 1919 حتى عام 2011

رغم عدم تقاضيهم لرواتب خيالية، يظل دخل الوزراء السويسريين جيدا إذ يناهز 400 ألف فرنك في العام. ويتمتع أعضاء الحكومة بمقام اجتماعي عال. ومع ذلك، ليس غريبا مصادفتهم في الأماكن العامة أو في وسائل النقل العمومية التي يستقلونها في بعض الأحيان للذهاب إلى العمل. غير أن الحصول على مقعد في الحكومة ليس مأمورية سهلة. فالنظام السويسري يقوم على قوانين مكتوبة وأخرى تقليدية مُتفق عليها فقط، لكن لها وزن أكيد. ووفقا للقواعد التقليدية التي حرص البرلمان دائما على احترامها، هنالك سعي جاد لمراعاة التوازن بين مختلف الأحزاب والمناطق اللغوية السويسرية في الحكومة. يكفي أن يصل المرشح إذن في الوقت المناسب ومن المنطقة المناسبة والحزب المناسب.

### التوازن

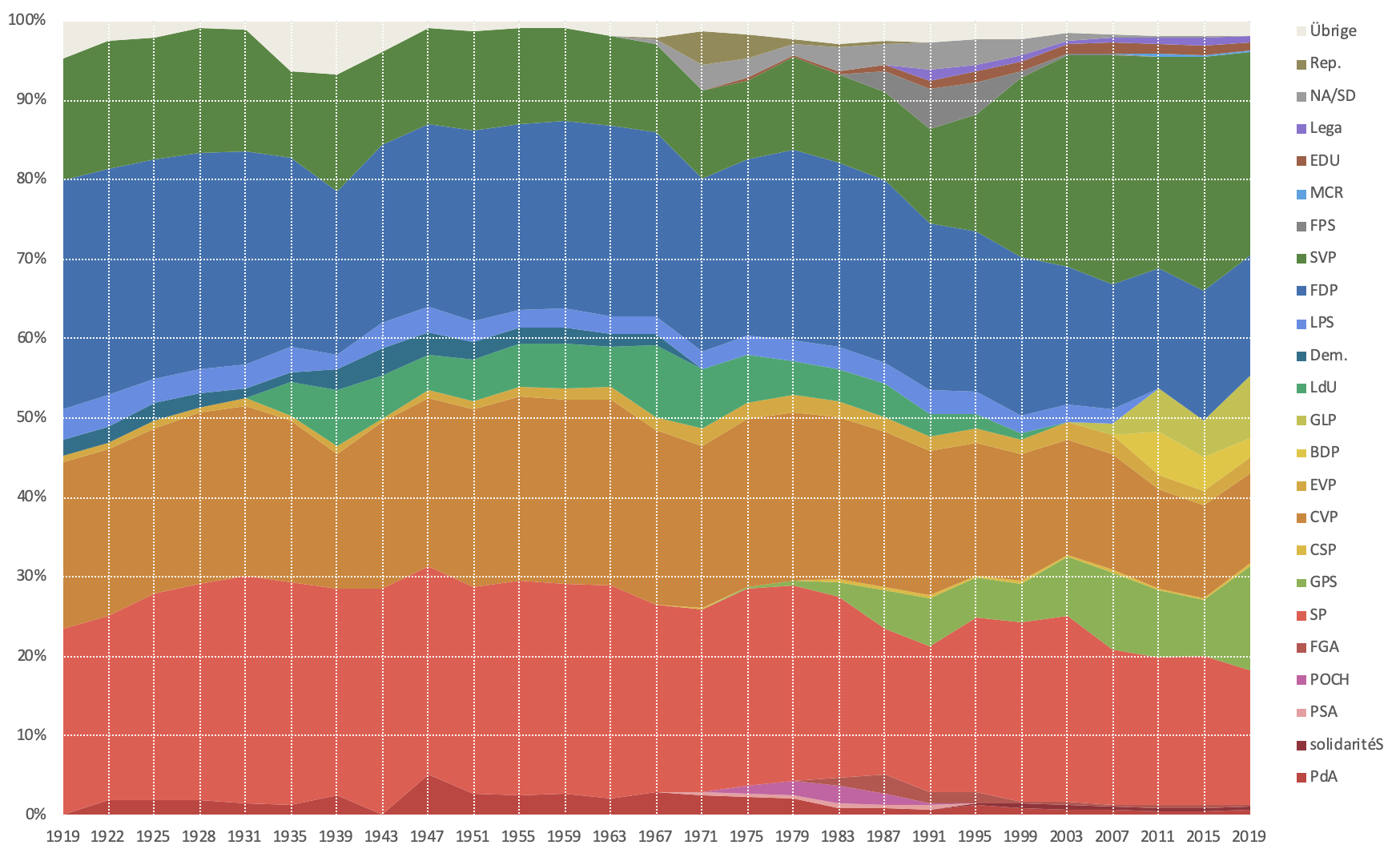
تشكيل المجلس الوطني من قبل الأحزاب السياسية من عام 1919 حتى عام 2019

تعكس التشكيلة الحكومية توازنا بين المناطق واللغات والديانات والأحزاب. ومن القواعد التقليدية غير المكتوبة أيضا والسارية المفعول، الحرصُ على تمثيل أكبـرِ الكانتونات، زيورخ وبرن وفود، في الحكومة الفدرالية. توازن حكومي وقد يعني ذلك أن كانتونات مثل جنيف (الكانتون السويسري الأكثر شهرة على المستوى العالمي) يـُمكن أن تُـقصى من التمثيل الحكومي لمدة عقود. كذلك الشأن بالنسبة لكانتون تيتشينو الجنوبي (وهو المنطقة الوحيدة التي تتحدث غالبية سكانه بالإيطالية) الذي لم يشغل مقعدا في الحكومة منذ عدة سنوات. الأمر الذي يعزز حظوظ أي ترشح مستقبلي من تيتشينو. ويَعـتـبرُ بعض السويسريين انفرادَ البرلمان بانتخاب أعضاء الحكومة ظاهرة شاذة. ونـجم عن ذلك الاستياء بعض الجهود المتواضعة التي دعت إلى مناقشة إمكانية انتخاب الوزراء مباشرة من قبل الشعب. وعزَّز المقترح ما أقدم عليه البرلمان عندما استغنى في نهاية عام 2003 عن الوزيرة روت ميتسلر وعوضها بكريستوف بلوخر. لكن تغييرا بذلك الحجم سيعني «حرمان» البرلمان الفدرالي من سلطات يحرص عليها شديد الحرص، ومن بين هذه السلطات «تعمده» انتخاب حكومات ضعيفة نسبيا في معظم الأحيان.

=== العلاقات الخارجية والمؤسسات الدولية ==

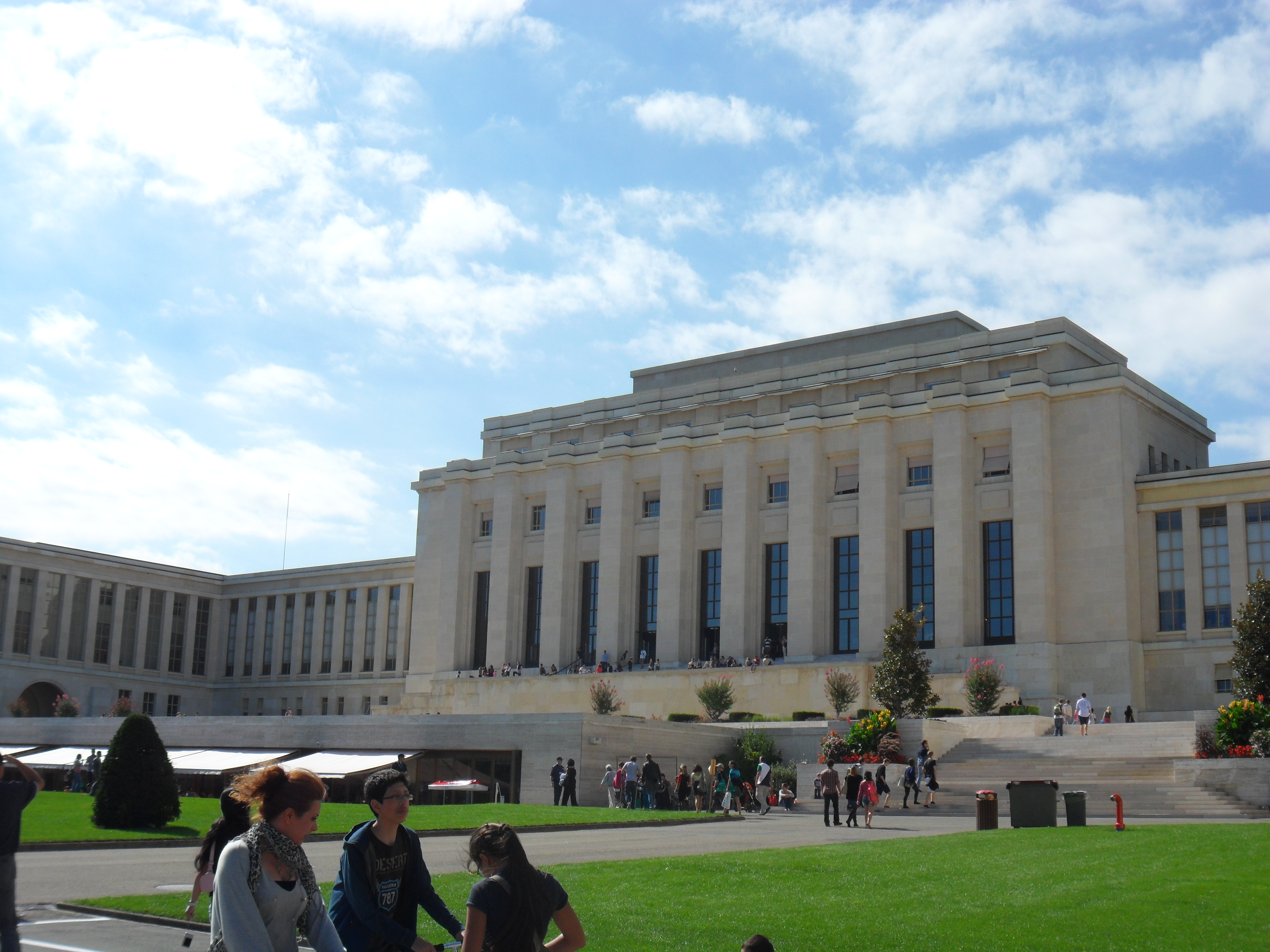
قصر الأمم والمقر الأوروبي للالأمم المتحدة في جنيف

تقليديا تتجنب سويسرة التحالفات التي قد تنطوي على الأعمال الاقتصادية أو العسكرية أو السياسية، وكانت محايدة منذ نهاية توسعها في 1515. واعترف بسياستها الحيادية دولياً في مؤتمر فيينا عام 1815. حتى عام 2002 لم تصبح سويسرة عضواً كامل العضوية في الأمم المتحدة، وكانت أول دولة في الانضمام إليه عن طريق الاستفتاء. وتقيم سويسرة علاقات دبلوماسية مع جميع البلدان تقريباً، وعملت تاريخياً كوسيط بين الدول الأخرى وهي ليست عضواً في الاتحاد الأوروبي حيث رفض الشعب السويسري باستمرار العضوية مبكراً منذ عام 1990. ويتخذ عدد غير عادي من المؤسسات الدولية من سويسرة مقراً لمكاتبها سواء الرئيسية أو الفرعية بسبب سياستها الحيادية. وتعد جنيف هي مهد حركة الهلال الأحمر في اتفاقيات جنيف للصليب الأحمر، ومنذ عام 2006، تستضيف مجلس الأمم المتحدة لحقوق الإنسان.

مونوتشروماتيكالي عكس العلم السويسري أصبح رمزاً "حركة الصليب الأحمر"، أسسها هنري دونان عام 1863.

على الرغم من سويسرة هي واحدة من البلدان الأخيرة التي انضمت إلى الأمم المتحدة، إلا أن قصر الأمم في جنيف هو ثاني أكبر مركز للأمم المتحدة بعد نيويورك، وكانت سويسرة عضوا مؤسساً وموطناً لعصبة الأمم. وبجانب مقر الأمم المتحدة، يستضيف الاتحاد السويسري العديد من وكالات الأمم المتحدة، مثل منظمة الصحة العالمية، ومنظمة العمل الدولية، والاتحاد الدولي للاتصالات، ومفوضية الأمم المتحدة السامية لشؤون اللاجئين وحوالي 200 من المنظمات الدولية الأخرى، بما في ذلك منظمة التجارة العالمية. كما يعقد في دافوس الاجتماعات السنوية للمنتدى الاقتصادي العالمي الذي يجمع كبار رجال الأعمال والسياسة الدولية من سويسرة والدول الأجنبية لمناقشة القضايا الهامة التي تواجه العالم، بما في ذلك الصحة والبيئة.
وعلاوة على ذلك، توجد العديد من الاتحادات الرياضية والمنظمات في جميع أنحاء البلاد، مثل الاتحاد الدولي لكرة السلة في جنيف، الاتحاد الأوروبي لكرة القدم في نيون، والاتحاد الدولي لكرة القدم واتحاد هوكي الجليد الدولي في زيوريخ، والاتحاد الدولي للدراجات في إيغل، واللجنة الأولمبية الدولية في لوزان.

### سويسرة والاتحاد الأوروبي

أراضي الدول الأعضاء في الاتحاد الأوروبي (التي عرفت بالجماعة الأوروبية قبل 1993), تظلل وفقاً لتاريخ الانضمام (الأقاليم خارج النطاق الأوروبي غير معروضة)

صوتت سويسرة ضد العضوية في المنطقة الاقتصادية الأوروبية في استفتاء ديسمبر عام 1992، وحافظت على علاقاتها مع الاتحاد الأوروبي والدول الأوروبية من خلال الاتفاقات الثنائية. في مارس 2001 رفض الشعب السويسري في تصويت شعبي بدء مفاوضات الانضمام إلى الاتحاد الأوروبي. وفي السنوات الأخيرة تقاربت ممارسات سويسرة الاقتصادية إلى حد كبير مع تلك في الاتحاد الأوروبي في نواح كثيرة، في محاولة لتعزيز قدرتها التنافسية الدولية. وقد نمى الاقتصاد إلى حوالي 3٪ سنوياً. وتظل العضوية الكاملة في الاتحاد الأوروبي هو هدف طويل الأجل لبعض أعضاء الحكومة السويسرية، ولكن هناك رفض شعبي كبير ضد هذا الاتجاه بدعم من حزب المحافظين بقيادة نائب الرئيس الأول. وتميل المناطق الناطقة بالفرنسية الغربية والمناطق الحضرية في بقية البلاد إلى أن تكون أكثر تأييداً لفكرة الانضمام إلى الاتحاد الأوروبي، ولكنها فكرة بعيدة عن المناطق كثيفة السكان.
أنشأت الحكومة مكتب التكامل في إطار وزارة الشؤون الخارجية ووزارة الشؤون الاقتصادية للحد من الآثار السلبية لعزلة سويسرة عن بقية أوروبا، ووقعت برن وبروكسل سبعة اتفاقات ثنائية لزيادة تحرير العلاقات التجارية. تم توقيع هذه الاتفاقيات في عام 1999 ودخلت حيز التنفيذ في عام 2001. وشملت السلسلة الأولى من الاتفاقيات الثنائية حرية تنقل الأشخاص. وتم التوقيع على سلسلة ثانية تغطي تسع مناطق في عام 2004 تشمل معاهدة شنغن واتفاقية دبلن. فيما استمرت المناقشة حول فتح مجالات أخرى للتعاون.

شعار رابطة التجارة الحرة الأوروبية

في عام 2006 أنفقت سويسرة 1000 مليون دولار من الاستثمارات الداعمة للبلدان الأوروبية الجنوبية والوسطى الأكثر فقراً بهدف دعم التعاون والعلاقات الإيجابية في الاتحاد الأوروبي ككل. فيما يخطط لاستفتاء آخر في الآونة الأخيرة للموافقة على 300 مليون فرنك لدعم رومانيا وبلغاريا. في بعض الأحيان زادت ضغوط الاتحاد الأوروبي والضغوط الدولية على سويسرة للحد من السرية المصرفية ورفع معدلات الضرائب إلى مستوى يعادل المعمول به داخل الاتحاد الأوروبي.
كما يتم فتح مناقشات تحضيرية في أربعة مجالات جديدة في سوق الكهرباء، والمشاركة في مشروع غاليليو الأوروبي للشبكات، بالتعاون مع المركز الأوروبي للوقاية من الأمراض والاعتراف بشهادات المنشأ للمنتجات الغذائية.
في 27 نوفمبر 2008 أعلن وزراء الداخلية والعدل من الاتحاد الأوروبي في بروكسل انضمام سويسرة إلى منطقة خالية من جواز سفر شنغن في الفترة من 12 ديسمبر 2008. فيما ستبقى نقاط التفتيش الحدودية البرية لمراقبة حركات السلع.

### الحياد

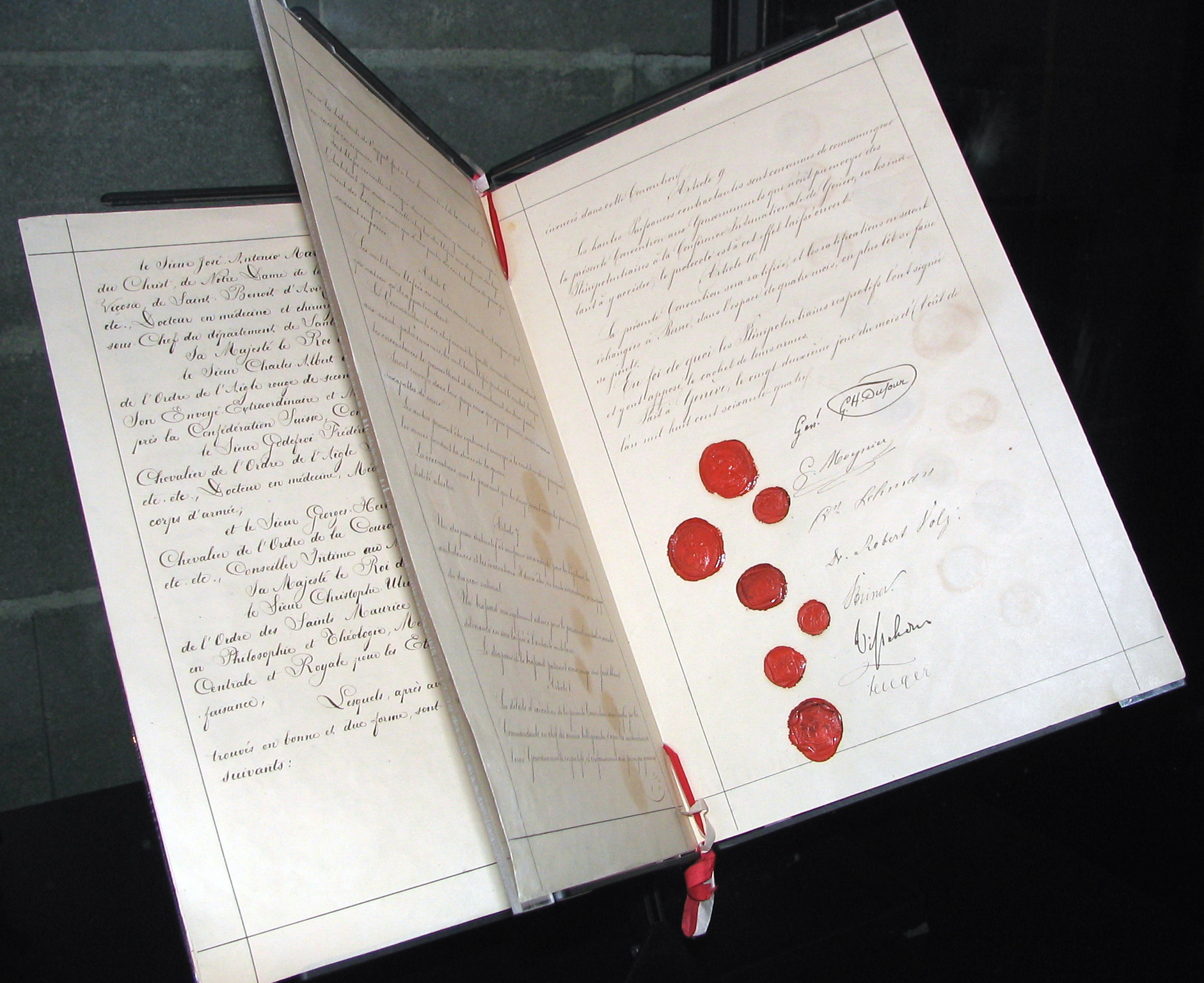
اتفاقية جنيف الأولى قد وقعت عام 1864. جنيف هي المدينة التي تحتضن أكبر عدد من المنظمات الدولية في العالم

سويسرة والحياد مرادفان. فلا يمكن لهذا البلد الانضمام إلى تحالفات عسكرية إلا في حال تعرضه للهجوم. ولا يمكنه اللجوء إلى قواته إلا للدفاع عن النفس والحفاظ على الأمن الداخلي. كما لا يمكنه اتخاذ موقف من النزاعات الدولية ولا إعطاء قوات أجنبية حق عبور أراضيه. يقتضي الحيادُ ضمنيا بالنسبة لسويسرة، الحياد المسلح، وهو ما يُفسرُ كفاحها الدائم من أجل الحفاظ على مستوى عالي لقواتها الدفاعية والإبقاء على الخدمة العسكرية إجبارية في الدستور الفدرالي. بعد نهاية الحرب الباردة، لم يعد الحياد ضرورة قصوى بالنسبة للدول الصغيرة. وفي ظل العولمة المتنامية، يصعب أكثر فأكثر الحفاظ على حياد حقيقي وتقليدي. فقد انضمت سويسرة إلى الأمم المتحدة يوم 10 سبتمبر 2002، رغم أنها شاركت بشكل تام على مدى عقود طويلة في نشاطات وكالات متخصصة، مثل منظمة الثقافة والتربية والعلوم التابعة للأمم المتحدة «يونسكو» ومنظمة الصحة العالمية ومنظمة الأغذية والزراعة ومنظمة العمل الدولية وصندوق الأمم المتحدة لرعاية الطفولة «يونيسف». واستدعى انضمام سويسرة إلى الأمم المتحدة تنظيم استفتاء شعبي صوّت فيه 55% من الناخبين لصالح العضوية.

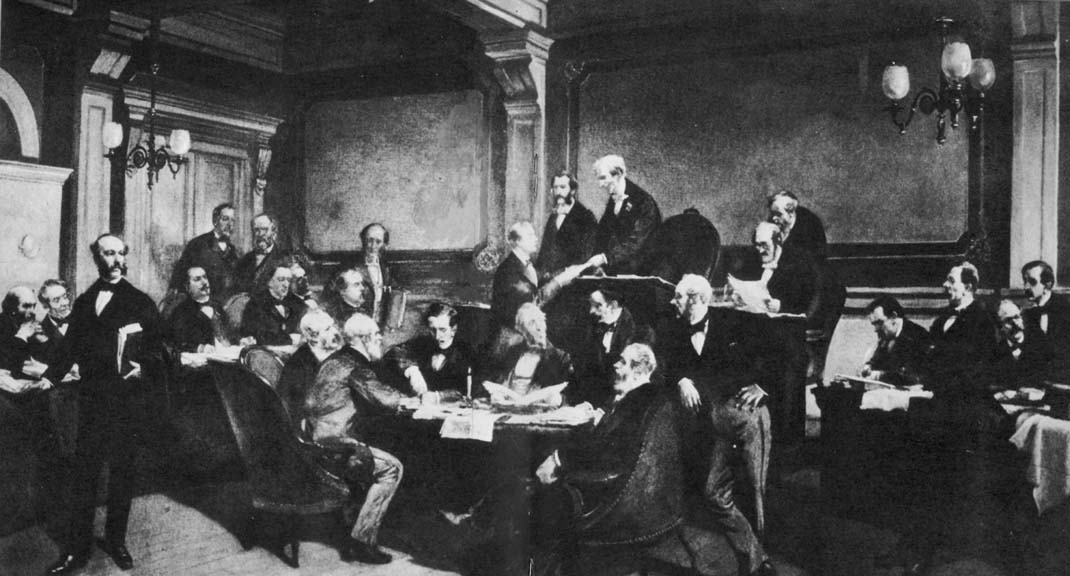
التوقيع على اتفاقية جنيف الأولى من نوعها من قبل بعض القوى الأوروبية الكبرى في عام 1864.

سويسرة عضو أيضا في «الشراكة من أجل السلام» التي أطلقها حلف شمال الأطلسي، لكن ليس لديها أي مخطط للانضمام إلى التحالف العسكري للمنظمة بما أن ذلك قد يمس بمبدأ الحياد. حظيت عضوية سويسرة في الأمم المتحدة بترحيب كبير، إذ اعتُبرت خطوة كبرى باتجاه الاندماج في المجتمع الدولي. إلا أنه لم ينضم جنودها إلى وحدات القبعات الزرق الأممية، لكنها دعمت دائما وبشكل متواصل المساعي الدولية لإحلال السلام في العالم منذ الحرب العالمية الثانية. على سبيل المثال أرسلت الفدرالية مراقبين سويسريين للإشراف على الهدنة التي تم التوصل إليها عام 1953 في أعقاب الحرب الكورية، وكذلك إلى الشرق الأوسط منذ عام 1967. كما أرسلت مراقبي انتخابات إلى بلدان إفريقية وأوروبية شرقية، ومراقبين عسكريين إلى مالي. وفي عام 1999، كانت سويسرة قد بعثت إلى إقليم كوسوفو بوحدة «سويس كوي» (يجب ألَّا يزيد تعدادها عن 220 جنديا متطوعا) لدعم مساعي حفظ السلام الدولية في منطقة البلقان. في عام 1963 انضمت سويسرة إلى المجلس الأوروبي الذي تأسس عام 1949. كما أنها عضو في منظمة الأمن والتعاون في أوروبا منذ تأسيسها الرسمي عام 1975 في هلسنكي (وكانت تحمل إلى عام 1994 اسم مؤتمر الأمن والتعاون في أوروبا). وفي عام 1974 صادقت سويسرة على المعاهدة الأوروبية لحقوق الإنسان.

### العلم
اعتمد علم سويسرة في 12 كانون الأول - ديسمبر سنة 1889. والعلم السويسري مشابه لعلم الصليب الأحمر ولكن بعكس الألوان حيث يكون الصليب الموجود في العلم السويسري باللون الأبيض على خلفية حمراء اللون. يزين العلم السويسري ذو الصليب الأبيض والخلفية الحمراء العديد من المنتجات، من قمصان وأحزمة وأواني وسكاكين وتذكارات بأشكال مختلفة. ولكنه يظل بالدرجة الأولى رمزاً لتمسك أبناء الفدرالية بوطنهم وتاريخهم وقيمهم.

1470–1798
1798–1803
1803–1815
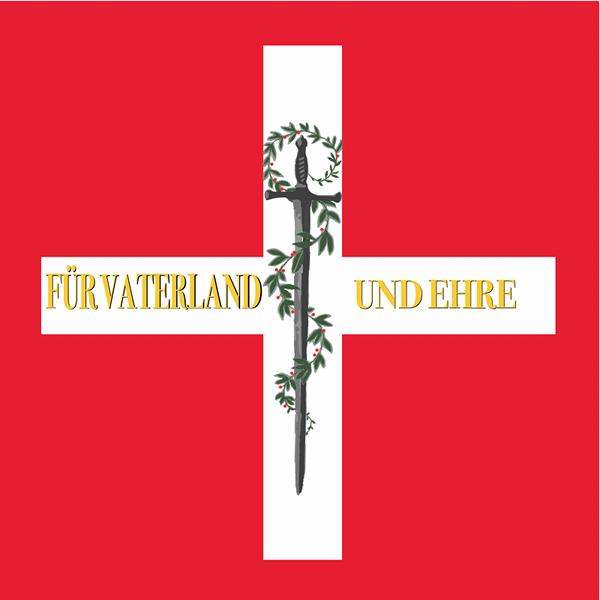
1815–1848
1889–حتى الآن
راية سويسرة

## القوات المسلحة

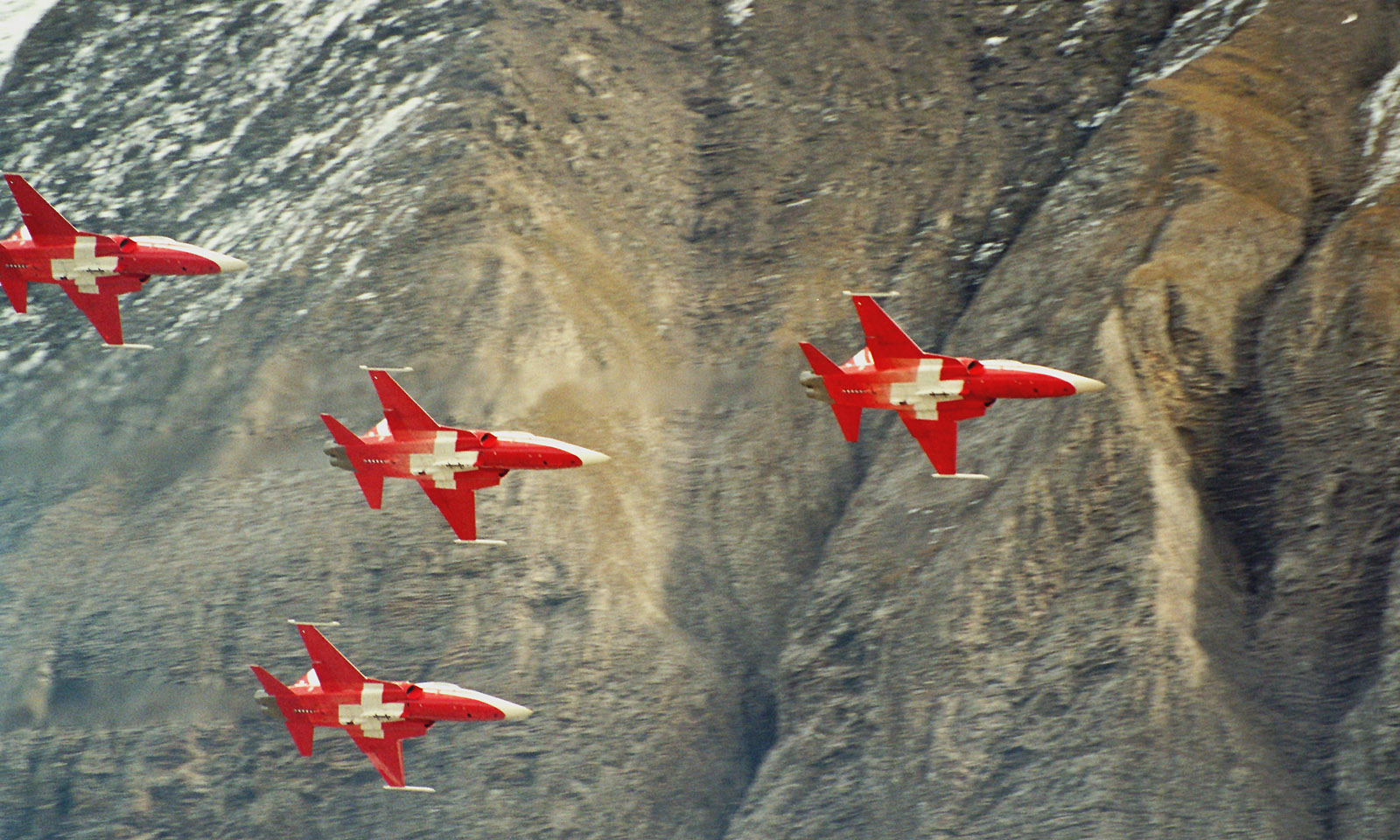
باترولي سويس عرض في جبال الألب.

تتكون القوات المسلحة السويسرية من القوات البرية والقوات الجوية، ويشكل الجنود المحترفين حوالي 5٪ فقط من الأفراد العسكريين، والنسبة الباقية هي من المواطنين الذكور الذين تتراوح أعمارهم بين 20-34 سنة (وفي حالات خاصة تصل إلى 50 سنة). ولكونها بلد غير ساحلي، فليس لديها قوات بحرية، ولكن على البحيرات المتاخمة لدول الجوار تستخدم زوارق دورية عسكرية مسلحة. ويحظر على المواطنين السويسريين الخدمة في الجيوش الأجنبية، مع استثناء الحرس السويسري في الفاتيكان، أو إذا كانوا مواطنين مزدوجي الجنسية من بلد أجنبي ومقيمين هناك.

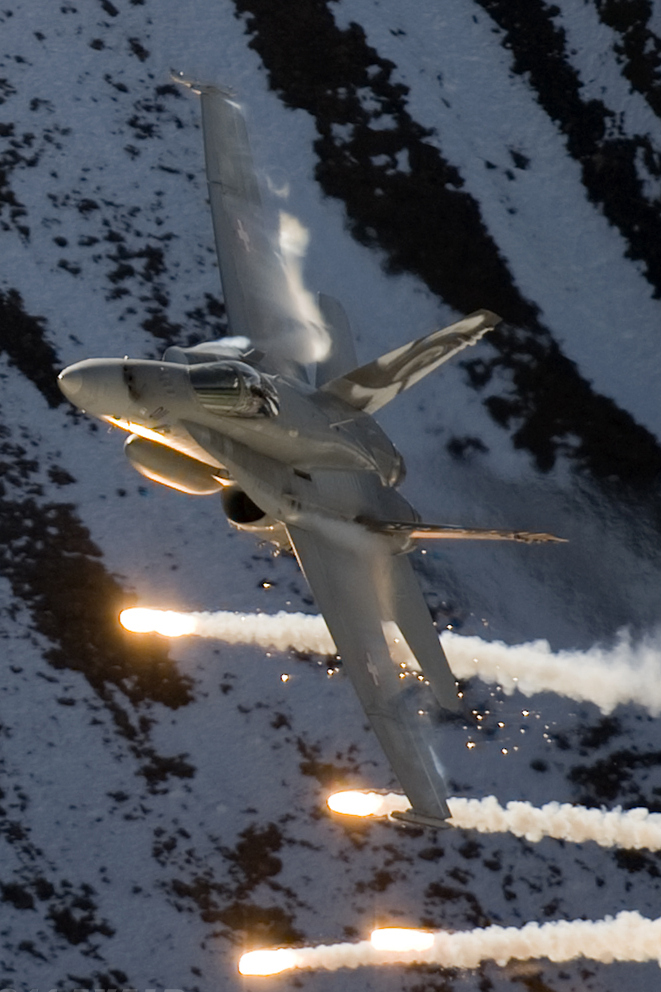
إف/إيه-18 هورنت تابعة للقوات الجوية السويسرية في عرض جوي

ينص هيكل نظام الميليشيات السويسري على احتفاظ الجنود بأسلحتهم الشخصية التي استخدموها بالجيش من المعدات بمنازلهم. وأعربت بعض المنظمات والأحزاب السياسية عن أن هذه الممارسات مثيرة للجدل. وترتبط الخدمة العسكرية الإلزامية بجميع المواطنين السويسريين الذكور فقط، فيما يمكن للمرأة أن تخدم طوعاً. عادة ما يحصل الذكور على أوامر التجنيد العسكري في سن الـ 19. ونحو ثلثي السويسريين الشباب ملائمين للخدمة فيما الثلث الباقي غير ملائم لشروط التجنيد، كما تتعدد أشكال الخدمة والبدائل المتاحة للشباب. ويتم سنوياً تدريب ما يقرب من 20,000 شخص في مراكز تجنيد لمدة 18-21 أسبوع. اعتمد نموذج «جيش القرن الحادي والعشرين» عن طريق التصويت الشعبي في عام 2003، والذي حل محل النموذج السابق «جيش 95»، كما تم حد عدد المنضمين من 400,000 إلى حوالي 200,000. ومن بين هؤلاء، 120,000 جنود نشطة ومدربة و80،000 هم احتياطيات غير مدربة.
تم الإعلان عن ثلاثة تحركات عامة لضمان نزاهة وحيادية سويسرة. وعقدت الأولى بمناسبة الحرب الفرنسية البروسية عام 1870-1871. وقررت الثانية رداً على اندلاع الحرب العالمية الأولى في أغسطس 1914. وفي سبتمبر 1939 تمت تعبئة ثلث الجيش رداً على الهجوم الألماني على بولندا وانتخب هنري جيزان قائداً عاماً للقوات المسلحة.

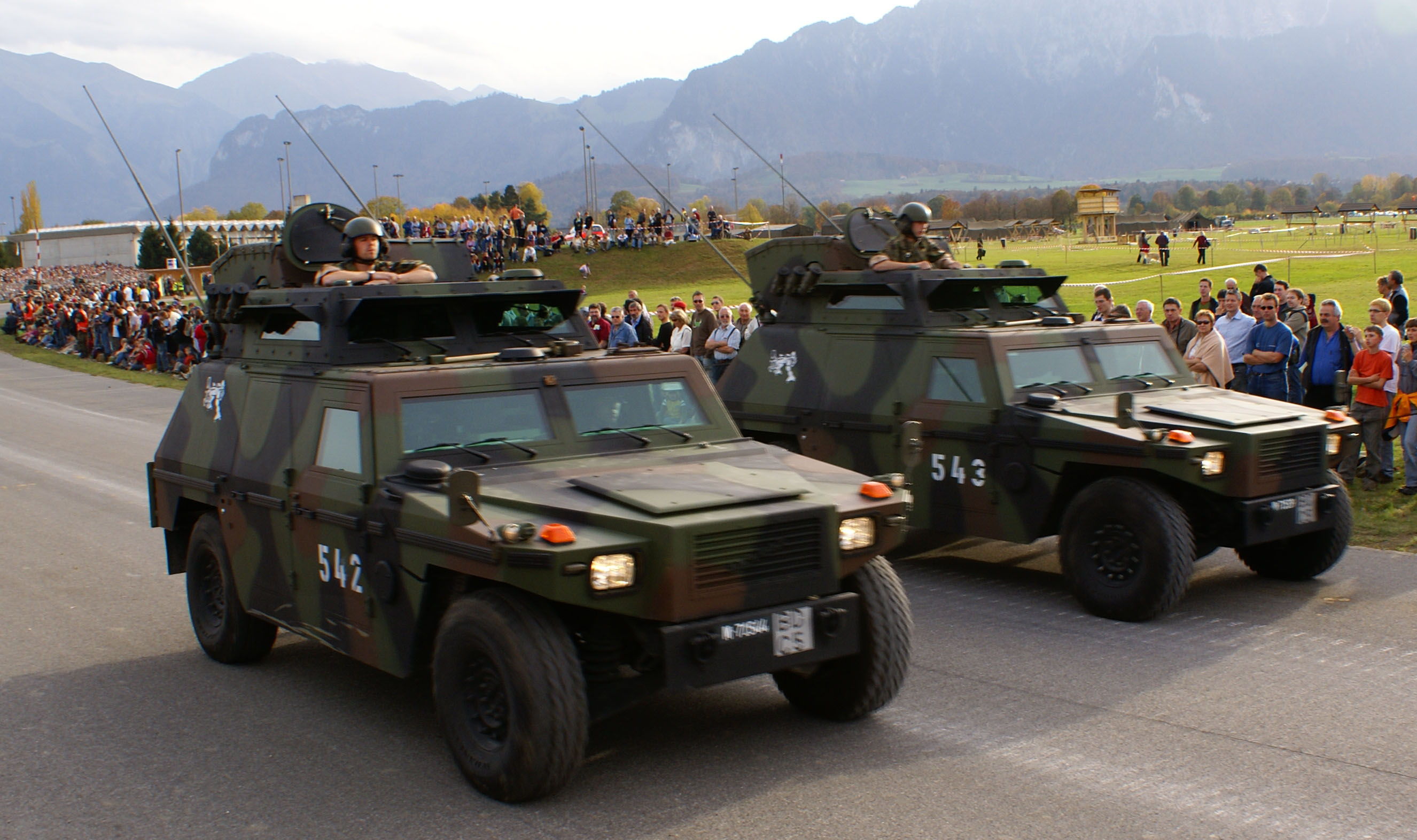
مدرعات تابعة للقوات البرية

بسبب سياسة سويسرة الحيادية، فإن الجيش السويسري لا يشارك حالياً في الصراعات المسلحة في البلدان الأخرى، ولكن هو جزء من بعض بعثات قوات حفظ السلام في جميع أنحاء العالم. منذ عام 2000 حافظت إدارة القوات المسلحة على نظام لجمع المعلومات الاستخبارية ورصد الاتصالات.
في أعقاب نهاية الحرب الباردة كانت هناك عدة محاولات للحد من النشاط العسكري أو حتى إلغاء القوات المسلحة تماماً. وفي 26 نوفمبر 1989 أجري استفتاء شهير على هذا الموضوع، أطلقته جماعة مناهضة للعسكرية، وقد صوت حوالي ثلثي الناخبين ضد هذا الاقتراح. وعقد استفتاء مماثل عقب هجمات 11 سبتمبر في الولايات المتحدة، وصوت أكثر من 78٪ من الناخبين ضده.

## الاقتصاد

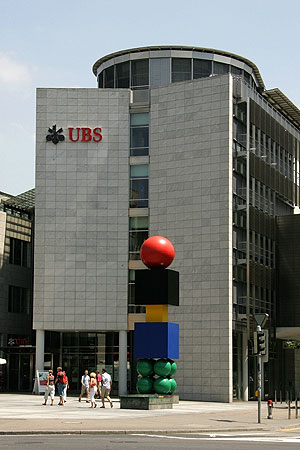
فرع بنك يو بي إس في زوغ، سويسرة.

تعتبر سويسرة أحد أكثر الاقتصادات القوية في العالم. فعلى الرّغم من مساحتها المحدودة وعدم توفُّر المواد الخام بأرضها، إلا أن سويسرة تشهَد نجاحاً اقتصادياً مرمُوقاً في المجاليْن الصناعي والمالي. ونظراً للظروف الاقتصادية والسياسية الإيجابية، تتخّذ العديد من الشركات متعدِّدة الجنسيات من سويسرة مقرّاً لها. وتبقى البلد معتمدة كثيرًا على استيراد المواد الأولية والمُنتجات شِبه المصنعة والمنتجات الجاهزة، إضافة إلى الطاقة والمواد الغذائية.
أما الزراعة، فإنها موجّهة بشكل أساسي نحو تربية المواشي وإنتاج الألبان. وتحقِّق البلاد نجاحات كبيرة في مجالات أخرى، مثل زراعة الحبوب والعِنب والفواكه. كما أن لسويسرة حضور في التجارة الدولية من خلال تربية المواشي وإنتاج الألبان، وتتمتّع بالإضافة إلى المزارع الكبيرة، بالعديد من المزارع الصغيرة وما دون الصغيرة. فيما يهدد غزْو منتجات الأسواق الأجنبية يجعل الفِلاحة السويسرية أمام تحدٍّ ليس بالسّهل.).
تتميز الصناعة السويسرية بالمُنتجات عالية الجودة، وتُعتَبر المصانع الصغيرة والمتوسِّطة أهم القطاعات الصناعية في البلاد. ويتِم تصدير جُزء كبير من المنتجات الصناعية. ومن أهم المجالات الصناعية والحِرفية: تصنيع المعادن وصناعة الماكينات والآلات وصناعة الساعات والأدوية والكيماويات والمواد الغذائية وصناعة المنتجات الفاخرة وصناعة البناء والتشييد. كما يوجد على رأس صناعة الماكينات والآلات: صناعة الأجهزة الكهربائية وآلات النسيج ووحدات ومراكز إنتاج الطاقة والقاطرات والمصاعد والصناعات الدقيقة، فضلاً عن تزايُد أعداد الشركات التي تهتَم بصناعة التكنولوجيا الجديدة (بما في ذلك التكنولوجيا البيئية وتكنولوجيا النانو).
أما عن قطاع الخدمات السويسري فهو في غاية التطوّر. فهناك البنوك وشركات التأمين، والتي تُزاول نشاطها على مستوى دولي. وتجيد سويسرة فنّ صناعة السياحة، إذ تحتلّ السياحة هي الأخرى مكانة مرموقة، ولها اعتباراتها المتميِّزة، من تنوع في المواقع الطبيعية إلى تعدّد أماكن ممارسة الرياضات المختلفة، بالإضافة إلى المطاعم التي تقدِّم أطيب وأشهى الأكلات المتميِّزة، كل ذلك جعل من سويسرة مكاناً ممتعاً لقضاء العطلات والقيام بالرحلات، واستقطاب أعداداً غفيرة من السياح. ومن جانب آخر فإن سويسرة منْخرِطة كثيرًا في مجال التجارة الدولية، لدرجة أنها أصبحت تحقِّق حالياً نصف أرباحها في الخارج، أما أهم شركائها التجاريِّين فهي دول الاتحاد الأوروبي ودول السوق الأوروبية المشتركة والولايات المتحدة الأمريكية واليابان والصين. وهنالك تقدُّم على جبهة المحيط الهادي، حيث تظهر الأسواق الجديدة الآخِذة في التوسّع. وفي عام 2008 بلغت قيمة الصادرات السويسرية 216,3 مليار فرنك، بينما بلغت قيمة السلع المُستوردة 197,4 مليار فرنك، وبذلك يكون قيمة الفائض التجاري نحو 18,9 مليار فرنك.
وطبقاً لتقرير التنافسية العالمية للمنتدى الاقتصادي العالمي، فإن اقتصاد سويسرة يعتبر الأكثر قدرة على المنافسة في العالم، في حين صنفت من قبل الاتحاد الأوروبي بوصفها البلد الأكثر ابتكارا في أوروبا. وطوال فترة كبيرة من القرن 20، ظلت سويسرة هي أغنى دول أوروبا وبفارق كبير عن باقي الدول (طبقاً للناتج المحلي الإجمالي - للفرد الواحد). في عام 2005 قدر متوسط دخل الأسرة في سويسرة بـ 95,000 فرنك سويسري، أي ما يعادل تقريباً 100,000 دولار أمريكي. تتمتع سويسرة أيضاً بأحد أكبر أرصدة الحسابات في العالم كنسبة مئوية من الناتج المحلي الإجمالي.
سويسرة هي موطن عدة شركات ضخمة متعددة الجنسيات. وأكبر الشركات السويسرية من ناحية الإيرادات هي جلينكور، جونفور، نستله، نوفارتس، هوفمان-لاروش، شركة أي بي بي، مجموعة ميركوريا الطاقة وأديكو، هي يو بي إس إيه جي، زيوريخ للخدمات المالية، بنك كريدي سويس، باري كاليبو، سويس ري، تترا باك ومجموعة سواتش.
أما أهم قطاع اقتصادي في سويسرة فهو التصنيع الذي يتمثّل إلى حد كبير في إنتاج المواد الكيميائية المتخصصة، والصحة والأدوية والسلع وأدوات القياس الدقيقة والآلات الموسيقية. وتحتل المواد الكيميائية المرتبة الأولى من المواد المصنّعة المُصدّرة بنسبة 34٪ من السلع المصدرة. بينما يصل تصدير الخدمات إلى ثلث الصادرات، والآلات والإلكترونيات بنسبة (20.9٪)، والأدوات الدقيقة (الساعات) بنسبة (16.9٪).

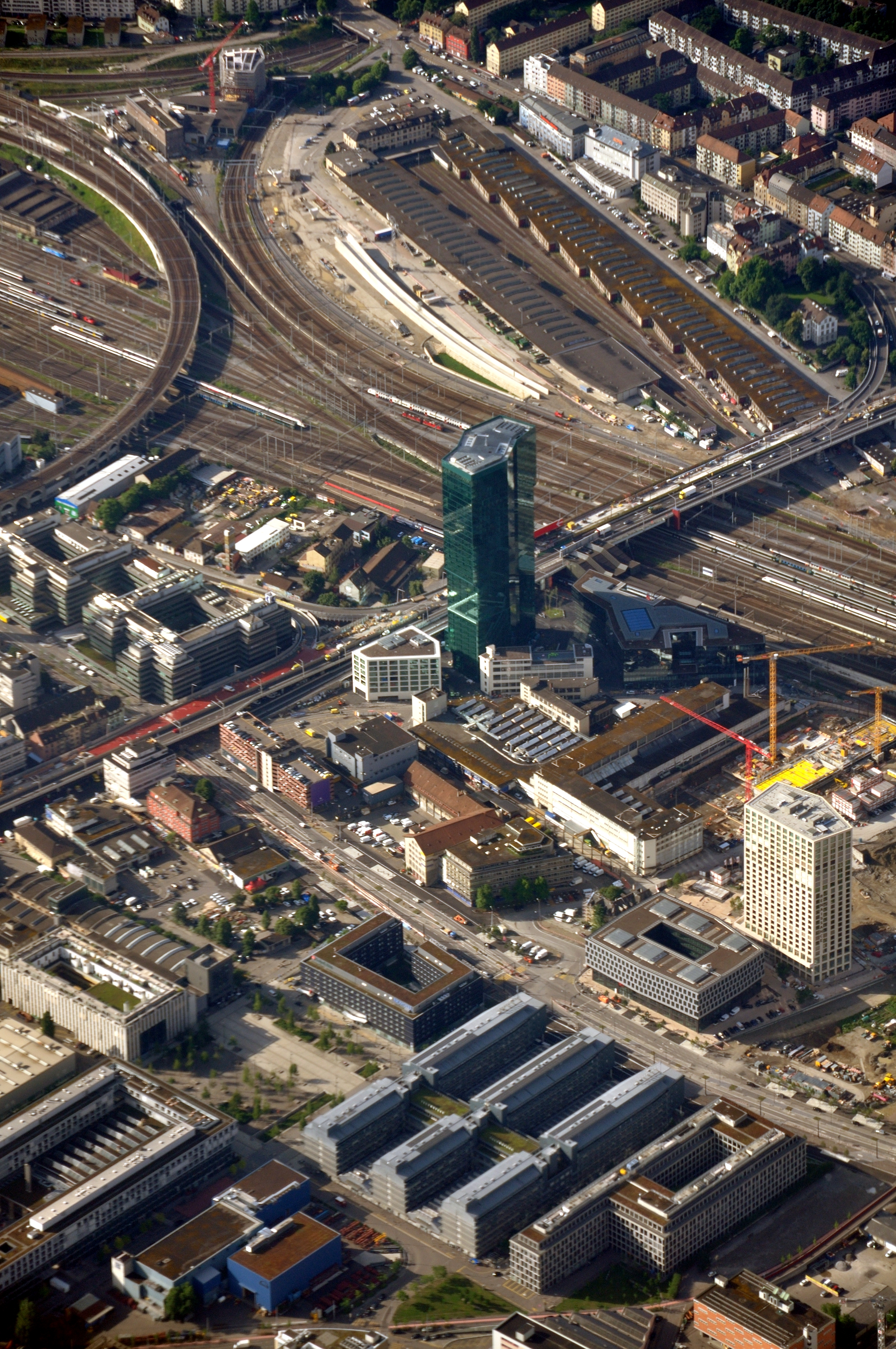
المنطقة الكبرى في زيوريخ يقطنها 1.5 مليون نسمة يوجد فيها 150،000 شركة، وهي إحدى أهم المراكز الاقتصادية في العالم.

يعمل حوالي 3.8 مليون شخص في سويسرة، منهم حوالي 25٪ من الموظفين الذين ينتمون إلى نقابات عمالية حسب إحصائيات عام 2004. ويعتبر سوق العمل في سويسرة أكثر مرونة من أسواق العمل بدول الجوار، أما معدل البطالة بالدولة فهو منخفض جداً، والذي ارتفع من مستوى منخفض بلغ 1.7٪ في شهر يونيو 2000 إلى ذروته التي بلغت 4.4٪ في ديسمبر 2009. ونتيجة لارتفاع معدل الهجرة زاد النمو السكاني بشكل عالي جداً، فوصلت نسبة السكان من أصول أجنبية إلى 21.8٪ حسب إحصاءات 2004.
تعتمد سويسرة اقتصاد القطاع الخاص إلى حد كبير بالإضافة إلى المعدلات الضريبية المنخفضة وفقا لمعايير العالم الغربي؛ وتعد سويسرة مكان سهل نسبياً للقيام بأعمال تجارية، وتحتل المرتبة 28 حالياً من بين 178 دولة في مؤشر سهولة ممارسة أنشطة الأعمال. تباطأ نمو سويسرة خلال عام 1990 وعاد للارتفاع خلال عام 1993 نتيجة لاعتماد قدر أكبر من الإصلاحات الاقتصادية والتوجه للانسجام مع الاتحاد الأوروبي. وفقا لبنك كريدي سويس، يمتلك حوالي 37٪ من السكان منازل خاصة بهم، وهي واحدة من أدنى معدلات ملكية المنازل في أوروبا حيث يصل مستوى أسعار المنازل والمواد الغذائية إلى 171٪ و 145٪ طبقاً لمؤشر-25 الصادر عن الاتحاد الأوروبي في عام 2007، مقارنة بـ 113٪ و104٪ في ألمانيا.
ساهمت السياسات الحمائية الزراعية بالفدرالية إلى استثناء سويسرة من نظام التجارة الحرة مما أدى إلى ارتفاع أسعار المواد الغذائية. ومع ذلك، القوة الشرائية المحلية هي واحدة من الأفضل في العالم. وبصرف النظر عن الزراعة، فإن الحواجز الاقتصادية والتجارية بين الاتحاد الأوروبي وسويسرة في أدنى معدلاتها، ووقعت سويسرة اتفاقات للتجارة الحرة في جميع أنحاء العالم، وهي عضو في رابطة التجارة الحرة الأوروبية (الافتا).
صنّف الاتحاد الأوروبي سويسرة بأنها الدولة الأكثر ابتكاراً في الاتحاد الأوروبي. كما صنّفت سويسرة أكثر دولة مبتكرة في العالم وفق مؤشر الابتكار العالمي عام 2024، محتفظةً بالمركز الأول وفق المؤشر منذ عام 2019.

### الصناعة

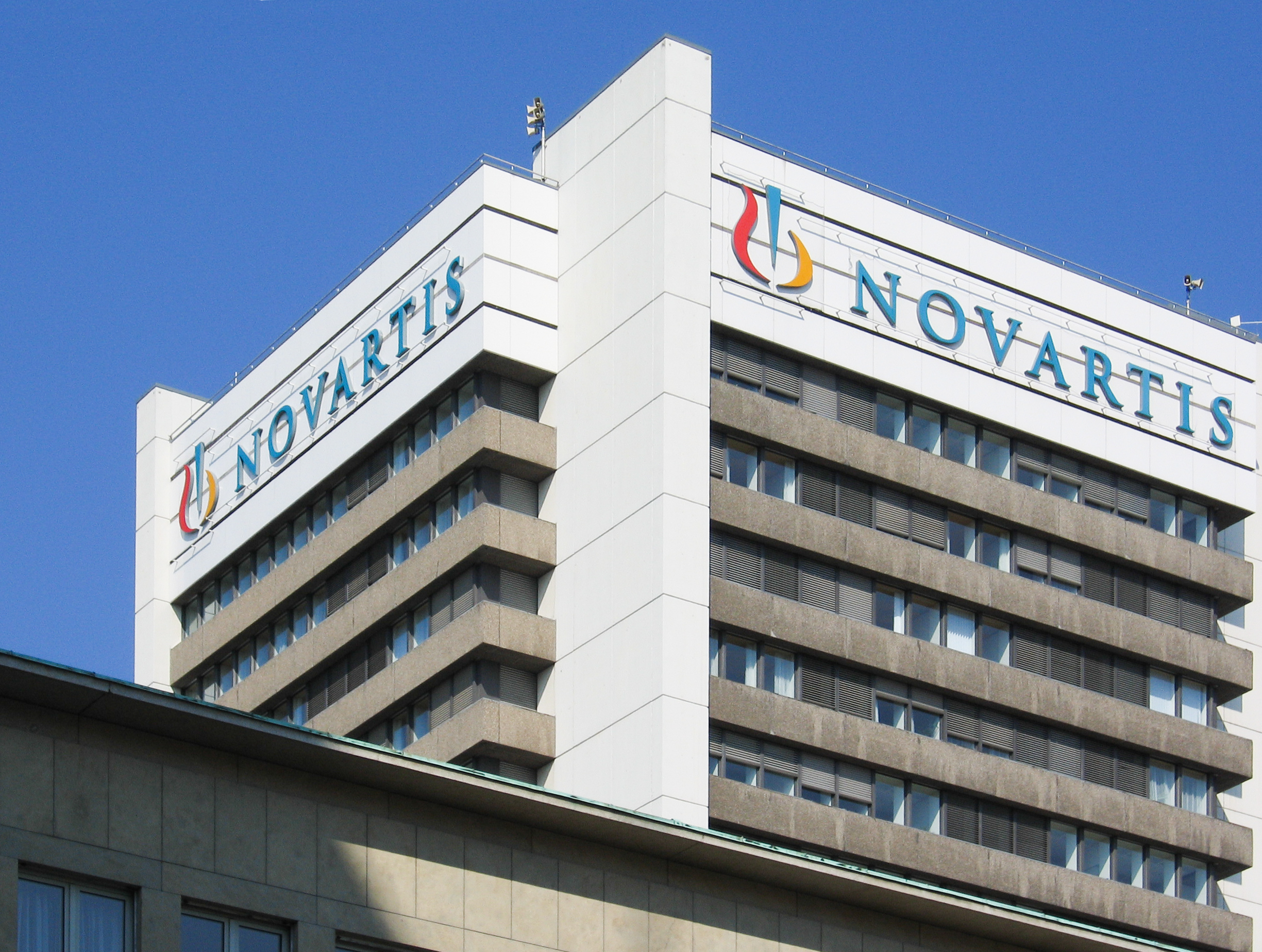
مقر نوفارتس في بازل

يعملُ عدد كبير من الشركات النشطة في البورصة في حقل الهندسة الكهربائية والميكانيكية الذي يتصدر القطاع الصناعي في سويسرة. ومعظم الشركات متُخصصة للغاية ونشيطة في مجال التصدير. يعمل بتلك الشركات 2.3 مليون عامل، 66.6% منهم لا يشتغلون في وظائف حكومية. كما لا يزيد عدد الشركات التي يتجاوز عدد أماكن العمل لديها 250 وظيفة عن 0.4% من الشركات السويسرية، لكنها تمثل 33.4% من القوة العاملة. وتُنتج شركات الهندسة الكهربائية والميكانيكية في الغالب بضائع مثل الأدوات الآلية الدقيقة، والتجهيزات الإلكترونية التي لا تحظى بشهرة على مستوى محلي، بل تُصدر لقطاعات صناعات الإنتاج الكثيف في مختلف أنحاء العالم.
تقوم المصانع الهندسية السويسرية بأكثر من 40% من قيمة إجمالي الصادرات الوطنية. وتعود أصولها لحقبة تصنيع إنتاج النسيج. فقد تمكنت آلات النسج والغزل السويسرية من اكتساح جزء واسع من السوق العالمية. وإن كان إنتاج النسيج في سويسرة هزيلاً من الناحية الكمية، إلا أن الآلات المتخصصة، بما فيها الآلات المُستعملة في مجال المراقبة الكهربائية ما زالت تحظى بمكانة كبيرة في السوق العالمية. إلى فترة قريبة كانت المصانع في سويسرة تُنتج تجهيزات هندسية ثقيلة، مثل سُفن «سولزر» التي تعمل بمحركات الديزل، ومحطات توليد الطاقة، وكانت البلاد تنتج قبل ذلك محركات السيارات والشاحنات ذات الجودة العالية التي كان يتم تصديرها بشكل واسع.
وقد فتحت الآلات الثقيلة الطريق أمام الاستثمار في منتجات أكثر تخصصاً. ومن الصناعات التي تحتل فيها الشركات السويسرية إحدى مراتب التصدير الخمس الأولى على المستوى العالمي آلات النسيج، وآلات تصنيع الورق والطباعة، وصيانة السلع عند حزمها وتعبئتها، والأدوات الميكانيكية، وتجهيزات الوزن والقياس. وتُستعمل الكثير من المُنتجات السويسرية في صناعة المحركات في مختلف أنحاء العالم، مثل المُفجرات النارية الصغيرة التي تنفخ الأكياس الهوائية «إيرباغز» لحماية ركاب السيارات من أذى الصدمات، أو تجهيزات العزل الصوتي المتطورة.

#### صناعة الساعات

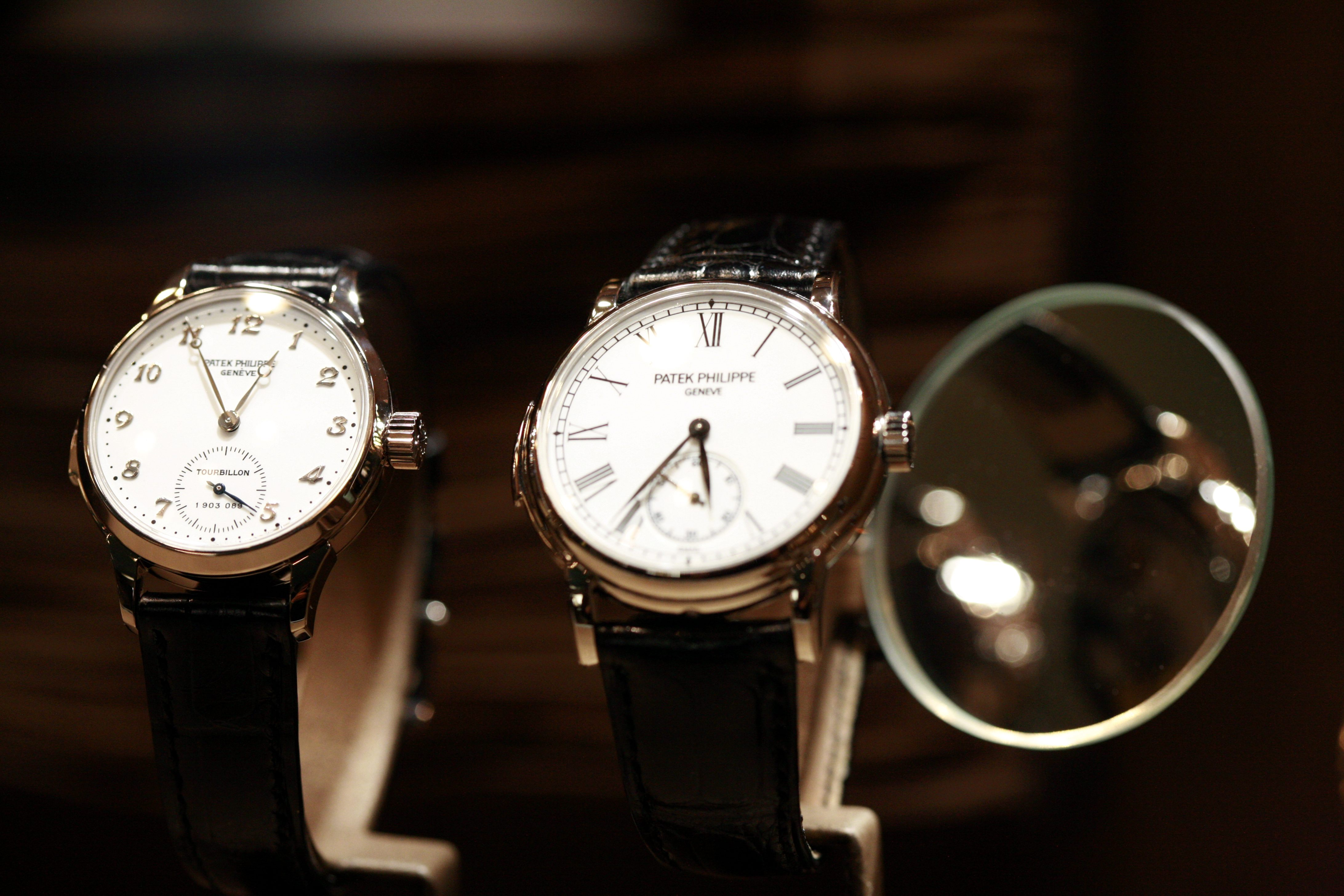
ساعات من شركة باتيك فيليب

تُصنع الساعات السويسرية عموماً في معامل صغيرة في منطقة «هلال تصنيع الساعات» التي تمتد من جنيف إلى مرتفعات الجورا شمال غربي سويسرة، وفي مدينة شافهاوزن على ضفاف نهر الراين شمال شرقي البلاد. وتتواجد المراكز الرئيسية لصناعة الساعات -باستثناء جنيف- في نوشاتيل وبيين وغرانحوالي. عرفت صناعة الساعات السويسرية أوجها مع نهاية الحرب العالمية الثانية التي دمرت معظم شركات الساعات في أوروبا. ولم تكن اليابان والولايات المتحدة آنذاك منافسين بعد لسوق الساعات السويسرية. وعلى مدى عقود طويلة مثلت صناعة الساعات السويسرية نصف الإنتاج العالمي تقريباً. وفي بداية التسعينات كادت ساعات الكوارتز الآسيوية الرخيصة تدمر صناعة الساعات السويسرية رغم أن ساعات الكوارتز اختُرعت أصلا في مدينة نوشاتيل. لكن عمليات إعادة الهيكلة التي عرفها قطاع صناعة الساعات السويسرية عبر اندماج أكبر شركتين منتجتين للساعات، أدت إلى إنتاج (إن لم يكن اختراع) ساعات «سواتش» الشهيرة. وخلافاً لكافة التوقعات سجلت الساعات الميكانيكية أيضاً عودة ناجحة في الأسواق. وفي سويسرة قد يمتلك الشخص حالياً ساعة عادية لسائر الأيام وساعة أخرى تحمل إحدى أسماء الماركات الشهيرة. وتظل صناعة الساعات الفاخرة مجالاً سويسرياً بالدرجة الأولى. وبينما تُمثل ساعات الكوارتز زهاء 90% من إجمالي المبيعات، تُمثل الساعات الميكانيكية أكثر من 50% من قيمة صادرات الساعات السويسرية.

### الزراعة

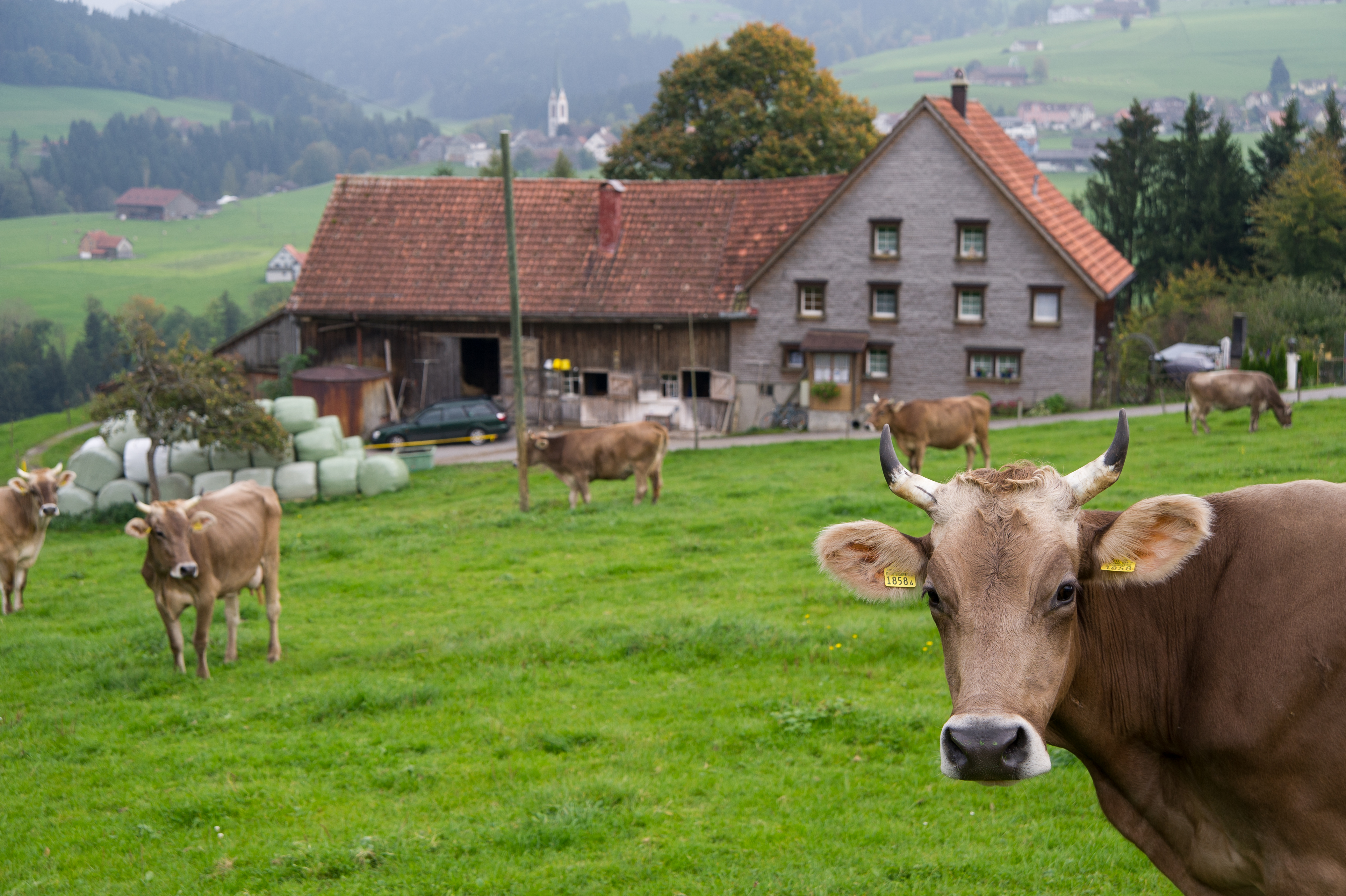
الماشية السويسرية

يعود ارتفاع دخل الفرد في سويسرة إلى مستوى عال، نتيجةً لتنوع الأنشطة الاقتصادية حيث تُمارس الزراعة في الوديان المنخفضة وفوق الهضبة الوسطي، وتبلغ نسبة العاملين بالزراعة حوالي 4% من القوة العاملة، وتنتج سويسرة 50% من حاجتها من المواد الزراعية، وأهم الغلات الحبوب، مثل القمح والشيلم والجودار والبطاطس والفاكهة مثل التفاح والعنب وتربي الحيوانات في مناطق الزراعة، مما يزيد دخل المزارعين وتنشط حركة الرعي على سفوح الجبال في فصل الصيف. وتشتهر سويسرة بمنتجات الألبان، وتصدر للخارج كميات كبيرة، ولا تكفي الزراعة حاجة السكان، حيث تغطي الغابات مساحات كبيرة من الأراضي السويسرية، كما أن البلاد تفتقر إلى الموارد المعدنية، وهو نفس الوضع في مواد الطاقة، إلا أنها غنية بالقوة الكهربائية المولدة من المساقط المائية، وتشتهر بالصناعات الدقيقة كالساعات، الآلات الدقيقة، الأدوات الطبية، الكيميائيات والأدوات الكهربائية. وتعتبر الصناعة دعامة الدخل القومي السويسري، وتشكل السياحة موردا هاما للدخل السويسري. إلى جانب تداول الأوراق المالية على مستوى العالم.

### السياحة

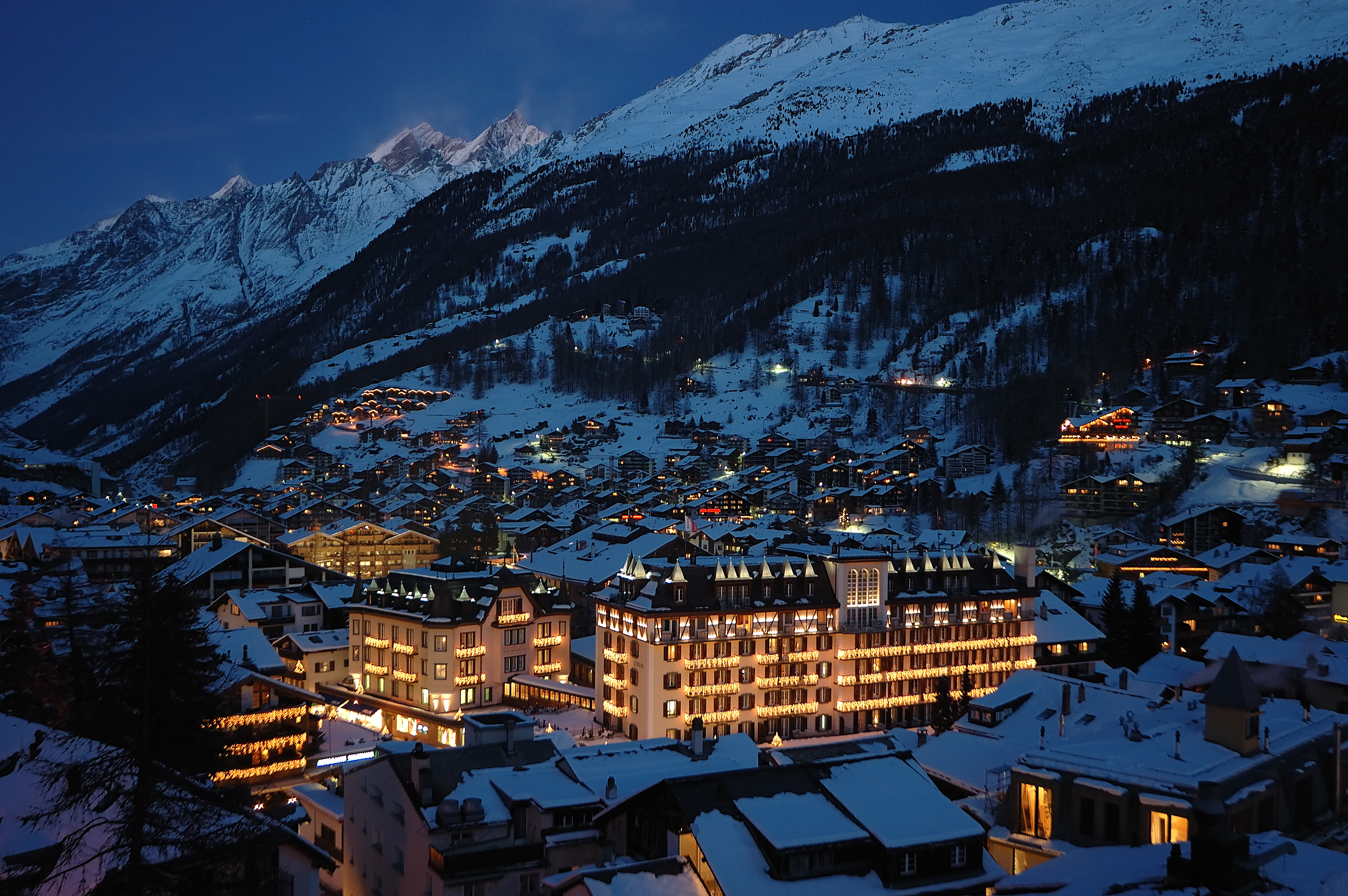
قصر مونت سيغفا في زيرمات.

تُعد السياحة من مصادر الدخل التقليدية في سويسرة، رغم أن السويسريين الذين يسافرون إلى الخارج ينفقون تقريباً ما يُعادل نفقات السياح الأجانب الذين يزورون سويسرة، ويُعتبر القطاع السياحي ثالث أكبر صناعة تصديرية في البلاد بعد صناعة الحديد والهندسة والقطاع الصيدلي، إذ يوظف 250 ألف شخص.
نشأ القطاع السياحي السويسري في القرن التاسع عشر. لكن المناظر السويسرية الخلابة كانت قد استقطبت منذ القرن السابع عشر - من خلال الكتب والفنون - نخبةً من المثقفين والمشاهير الأجانب. ازدهر القطاع السياحي السويسري لدى نشأته خلال فصل الصيف. وفي أشهر الشتاء، كانت الثلوج الكثيفة تقف عائقاً أمام وصول الزوار. ومع ظهور النشاطات الرياضية الشتوية في أواخر القرن التاسع عشر، خاصة في بريطانيا، تحولت العطل الشتوية إلى موضة. وأصبحت اليوم عبارةُ «الموسم السياحي الضعيف» تشير فقط إلى بضعة أسابيع في موسمي الربيع والخريف.

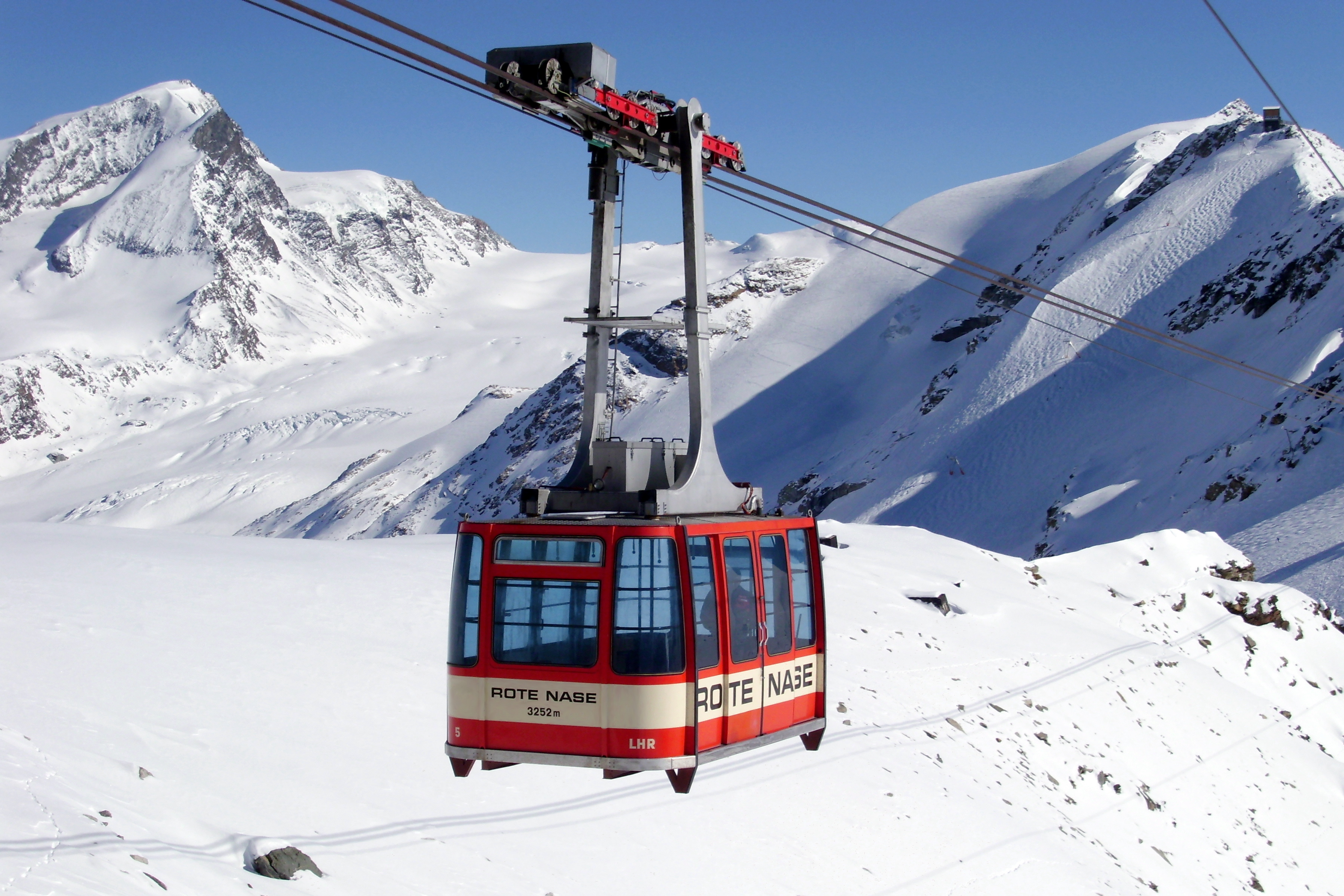
تلفريك "Rote Nase", في زيرمات.

تتوفر بسويسرة المنتجعات الصيفية والشتوية، والعديد من المنتجعات التي يمكن الاستجمام فيها في كِلا الموسمين. أما الفترة الفاصلة بين الشتاء والصيف، فتُملأ بسياحة المنتجعات الفاخرة وسياحة المؤتمرات. ومن أحدث صيحات الموضة السياحية، قضاء عطلة الاسترخاء والعافية "Wellness" بعد عطل نشطة مثل عطل التزلج على الجليد أو تسلق الجبال. وتمزج تلك العطل بين الراحة والرياضة والرشاقة والرعاية التجميلية في فندق واحد أو مجموعة من المؤسسات. من النشاطات السياحية الأكثر شعبية لدى السويسريين في الآونة الأخيرة القيام برحلات قصيرة تستغرق يوماً كاملاً أو عطلة نهاية الأسبوع. وتعتمد تلك الرحلات في غالب الأحيان على السكك الحديدية في المناطق الجبلية ومراكب البحيرات. كما يكثر الإقبال على المطاعم الجبلية، وذلك على حساب قطاع الفنادق التقليدي.

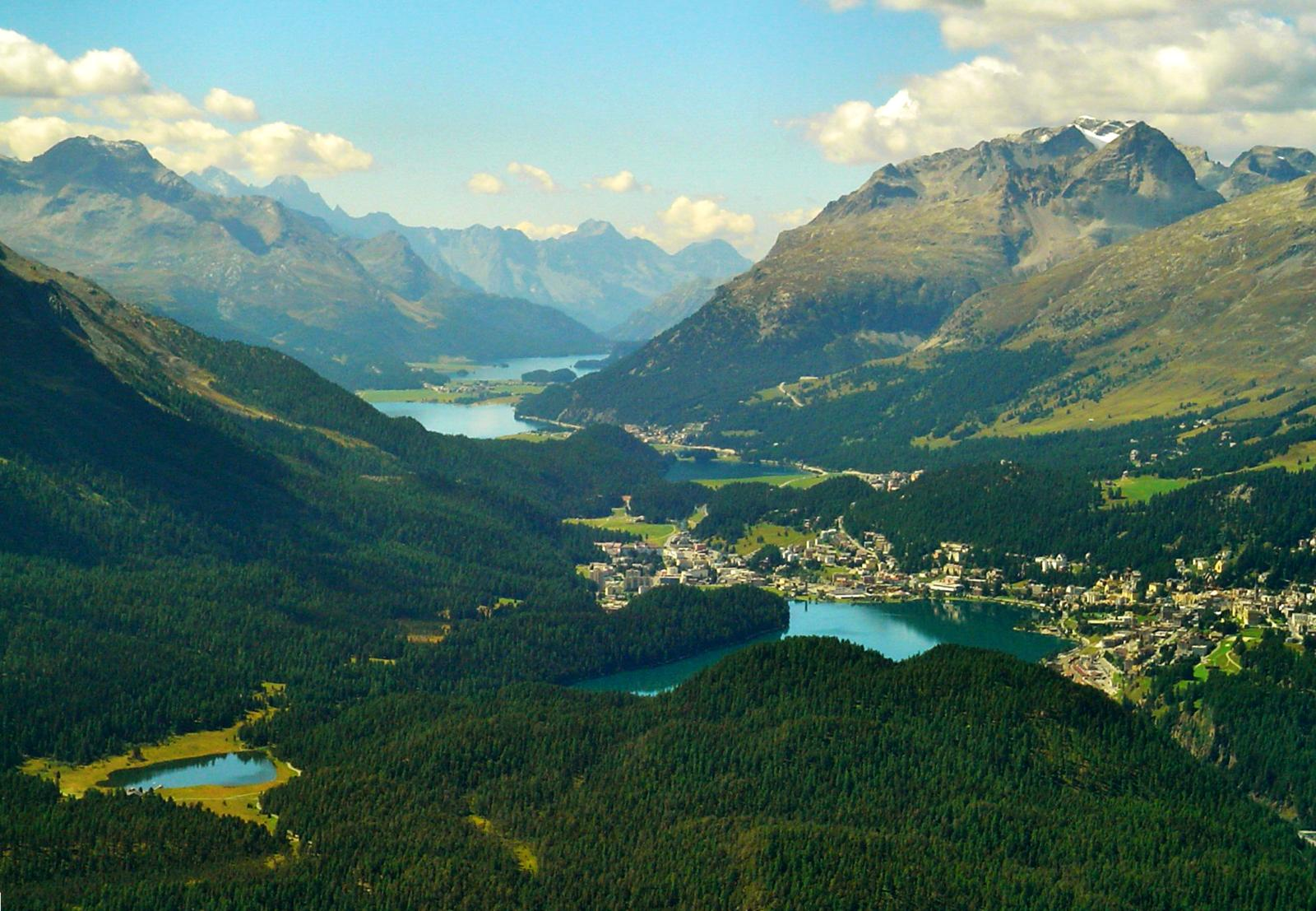
وادي إنجادين. يشكل السياحة دخلا هاما لمناطق جبال الألب أقل الصناعية.

لا توجد منطقة في سويسرة لا تتطلع إلى ممارسة نوع من النشاطات السياحية. تشمل الفروع الأساسية للقطاع السياحي المنتجعات الجبلية التي تعرض رياضة التسلق خلال فصل الصيف والتزلج في الشتاء. أما المنتجعات الواقعة على ضفاف البحيرات، فيقدم العديد منها رياضات مائية.
وتعتبر الكثير من المدن السويسرية منتجعات في حد ذاتها، حيث أنها تتوفر على مناطق ريفية عديدة، خاصةً في جبال الجورا، كما توفر نشاطات سياحية متنوعة. تنظم معظم المناطق السياحية السويسرية نشاطات وتظاهرات لاجتذاب المزيد من الزوار. وتأوي المدن الكبرى مؤتمرات ومتاحف توفر فرصة للاستجمام على ضفاف بحيراتها وفي الآن نفسه فرصة لالتقاء رجال الأعمال. الترويج السياحي لسويسرة مهمة تتولاها مؤسسة السياحة السويسرية التي تلقى الدعم من طرف المؤسسات الخاصة والسلطات الرسمية. وتواجه سويسرة حالياً منافسة من وجهات أخرى في حين تظل نفقات الدولة المخصصة للترويج لسياحة البلاد متواضعة نسبياً. وفي الأعوام الأخيرة اتجهت مؤسسة السياحة السويسرية إلى الترويج للوجهات السياحية الوطنية في أسواق صاعدة مثل الهند والصين وروسيا، التي تزداد فيها نسبة السكان الميسورين.

#### السياحة البيئية
تركت التغيرات المناخية أثراً واضحاً على الطبيعة في منطقة جبال الألب السويسرية، لاسيما على مسارات التجول والكتل الجليدية في المنطقة. ومن خلال تشجيع السياحة البيئية تحاول سويسرة مواجهة تداعيات هذه الظاهرة على المحيط البيئي. فالأنهار الجليدية تذوب، وفي الجبال تنمو أنواع نباتية جديدة بينما تنقرض أنواع أخرى. إن تبعات التغير المناخي تتجلى بوضوح في المناطق الجبلية عن غيرها من المناطق، وهذا ينطبق تماماً على جبال الألب السويسرية. ومنذ منتصف الثمانيات نقص طول كل الأنهار الجليدية، وبلغ ذلك أقصى مدى له في عام 2003، حيث نقص طول تلك الأنهار بنسبة تصل إلى خمسة في المائة. وتركت هذه التغييرات أيضا أثرها على قطاع السياحة الجبلية في مناطق جبال الألب، وهي تمثل مصدرا مهما للدخل، ومن هنا كان من الضروري إيجاد طرق أخرى للحفاظ على ذلك القطاع. لكن من الصعوبة بمكان العمل على تلافي آثار التغير المناخي في تلك المنطقة بعينها، إذ ينبغي للسياحة الجبلية أن تكون رفيقة لحالة المناخ، وهذا هو الهدف الذي ترمي إليه مفاهيم السياحة البيئية الجديدة. وهناك مشروع رائد في جبال الألب ويعرف بـ «كوخ مونتي روزا الجديد»، وقد تم افتتاحه في عام 2010. ويتمتع المبنى بالاكتفاء الذاتي على نطاق الطاقة، فهو يولد ويسد احتياجاته من الطاقة دون اللجوء إلى توليدها من مصادر أحفورية كالنفط أو الفحم، إذ يتم توفير إمدادات الطاقة عبر الألواح الشمسية، ويتم من خلال ذلك تسخين المياه اللازمة للاستخدام في المنازل، وذلك بأسلوب غير مضر بالبيئة. كما تم تركيب أنظمة للتهوية والإضاءة، تعمل أيضا بأسلوب صديقة للبيئة. وفي حال كان إنتاج الطاقة زائداً عن الحاجة، فيمكن تخزينها باستخدام بطاريات خاصة.

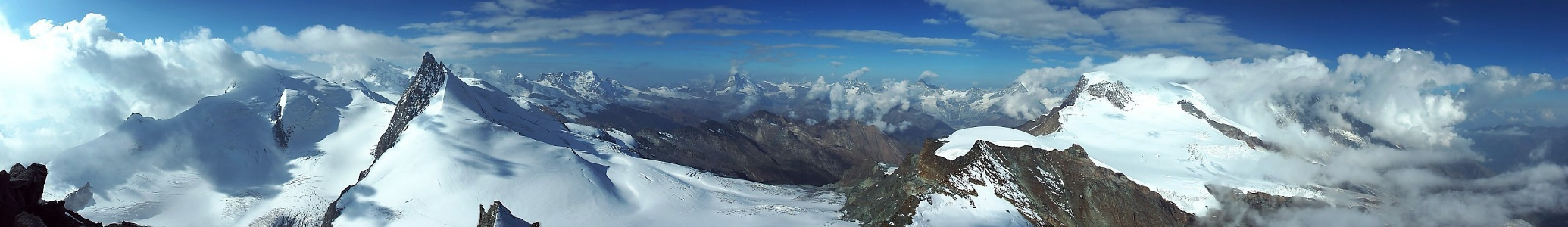
قمم جبال الألب في فاليه، من أعلى ألالينورون.

#### سياحة الانتحار
تسمح القوانين السويسرية بارتكاب الانتحار، حيث تنظر إلى تلك العملية على أنها حرية شخصية يجب أن تتم تحت إشراف طبي وأن تتوفر فيها بعض الشروط مثل موافقة الشخص وشرح وسيلة وطريقة عملية القتل الرحيم. تحظر جُل دول العالم ممارسة القتل الرحيم، كما تعارض العديد من المنظمات والجمعيات ذات النزعة الإنسانية قرار السماح بممارسة القتل الرحيم إلا بشروط تقيد المسألة في حالات خاصة جداً. إلا أن البعض يعتبرها من قضايا الحريات الفردية وحقوق الفرد في اتخاذ ما يراه مناسباً من قرارات، وهو الاتجاه الذي ذهبت إليه سويسرة حيث عرفت مدينة زيوريخ بروز هذه الظاهرة السياحية.
حيث أصبحت المساعدة على الانتحار مسألة قانونية في سويسرة في عام 1941، بشرط أن يقوم بالعملية شخص لا ينتمي إلى مهنة الطب، وأن لا تكون له أي مصلحة أو منفعة في انتحار الشخص المعني. وبعد ارتفاع حدة الجدل بين الرافضين والمعارضين لهذا الشكل السياحي، التجأت الحكومة السويسرية إلى استفتاء حول المسألة، وبذلك تم رفض طلب حظر «سياحة الانتحار» بمساعدة الآخرين. حيث أدلى سكان زيوريخ يوم الإثنين 16 مايو 2011 بأصواتهم في استفتاء حول حظر سياحة الانتحار، وتقديم المساعدة للأجانب الذين يسافرون إلى سويسرة من أجل وضع حد لحياتهم. وأظهرت نتيجة الاستفتاء النهائية أن 15.5% فقط من الناخبين أيدوا حظر تنظيم عملية الانتحار بمساعدة الغير، بينما أيد 22% فقط حظر سياحة الانتحار. وينتحر حوالي 200 شخص بمساعدة الغير في زيورخ كل عام.

### العُملة
الفرنك (علامته: Fr. أو SFr.؛ (بالألمانية: Franken) و(بالفرنسية: franc) و(بالإيطالية: franco) و (بالرومانشية: franc) ورمزه:CHF) هو العملة القانونية في سويسرة وليختنشتاين وأيضًا في مكتنف كامبيوني ديتاليا الإيطالي.
وعلى الرغم من أنه ليس عملة قانونية رسمية في مكتنف بوزنغن الألماني (العملة القانونية الوحيدة هي اليورو)، إلا أنه يستخدم يوميًا على نطاق واسع. يصدر المصرف الوطني السويسري الأوراق النقدية بينما دار الصك السويسرية تصدر العملات المعدنية.
- 1 فرنك = 100 سنتيم (الكسور)
- فئات الأوراق النقدية للفرنك السويسري: 10 و20 و50 و100 و200 و1000
- فئات القطع النقدية المعدنية: الصحيح: (1 و2 و5) فرنك، الكسور: (5 و10 و20 و50) سنتيم.
- يمكن قبول اليورو كعملة ثانية، خاصة في المناطق الحدودية، إلا أن البائع غالبا ما يرد الباقي بالفرنك.

## الطاقة

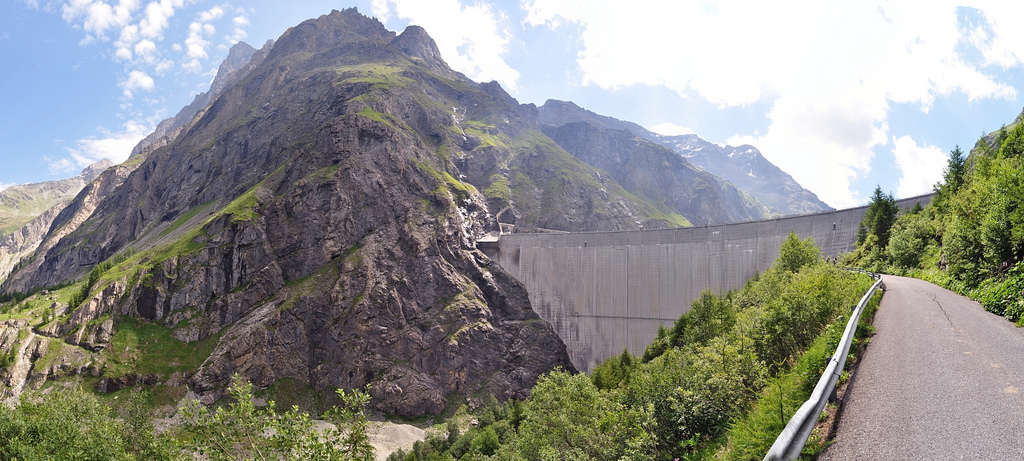
سد موفوزا في جبال الألب.

يعتبر قطاع الطاقة في سويسرة قطاعاً نموذجياُ لبلد متطور من حيث الهيئة والأهمية. وإذا ما استثنينا الطاقة الكهرومائية والأخشاب، فإن البلد يملك مصادر طاقة محلية ضئيلة، حيث يتم استيراد المنتجات البترولية، والغاز، والوقود النووي، لدرجة أن في عام 2006 فقط تم تغطية 15% من احتياجات الطاقة النهائية من المصادر المحلية. ومنذ بداية القرن العشرين تضاعف استهلاك الطاقة في سويسرة خمسة مرات، متجاوزاً ما يقارب 170000 إلى 850000 تيرا جول في السنة. واليوم تستحوذ المواصلات على حصة الأسد البالغة (35%) من هذا الاستهلاك. تزامنت هذه الزيادة مع التنمية الاقتصادية القوية والنمو السكاني. تهدف سياسة الطاقة الفدرالية إلى دعم وعود كيوتو (Kyoto) وذلك من خلال تشجيع ترشيد استخدام الطاقة منذ عام 1990 خصوصًا، وأيضا عن طريق تطوير مصادر طاقة متجددة، بغية خلق قطاعاً متحرراً للغاية.

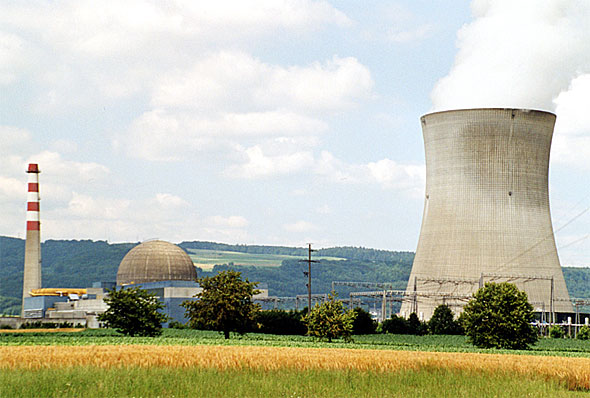
محطة ليبيستاد النووية

أعلن المجلس الفدرالي (الاتحادي) في 25 مايو 2011 التخلص تدريجياً من الطاقة النووية بحلول عام 2034، عقب الزلزال الذي ضرب اليابان في مارس عام 2011، وأسفر عن حادث فوكوشيما النووي، حيث قرّرت الحكومة السويسرية والبرلمان في عام 2011، عدم بناء محطّات نووية جديدة، ومن ثمّ التخلّص التّدريجي من استخدام الطاقة النووية.
بين عاميْ 2012 و2013، وضعت الحكومة إستراتيجية جديدة للطاقة، ولم يتِم بعدُ عرضُها لتنال مُوافقة البرلمان. بحلول عام 2035 وفقا لمقترحات الحكومة ينبغي خفْض معدّل استهلاك الطاقة للفرد الواحد بنسبة 43٪ بحلول عام 2035، مقارنة بما كانت عليه في عام 2000 كما يجب أن توفّر الطاقة المتجدِّدة الجديدة حوالي 20٪ من حاجة البلاد من الكهرباء. بينما ترى المنظمات البيئية بأنه من الممكن بلوغ هذه النسبة في وقت أبكَر من ذلك، أي في عام 2025.

## الهندسة

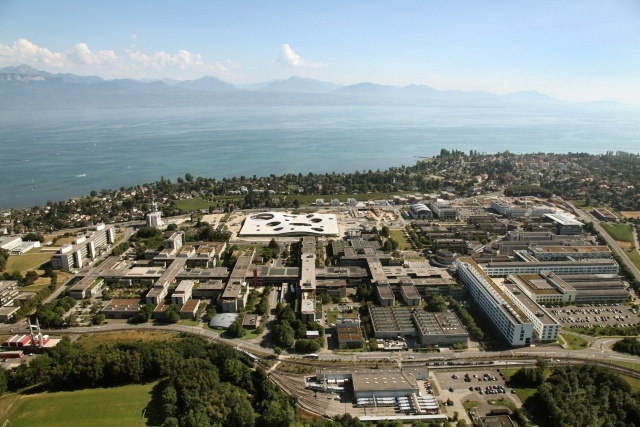
صور جوية عام (2009) للمعهد التقني الفدرالي العالي في لوزان (EPFL)، جنبا إلى جنب من جامعة لوزان (UNIL) بالقرب من بحيرة جنيف

يعملُ عدد كبير من شركات الهندسة السويسرية في حقل الهندسة الكهربائية والميكانيكية الذي يتصدر القطاع الصناعي في سويسرة. معظم الشركات متخصصة للغاية ونشيطة في مجال التصدير. وتُنتج في الغالب بضائع مثل الأدوات الآلية الدقيقة، وتجهيزات إلكترونية لا تحظى بشهرة على مستوى محلي، بل تصدر لقطاعات صناعات الإنتاج الكثيف في مختلف أنحاء العالم.
تُمثل المصانع الهندسية السويسرية أكثر من 40% من قيمة إجمالي الصادرات الوطنية. وتعود أصولها لحقبة تصنيع النسيج. فقد تمكنت آلات النسج والغزل السويسرية من اكتساح جزء واسع من السوق العالمية. ولئن كان إنتاج النسيج في سويسرة هزيلا من الناحية الكمية، فإن الآلات المتخصصة بما فيها الآلات المُستعملة في مجال المراقبة الكهربائية ما زالت تحظى بمكانة كبيرة في السوق العالمية. وتُنتج أيضا الآلاتُ السويسريةُ برخصة في عدد من بقاع العالم. إلى فترة قريبة كانت المصانع في سويسرة تنتج تجهيزات هندسية ثقيلة، مثل سُفن «سولزر» التي تعمل بمحركات الديزل، ومحطات توليد الطاقة، وواحدة من أقوى القاطرات الإلكترونية في العالم. وكانت البلاد تنتج قبل ذلك محركات للسيارات والشاحنات ذات جودة عالية تم تصديرها بشكل واسع.
وقد فتحت الآلات الثقيلة الطريق أمام الاستثمار في منتجات أكثر تخصصا. ومن الصناعات التي تحتل فيها الشركات السويسرية إحدى مراتب التصدير الخمس الأولى على المستوى العالمي آلات النسيج، وآلات تصنيع الورق والطباعة، وصيانة السلع عند حزمها وتعبئتها، والأدوات الميكانيكية، وتجهيزات الوزن والقياس. وتُستعمل الكثير من المُنتجات السويسرية في صناعة المحركات في مختلف أنحاء العالم، مثل المفجرات النارية الصغيرة التي تنفخ الأكياس الهوائية «إيرباغز» لحماية ركاب السيارات من أذى الصدمات، أو تجهيزات العزل الصوتي المتطورة.

## النقل والمواصلات
شبكة مواصلات النقل العام في سويسرة كثيفة ومتنوعة، وتُعدّ واحدة من بين أرقى الشبكات عالميا. ومن المتاح والمتيسر عمل اشتراك سنوي يمكن بواسطته ركوب معظم القطارات في جميع أنحاء سويسرة بقيمة مخفضة، هي نصف السعر المعتاد. وتُستثنى قطارات الجبال وشبكات النقل المحلية التابعة لشركات القطاع الخاص في بعض المنتجعات والمناطق النائية من هذه التخفيضات.

### المواصلات
يوجد في المدن شبكات مواصلات متطورة، كالشبكة الخاصة بالترام وكذلك الحافلات، كما أن العديد من المدن والكانتونات توفِّر أنواعا من الاشتراكات لتحفيز استخدام وسائل المواصلات، وغدا من المتيسِّر الاستغناء عن السيارات الخاصة في قضاء معظم المشاوير. تمتلك سويسرة إحدى أكبر شبكات السكك الحديدية في العالم. ويخضع أكبر جزء من الشبكة لإدارة هيئة السكك الحديدية الفدرالية التي تحولت إلى مؤسسة وطنية منذ بداية القرن العشرين. هنالك أيضا عدد من الشركات الخاصة الصغيرة التي تنشط على خطوط محلية أو جهوية. وعادة ما تمتلك سلطات الكانتونات أو السلطات المحلية جزء من أسهم تلك الشركات الصغيرة. وتوجد في المناطق الجبلية مصاعد كهربائية وسكك حديدية معلقة لا تعد ولا تحصى تأخذ الركاب إلى أعالي المرتفعات السويسرية.

### المرور
حركة المرور في سويسرة من اليمين إلى اليسار، والحدّ الأقصى للسرعة: 50 كم/ساعة في المناطق المأهولة و80 كم/ساعة خارج المناطق المأهولة و120 كم/ساعة على الطرق السريعة. وتلزم المركبات التي تسير على الطرق السريعة وربما أشباهها أن تحمل طابعاً خاصاً ملصقاً على الزجاج قيمته 40 فرنكاً لكل سنة ميلادية، ويمكن لكل داخل إلى سويسرة أن يشتريه من قسم الجمارك على الحدود أو من محطات التزود بالوقود أو من مكاتب البريد.
حتى الدراجات الهوائية المستخدمة بكثرة في التنقل داخل المدن، تلزم بأن تحمل طابعاً خاصاً، وهذا الطابع صلاحيته سنة – من يونيو حتى مايو – ويشتمل على تأمين المسؤولية المدنية (ضد الغير) بتغطية ما قيمته مليوني فرنك، ويمكن شراؤه من مكاتب البريد والعديد من المحلات التجارية.

### النقل الجوي
هناك ثلاثة مطارات رئيسية هي الأكبر في سويسرة، تستقطب رحلات معظم شركات الطيران العالمية، وهي على الترتيب: مطار زيورخ ومطار جنيف ومطار بازل، وهناك أيضا مطارات أصغر وأقل أهمية في كل من: برن وسيون ولوغانو.

### الجسور

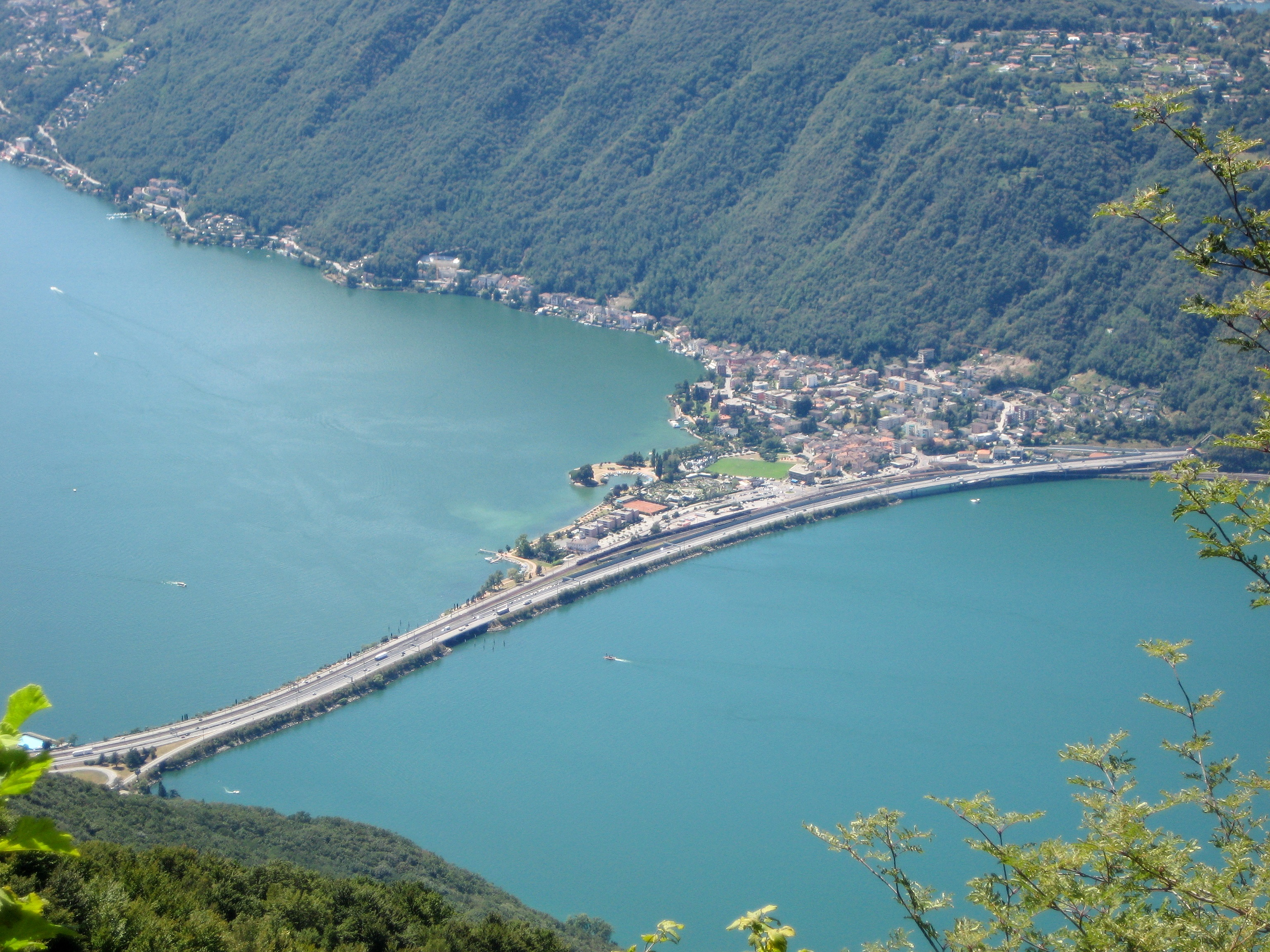
جسر ميليدي

تتطلب الطوبوغرافيا الجبلية لسويسرة عددا يفوق المعدل العالمي من الجسور فوق الطرقات والسكك الحديدية. وقد ارتبطت الجسور العتيقة في سويسرة بأساطير غريبة عجيبة في أذهان السكان. مصل جسر الشيطان قرب إندرمات في نفق غوتهارد الذي يحمل ذلك الاسم بسبب أسطورة تقول إن الشيطان كان يطلب قرباناً حياً كلما أراد المسافرون عبور الجسر المرعب سالمين. الأسطورة تحكي أيضا أن السكان المحليين الحذرين أرسلوا أولا ماعزا صغيراً لعبور الجسر بعدما أتموا بناءه. وسواء كانت تلك الأسطورة حقيقة أم خرافة، فالأكيد أن شبكة الطرق والخطوط الحديدية السويسرية تتمتع بتصميمات استثنائية.
فلدى عبور طريق غوتهارد السيار على سبيل المثال، يلاحظ إنجازات الهندسة المدنية التي تطلبها بناؤه. وتعرفُ سويسرة بتاريخها الطويل في مجال تشييد الجسور التي ترتكز على دعامتين فقط. جسر «لورين» في العاصمة برن الذي أتمت هيئة السكك الحديدية الفدرالية بناءه عام 1944 وظل لسنوات طويلة أطول جسر في العالم مُقام على دعامتين (151 متر). يعد أوتمار أمان (1879-1965) من «فويرتهالن» قرب شافهاوزن أشهر مشيدي الجسور في سويسرة، والذي شغل لسنوات عديدة منصب رئيس مهندسي هيئة الموانئ في نيويورك، وصمم جسوراً فوق نهر هادسون من نيوجيرزي إلى نيويورك، من بينها جسر جورج واشنطن الشهير، وجسر فيرازانو ناروز المعلق المُدهش، والذي يقارب طوله جسر غولدن غيت في سان فرانسيسكو.

### الأنفاق
طالما وقفت جبال الألب حاجزاً عجزت الطرق والسكك الحديدية عن اختراقها، وطالما قُفلت معابر الألب الوعرة خلال فصل الشتاء بسبب هطول الثلوج الكثيفة. لكن ظهور السكك الحديدية وتقنيات بناء الجسور الجديدة خلال النصف الثاني من القرن التاسع عشر كسر الحواجز الجبلية. في عام 1882 شهدت سويسرة فتح خط غوتهارد للسكك الحديدية، والذي كان إنجازاً رائداً بطُرقه الملتوية، وانحداراته الحادة، ونفقه الممتد على طول 16 كم تحت الطريق التي تحمل نفس الاسم، ومثل الخط نقطة انطلاقة لبناء عدد كبير من الأنفاق الأخرى عبر جبال الألب. في عام 1902 فتح نفق «ألبولا» الطريق أمام خط «رايسيان» للسكك الحديدية من «خور» بوادي الراين إلى المنتجع الشتوي الناشئ آنذاك «سانت موريتس». في عام 1906 عبرت أولى القطارات نفق «سامبلون» الذي يمتد على 20 كم تقريباً تحت الحدود السويسرية الإيطالية. وما زالت الخطوط الفدرالية السويسرية تستعمل الخط بين بريغ في سويسرة ودومودوسولا في إيطاليا. أما نفق «لوتشبيرغ» للسكك الحديدية الذي يمتد على طول 15 كم، وهو النفق التوأم لسامبلون بمنطقة برنر أوبرلاند، فقد انتهى حفره قبل الحرب العالمية الأولى.
ومنذ الستينات اجتذبت الطرق السيارة اهتمام الجمهور والممولين على حساب السكك الحديدية. في عام 1982 افتتحت طريق نفق غوتهارد على طول 16.9 كم، وظلت لسنوات الأطول في العالم. وكانت سويسرة قد عُرفت قبل ذلك ببناء أنفاق أخرى عبر جبال الألب تحت معبري «سانت برنار الكبير» وسانت برناردينو. وتحولت تلك الأنفاق إلى طرق يستقلها السائقون يومياً على مدار العام. وبعد الانتهاء تقريباُ من بناء شبكة الطرق السيارة السويسرية، تكتفي المشاريع الجديدة بمضاعفة عدد الأنفاق في الممرات الضيقة. شهد عقد التسعينات إتمام نفق فيراينا للسكك الحديدية الذي فتح الطريق الشتوية بين وادي إنغادين بسانت موريتس ومناطق السهول المنخفضة. وما زالت أشغال الحفر متواصلة في نفق غوتهارد للسكك الحديدية ونفق لوتشبرغ الممتد على طول زهاء 35 كم. ويقع الاثنان على ارتفاع منخفض يسمح بتفادي المنحدرات الحادة والأخطار المرتبطة بتقلبات الأحوال الجوية. وسينضم النفقان إلى شبكة السكك الحديدية الأوروبية العالية السرعة، وهو ما سيسمح بتقليص مدة الرحلات الرابطة بين مدن شمال أوروبا وإيطاليا كثيرًا. ويفترض أن تعبر أولى القطارات خط لوتشبرغ الجديد بحلول عام 2007، بينما ستنتظر خمس أو ست سنوات إضافية قبل اختراق نفق غوتهارد.

## الثقافة

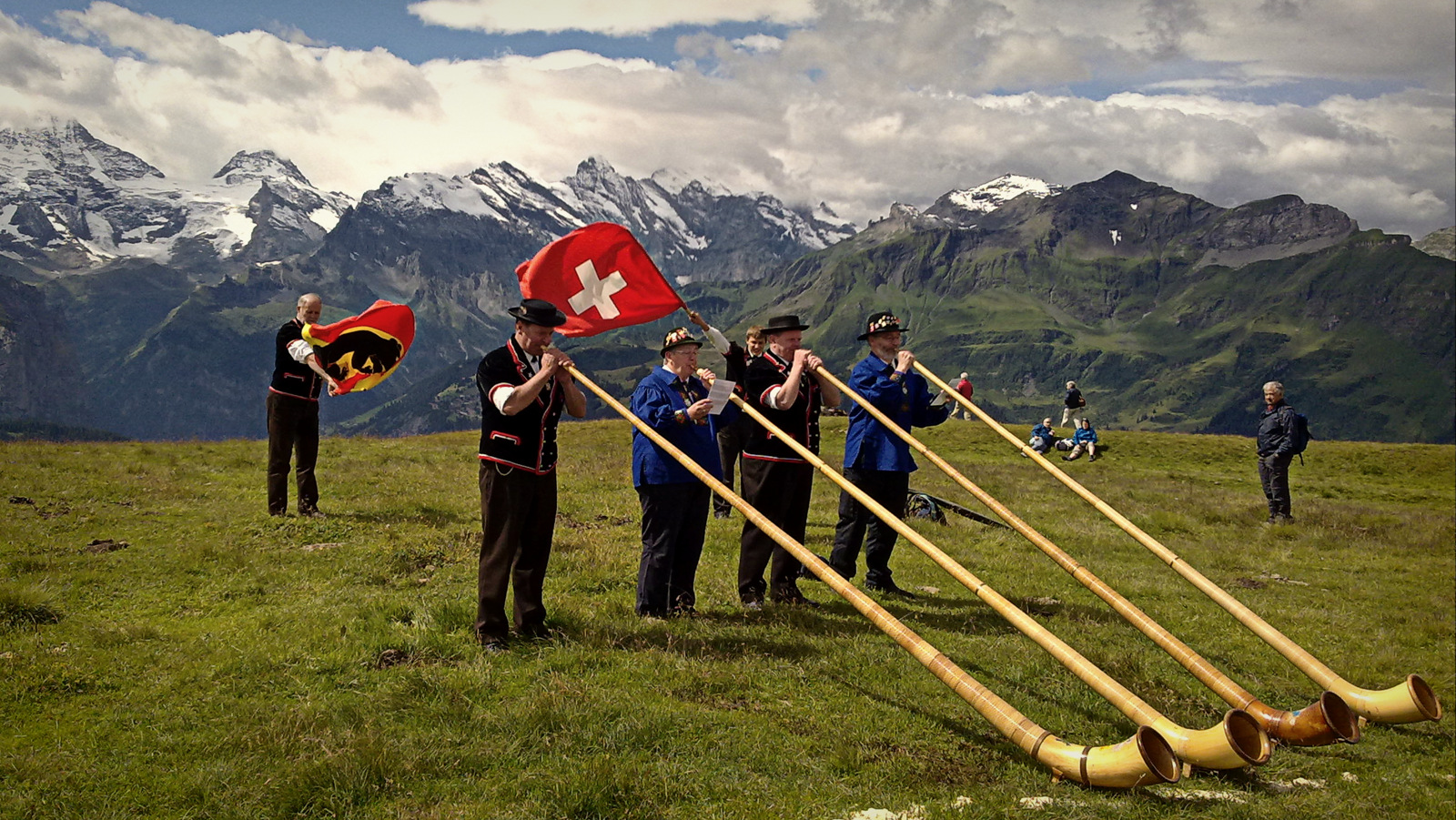
مهرجان الفورن في غرينديلولد

ثلاثة من اللغات الرئيسية في أوروبا هي الرسمية في سويسرة. ومع أنه ليس من بينها لغة واحدة سويسرية الأصل، إلا الرومانشية التي لا يتحدث بها سوى 0,6٪ من السكان، ولمختلف الطوائف اللغوية علاقات ثقافية متميزة مع جيرانهم، كما للسويسريين في القِسم المتحدِّث بالإيطالية مع إيطاليا، وللسويسريين في القسم الناطق بالفرنسية مع فرنسا، وللسويسريين في القسم الناطق بالألمانية مع كل من ألمانيا والنمسا، الأمر الذي يُعبّر عن سعة أفُق الحياة الثقافية والفكرية في سويسرة، ويعتبر مصدر إلهام للإبداع السويسري، ويزداد التنوّع اللغوي وضوحاً في الإقليم أو كما تُعرف بالكانتونات، حيث لكل كانتون لهجته الخاصة، ولا يمكن توصيف «ثقافة سويسرية» موحَّدة ومتجانسة بكامل معنى الكلمة، لأنها مجموعة ثقافات أو مزيج من الثقافات المتنوعة التي تنشد التعايش الحقيقي المشترك. وتشكل المدن الكبرى – بكل جدارة – أقطاب الثقافة في البلاد. ويمثل وجود ما يقرب من 900 متحف و150 مسرحاً دائماً، علامة واضحة على الطابع المحلي للثقافة السويسرية. وتحظى ممارسة الرياضة في سويسرة بشعبية كبيرة، كما أن المَرافِق الرياضية المُتاحة، ممتازة وتتوزع في جميع أنحاء البلاد. ويمكن لأي شخص إشباع رغبته في ممارسة الرياضة البدنية بالانخراط في إحدى الجمعيات الرياضية المنتشرة في سويسرة.

### الأدب

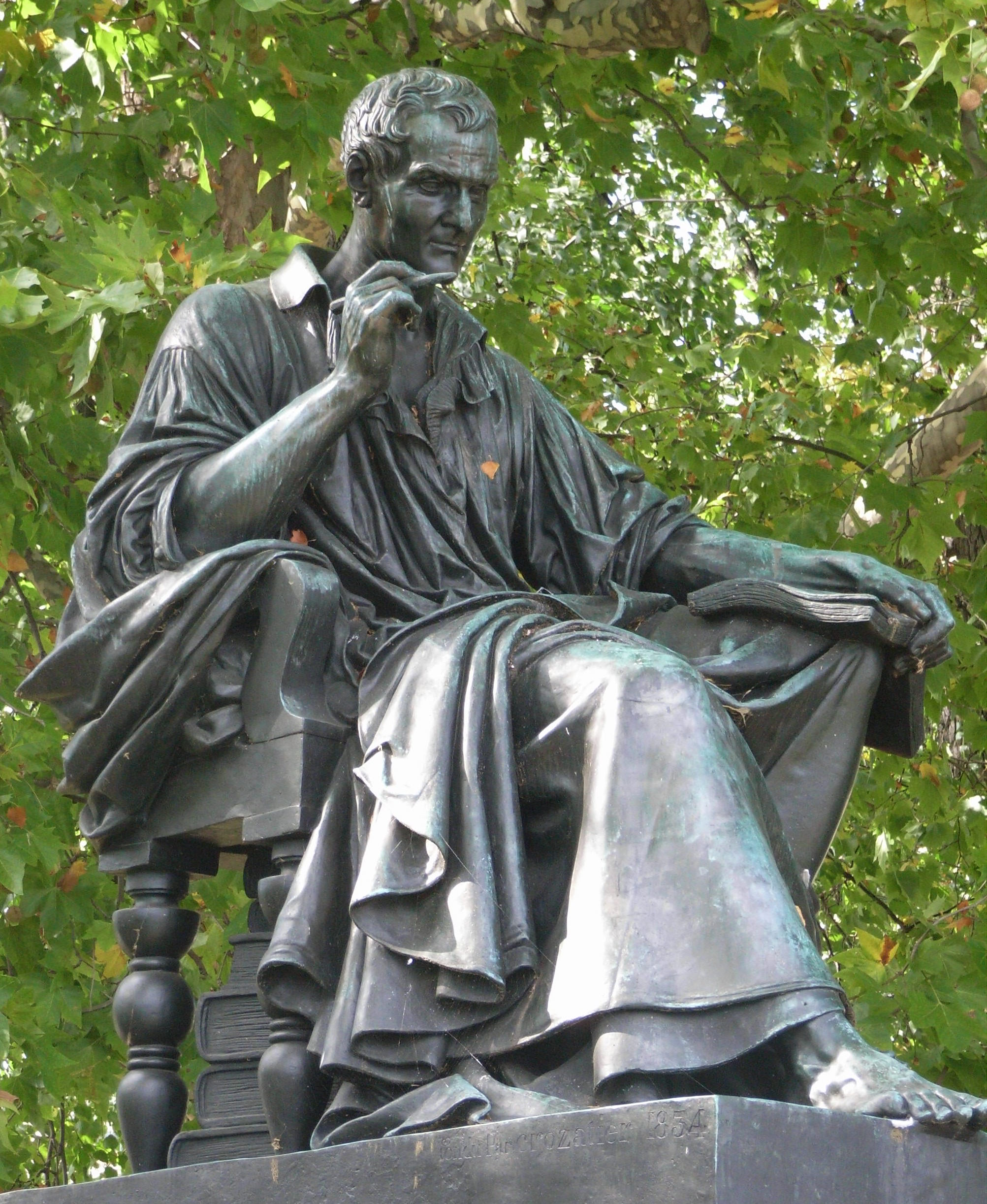
كان جان جاك روسو ليس فقط كاتباً ولكن أيضاً الفيلسوف الأكثر تأثيراً في القرن الثامن عشر (تمثاله في جنيف)

منذُ تأسيس الاتحادات في عام 1291، كان ما يقرب تآلف المناطق الناطقة بالألمانية، أقرب أشكال الأدب في اللغة الألمانية. في القرن 18 أصبحت الفرنسية لغة عصرية في برن وغيرها، في حين كان نفوذ حلفاء المناطق الناطقة بالفرنسية أكثر وضوحاً من ذي قبل.
ومن بين مشاهير كلاسيكيات الأدب الألماني السويسري ارميا غوتهلف (1797-1854)، وغوتفريد كيلر (1819-1890). وممن بين عمالقة القرن العشرين كل من ماكس فريش (1911-1991)، فريدريك (1921-1990)، ومن أشهر الروايات موت فيسكر (والفيزيائيون) وداس فيرسبريتشين (التعهد)، الذي صدر في عام 2001 كفيلم هوليوود.
ومن الكتاب البارزين الناطقين بالفرنسية جان جاك روسو (1712-1778)، جيرمين دي (1766-1817)، تشارلز فرديناند راموز (1878-1947)، فريدريك (1887- 1961). وساهم الكتاب الناطقين بالإيطالية والرومانشية بشكل متواضع في الأدب السويسري نظراً لقلو عددهم بالنسبة لإجمالي السكان.
ومن أشهر إبداعات الأدب السويسري، «هايدي» وهي قصة طفلة يتيمة تعيش مع جدها في جبال الألب، وهو واحد من كتب الأطفال الأكثر شعبية من أي وقت مضى، وكتبها يوهانا شبيري (1827-1901)، وكتب أيضاً عددا من الكتب الأخرى حول مواضيع مماثلة.

#### الكتَّاب

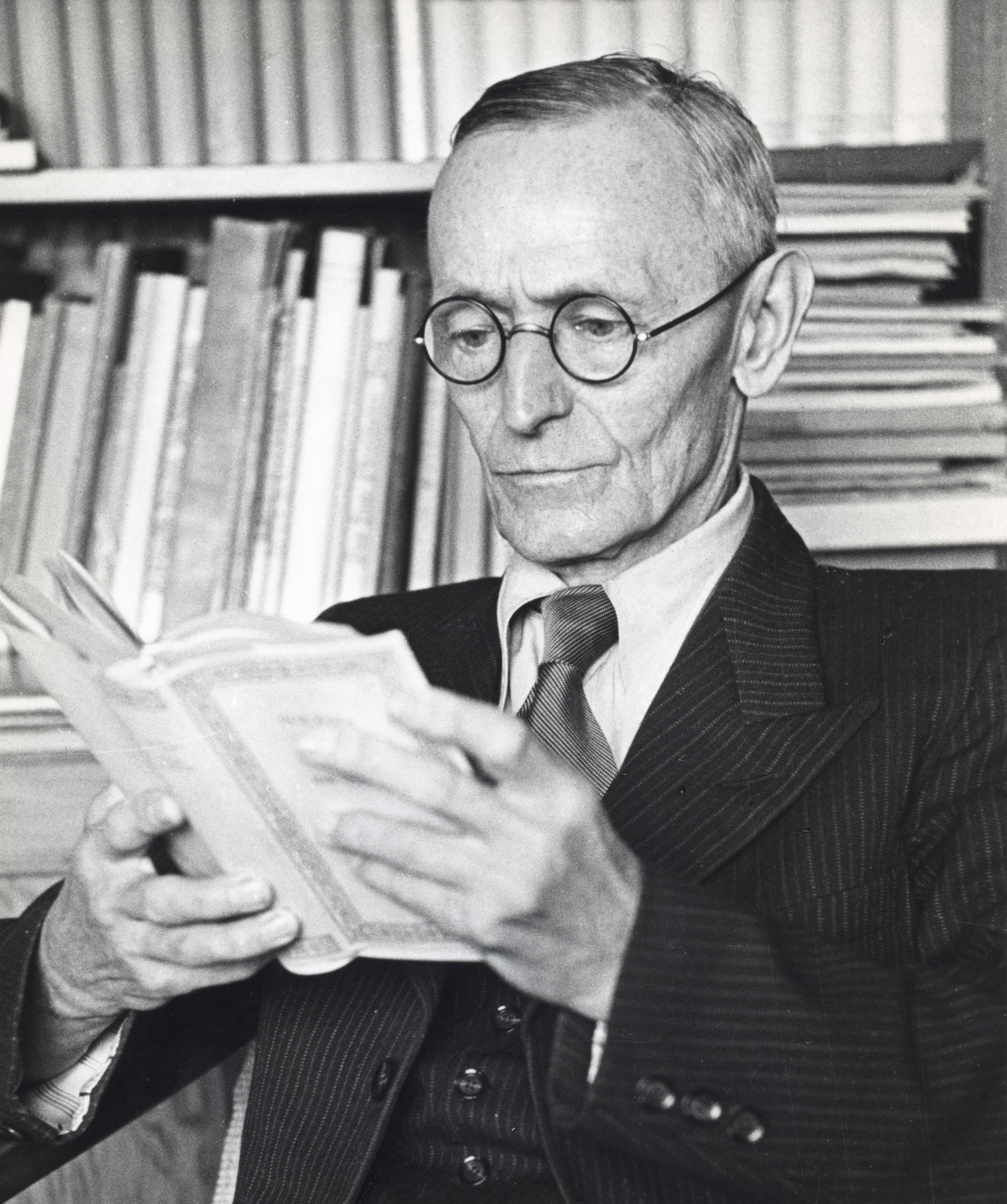
هرمان هيسه

السويسريون مولعون بالقراءة، ابتداءً من الأدب الكلاسيكي وحتى الأعمال المعاصرة. تُعتَبَر القراءة إحدى الهوايات الأكثر شعبية في سويسرة. ووفقاً لدراسة أجراها المكتب الفدرالي للإحصاء في عام 2008، كان 81% من المُستطلعين قد قرئوا كتاباً واحدا على الأقل خلال الإثني عشر شهراً الماضية.
وتُعرَف زيوريخ وبازل بإيوائها لمراكز النَشر الكبرى في سويسرة. ومنذ عام 2002، توجد في سويسرة جمعية موحدة للأديبات والأدباء السويسريين المُتَحَدِّثين بالفرنسية والألمانية والإيطالية والرومانشية أيضاً. وبدورها قامت المنظمة الثقافية السويسرية «بروهلفتسيا» بنَشر مجلة أسمتها «12 كتابا سويسرياً» تتضمن الكُتُب المختارة التي يُنصَح بترجمتها.

### الموسيقى

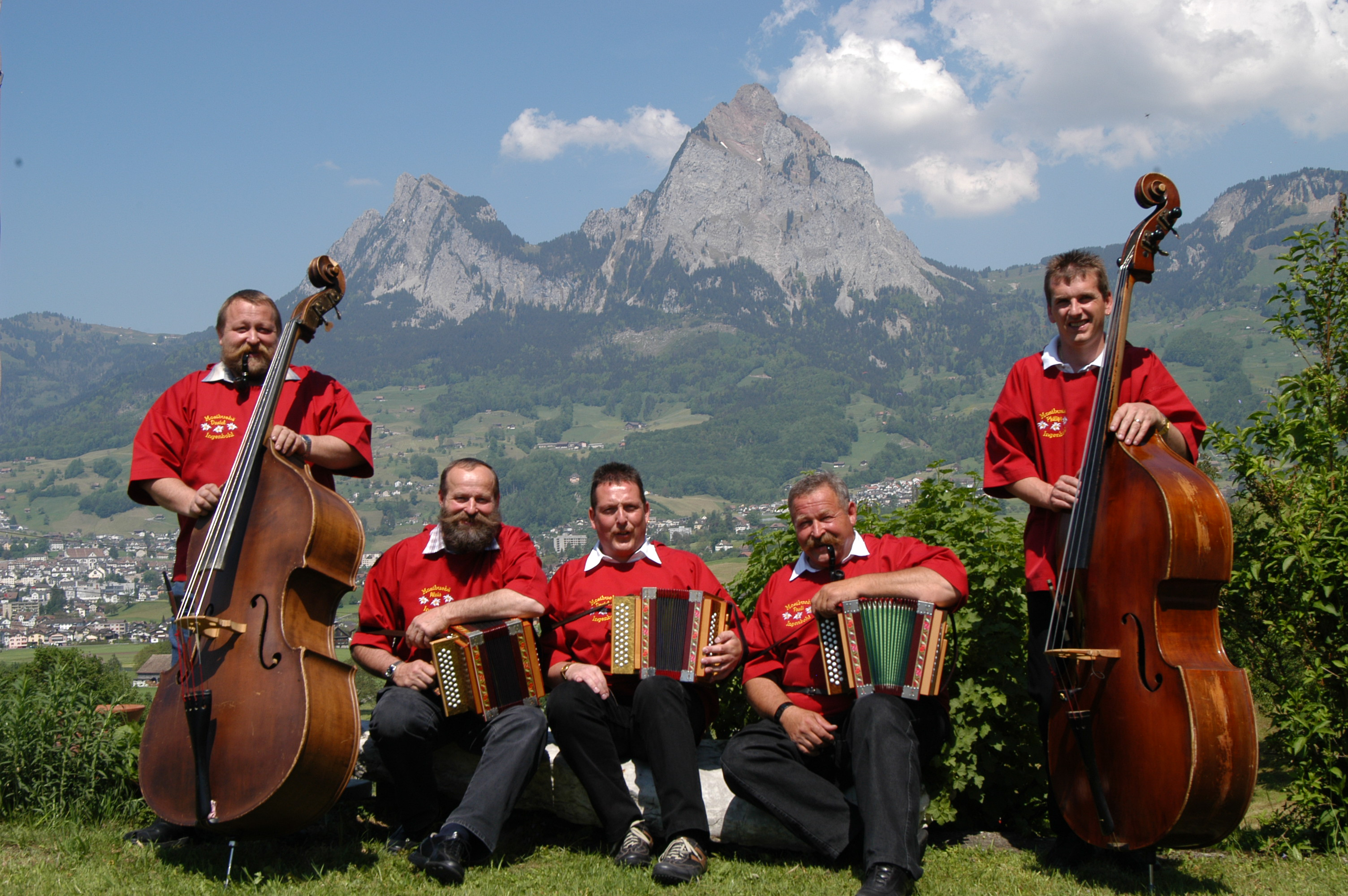
نوع من أنواع الآلات الموسيقية المستخدمة في سويسرة (Schwyzerörgeli)

موسيقى اليودل التقليدية هي الموسيقى السويسرية الأشهر. ومن السويسريين الذين صنعوا لأنفسهم أسماء في مجال الموسيقى الكلاسيكية العالمية: أرتور هونيغير وأوتمار شويك وهما من مؤلفي الموسيقى. قضى هونيغير معظم حياته في فرنسا حيث كان من بين المؤلفين الطلائعيين آنذاك (في بدايات القرن العشرين).
أما قائد الأوركسترا إرنست أنسيرميت، فقد ارتبط اسمه بأوركسترا سويسرة الروماندية التي أسسها. فيما اشتهر شارل دوتوا وماتياس بامير أيضاً على المستوى الدولي كقائدي أوركسترا.
أصبحت موسيقى الجاز شعبية في سويسرة بعد الثلاثينات. واحتفاءً بها نظمت لها مدن مونترو وويلساو ولوغانو مهرجانات شعبية، من أشهرها مهرجان الجاز الدولي في مونترو. أما العاصمة برن فبها مدرسة معروفة لموسيقى الجاز. وتشتهر سويسرة خلال موسم الصيف بتنظيم عدد كبير من الأحداث الموسيقية في الهواء الطلق، بدءاً بالموسيقى الشعبية والفلكلورية ووصولاً إلى المهرجانات الموسيقية الكلاسيكية.

### المسرح

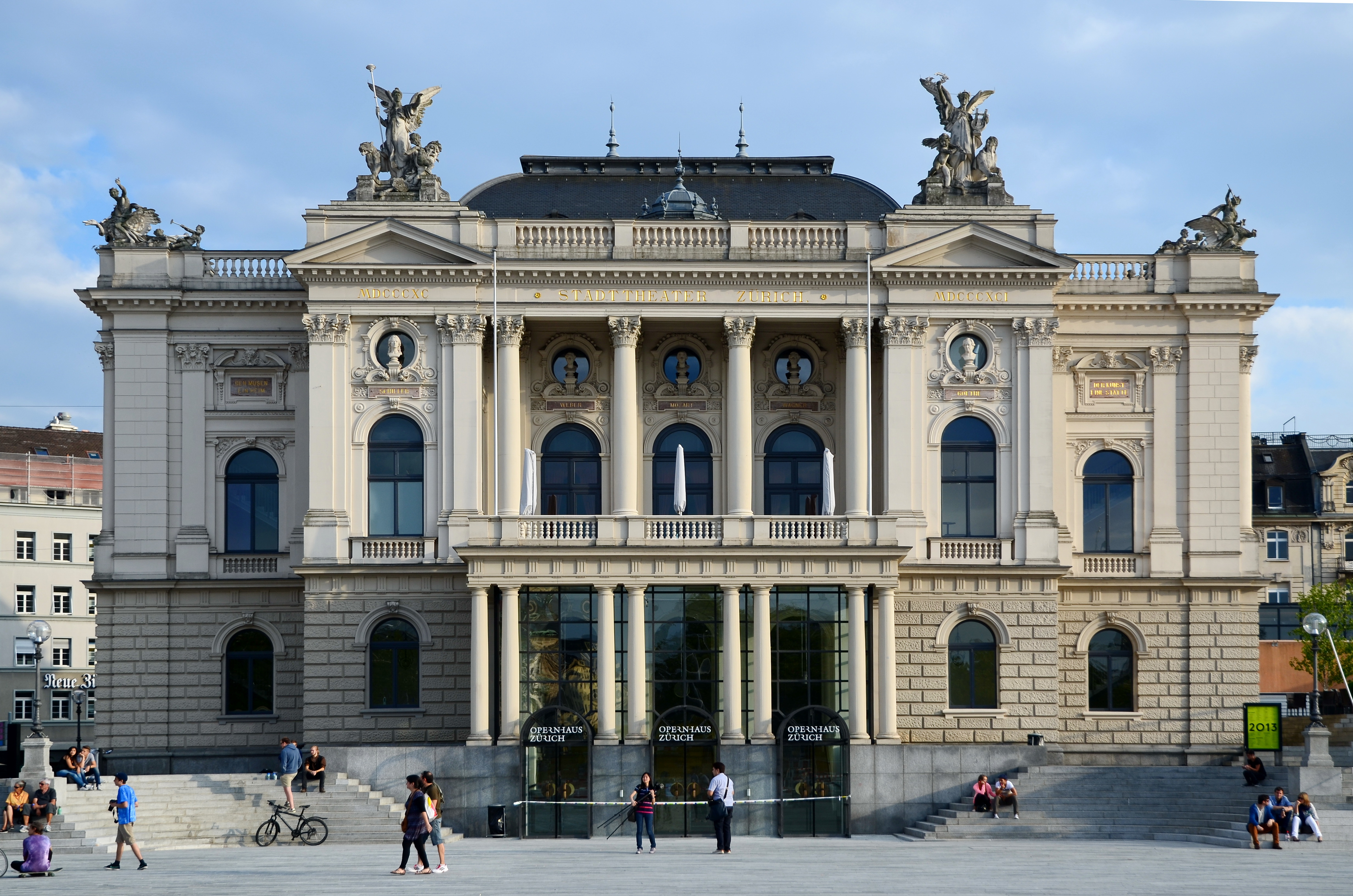
مسرح زيورخ

تتميز سويسرة بتقليد عريق وثري في المجال المسرحي. وأنتجت كل من بازل وبرن وزيورخ وجنيف أعمالاً ذاع صيتها خارج حدودها. وتحظى المسارح الكبرى بحصة الأسد من الميزانيات المخصصة للفنون في مدنها. لكن هناك أيضاً عدة مسارح صغيرة متخصصة في الأعمال الكلاسيكية والكوميدية، إضافة إلى بعض الأعمال الثانوية.
تعرض المسارح السويسرية أيضاً أعمالاً كثيرة في الهواء الطلق رغم الأحوال الجوية المضطربة في غالب الأحيان، وذلك باستخدام منصات لعرض إنتاجات كبرى مثل «ويليام تيل» في إنترلاكن، والـ «المسرح العالمي» لكالدرون كل عشرة أعوام في أيْنسيلدن، فضلاً عن «حفل مزارعي الكروم» (Fête des Vignerons)، التي تُخلد كل خمسة وعشرين عاماً تقريباً الحياة الريفية لمنتجي النبيذ في مدينة فوفي وضواحيها على ضفاف بحيرة ليمان، التي تُسمى أيضا بحيرة جنيف.
معظم المسرحيات والإنتاجات الدرامية السويسرية لها جذور محلية أو لغوية، لكن فريدريش دورنمات تجاوز تلك التضييقات ليكتسب شهرة عالمية ككاتب مسرحي. فيما سطر ديمتري المهرج من كانتون تينشينو الجنوبي المتحدث بالإيطالية اسمه كفنان على خشبة المسرح. وأسس مدرسة للمهرجين في بلدة فيرشو، حصلت حديثاً على وضع يعادل مستوى الجامعات.

### المطبخ

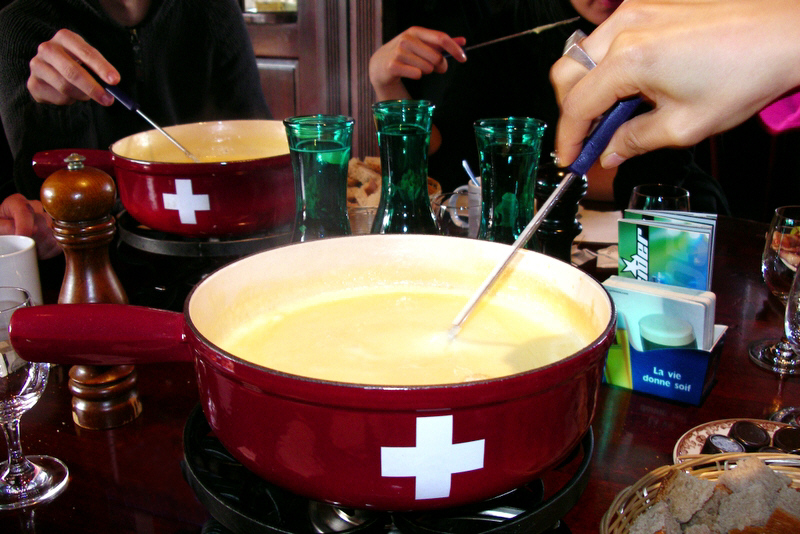
فوندو هو طبق سويسري معد من الجبن المذاب يقدم في قدر مشترك

المطبخ السويسري متعدد الأوجه. وتنتشر بعض الأطباق مثل فوندو، راكليتي أو روستي في كل مكان عبر البلاد. ووضعت كل منطقة فن الطهو الخاص بها وفقاً لاختلاف المناخ واللغات. تستخدم المأكولات السويسرية التقليدية مكونات مماثلة لتلك الموجودة في بلدان أوروبية أخرى، وكذلك منتجات الألبان والأجبان الفريدة من نوعها مثل غروييري، التي تنتج في الوديان والتي يعود مصدرها إلى Emmental. عدد من المنشآت الراقية، لا سيما في غرب سويسرة. صنعت الشوكولاتة في سويسرة منذ القرن 18 ولكنها اكتسبت سمعتها في نهاية القرن 19 مع اختراع التقنيات الحديثة مثل «كونشينغ» الذي مكن إنتاجها على مستوى واسع بجودة عالية. أيضاً كان اختراع شوكولاتة الحليب الصلبة في عام 1875 من قبل دانيال بيتر أحد أهم المؤثرات بتلك الصناعة. وتعتبر سويسرة هي أكبر مستهلك في العالم للشوكولاتة.
المشروب الكحولي الأكثر شعبية في سويسرة هو النبيذ. وتضم سويسرة مجموعة بارزة ومتنوعة من مزارع العنب التي توفر مزيج خاص من التربة والهواء والارتفاع والضوء. ويتم إنتاج النبيذ السويسري أساساً في فاليه، فاود (أدرجت لافو) وجنيف وتيسان، مع بعض من النبيذ الأبيض. تم زراعة كروم العنب في سويسرة منذ العصر الروماني، على الرغم من وجود بعض الآثار التي تشير إلى وقت أكثر قدماً. ومن الأصناف الأكثر انتشاراً كاسيلاس (وتسمى فيندانت في فاليز) وبينوت نوير. وميرلو وهو النوع الرئيسي المنتج في منطقة ميتلاند.

### الهندسة المعمارية

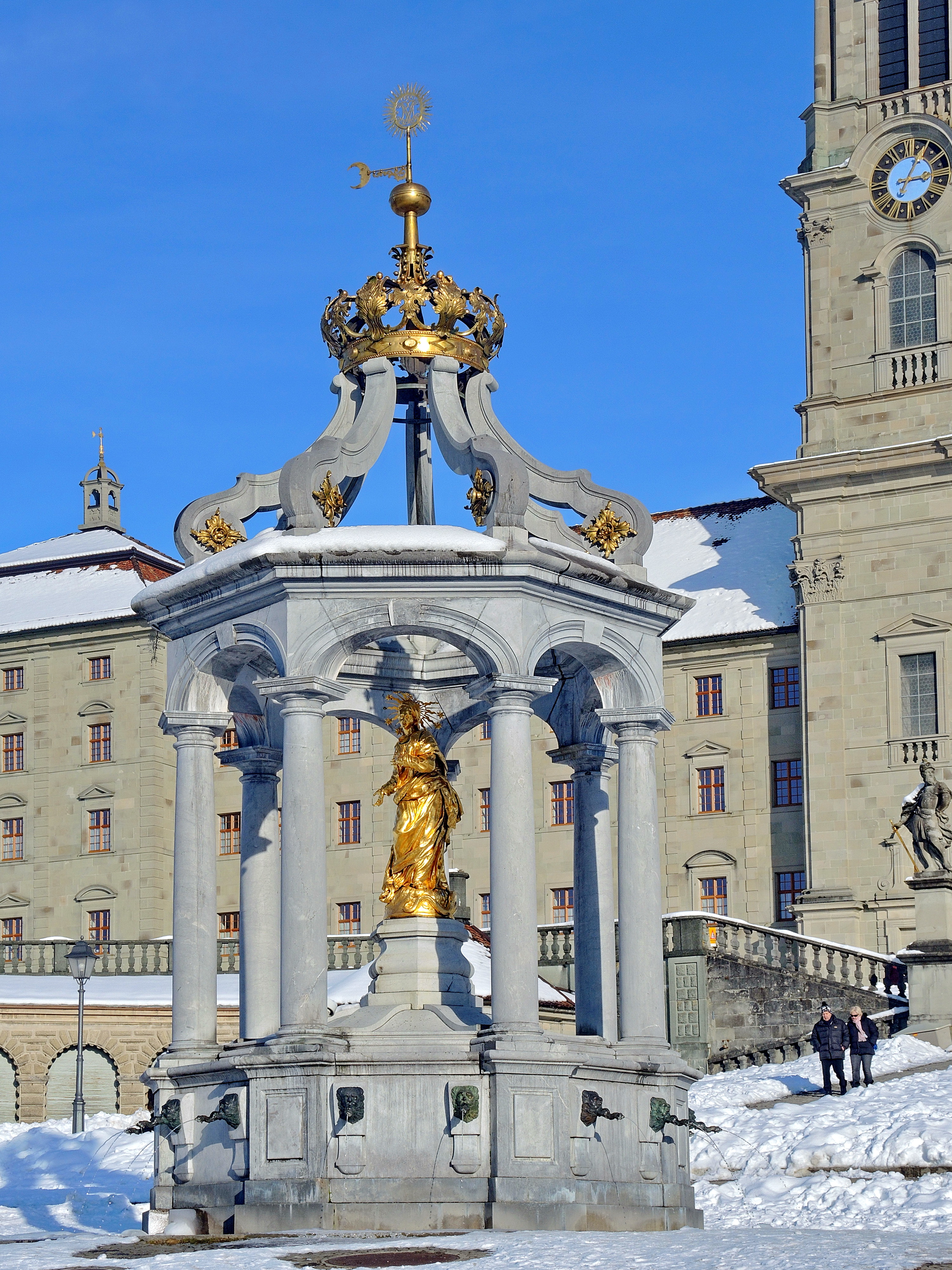
دير اينسيديلن هو دير البينديكتين في بلدة اينزيدلن في كانتون شفيتس

بفضل التطور الحضري والنمو الصناعي مثلت سويسرة دائماً أرضاً خصبة للمهندسين المعماريين. وفضلاً عن العدد الكبير من المهندسين السويسريين المشهورين، استقطبت البلاد العديد من الأسماء الأجنبية الكبيرة، لكن مساحة سويسرة الصغيرة نسبياً وافتقارها للمشاريع الكبيرة دفع المهندسين السويسريين إلى البحث عن فرص عمل في الخارج. من أشهر المهندسين السويسريين شارل إدوارد جانري (1887 – 1965) الذي يعرف باسم «لوكوربوزيي»، والذي وُلد في مدينة لاشو دْفون بمنطقة الجورا السويسرية، لكنه قضى معظم حياته المهنية في فرنسا. ومن أكثر ما اشتهر به لوكوربوزيي هندسته العملية ومساهمته في تخطيط المدن. وتم مؤخراً ترميم إحدى تصاميمه في سويسرة وتصاميم أخرى يمكن مشاهدتها في فرنسا والجزائر، وحتى في الهند.

#### المهندسون المعاصرون
من المهندسين المعاصرين ماريو بوتا (من كانتون تيتشينو المتحدث بالإيطالية)، الذي اكتسب شهرة عالمية بفضل تصاميمه الجريئة. تشمل أعمال ماريو بوتا متحف الفنون العصرية في سان فرانسيسكو وتجديد بناء أوبرا «لا سكالا» في ميلانو مؤخراً. ويدَرّس أسلوبه في جامعة تيتشينو الجديدة. أما المهندسان جاك هيرزوغ وبيير دومورون من بازل، فقد صمما توسيع متحف «تيت مودرن» في لندن، وبرج المراقبة النحاسي المثير في محطة السكك الحديدية في بازل. لكن سويسرة استضافت أيضاً عدداً من المهندسين الأجانب، من أشهرهم الألماني غوتفريد سامبر الذي فر إلى زيورخ خلال الثورة التي شهدتها ألمانيا عام 1848. وأصبح سامبر أستاذاً في المعهد التقني الفدرالي العالي الجديد (آنذاك)، وصمم مبنى المعهد الفريد وقصر البلدية في مدينة فينترتور. كما درس المهندس الإسباني سانتايغو كالاترافا أيضاً في زيورخ، حيث صمم محطة ستادلهوفن للسكك الحديدية ومكتبة في جامعة زيورخ. ومن إنجازاته الشهيرة حيز كبير من الأحياء الجديدة في مدينة فالنسيا الإسبانية.

## الخدمات

### الصحة

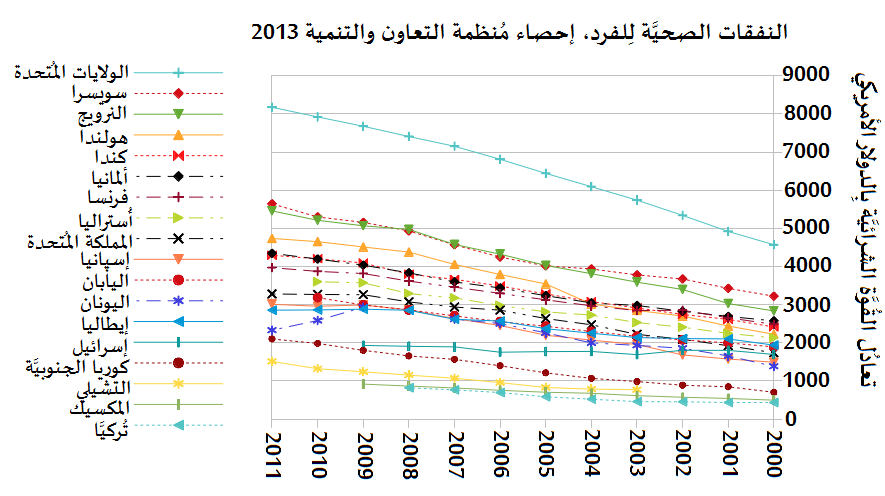
الإنفاق الصحي للفرد (تعادل القوة الشرائية وبالدولار الأمريكي) بين عدد من الدول الأعضاء في المنظمة. مصدر البيانات: OECD iLibrary

يجب على مَن يعيش في سويسرة أن يكون عنده تأمين صحي وتأمين ضدّ الحوادث، ويُلزم كل مَن يعمَل أو له وظيفة أو مِهنة بالاشتراك في نظام التأمين التقاعدي الإجباري. ويوجد في سويسرة العديد من الأنظمة الصحية، ولكل كانتون نظامه الصحي الخاص، وبشكل عام هناك قانون صحي فدرالي عام، إلا أن كيفية تطبيقه وتفاصيل إنفاذه متروك للكانتونات والبلديات.

#### التأمين الصحي الأساسي
يـعتبر نظام الرعاية الصحية في سويسرة مسألة في غاية الأهمية وقد خضع للعديد من التعديلات، وهو الآن من بين أفضل نُظم الرعاية الصحية في أوروبا، على الرّغم من تكاليفه الباهظة ومن ارتفاع أقساط التأمين، الأمر الذي دفع الأحزاب السياسية للبحث كل عام عن سُبلٍ للحدّ من ارتفاع الرسوم، ولكن دونما طائل، والسّبب يعود في الحقيقة إلى مُستلزمات الشيخوخة المُتزايدة في المجتمع، إضافة إلى التقدّم التكنولوجي والتطوّرات في سوق العمل.

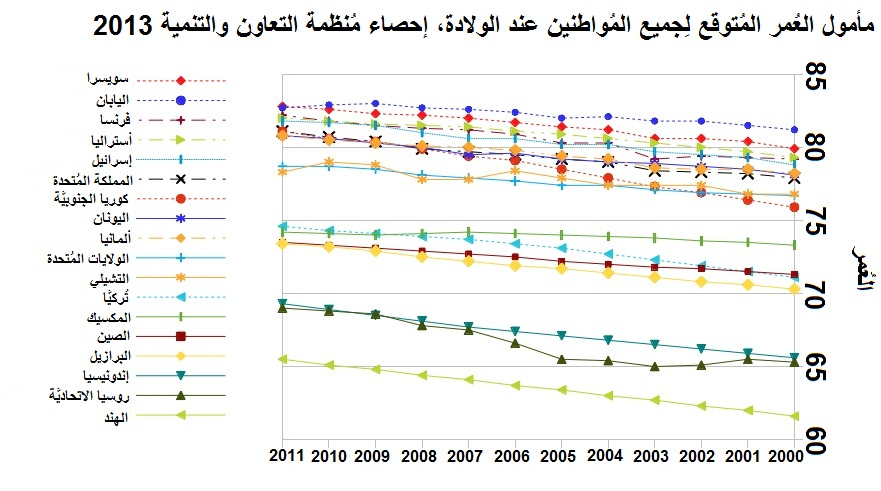
متوسط العمر المتوقع من إجمالي عدد السكان عند الولادة من عام 2000 حتى عام 2011 في سويسرة مقارنة مع العديد من الدول الأخرى مصدر البيانات: OECD iLibrary

وينُص القانون السويسري على إلزامية التأمين الصحي (الطبي) الأساسي وعلى كلّ فرد التعاقد من أجل ذلك مع إحدى شركات التأمين الخاصة، كما أن هناك تأمينات خاصة اختيارية وغير إجبارية، تخص ما ليس مشمولاً ضمن التأمين الإجباري الأساسي، ومن ذلك على سبيل المثال: الحصول على غرف خاصة في المستشفيات والحصول على أطباء مخصصين وعلاج الأسنان. يقوم الأفراد في سويسرة بتسديد رسوم التأمين الصحي (الطبي) على هيئة أقساط شهرية، إضافة إلى مُساهمة بنسبة من تكاليف العلاج والدواء.
أما الأطفال والطلاب، فإنهم يسدِّدون أقساطاً شهرية مخفّضة. وتقوم الكانتونات والبلديات بتنظيم وتقديم خدمة المدرسة الطبية التي تجري اختبارات الاختيار المنتظم في المدارس العامة ورصد الوضع المناعي للتلاميذ وإعطاء التطعيم. تمنح الكانتونات والبلديات خدمة طبيب المدرسة الذي يباشر إجراء الفحوصات والكشف على تلاميذ المدارس الحكومية بشكل دوري ومنتظم، وهو بذلك يراقب الحالة الصحية العامة للتلاميذ، فضلاً عن الحالة المناعية ومباشرة التطعيم، وفحص الأسنان وتقديم النصح والمشورة بهذا الشأن.
عمومًا فإن النظام الصحي السويسري مكلِف ونفقات العلاج مرتفِعة، باعتبار أن مستوى الرعاية والخدمات الصحية في سويسرة، هو أفضل بالمقارنة مع غيرها من الدول، وقد أظهرت دراسة أجرتها منظمة التعاون والتنمية أن الإنفاق على الرعاية الصحية في سويسرة، هو الأعلى في العالم بعد الولايات المتحدة.

#### الرعاية الطبية

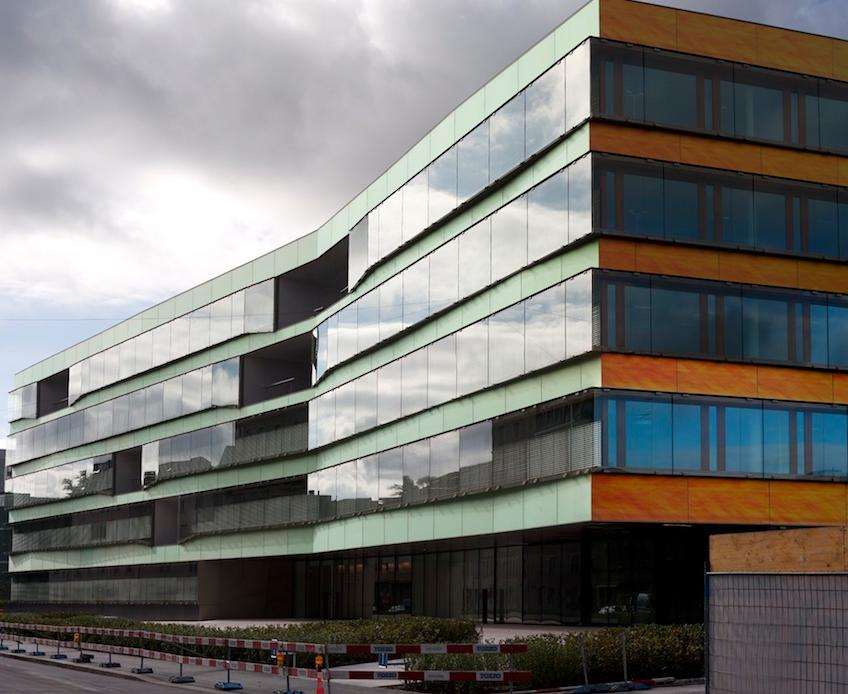
مستشفى للأطفال في بازل، سويسرة.

توفِّر سويسرة الرِّعاية الطبية بشقَّيْها سواء الرعاية الطبية المكثفة، وهي التي يتلقَّى فيها المريض العلاج في المستشفيات والمصحّات الطبية والمراكز والمجمعات العلاجية، وحيث تُتاح نوعية من الإمكانيات الطبية والتَّمريض والخدمات التشخيصية والمخبرية والأشعة وغيرها أو الرعاية الطبية الاستشارية، ويُقصد بها الكشف والمعاينة والعلاج الأولي، ولا تتهيَّأ فيها إقامة للمريض ولا إمكانيات علاجية كبيرة، وتقوم في الأساس على عيادة طبيب العائلة، حتى وإن تهيأت فيها بعض الإمكانيات الجزئية، وطبيب العائلة هو الذي يقوم بتوجيه المريض إلى المستشفي أو نحوه، إلا في الحالات الاستثنائية، كالطوارئ والإسعاف والولادة وغيرها.

### التربية والعلوم

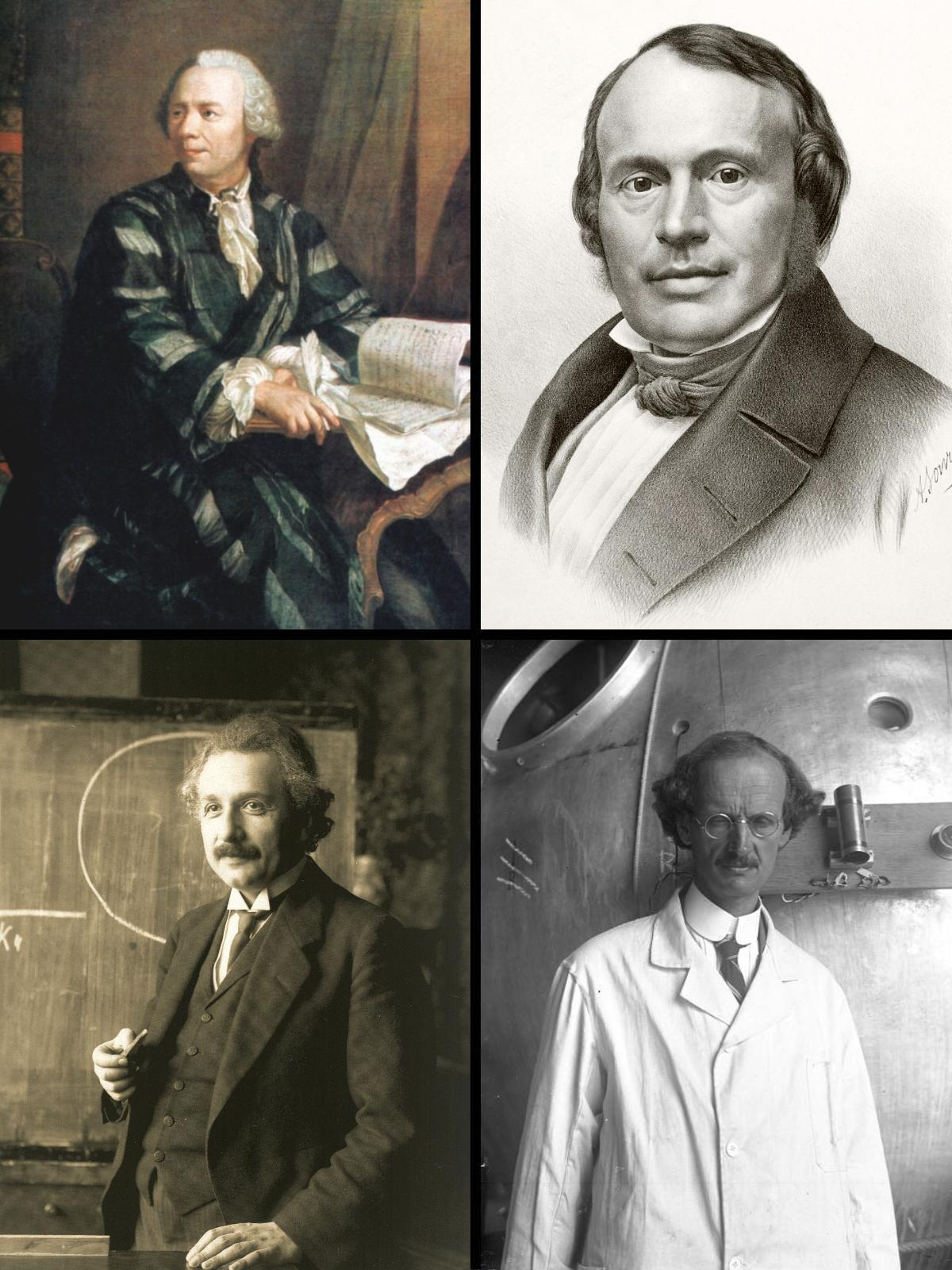
بعض العلماء السويسريون الذي لعب دورا رئيسيا في انضباطهم (اتجاه عقارب الساعة):
ليونارد يولر (رياضيات)
لويس أغاسيز (علم الجليد)
أوغوست بيكارد (طيران)
ألبرت أينشتاين (فيزياء))

يحتل الطلبة السويسريون بانتظام مثير للانتباه، أعلى المراتب في التصنيفات الأوروبية والدولية، بفضل الاستثمارات الهائلة المخصصة لقطاع التعليم. وفي الوقت نفسه تجتذب الجامعات الحكومية ذات الرسوم المعقولة، ألمع الطلبة من شتى أنحاء العالم. في نهاية المرحلة الابتدائية (أو في بداية المرحلة الثانوية)، يتم فصل التلاميذ وفقا لقدراتهم في عدة أقسام (غالبا ثلاثة). حيث يدرس للطبقات المتقدمة من المتعلمين بشكل أسرع وتزويدهم بالدراسات بشكل أكبر، في حين يتلقى الطلبة ذوي الاستيعاب الأقل مستوى تعليم أكثر تكيفاً مع احتياجاتهم. لا يختلف نظام التعليم في سويسرة جوهرياً عما هو معمول به في معظم الدول الغربية، وهو يتبع في الأغلب للقطاع العام. كما يوجد قطاع خاص يحظى بمكانة مرموقة عالمياً. ونظراً لمستوى التعليم في سويسرة وجودته، استقطب الكثير من الطلبة الأجانب من أوروبا وخارجها. يبدأ نظام التعليم الأساسي العام في سويسرة بالتعليم قبل الإلزامي بمرحلة ما قبل المدرسة، وهي مرحلة غير إلزامية مدتها سنتان تعرف برياض الأطفال، ويلتحق بها الطفل في سن الرابعة حتى السادسة، ثم تبدأ مرحلة التعليم الإلزامي، ومدتها عموماً 9 سنوات، لكنها مقسمة إلى مرحلتين تختلف في مدتها من كانتون لآخر.

#### التعليم الإلزامي

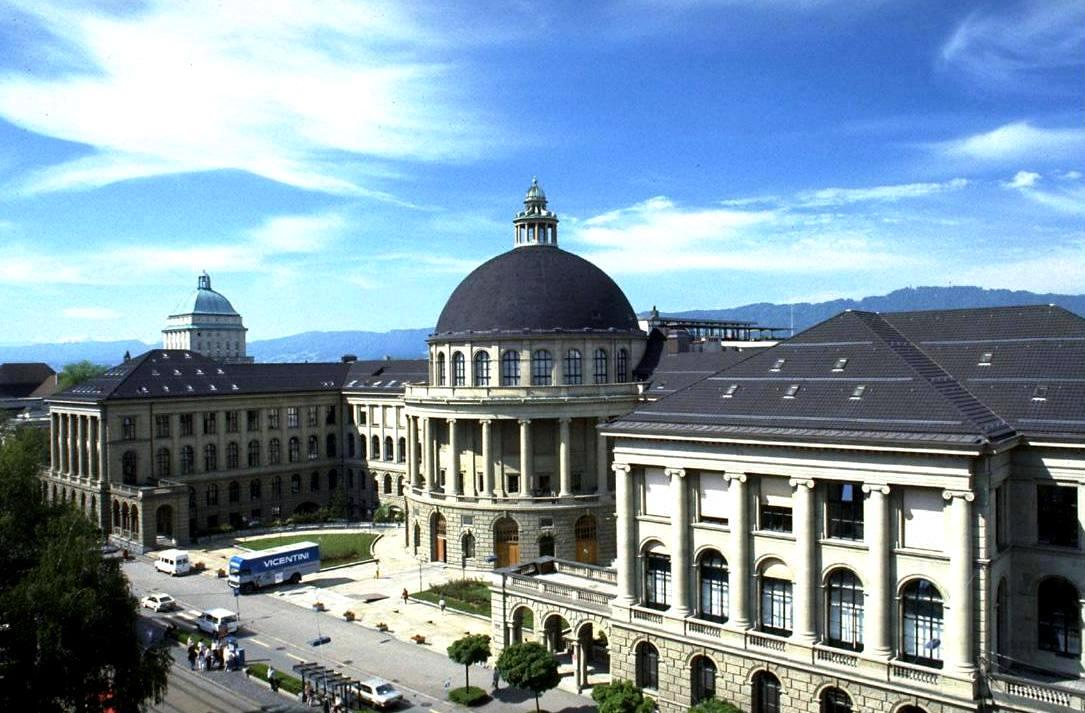
حرم تي أتش زيورخ. المؤسسة الأعلى مرتبة في أوروبا.

أول مراحل التعليم الإلزامي هي المرحلة الابتدائية وتبدأ من سن 6 سنوات (العمر الرسمي لدخول المدرسة)، ومدتها من 4 إلى 6 سنوات بحسب الكانتون. تليها بعد ذلك المرحلة الإعدادية وهي مرحلة توجيهية، يتم فيها فرز الطلاب بناءً على ما تظهره نتائج المرحلة الابتدائية، ومدة هذه المرحلة من 3 إلى 5 سنوات. عندما ينهي الطالب هذه المرحلة الدراسية، فإنه يحصل على شهادة الإعدادية، ويكون مستعداً لمرحلة ما بعد التعليم الإلزامي. أما من يختار التوجه نحو ميدان العمل، خاصة ممن لم يحالفه الحظ في اجتياز المرحلة السابقة، فإنه يتم توجيهه نحو برنامج ختامي يقوم في الأساس على التأهيل أو التدريب الحِرَفي، حيث يتلقى الطلاب تعليماً مدرسياً في المدارس المهنية بموازاة التدريب المهني الميداني في الورشات كالحدادة والنجارة والميكانيكا أو في المصانع أو في الزراعة أو البناء أو المخابز أو المتاجر المتخصصة ونحوها، وذلك لمدة سنتين أو ثلاث سنوات، تمكنه من الحصول على شهادة الكفاءة المهنية الفدرالية (CFC) في مجال حرفته. كما أن هناك أكثر من 400 مهنة غير أكاديمية يتم تحصيل أغلبها عبر التدريب الميداني في الشركات والمؤسسات الحكومية والخدمية.

#### ما بعد التعليم الإلزامي

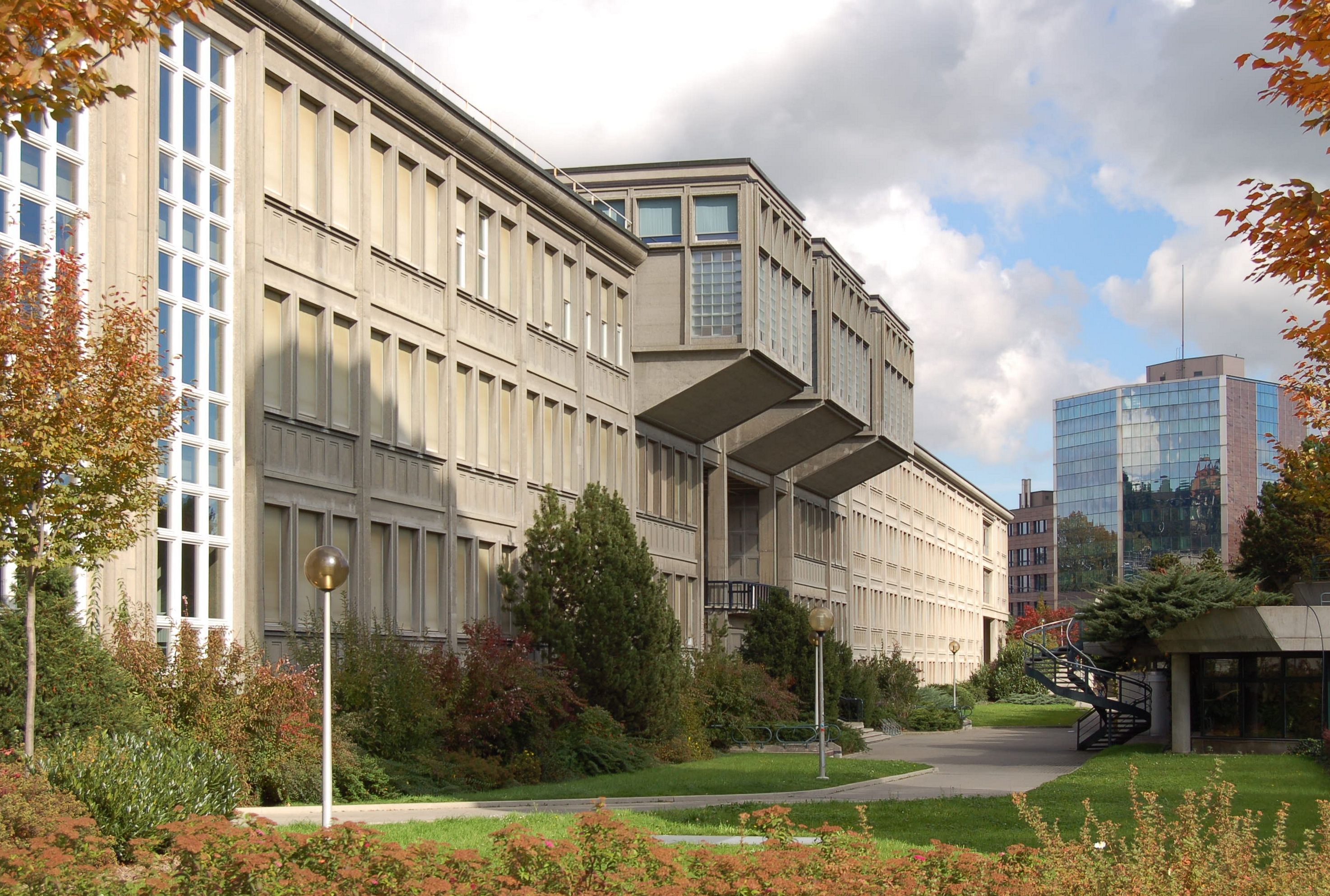
جامعة فريبورغ، المبنى الرئيسي.

هذه المرحلة رغم أنها ليست إلزامية، إلا أن الدولة تحرص وتؤكد عليها وترعاها بوصفها مرحلة تأهيل لمواجهة الحياة العملية وصناعة مستقبل النشء، وهي تتبع أحد ثلاثة مسارات متشعبة، يلتحق بها الطالب تبعاً لمستواه خلال التعليم الإعدادي. وأول هذه المسارات وأعلاها هو التعليم الثانوي العام، يكمل به الطالب 12 سنة دراسية ويحصل على شهادة البكالوريا أو شهادة الثانوية العامة، ويتأهل بعد ذلك لمتابعة الدراسة الجامعية أوما يعادلها. أما المسار الثاني، فهو مسار معاهد التكوين العلمي، التي تهيئ أقساماً تعليمية متخصصة، تسير بالطالب من 3 إلى 4 أعوام ليحصل على شهادة الباكالوريا (الثانوية) في الأقسام العلمية التالية: التجارية والطب المساعد والتربية والاجتماع، وربما المعلوماتية أو الثقافة العامة. وفي بعض الأحيان يكتفي الطالب بمستوى دون الباكالوريا، حيث يتحصل بعد 3 سنوات من الدراسة على شهادة كفاءة فدرالية (CFC) أو ما يعادلها، علماً بأن من يحصل على شهادة الباكالوريا (الثانوية) وفق هذا المسار يتأهل للمتابعة في مستوى دبلوم المعاهد العليا المتخصصة (HES) أو ما يعادلها، وبعض الجامعات تستقبل الطلبة من هذا المستوى في بعض أقسام الدراسة الجامعية، وأحياناً تشترط امتحان قبول أو سنة تمهيدية.

#### المدارس الخاصة

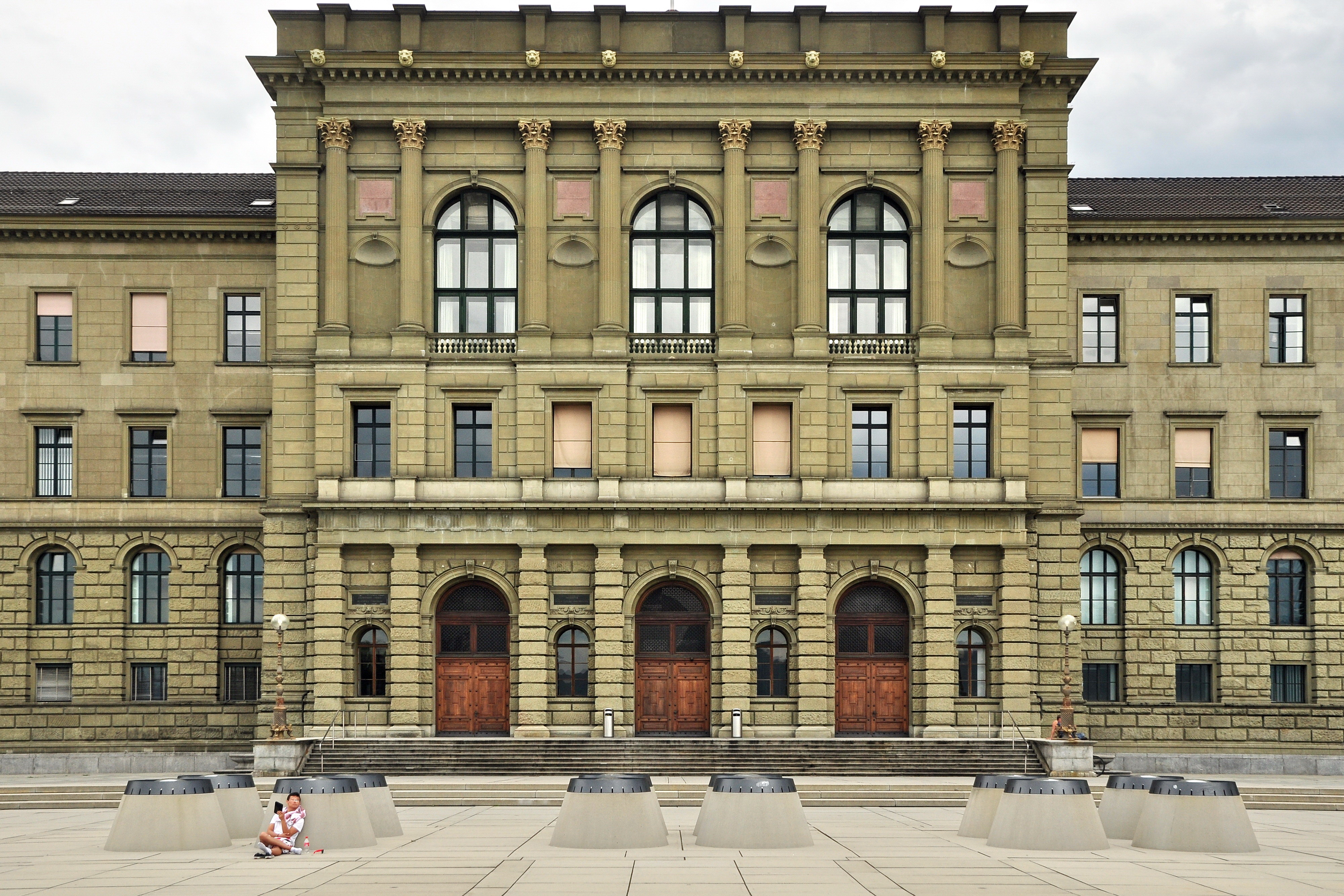
المعهد الفدرالي للتكنولوجيا في زيوريخ

توجد في سويسرة العديد من المدارس الخاصة في جميع مستويات التعليم، وهي تتمتع بشُهرة عالمية، نظراً لسمعتها الجيدة وكفائتها ومُستوى التدريس بها.

#### التكوين المهني

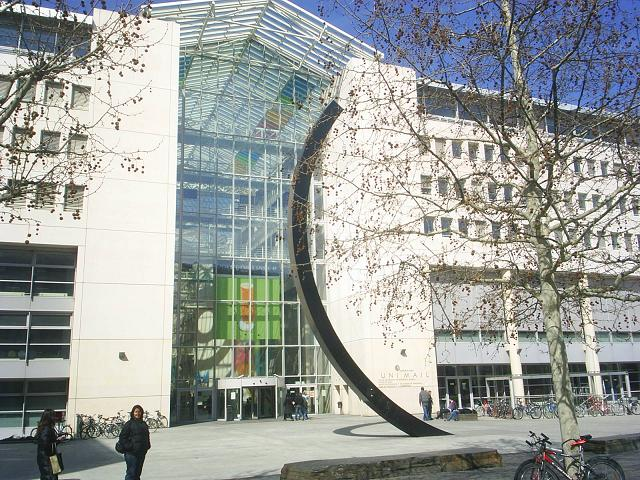
مركز تسوق جامعة جنيف

هو المسار الثالث للحياة التعليمية، وهو مسار معاهد التكوين المهني، وهي تجمع بين الجانب الأكاديمي والجانب التطبيقي أو بين التعليم الفني والتدريب المهني في مجال التخصصات المهنية والفنية (صناعية، ميكانيكية، كهربائية، إلكترونية، معلوماتية واتصالات)، وتؤهل الطالب خلال مدة الدراسة من 3 إلى 5 سنوات للحصول على شهادة الثانوية (الباكالوريا) الصناعية في مجال دراسته أو أن يكتفي الطالب بالحصول على شهادة كفاءة فدرالية (CFC) في مدة 3 سنوات دراسية، قد تُشفع في بعض المجالات بدراسة تخصصية لمدة سنتين أو ثلاث سنوات. مع العلم بأن الطلبة الذين يحصلون على شهادة الباكالوريا (الثانوية) الصناعية وفق هذا التكوين يعتبرون الرافد الأساسي للمعاهد المهنية العليا (HES)، ويتخرجون بدرجة مهندس مساعد. ويشار إلى أن هذا التكوين يمكن تحصيله ضمن برنامج دراسة مسائية لمن يعمل نهاراً ويرغب في تحسين مستواه العلمي.

#### التعليم الثانوي

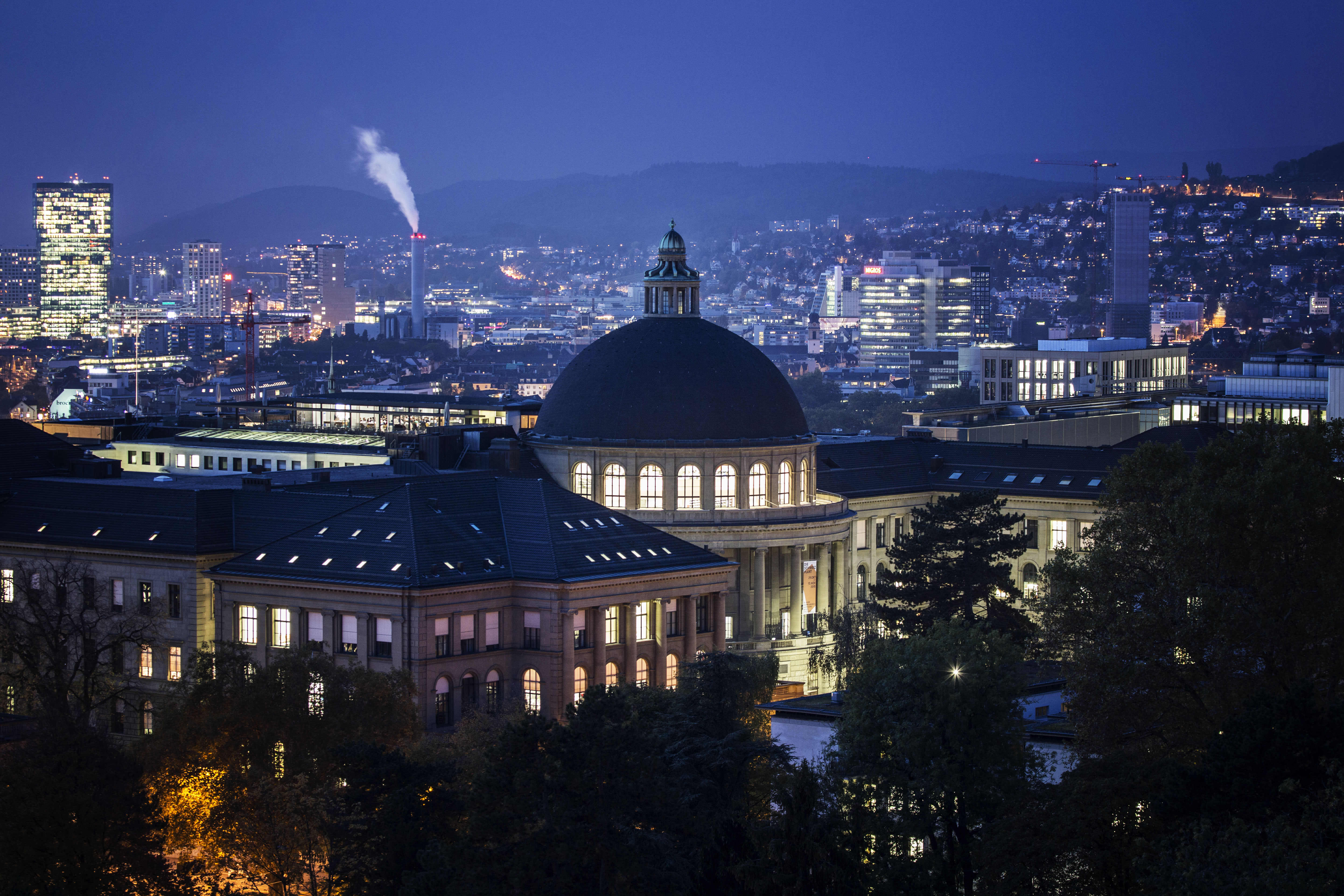
المعهد الاتحادي السويسري للتكنولوجيا في زيوريخ ليلاً

التعليم الثانوي العام هو المسار التعليمي الأول والأعلى مرتبة، حيث يكمل به الطالب 12 سنة دراسية، ويحصل على شهادة البكالوريا أو شهادة الثانوية العامة، ويتأهل بعد ذلك لمتابعة الدراسة الجامعية أو ما يعادلها. علماً بأن من يحصل على شهادة الباكالوريا (الثانوية) الصناعية يتأهل للمتابعة في مستوى دبلوم المعاهد العليا (HES) أو ما يعادلها، وبعض الجامعات تستقبل الطلبة من هذا المستوى في بعض أقسام الدراسة الجامعية، وأحيانا تشترط امتحان قبول أو سنة تمهيدية.
توفر سويسرة نظامين للتعليم الجامعي، يتبع أحدهما الجامعات والمعاهد التقنية الفدرالية العليا، التي لا تختلف في نظامها عما هو معمول به في معظم الجامعات في العالم. وفي ظل الإقبال المتزايِد على الدراسة في الجامعات والمعاهد العليا السويسرية، تحرص السلطات الفدرالية وهيئات التدريس الجامعية على الاحتفاظ بالريادة على مستوى الكفاءات والبرامج وتعزيز البحث العلمي في شتى الاختصاصات.

##### الجامعات
المستوى الجامعي في سويسرة هو المستوى التعليمي الذي يقصده الطلاب الذين أمضوا 12 سنة دراسية وحازوا على شهادة الدراسة الثانوية في فرع من فروعها. يوجد في سويسرة 10 جامعات على مستوى كانتونات محددة، ومعهدين تقنيين فدراليين عاليين "polytechnic"، و7 مدارس فنية عليا "HES". وتبلغ نسبة الطلبة من الإناث حوالي 50%. أما طاقم التدريس في هذا المستوى الدراسي العالي، فيزيد عن 30 ألف مدرس، معظمهم من خارج سويسرة. كما أن للتعليم الجامعي ثلاثة مستويات، وهي الليسانس وما يعادله، والماجستير والدكتوراه. والمستويان الأخيران هما من اختصاص الجامعات والمعاهد التقنية الفدرالية العليا، إلا أن بعض مدارس الهيكل الموازي للتعليم الجامعي قد تمنح شهادة تخصصية بمستوى ماجستير. من جهة أخرى توجد منظومة متنوِّعة من المعاهد والكليات أو المدارس الموازية للمستوى الجامعي يُرمز إليها اختصارا بـ (HES)، والتي يتخرج منها الطلبة إثر حصولهم على درجة مهندس مساعد أو على دبلوم فني عالي. كما توجد في سويسرة مدارس عليا للمهن الاقتصادية والإدارية والاجتماعية وشبه الطبية وأخرى تتيح فرصة متابعة دروس مسائية لمن يعمل في النهار ويرغب في متابعة دراسته العليا.

## الإعلام والصحافة

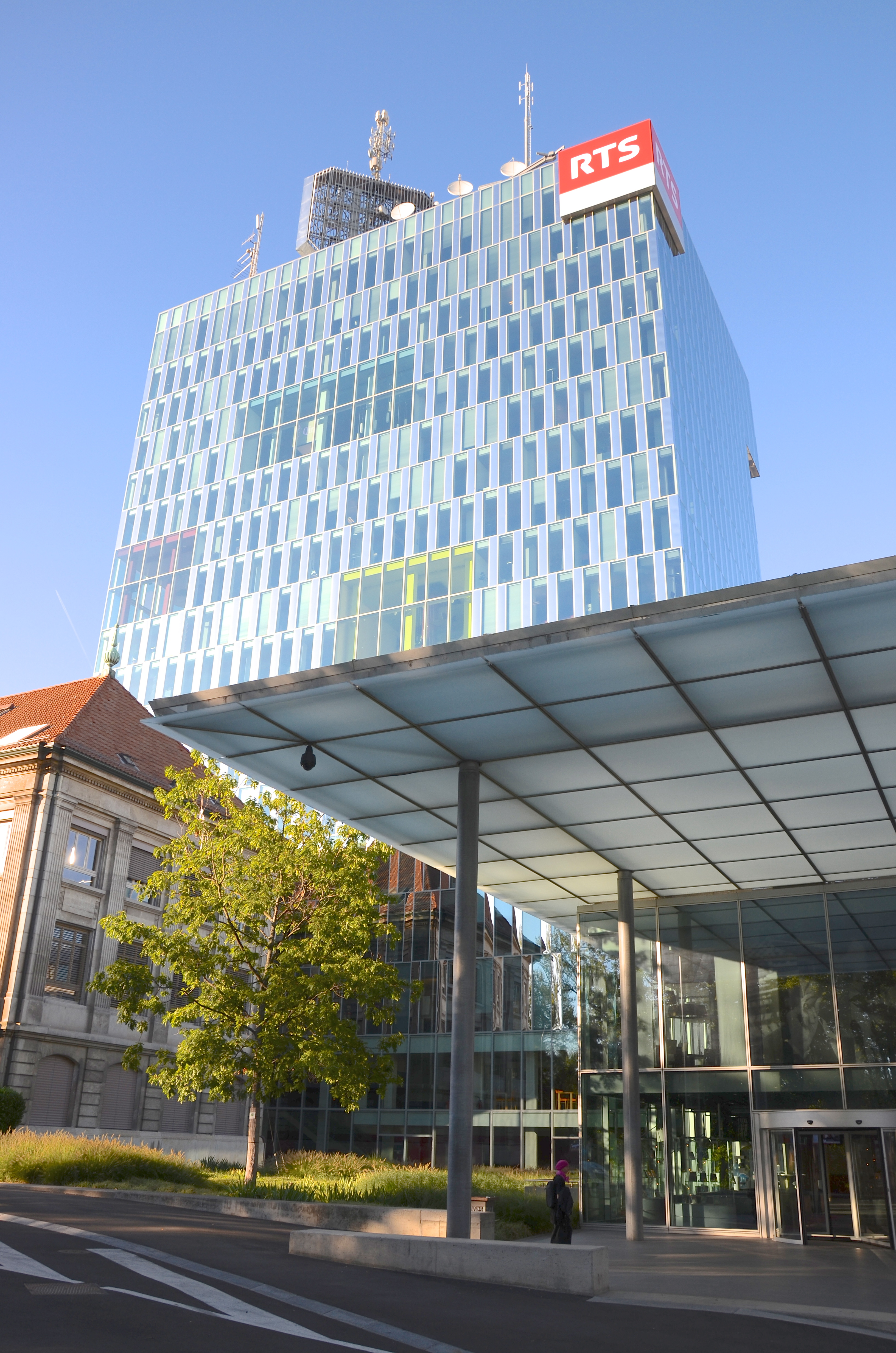
برج محطة الإذاعة والتلفزيون السويسرية في جنيف.

في سويسرة حرية الصحافة مضمونة ويكفل الدستور الاتحادي السويسري حرية التعبير. تمتاز سويسرة بتنوع كبير في وسائل الإعلام المحلية والوطنية، المكتوبة والمسموعة والمرئية والافتراضية، وتمتاز بوجود العديد من المحطات الإذاعية ومحطات التلفزيون باللغات المحلية الرسمية (الألمانية والفرنسية والإيطالية والرومانشية) وبعدة لغات أجنبية.
ويخضع استقبال البث الإذاعي والتلفزيوني إلى رسوم شهرية تُسدَّد لمجرد اقتناء وسيلة الاستقبال في البيت أو العمل أو السيارة، وهناك شركات خاصة تقدِّم خِدمة مشاهدة باقة واسعة ومتنوِّعة من القنوات والمحطات الأجنبية في مقابل اشتراك، ناهيك عن وجود استقبال عبْر الأقمار الاصطناعية لبحر من القنوات والمحطات الإذاعية والتلفزيونية العالمية المشفّرة وغير المشفرة.
أما الصحافة السويسرية، فهي صحافة حرّة، رسمية وغير رسمية، وتنتشر الصحف انتشاراً واسعاً في جميع أنحاء الدولة وبمختلف اللغات الرسمية، ومنها ما يُباع بشكل واسع ومنها ما يُوزَّع مجاناً، وذلك في عدد كبير من الأماكن بمحطات القطارات والمطارات والأكشاك المُنتشرة في كل مكان، والتي يتوفر بها العديد من الصحف المحلية والعالمية، ومن بينها صحف ومجلات عربية.

### الإذاعة

شعار إذاعة سويسرة العالمية، التي تأسست في عام 1995.

الإذاعة السويسرية العالمية هي إحدى الوحدات التابعة لهيئة الإذاعة والتلفزيون السويسرية، بدأت بث برامجها لأول مرة عام 1935 من بيرن. أما سويس إنفو فهي شبكة إخبارية إلكترونية متعددة الوسائط، تتميّز بالحياد والموضوعية في نقل الأخبار أولاً بأول، ناهيك عن كونها تقدم معلومات وتحاليل حول الأحداث في سويسرة وفي العالم ومضمونها التحريري متاح بتسع لغات مختلفة وهي العربية والإنجليزية والفرنسية والإيطالية والإسبانية والألمانية والبرتغالية والصينية واليابانية في شكل نصوص وصور، وفيديو ومواد صوتية. ولا تقتصر مهمتها على إعلام السويسريين المقيمين في الخارج، بل تعمل على تعزيز إشعاع سويسرة في العالم أيضاً. وتظهر بوابتها الأولوية في خطها التحريري الأخبار السياسية والاقتصادية والثقافية والعلمية.

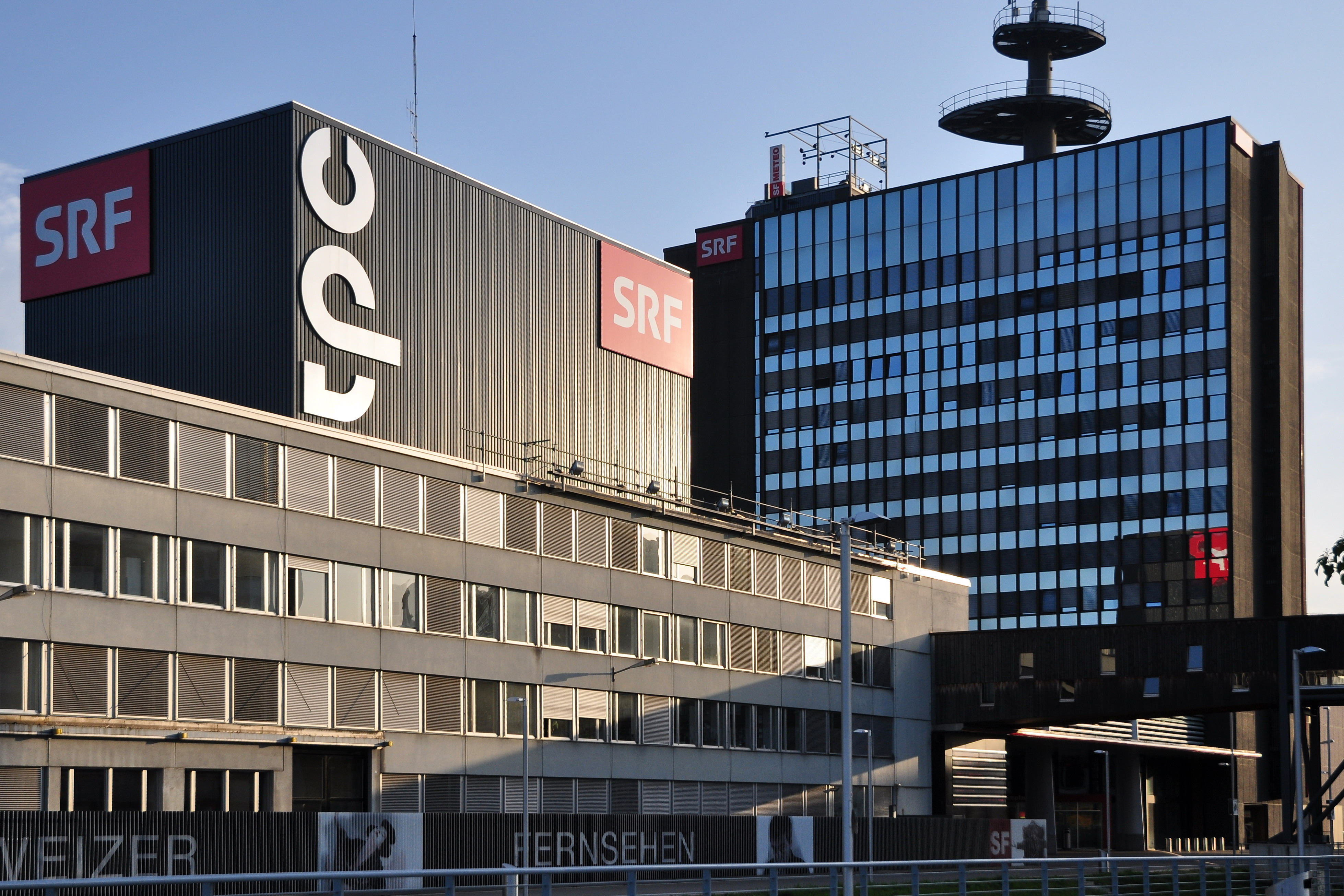
برج محطة الإذاعة والتلفزيون السويسرية في جنيف.

### التلفاز
بدأ البث التلفزيوني في سويسرة عام 1960. ويحصل الأشخاص الذين يعيشون في سويسرة على خدمات التلفاز وفقاً للقانون مقابل دفع رسوم رخصة التلفزيون، والذي يستخدم لتمويل الإذاعة وخدمة التلفزيون العام SRG SSR. وكانت رخصة الرسوم المدفوعة في جميع المناطق اللغوية السويسرية مبلغ (462 فرنك سويسري لعام 2008).

### السينما
السينما السويسرية تضم إنتاج أفلام ذات موارد بشرية ومادية. وتشمل تعزيزات للوسائل، بما في ذلك المهرجانات السينمائية السويسرية، وكذلك الحفاظ على العناصر السينمائية ذات الصلة. ومع وجود التنوع في المجالات اللغوية المختلفة والتنوع الثقافي تميز تاريخ السينما السويسرية. وتشمل أفلام السينما السويسرية: الأفلام الوثائقية والأفلام الفنية واختبار الجمهور أو أنواع أخرى من الأفلام.

## الرياضة

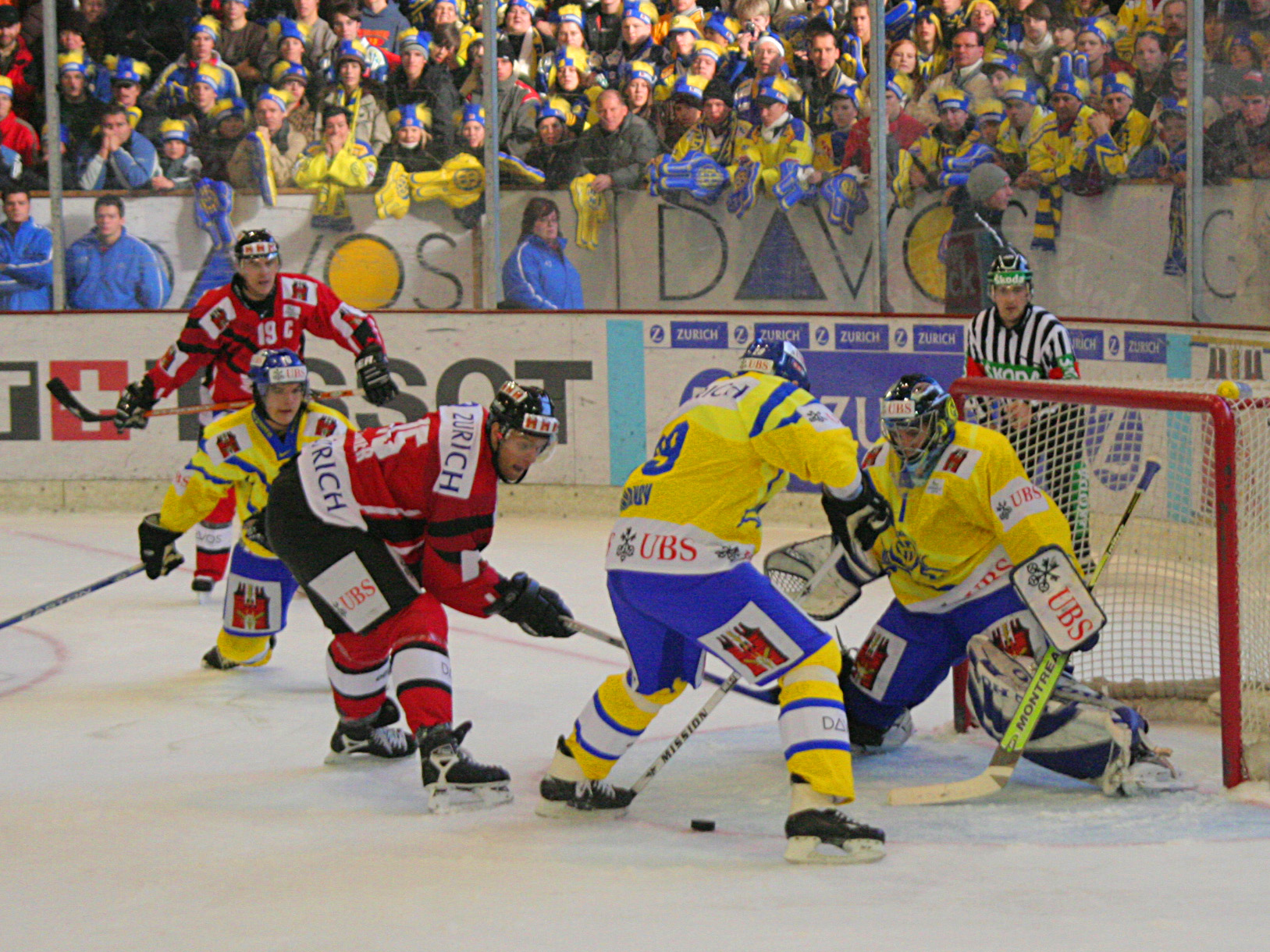
كأس شبنغلر في دافوس.

التزلج على الجليد وتسلق الجبال من بين أكثر الرياضات شعبية في سويسرة، حيث تناسب طبيعة البلاد خصوصًا مثل هذه الأنشطة. وتمارس الرياضات الشتوية من قبل المواطنين والسياح منذ النصف الثاني من القرن 19 مع اختراع الزلاجة في سانت موريتز. وأقيمت أول بطولة للتزلج في العالم في مورن (1931) وسانت موريتز (1934). استضافت سويسرة ثاني دورة للألعاب الأولمبية الشتوية في عام 1928 والدورة الخامسة في عام 1948. ومن بين المتزلجين الأكثر نجاحاً بطل العالم بيرمين زبريجين وديدييه كوش.

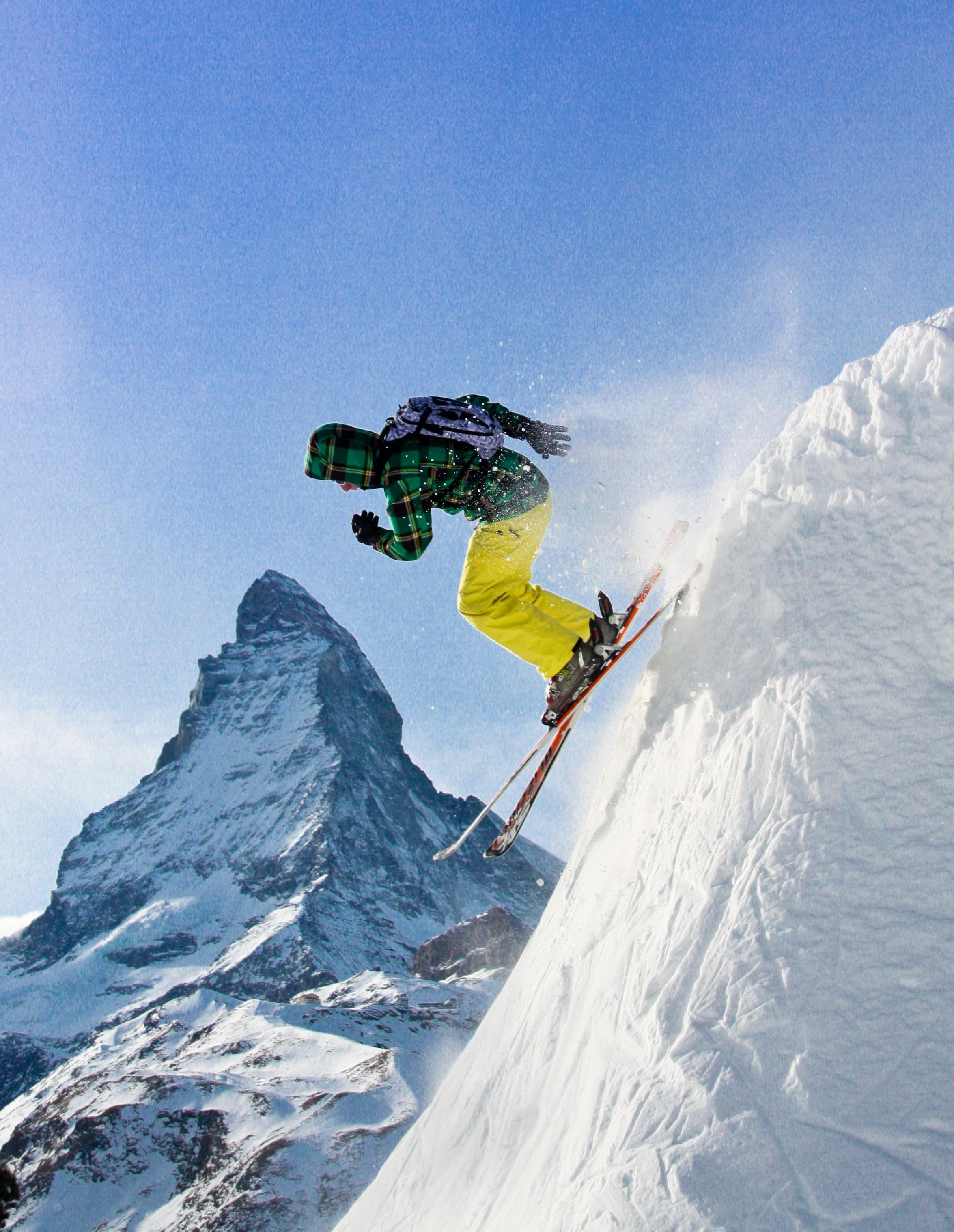
التزحلق على الثلج في زيرمات.

العديد من السويسريين هم من مشجعي كرة القدم والمنتخب الوطني أو «ناتي» مشهور على نطاق واسع. وكانت سويسرة المضيفة المشتركة مع النمسا لبطولة اليورو عام 2008. العديد من السويسريين أيضاً من مشجعي هوكي الجليد الذي يمثله 12 نادي بالدوري، والذي يعد الأكثر حضوراً في أوروبا. وفي عام 2009، استضافت سويسرة بطولة العالم IIHF للمرة العاشرة.

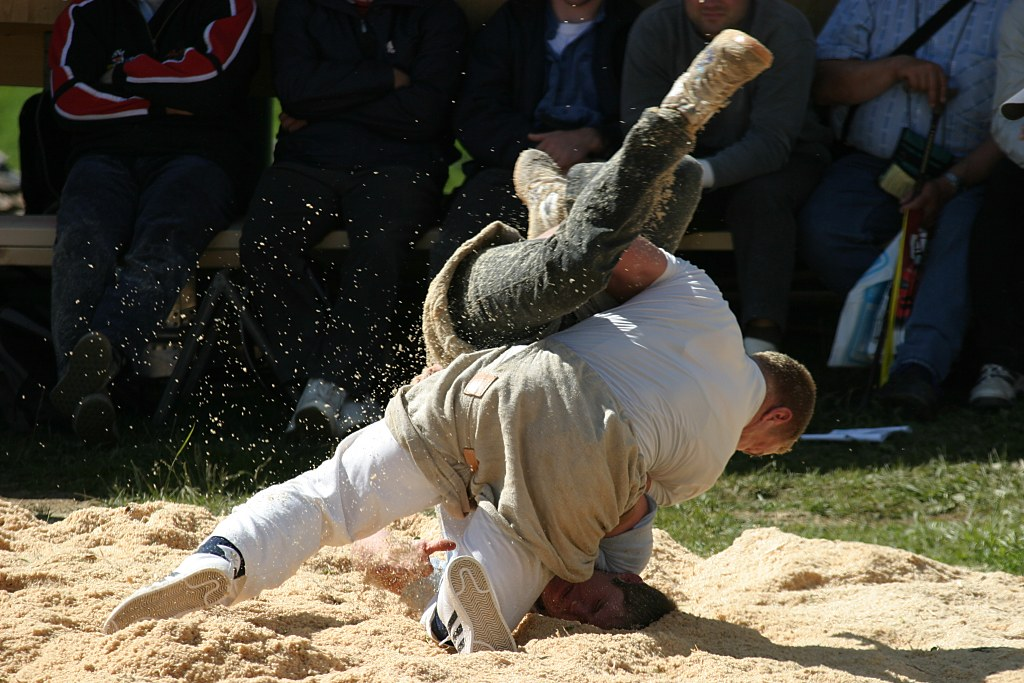
المصارعة السويسرية (شفينجر).

وكانت أيضاً الوصيف لبطولة العالم في عام 2013. جعلت البحيرات العديدة من سويسرة مكانا جذابا للإبحار. وأكبر البحيرات هي بحيرة جنيف، وهي موطن لفريق ألينغي الشراعي الذي كان أول فريق أوروبي يفوز بكأس أميركا في عام 2003 والذي دافع عن اللقب في عام 2007 بنجاح. أصبحت لرياضة التنس شعبية متزايدة، وفاز اللاعبون السويسريون مثل مارتينا هينغيس وروجيه فيدرر عدة مرات بالبطولات الأربع الكبرى.
وحظرت حلبات سباق رياضة السيارات وأحداثها في سويسرة في أعقاب كارثة ومان 1955، إلا أن الحظر ألغي في حزيران 2007. وخلال تلك الفترة، استمرت البلاد في تقديم سائقي سباقات ناجحين مثل كلاي ريجاتسوني، سيباستيان بويمي، جو سيفيرت. كما فازت سويسرة بكأس العالم A1GP لرياضة السيارات في أغسطس 2007 مع السائق نيل جاني. وفاز السويسري توماس لوثي متسابق الدراجات النارية ببطولة العالم عام 2005 في فئة 125CC.
تشمل الرياضات التقليدية المصارعة السويسرية أو «شوينجين». وهو تقليد قديم للكانتونات الوسطى الريفية وتعتبر الرياضة الوطنية من قبل البعض. «في هورنوسين» هي رياضة سويسرية أخرى تقليدية، وهي خليط بين لعبة البيسبول والغولف. «ستينستوسين» هي مسابقة في رمي الحجر الثقيل. تمارس فقط بين سكان جبال الألب منذ عصور ما قبل التاريخ، وسجلت الأماكن الأثرية أنها مورست في بازل في القرن 13

## الأعياد والعطلات الرسمية
تختلف أيام العطل الرسمية في سويسرة من كانتون إلى آخر. وتتضمن لائحة أهم الأعياد في الفدرالية، الفاتح من يناير / كانون الثاني، يوم الجمعة الحزين، أحد الفصح، اثنين الفصح، الفاتح من مايو/أيار (يحتفل به فقط في بعض الكانتونات مثل مدينة بازل وجنيف وزيوريخ)، عيد الصعود أو خميس الصعود، أحد العنصرة، اثنين العنصرة (عيد الجسد أو عيد القربان وتحتفل به الكانتونات الكاثوليكية فقط). الفاتح من أغسطس/آب (العيد الوطني للفدرالية). الـ15 من أغسطس/آب (عيد الصعود في الكانتونات الكاثوليكية)، الأحد الثاني من شهر سبتمبر/ أيلول (اليوم الفدرالي للصلاة). الفاتح من نوفمبر/ تشرين الثاني (عيد جميع القديسين، فقط في الكانتونات الكاثوليكية). الـ25 من ديسمبر/ كانون الأول، الـ26 من ديسمبر/ كانون الأول.

## متفرقات

### العضوية في منظمات عالمية
| علم المنظمة | اسم المنظمة                               | تفاصيل العضوية          |
| ----------- | ----------------------------------------- | ----------------------- |
|             | الأمم المتحدة                             | الانضمام 10 سبتمبر 2002 |
|             | منظمة التعاون الاقتصادي والتنمية          | الانضمام 28 سبتمبر 1961 |
|             | مجلس أوروبا                               | الانضمام 6 مايو 1963    |
|             | وكالة الفضاء الأوروبية                    | الانضمام 19 نوفمبر 1976 |
|             | منظمة التجارة العالمية                    | عضو مؤسس 1 يوليو 1995   |
|             | الرابطة الأوروبية للتجارة الحرة           | عضو مؤسس 3 مايو 1960    |
|             | المرصد الأوروبي الجنوبي                   | الانضمام 1981           |
|             | منظمة الأمن والتعاون في أوروبا            | الانضمام 25 يونيو 1973  |
|             | البنك الدولي للإنشاء والتعمير             | الانضمام مايو 1992      |
|             | مؤسسة التنمية الدولية                     | الانضمام ؟؟             |
|             | مؤسسة التمويل الدولية                     | الانضمام 1992           |
|             | وكالة ضمان الاستثمار متعدد الأطراف        | الانضمام 1988           |
|             | المركز الدولي لتسوية المنازعات الاستشارية | الانضمام 1968           |
|             | البنك الإفريقي للتنمية                    | الانضمام 1973           |
|             | بنك التنمية الآسيوي                       | الانضمام 1967           |

## معرض الصور

### المناظر الطبيعية

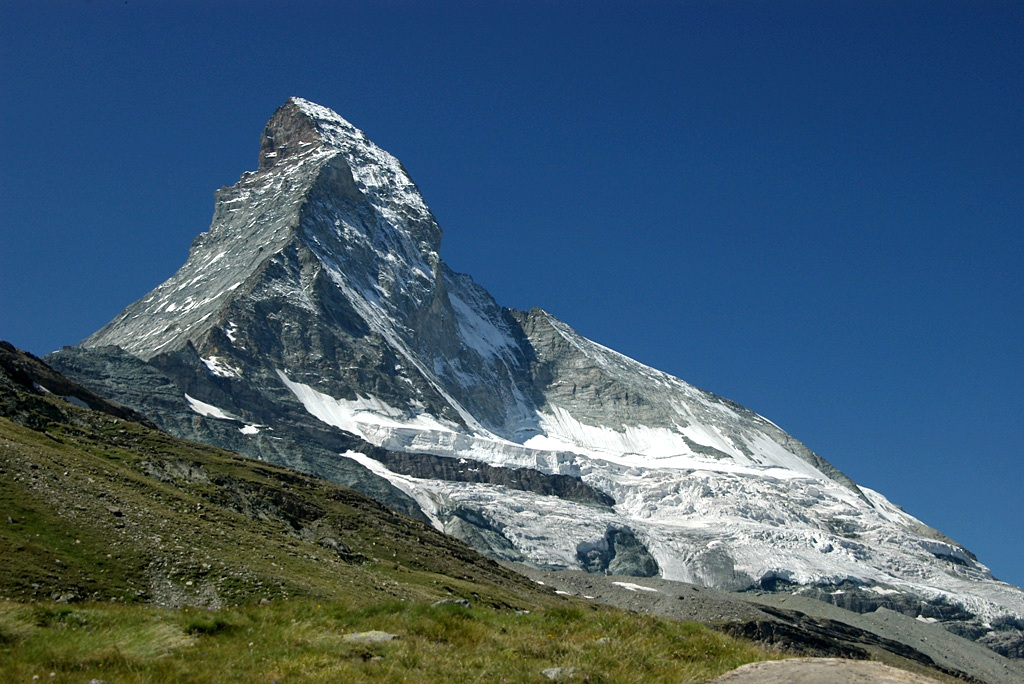
ماترهورن.
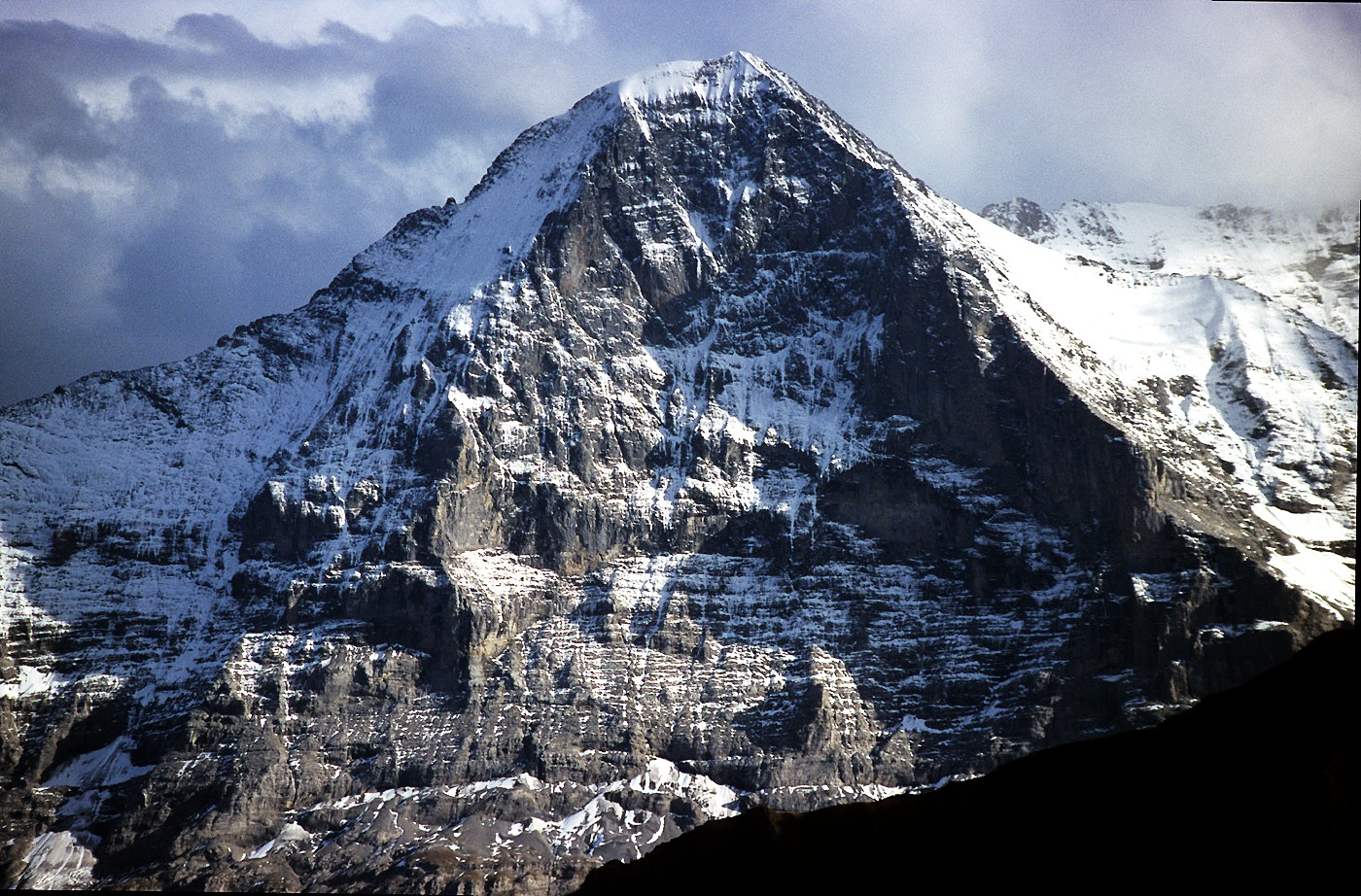
الوجه الشمالي لايجر.
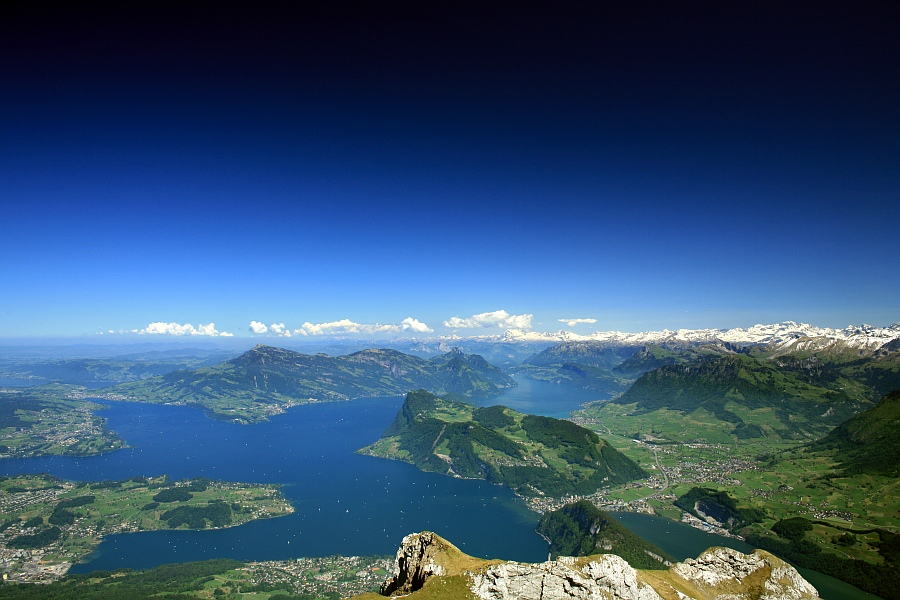
بحيرة لوسيرن من بيلاتوس.
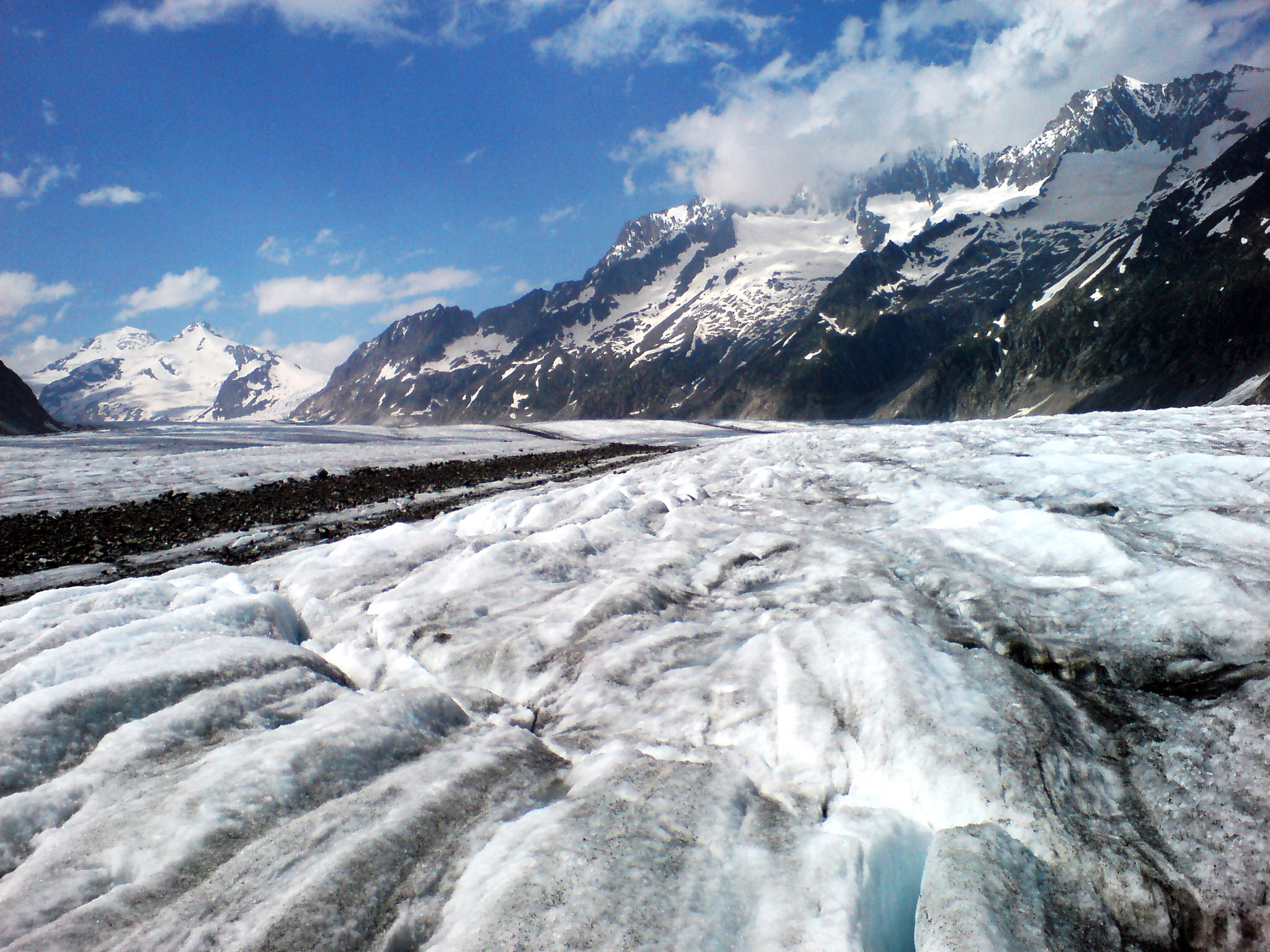
إليتش جلاسير جنوب كونكورديا.
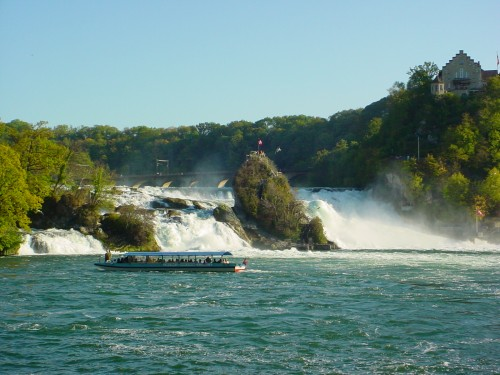
شلالات الراين في نويهاوزن أم راينفال.
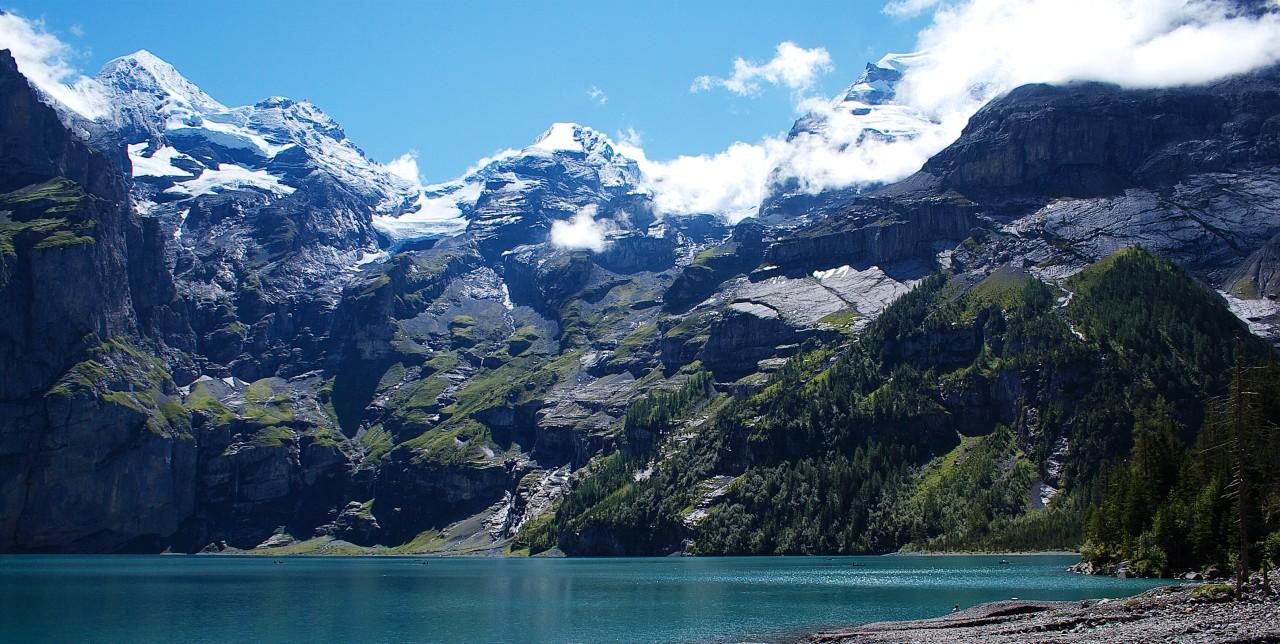
بحيرة ويشينين، كانديرستيحوالي
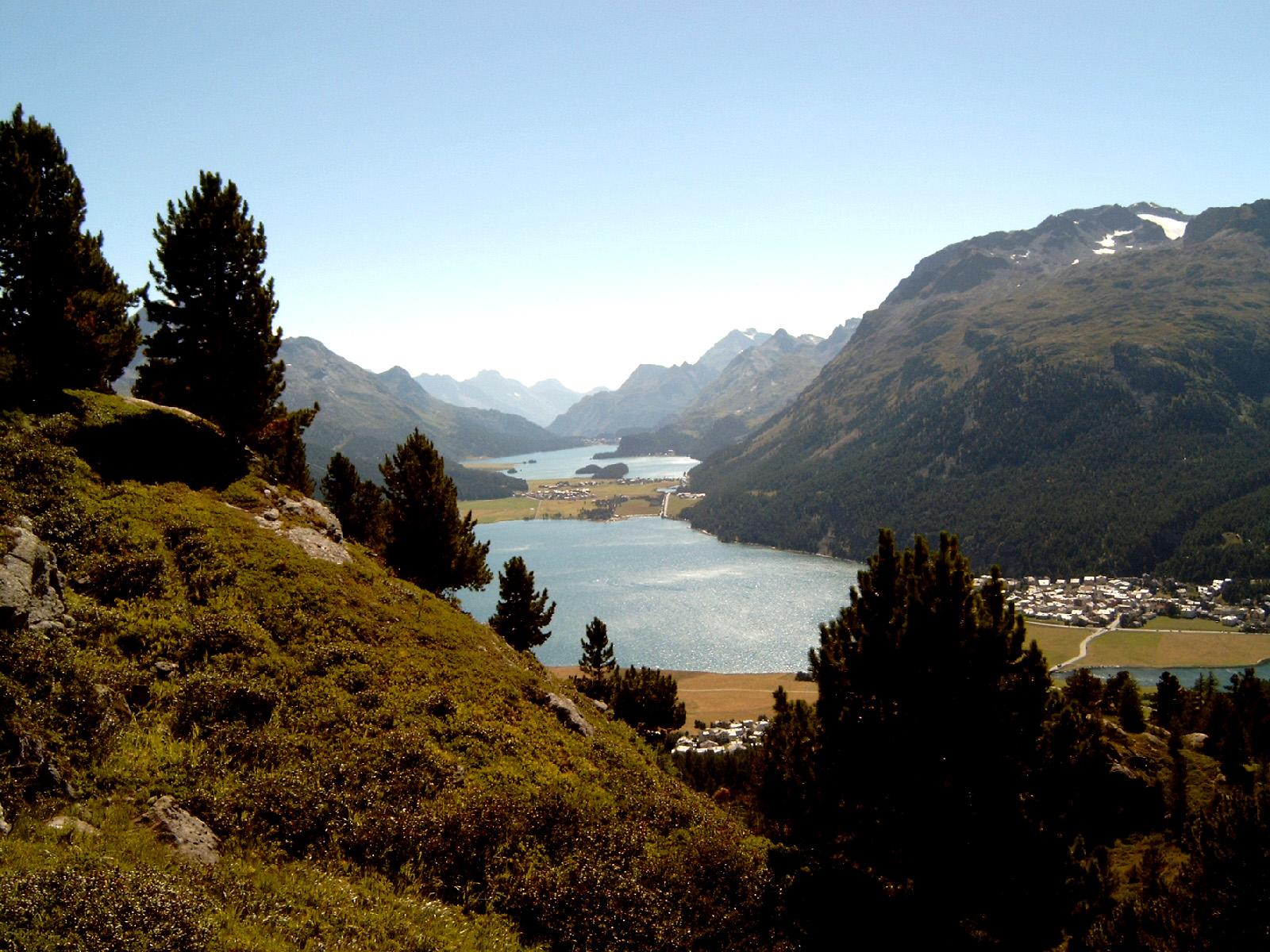
بحيرات إنجادين العليا، جريسنس.
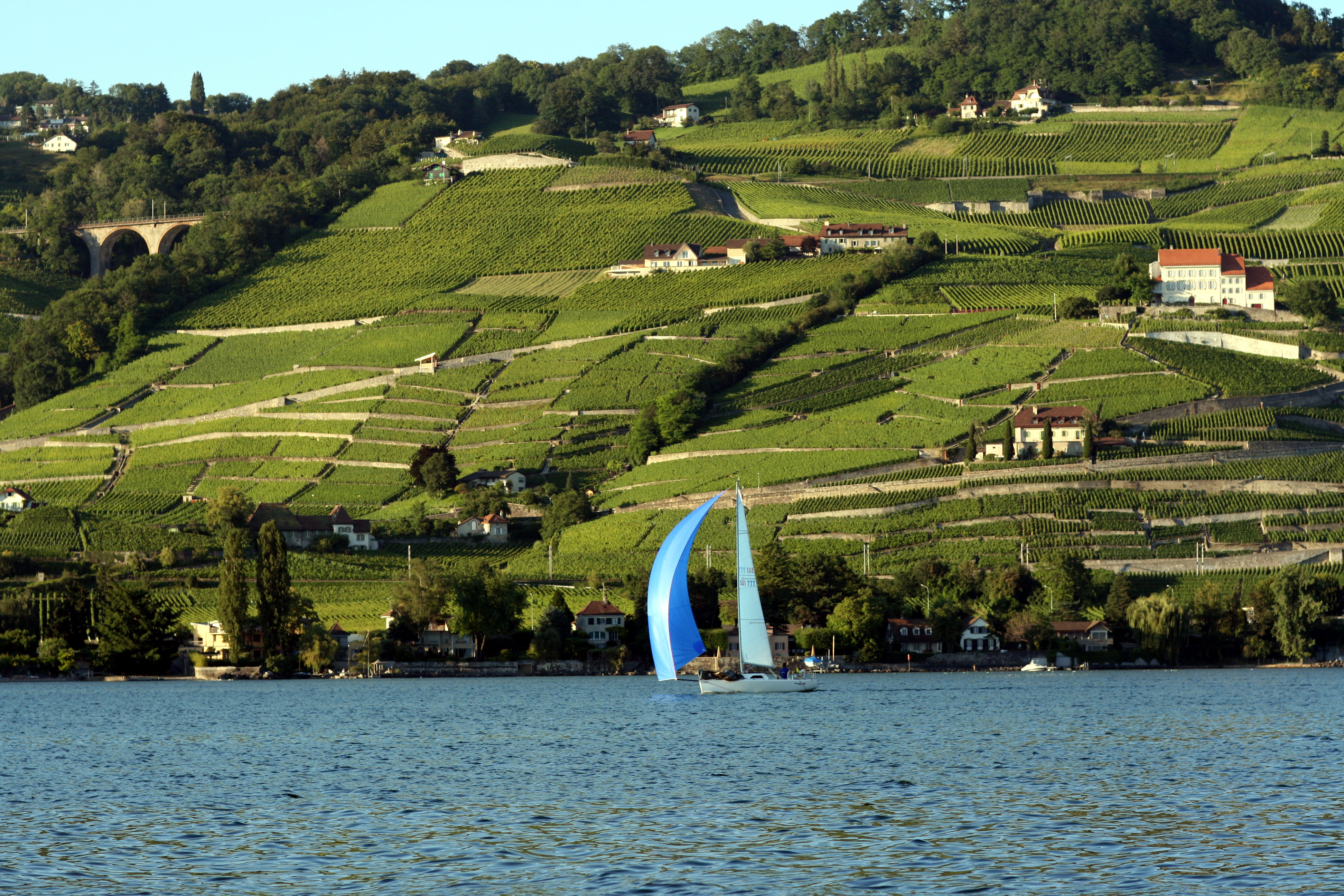
بحيرة لافو، جنيف.
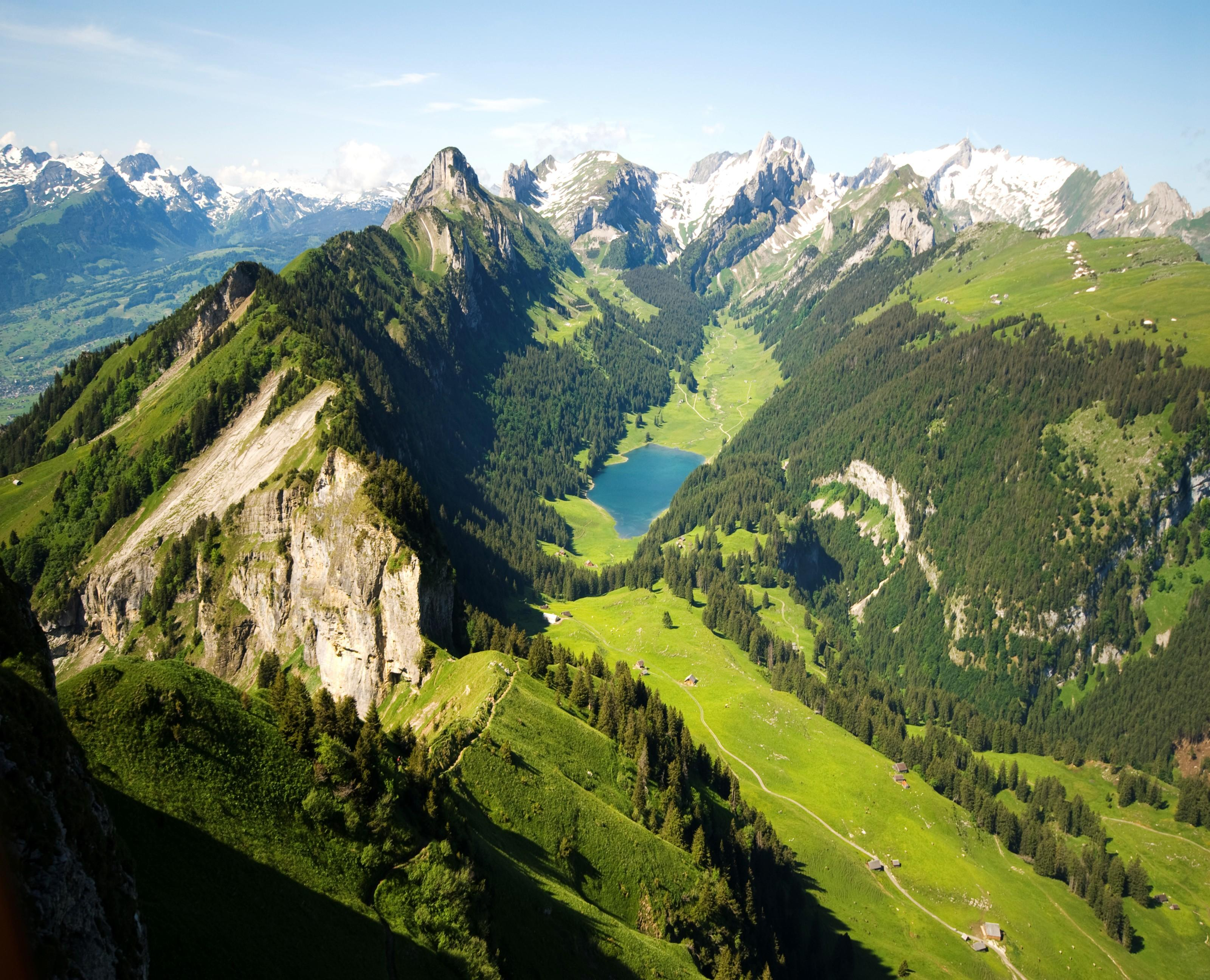
كتلة صخرية من هوهير كاستين.
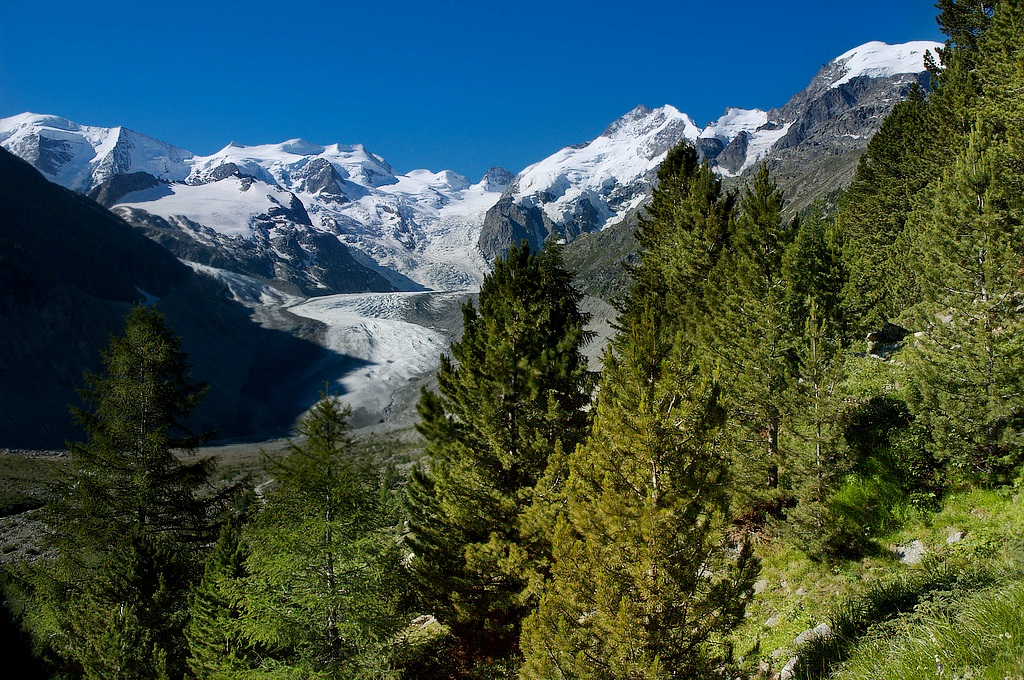
مورتيراستش الجليدي، غراوبوندن.

### المدن

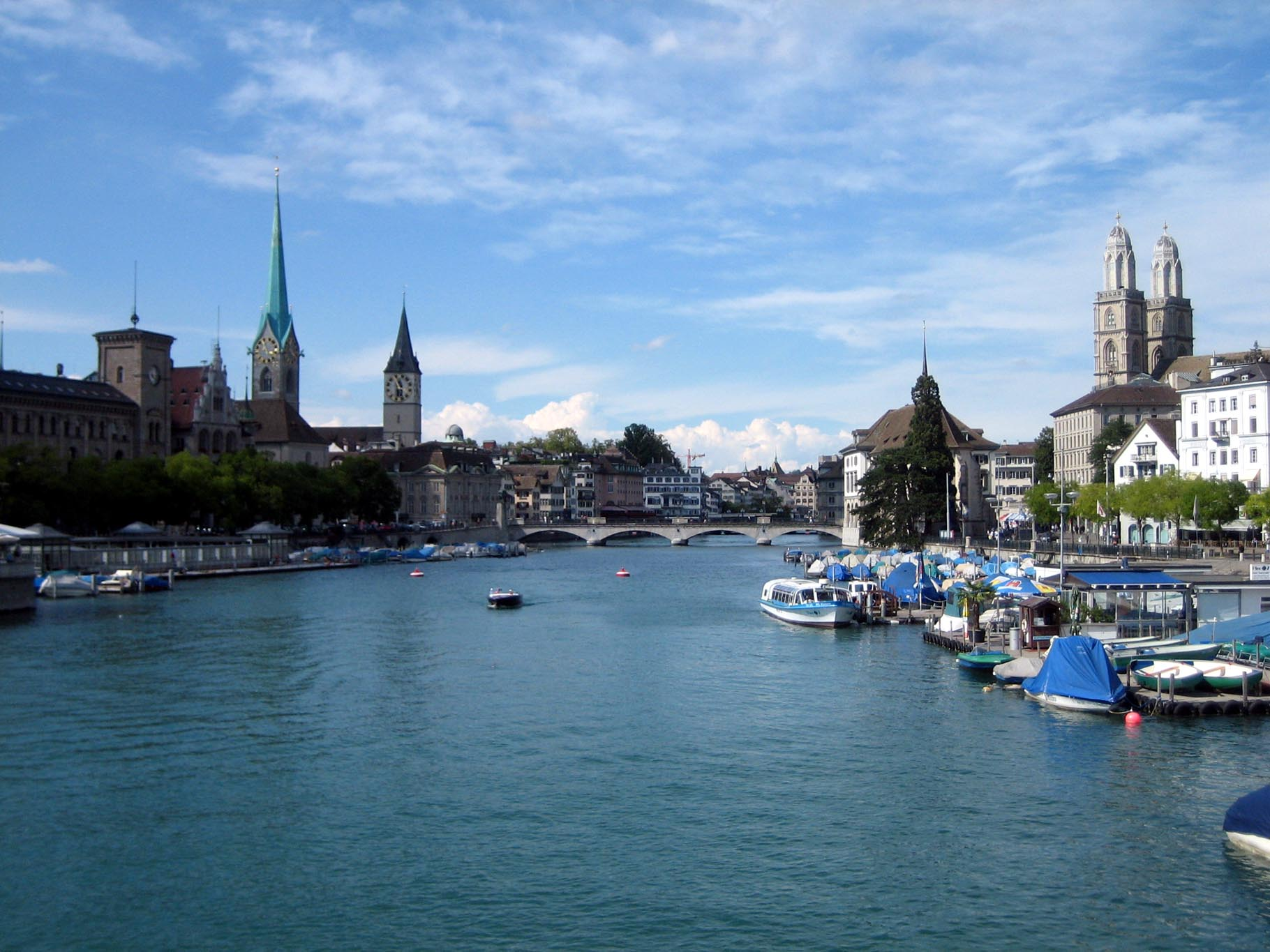
زيورخ.
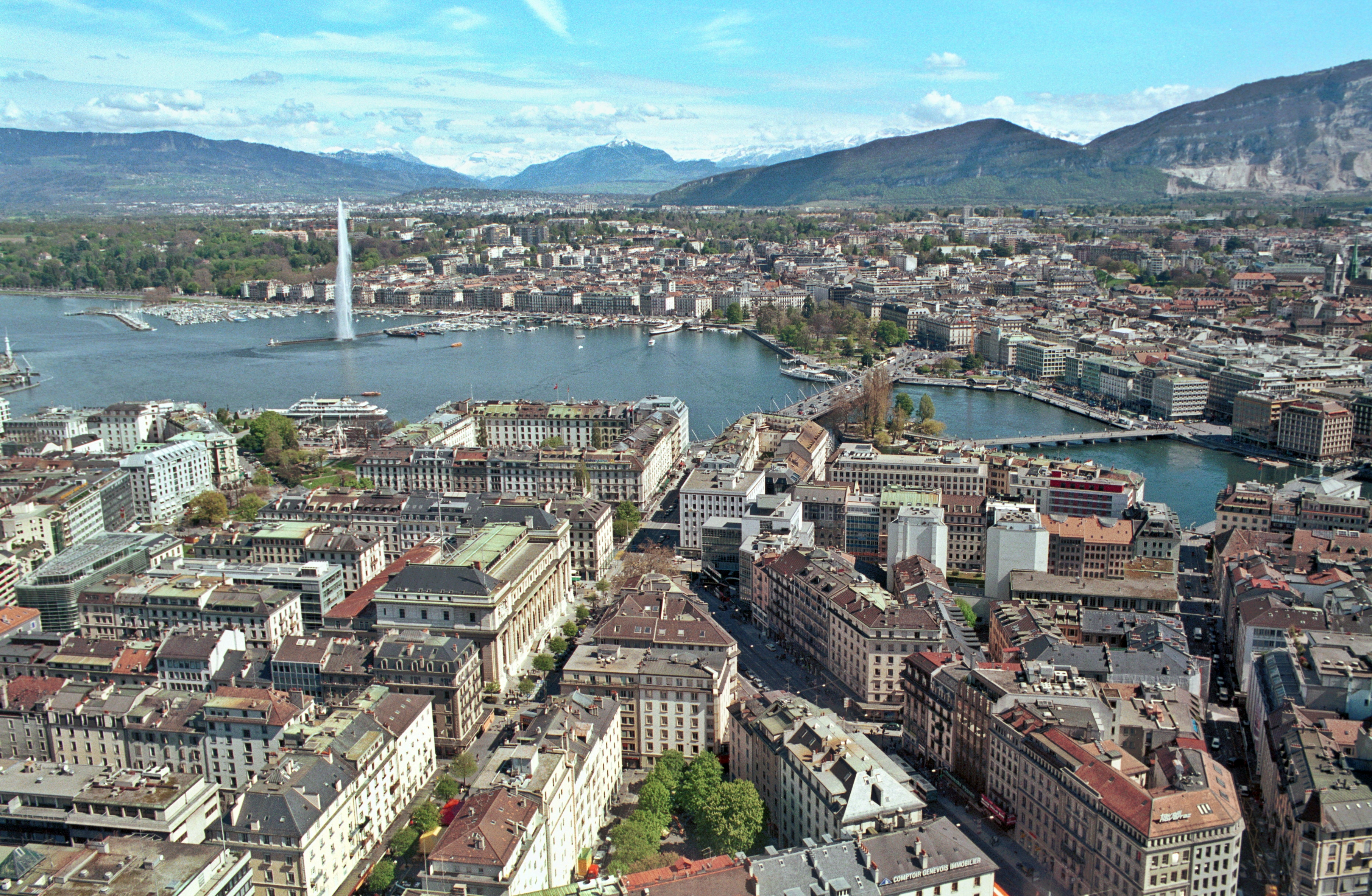
جنيف.
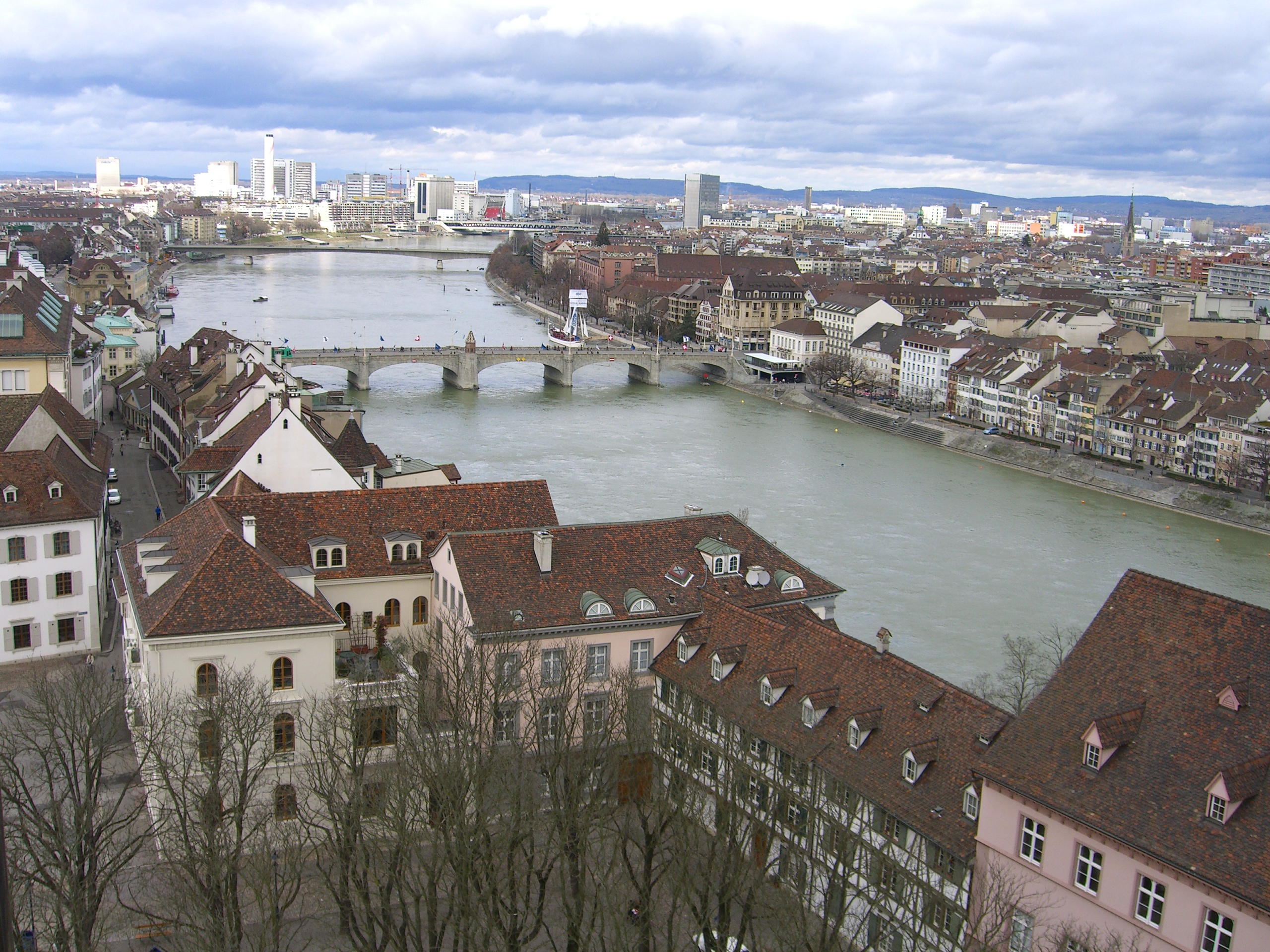
بازل.
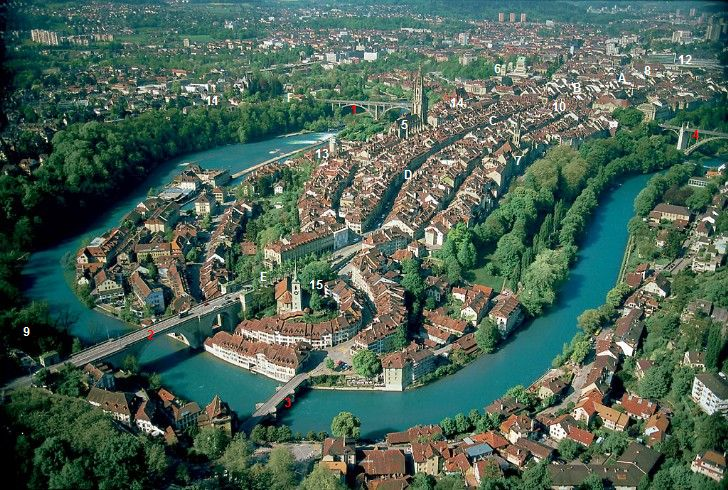
برن.
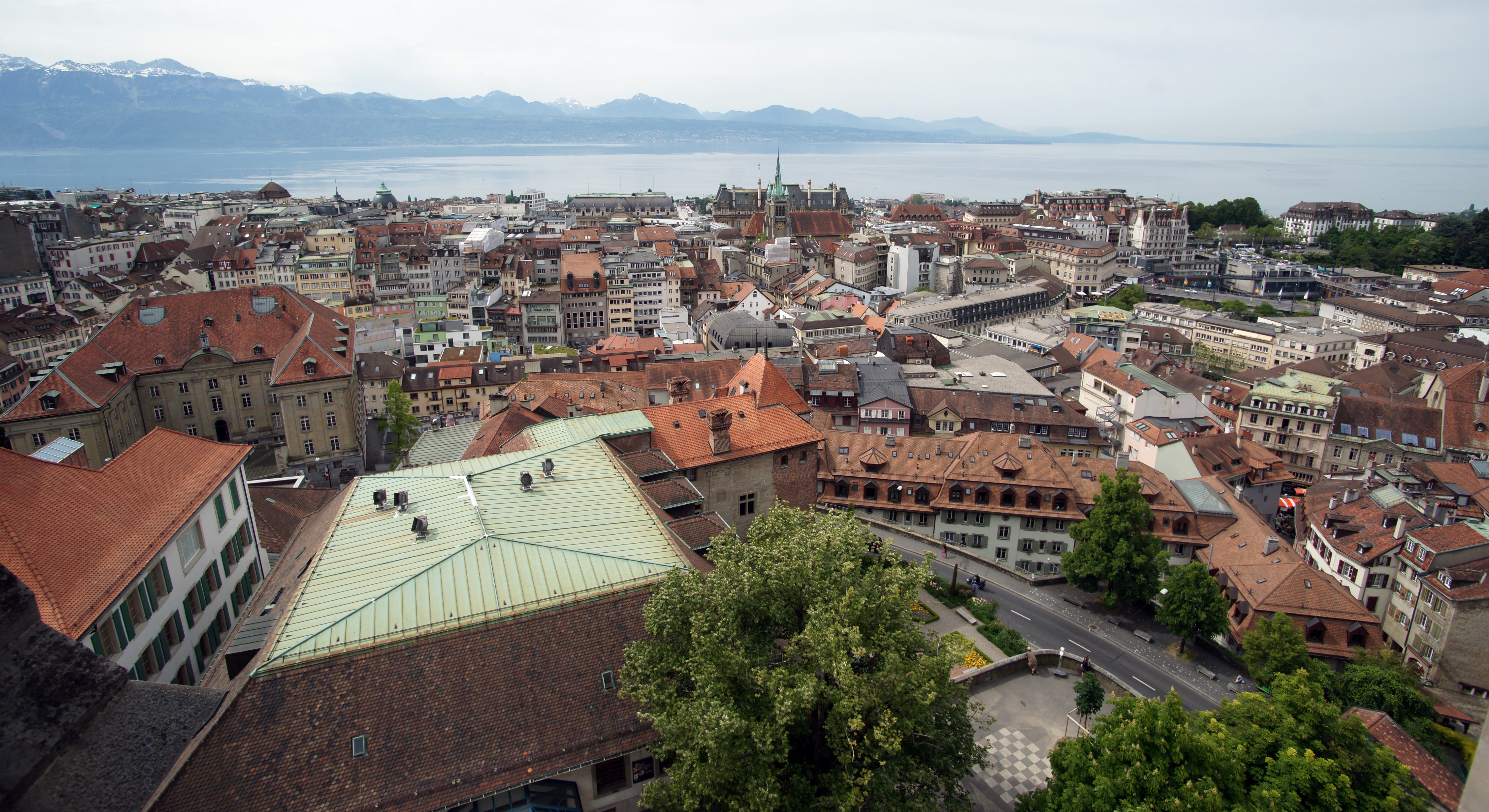
لوزان.

### آثار

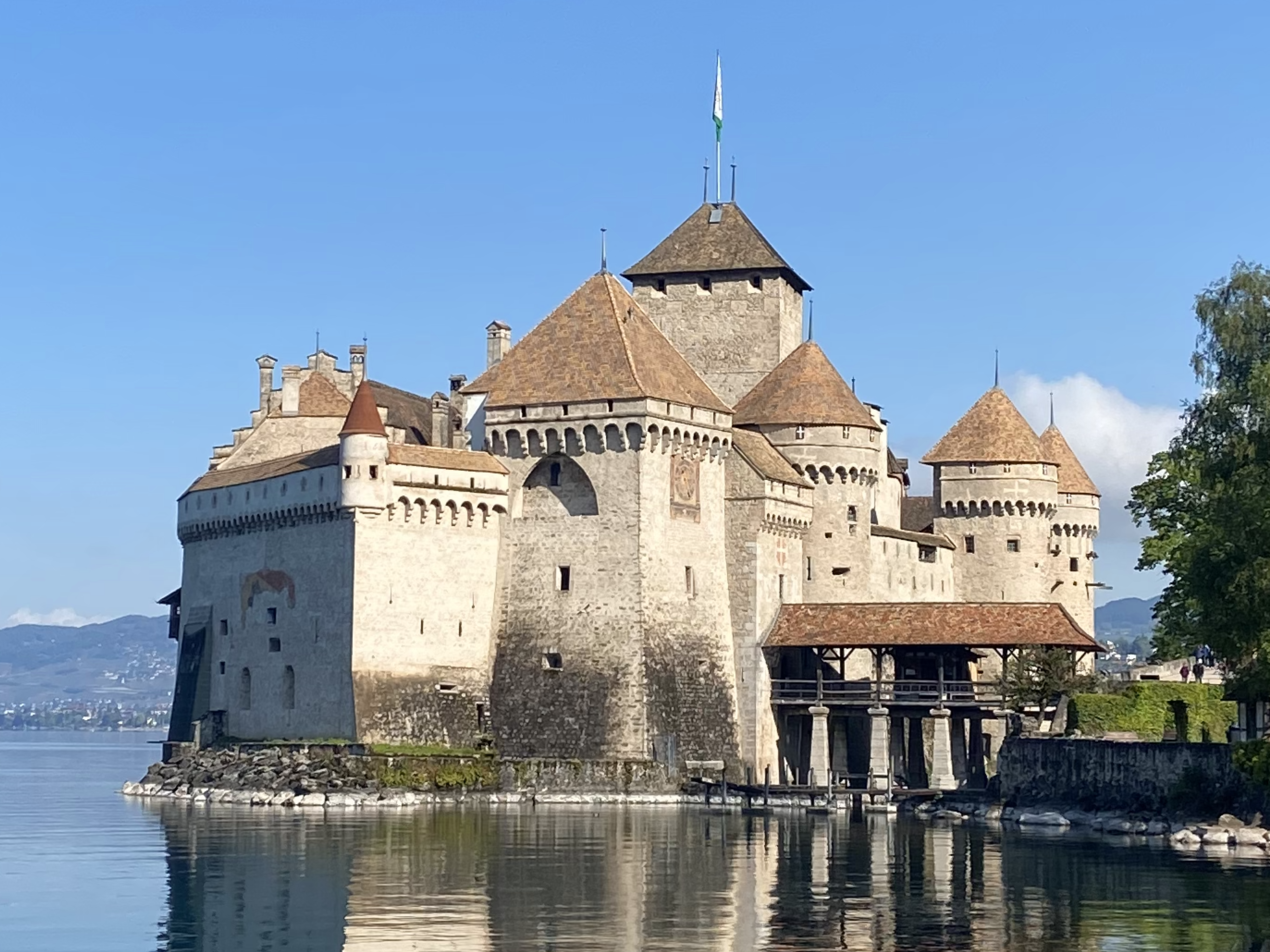
قلعة شيلون في بحيرة جنيف.
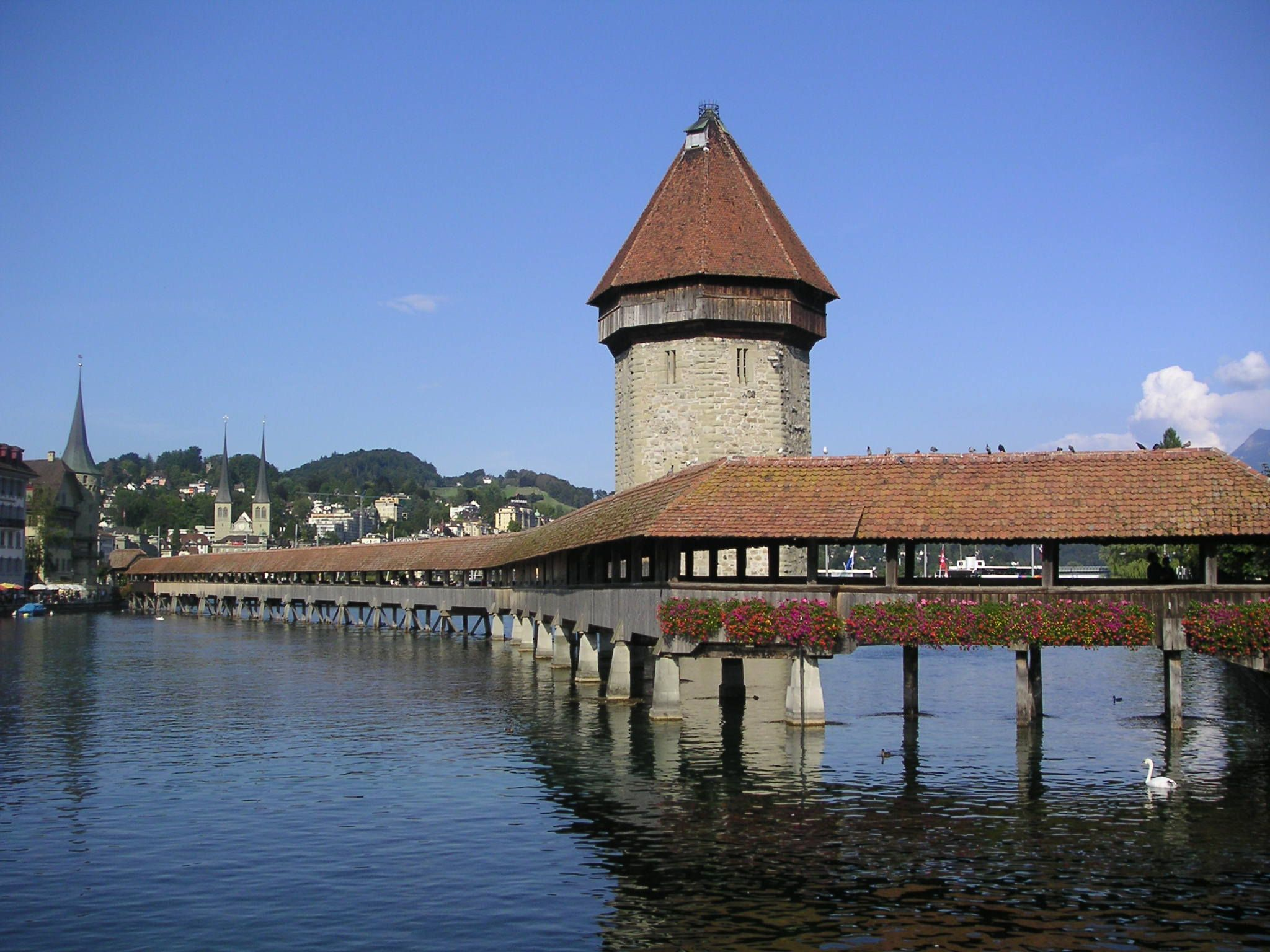
كابيلبروكا في لوسيرن.
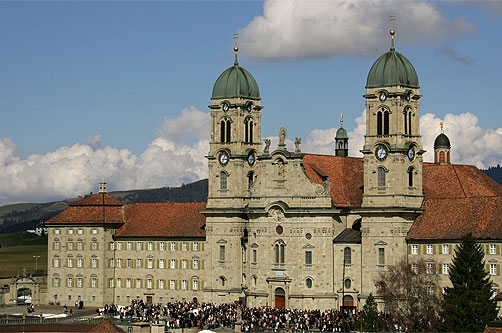
دير اينزيدلن، شفيتس.
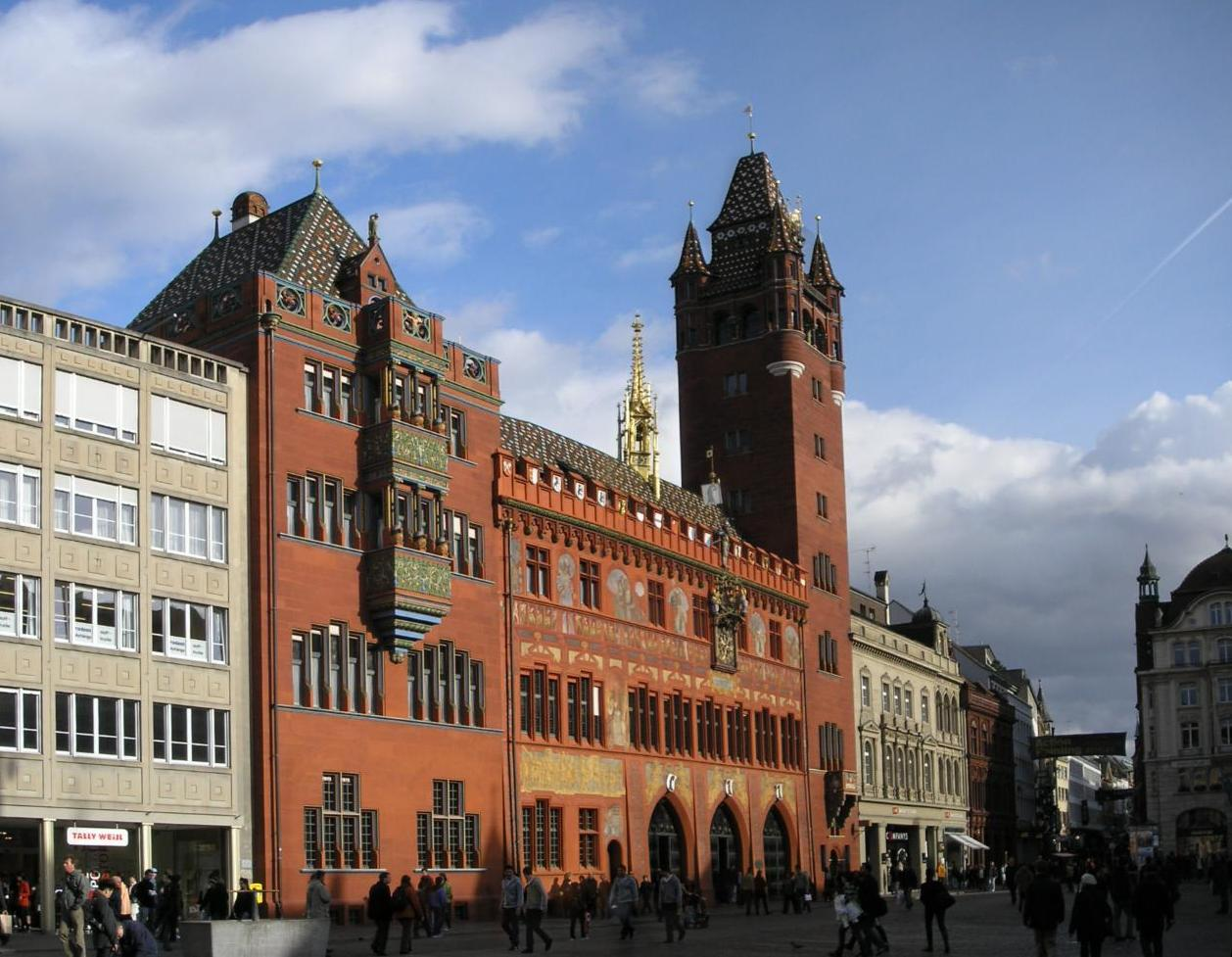
المجلس البلدي لمدينة بازل.
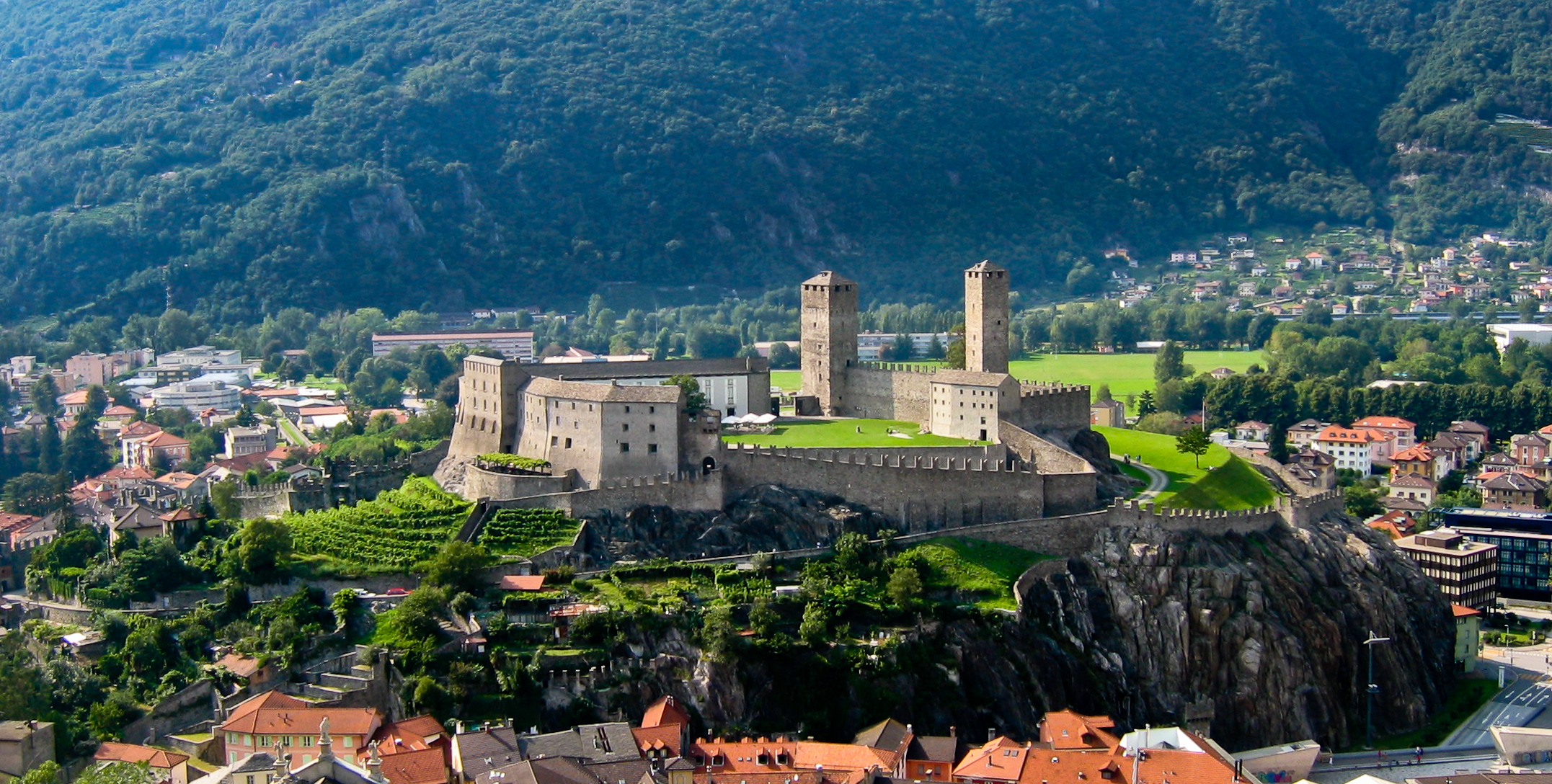
قلاع بيلينزونا، تيسان.
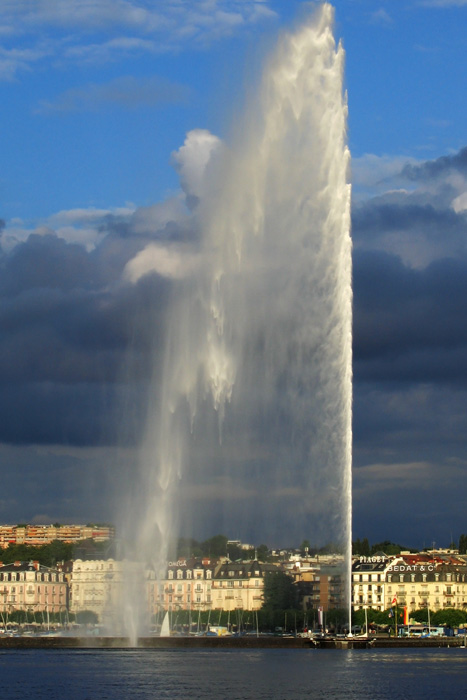
نافورة جنيف.

### المواصلات

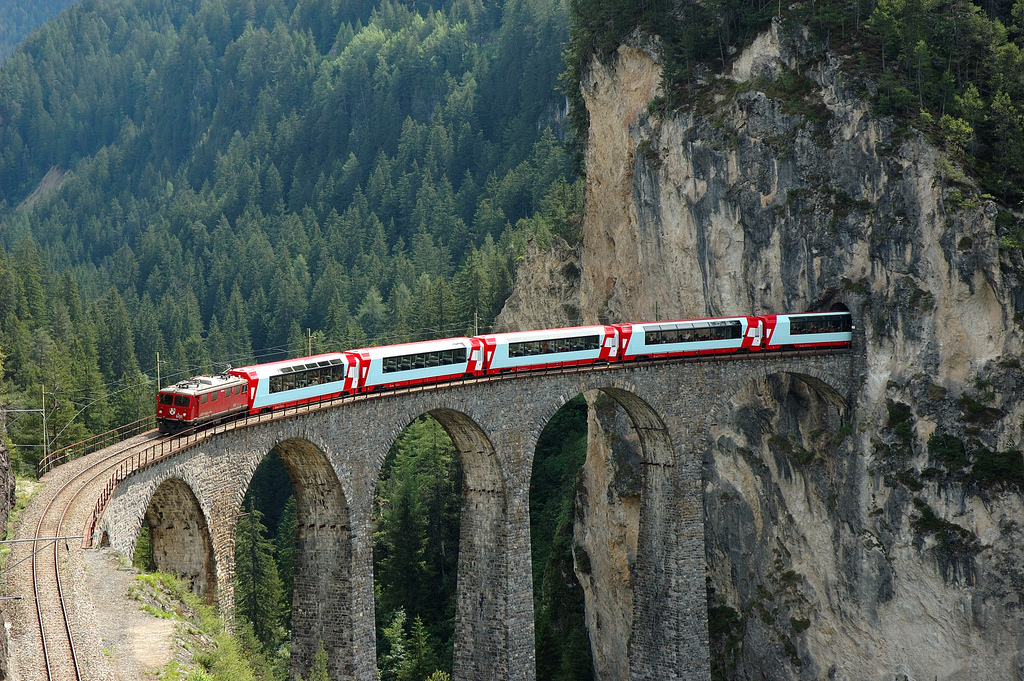
اكسبريس الجليدية على جسر لاندفاسر.
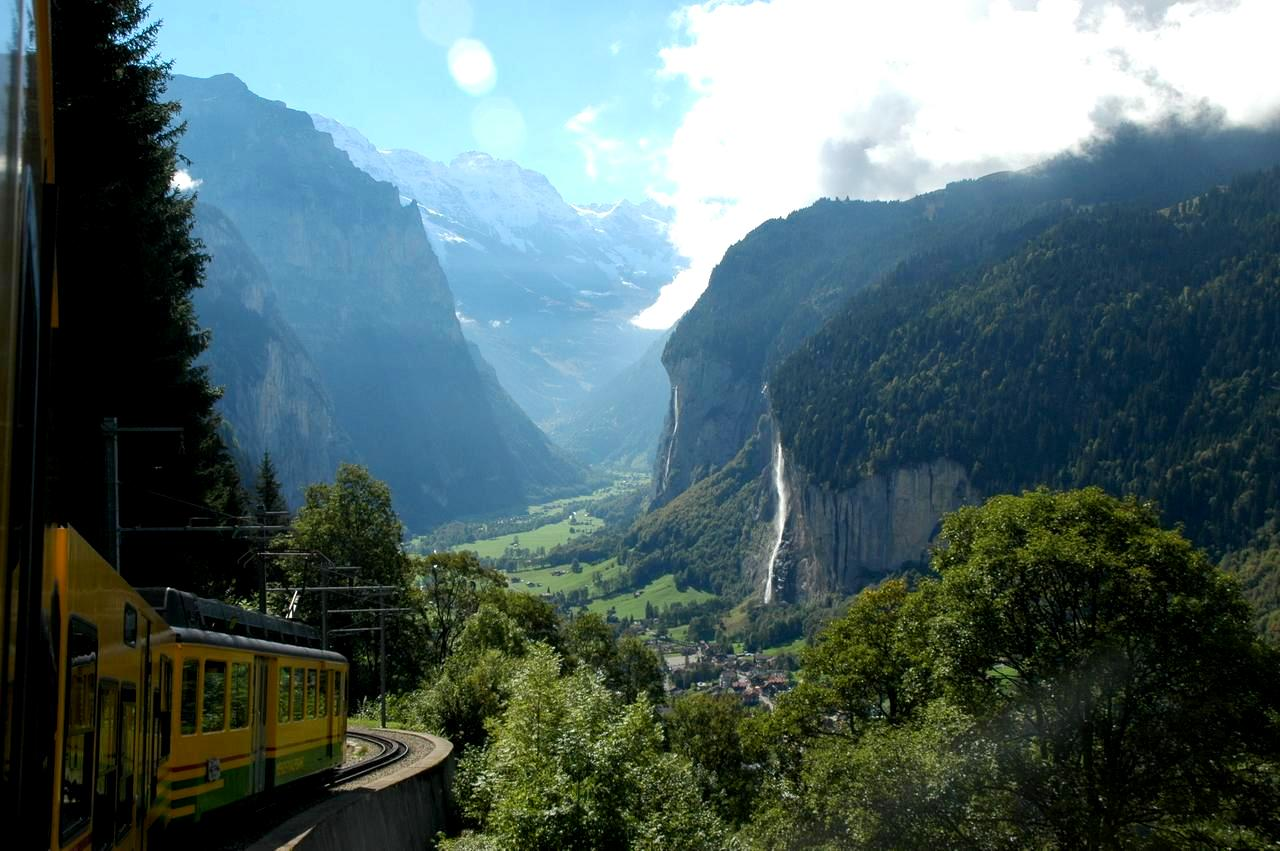
قطار يصل إلى ون قن، بيرن جبال الألب.
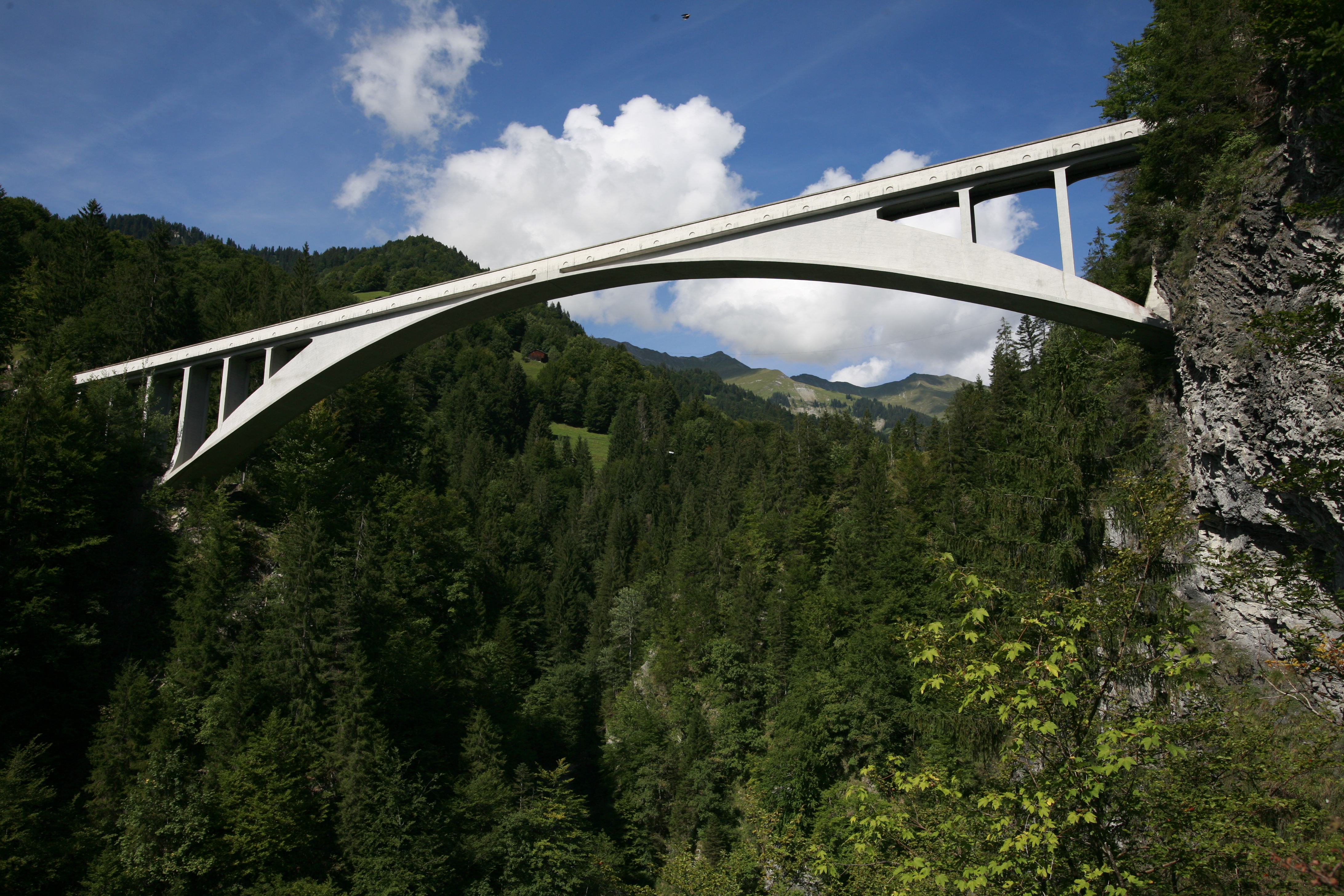
جسر سالجيناتوبيل.
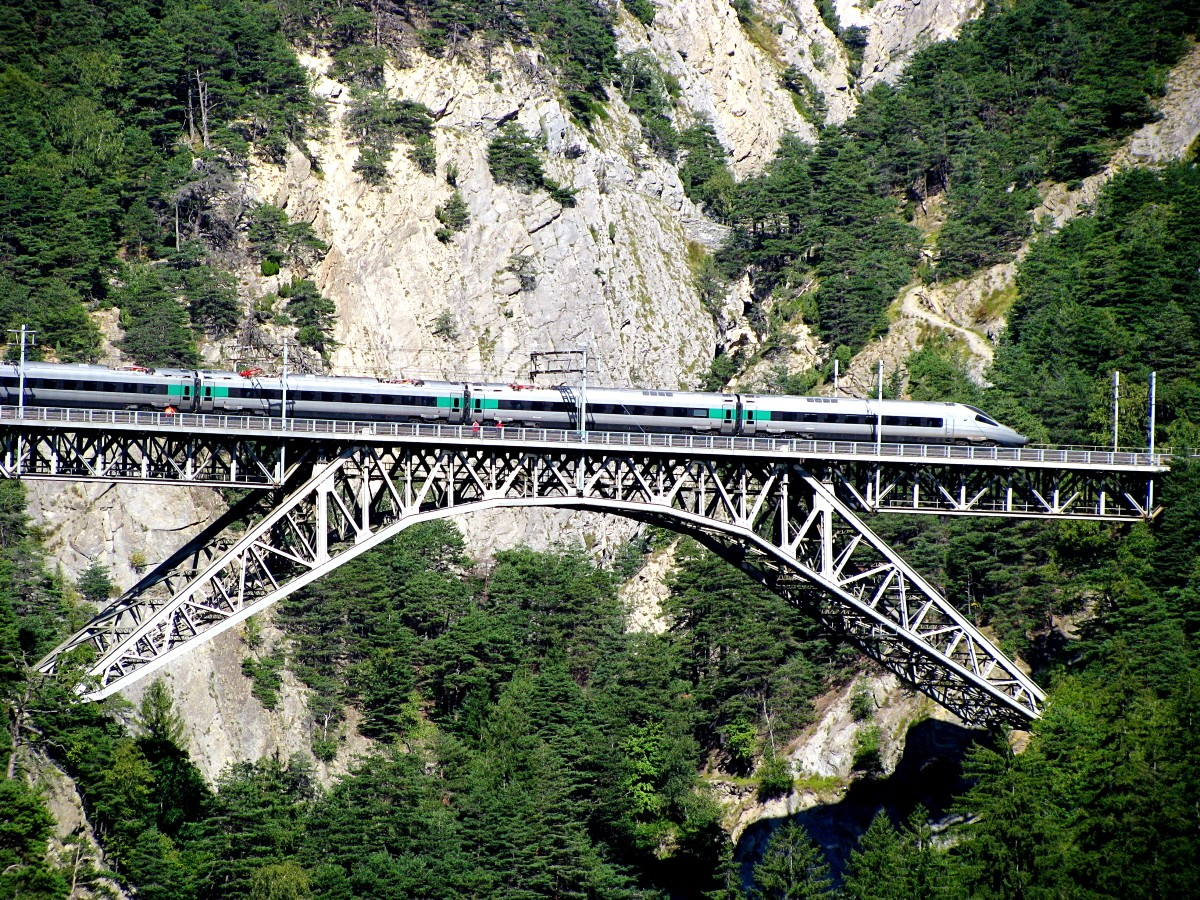
جسر بيتشتال على خط BLS.
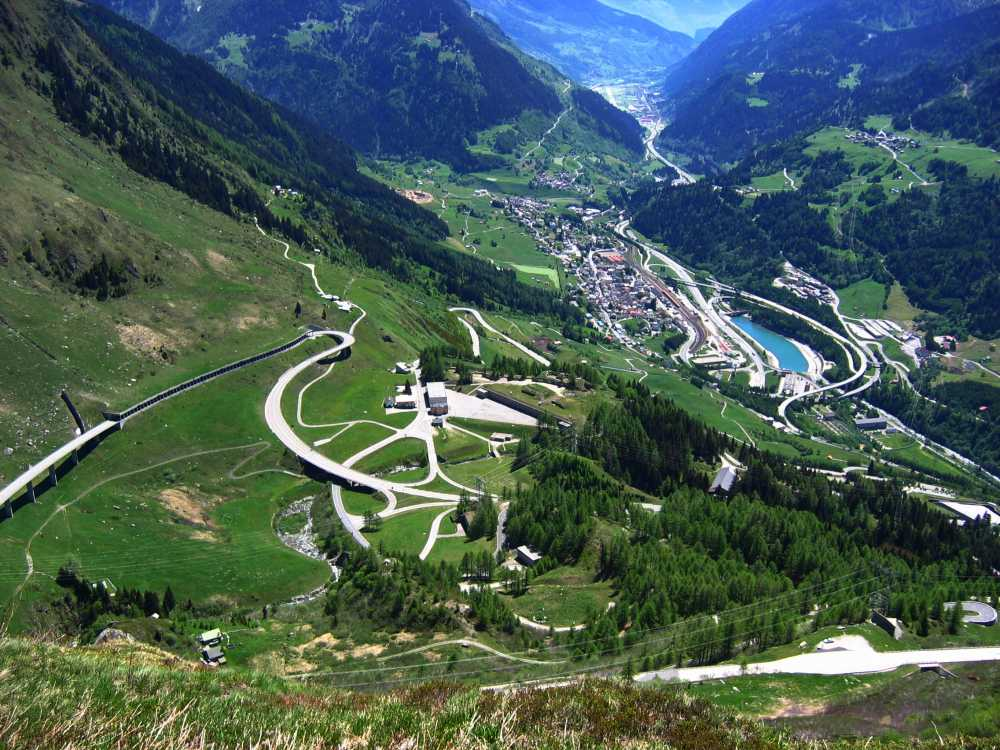
المنحدر الجنوبي من سان غوتهارد باس، تيسان.

## المزيد من القراءة
- Church, Clive H. (2004) The Politics and Government of Switzerland. Palgrave Macmillan. ISBN 0-333-69277-2.
- Dalton, O.M.  [لغات أخرى]‏ (1927) The History of the Franks, by Gregory of Tours. Oxford: The Clarendon Press.
- Fahrni, Dieter. (2003) An Outline History of Switzerland. From the Origins to the Present Day. 8th enlarged edition. Pro Helvetia, Zürich. ISBN 3-908102-61-8
- von Matt, Peter: Das Kalb vor der Gotthardpost. Zur Literatur und Politik in der Schweiz. Carl Hanser Verlag, München, 2012, ISBN 978-3-446-23880-0, S. 127–138.
- قاموس سويسرة التاريخي (2002–). Published electronically and in print simultaneously in three national languages of Switzerland.

## وصلات خارجية
- سويسرة - من موقع الموسوعة المعرفية الشاملة
- إذاعة سويسرة العالمية سويس إنفو بالعربية

الحكومة
- المجلس الاتحادي
- السلطات الاتحادية في الاتحاد السويسري
- بوابة المعلومات السويسرية
- لاحصائيات السويسرية من مكتب الإحصاء للإتحادي السويسري.
- معلومات عملية

المراجع
- سويسرة فييو سي بي مكتبات GovPubs.
- سويسرة في موسوعة بريتانيكا.
- سويسرا على مشروع الدليل المفتوح
- ملف سويسرة على بي بي سي نيوز.
- سويسرا  على كتاب حقائق العالم

الجغرافيا
- أطلس ويكيميديا حول سويسرا
- المكتب الفدرالي للطوبوغرافيا
- خريطة تفاعلية للبحث (search.ch)
- معلومات جغرافية متعلقة بسويسرا على خريطة الشارع المفتوح

السفر
- السياحة

التاريخ
- (بالألمانية)

```
(بالفرنسية)
 
(بالإيطالية)
 
القاموس التاريخي لسويسرة
```

- الجمعية التاريخية الأمريكية السويسرية

اللغات
- swiss-linguistics.com, بوابة عن البحث اللغوي الحالي في سويسرة.

وسائل الإعلام
- الصحف اليومية
  - (بالألمانية)

```
Tages-Anzeiger
```

- - (بالألمانية)

```
Neue Zürcher Zeitung
```

- - (بالفرنسية) Le Temps
  - (بالإيطالية) Corriere Del Ticino
- swissinfo.ch, Swiss News – Worldwide

التعليم العالي
- الجامعات في سويسرة
- النظام المدرسي السويسري

العلوم والبحوث والتكنولوجيا
- أمانة الدولة للتعليم والبحث العلمي
- البوابة السويسرية للأبحاث والابتكار (مصدر خاص).